# 慶應義塾
慶應義塾（けいおうぎじゅく）は、日本の学校法人。福澤諭吉が1858年に、岡見彦三の推挙により中津藩江戸藩邸で講師となった蘭学塾「一小家塾」が起源。シンボルマークは、ペンマーク。

## 「義塾」の意味と慶應義塾の創設

### 義塾の用例

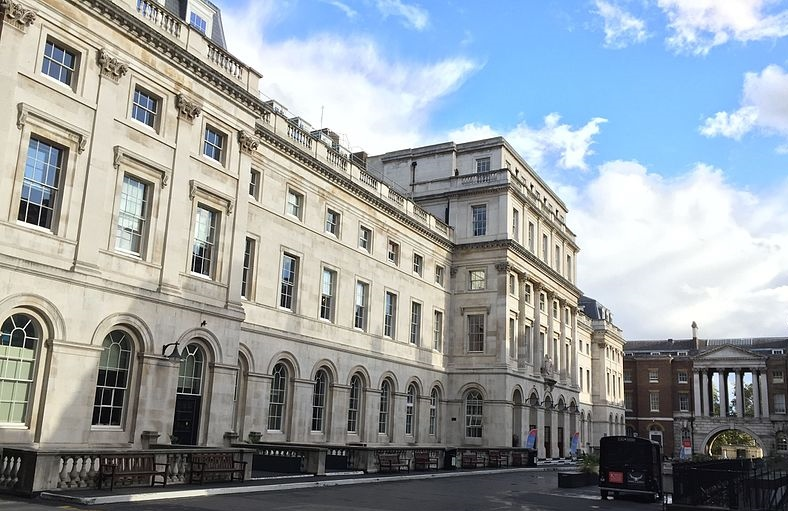
慶應義塾のモデルとなった英国国教会のキングス・カレッジ・スクールがあったキングス・カレッジ・ロンドン（King's Building in the Strand Campus、1831年竣工）

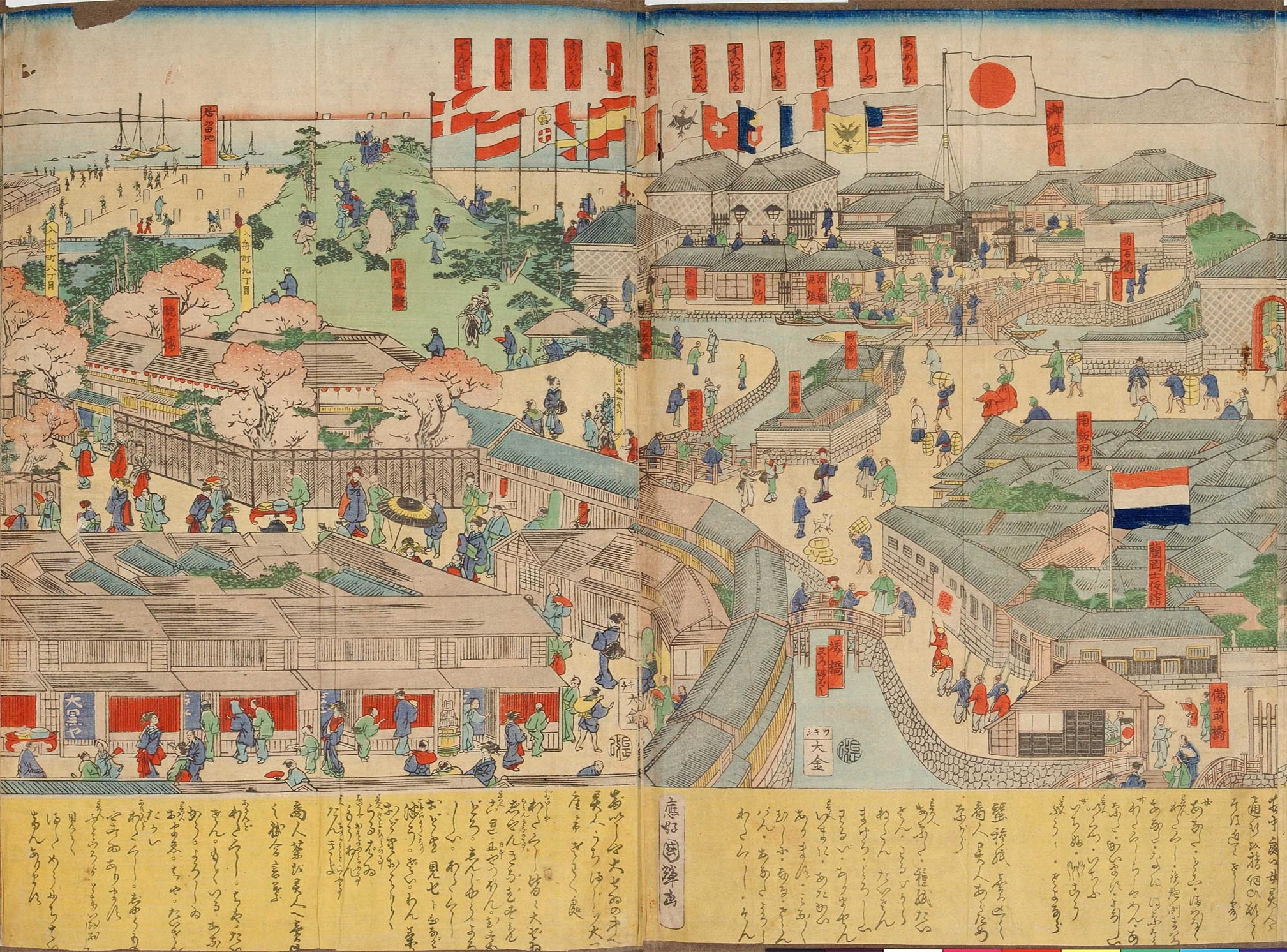
1862年（文久2年）江戸築地鉄砲洲中津藩中屋敷内の蘭学塾。慶應義塾の発祥。画面中央左側築山下の平地。

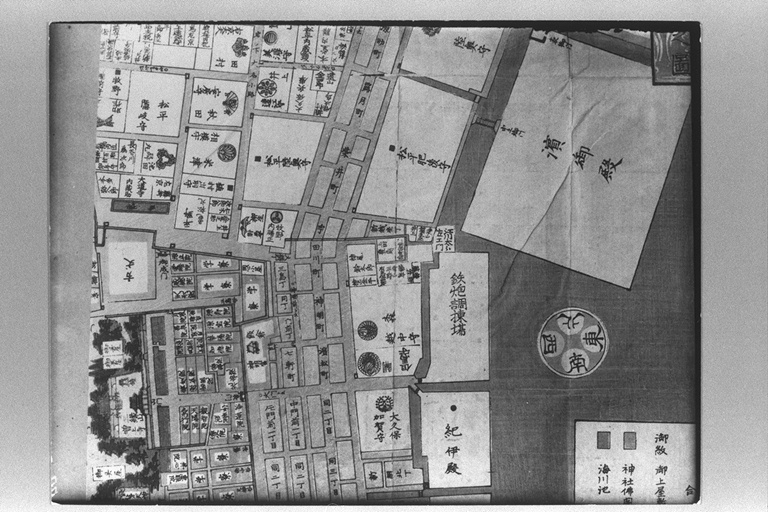
図中央に新銭座町とあるのが慶應義塾に当たり、東には浜御殿がある。江川英龍の「江川太郎左衛門鉄砲調練所」が隣接しており、この江川家屋敷に「分塾」があった。
----
尾張屋清七版芝愛宕下絵図

中国においては、「義塾」とは公衆のために義捐金で運営される学費不要（無月謝）の学塾を意味し、14世紀半ばの元末に書かれた陶宗儀『輟耕録』にみられるという。
日本における「義塾」の先駆は、天明7年（1787年）、のちに蝦夷地探検で功績を挙げる当時17歳の近藤重蔵が、同志と協力して年少子弟のために開いた私塾の名称「白山義塾」であるとされる。また、掛川藩儒員松崎慊堂の日記「慊堂日暦」の文政8年（1825年）1月25日の条に、慊堂が桑名藩の儒者広瀬蒙斎を訪れて「義塾の事を議す」とあり、さらに、寺門静軒が天保3年（1832年）に著した「江戸繁盛記」4篇学校の項には、「官学外儒門の義塾」との用例があるという。

### 慶應義塾の創設
1868年（慶應4年）4月、福澤諭吉は築地鉄砲洲の中津藩中屋敷で預かっていた「一小家塾」の芝新銭座（現・港区浜松町）への移転と、新しい近代学塾としての学校組織の創設に際し、慶應義塾の独立宣言とも言うべき『慶應義塾之記』を著し、その中で慶應義塾の命名とモデルとした学校について以下を記した。
「彼の共立学校の制」とは、英国国教会が設立したパブリックスクールであるキングス・カレッジ・スクール（KCS）を指すものとされ、1862年5月（文久2年4月）に文久遣欧使節としてイギリス滞在中の福澤が、医師のトーマス・チェンバースの案内で訪問した同校をモデルとして、およそ6年後の1868年（慶應4年）4月に英学塾の慶應義塾が創設された。創設の際の校名に、当時の年号である「慶應」とパブリックスクールの訳語である共立学校を意味する「義塾」の名が冠された。また、慶應義塾のスクールカラーはモデル校であるKCSと同じ紺と赤となっている。
従って、上述のことから、慶應義塾の「義塾」とは、中国伝統の語に福澤が模範とした英国のパブリックスクールの概念を付加したものと解されている。
明治時代には、慶應義塾の影響により日本全国で「義塾」を称する私塾が設立されたが、『慶應義塾百年史』 下巻によれば、同塾以外にも、幕末期に「義塾」を称する私塾が少なからず創立していたことが判明している。「明治時代の義塾の一覧」を参照

## 塾訓

### 独立自尊
従来の日本の門閥制度や官僚主義を良しとせず、欧州において政府から独立した中産階級（「ミッヅルカラッス」）が国家を牽引し発展させるあり方に独立国のモデルを見た福澤諭吉は「一身の独立なくして一国の独立なし」と論じ、まずは各人の独立を旨とし、塾訓とした。これは、「心身の独立を全うし自から其身を尊重して人たるの品位を辱めざるもの、之を独立自尊の人と云う」などと説明されている（修身要領第2条）。独立自尊という言葉は、福澤諭吉の人となりを端的に示すものとされ、また、福澤の教えの根本をいい表すものともされる。

### 実学の精神
「常に学問の虚に走らんこと」を恐れた福澤が慶應義塾の理念として掲げた指針。これは「実際に役に立つ学問」の意味であると誤解されがちであるが、福澤は単なる知識に終わらず、物事の本質や理念や仕組みを理解した上で体得する学問のことを指している。どうやら福澤が意図したものが今日にいう「科学」のことであることは、「実学」の語に「サイヤンス」とルビを振っていることからも分かる。「役に立つことを主眼に置く学問」が実学と見なされることが多く、今日その意味でも流通しているが、福澤は、新しい事物や事柄の表層だけをなぞって実際的な利便だけを追求する学問については、特に語学、工学の勉学における失敗例を挙げながら、こうしたものを軽薄な虚学として福澤は退けている。こうした、基礎学力がないとどんな知識もものにならないとの考えから福澤は学びの手順を明確に示しており（「学問の目的を爰に定め、其術は読書を以て第一歩とす。而して其書は有形学及び数学より始む。地学、窮理学、化学、算術等、是なり。次で史学、経済学、脩身学等、諸科の理学に至る可し。何等の事故あるも此順序を誤る可らず」）、この考え方は慶應義塾だけではなく、近代日本の学制の制定に大きく影響している。他に建学理念に「実学」を謳う大学は数多くあるが、英吉利法律学校（現・中央大学、創立者増島六一郎らと共に、馬場辰猪ら福澤門下が前身である三菱商業学校と明治義塾にて教育）、商法講習所（現・一橋大学、創設に際して福澤が森有礼に助力）、東京専門学校（現・早稲田大学、創立に際して矢野文雄が助力）には福澤の間接的影響があり、今日でも残っている例である。

### 半学半教
ある程度学びを修めた者が後生を教え、学び合い教え合う理念であり制度。私塾としての財政圧迫を救い、塾生の学費を低く抑えるねらいがあった（「社中素より学費に乏しければ、少しく読書に上達したる者は半学半教の法を以て今日に至るまで勉強したることなり。此法は資本なき学塾に於て今後も尚存す可きものなり」）。やがて社中協力の重要な理念として残ってゆく。塾中に先生と呼ばれるのは福澤諭吉一人で、塾生、教員、義塾社中を、正式行事に際して、時にはニックネーム的に、みな互いに「〜君」と呼び合う習慣はここに発しており、今日も残っている。同時に、卒業者も教員も学び続けることをやめてはいけないと釘を刺す訓辞でもある（「然るに年月の沿革に従ひ、或は社中の教師たる者、教場の忙しきに迫られ、教を先きにして学を後にするの弊なしと云う可からず。方今世上の有様を察するに、文化日に進み、朋友の間にても三日見ずして人品を異にする者尠なしとせず。斯る時勢の最中に居て、空しく一身の進歩を怠るは学者のために最も悲しむ可きことなり。故に今より数年の間は定めて半学半教の旨を持続せざる可らず」）。

### 社中協力
元々慶應義塾の経営難に際して資金を調達するために苦肉の策として作った結社としての制度であり、一私塾を法人化するきっかけともなった（当時福澤は「会社」と命名）。これが教員、塾生、塾員を慶應義塾社中として助け合い協力するという理念に発展した。これは、たびたびに渡る慶應義塾の廃学の危機を救うとともに、日本中の大学が同窓組織を作る先駆的な例となった。

### 一貫教育
慶應義塾では幼稚舎から大学・大学院に至るまで設置している。慶應義塾は小学校、中学校、高等学校、大学・大学院の各段階に相当する学校を複数設置している。大学の各学部学科には塾内進学者の定員が設けられており、進学希望者の数がその定員をオーバーした場合には、当該進学希望者の学業成績順で入学者が決定される。そのため、成績が足りないという理由で希望の学部学科に進学できない者もいる。その場合は、空きのある第2志望以下の学部学科へ入学することになる。なお、必ず慶應義塾大学に進学しなければならないという制約はなく、推薦を辞退した上で他大学を受験することは可能である（医学部進学希望者は慶應義塾大学（医学部のみ）への推薦入学権を留保したまま他大学の医学部・医科大学のみを受験できるなど、一定の例外はある。詳細は各一貫教育校のホームページを参照のこと。）。

### 塾生皆泳
慶應義塾には『塾生皆泳』という言葉があり、「泳ぐ技能を身につけることが、人として備えるべき重要な素養のひとつである」という水泳教育の理念がある。塾生は水泳技術を身につけ、泳げないことが理由で命を落としたり、溺れている人を救えないことがないように、というのがその教えである。

### 慶應義塾の目的
慶應義塾には、「慶應義塾の目的」という文章が伝わっている。これは、1896年（明治29年）11月1日に、芝・紅葉館で開催された懐旧会（慶應義塾出身者との懇親会）において、福澤諭吉が行った演説を元に、福澤自身が書き直したものである。内容は以下の通り。
慶應義塾は単に一所の学塾として自から甘んずるを得ず
其目的は我日本国中に於ける気品の泉源智徳の模範たらんことを期し
之を実際にしては居家処世立国の本旨を明にして
之を口に言ふのみにあらず躬行実践
以て全社会の先導者たらんことを欲するものなり
以上は曾て人に語りし所の一節なり 福澤諭吉書
この一文は、福澤諭吉が門下生たちに「恰も遺言の如くに」托したもので、慶應義塾の真に目的とするところを最も簡明にいい表したものと解されている。

## 設置している学校と病院

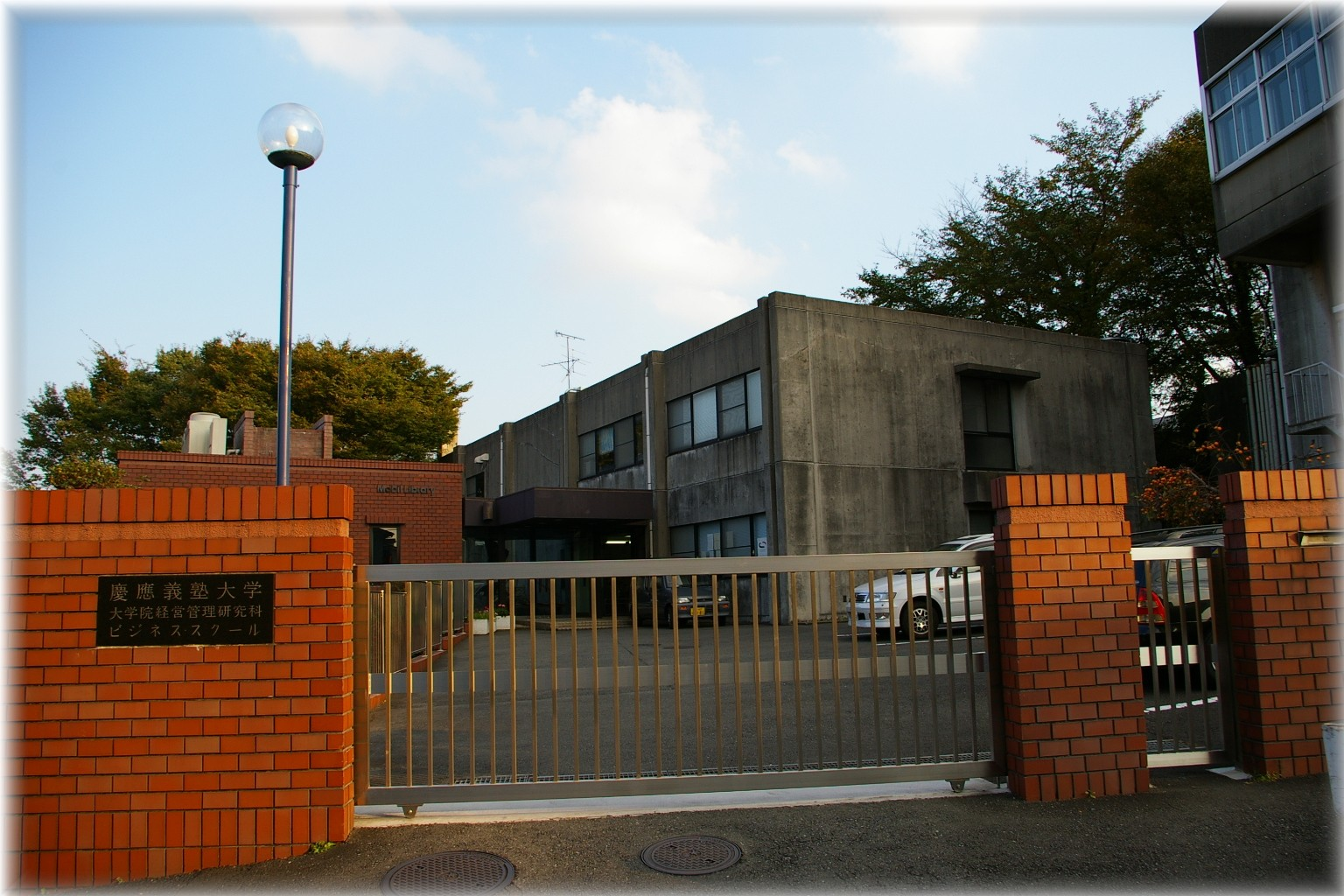
ビジネススクール（旧校舎）

### 大学
- 慶應義塾大学（三田、日吉、矢上、信濃町、湘南藤沢、芝共立の各キャンパス、およびサテライトキャンパスとして新川崎タウンキャンパス、殿町タウンキャンパス、鶴岡タウンキャンパス、浦和共立キャンパス、慶應大阪シティキャンパス、慶應丸の内シティキャンパス） - 男女共学

### 中学校、高等学校併設校
- 慶應義塾湘南藤沢中等部・高等部（神奈川県藤沢市） - 男女共学、中高一貫校

### 高等学校
- 慶應義塾高等学校（神奈川県横浜市） - 男子校
- 慶應義塾女子高等学校（東京都港区） - 女子校
- 慶應義塾志木高等学校（埼玉県志木市） - 男子校
- 慶應義塾ニューヨーク学院（米国ニューヨーク州ウェストチェスター郡） - 男女共学

### 中学校
- 慶應義塾普通部（神奈川県横浜市） - 男子校
- 慶應義塾中等部（東京都港区） - 男女共学

### 小学校
- 慶應義塾幼稚舎（東京都渋谷区） - 男女共学
- 慶應義塾横浜初等部（神奈川県横浜市青葉区） - 男女共学

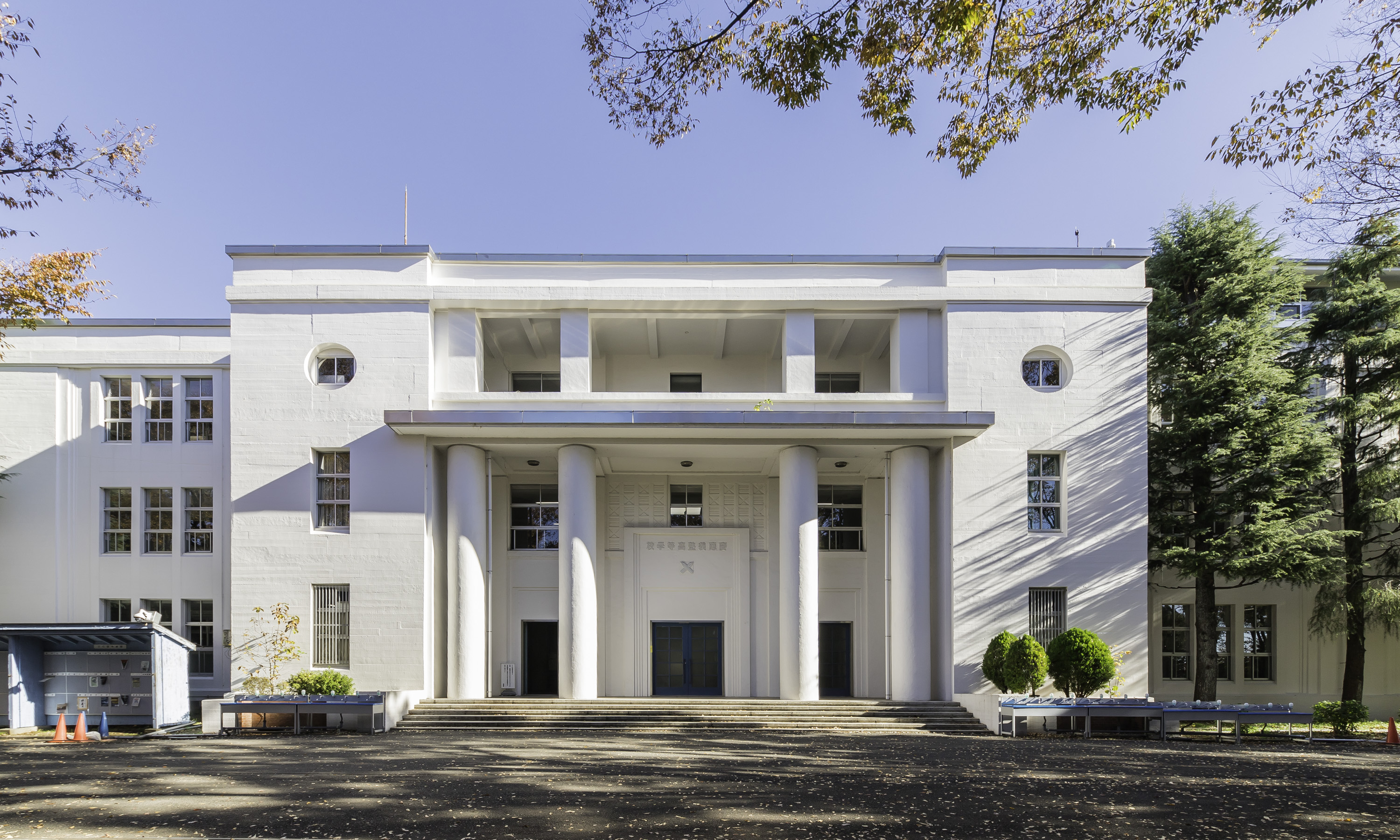
慶應義塾高等学校
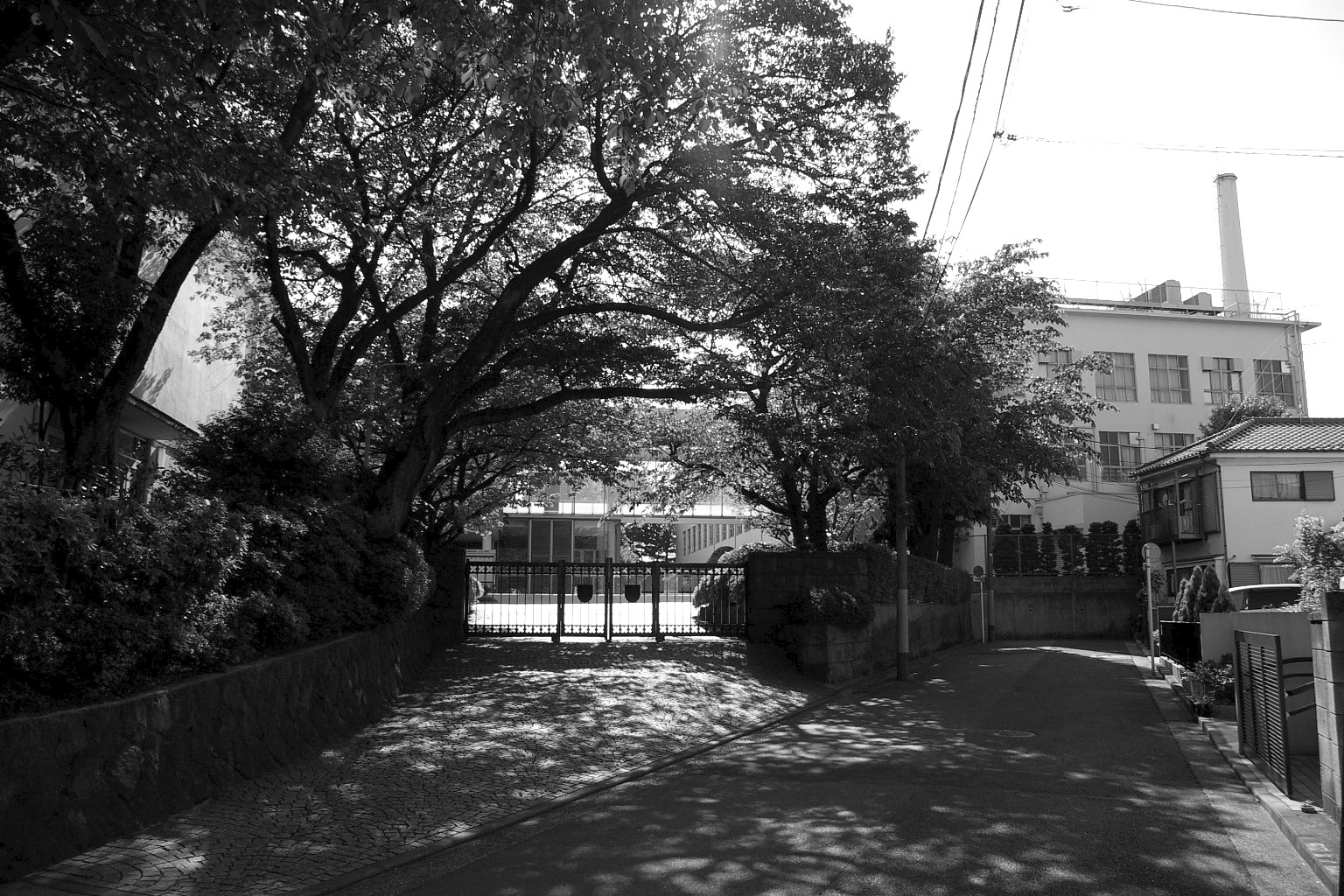
慶應義塾普通部
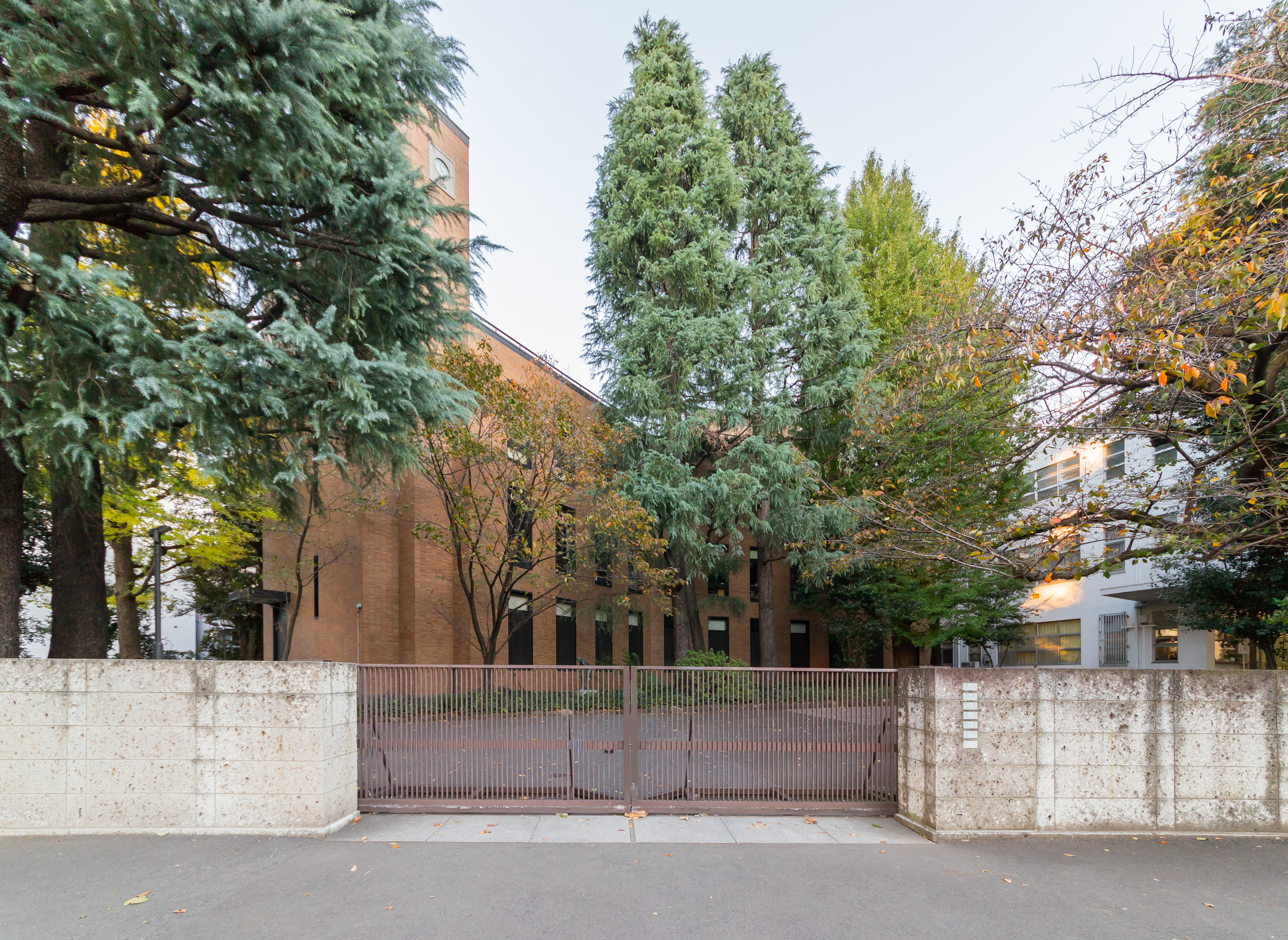
慶應義塾幼稚舎

### 病院
- 慶應義塾大学病院

### 過去に設置していた学校

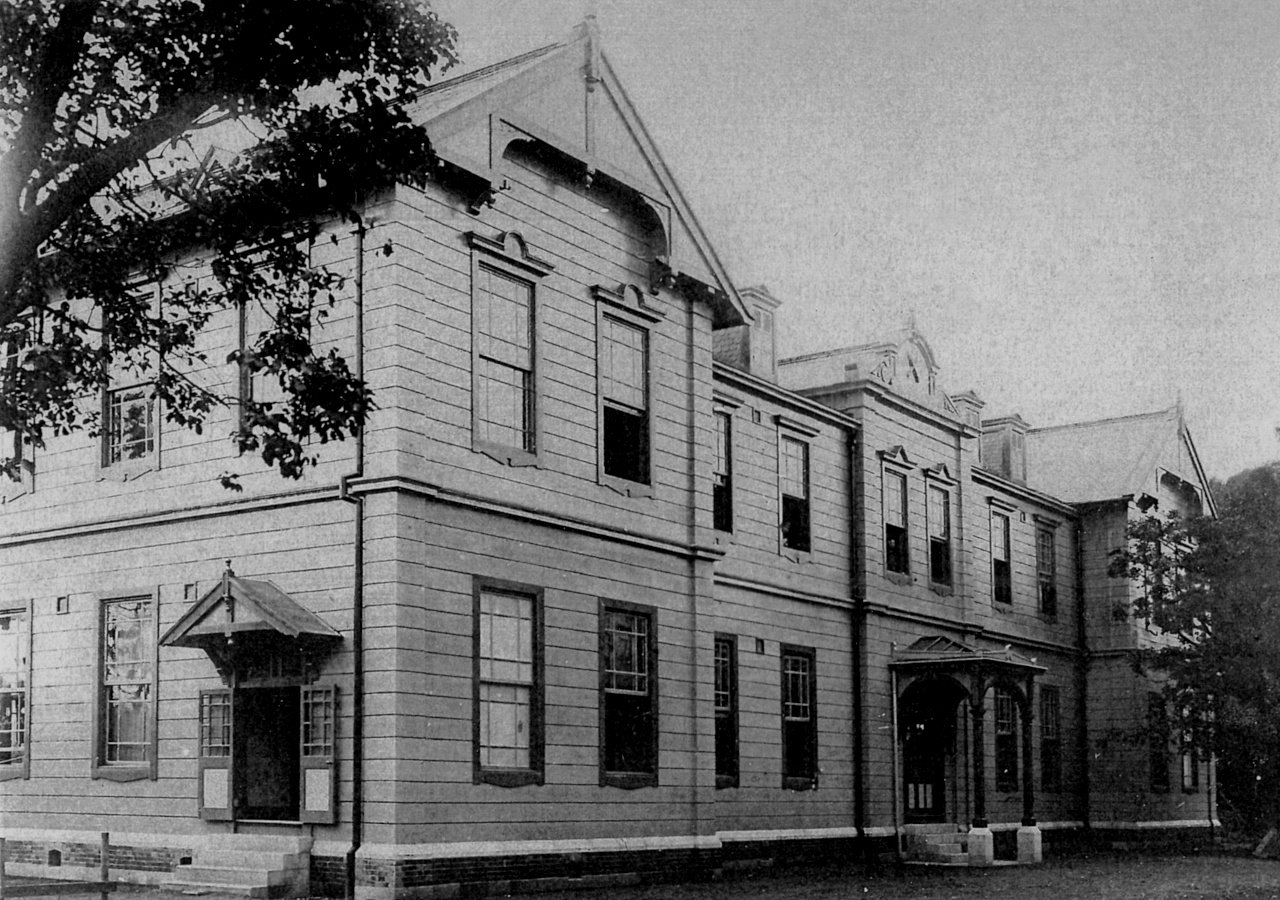
商工学校（1906年頃）

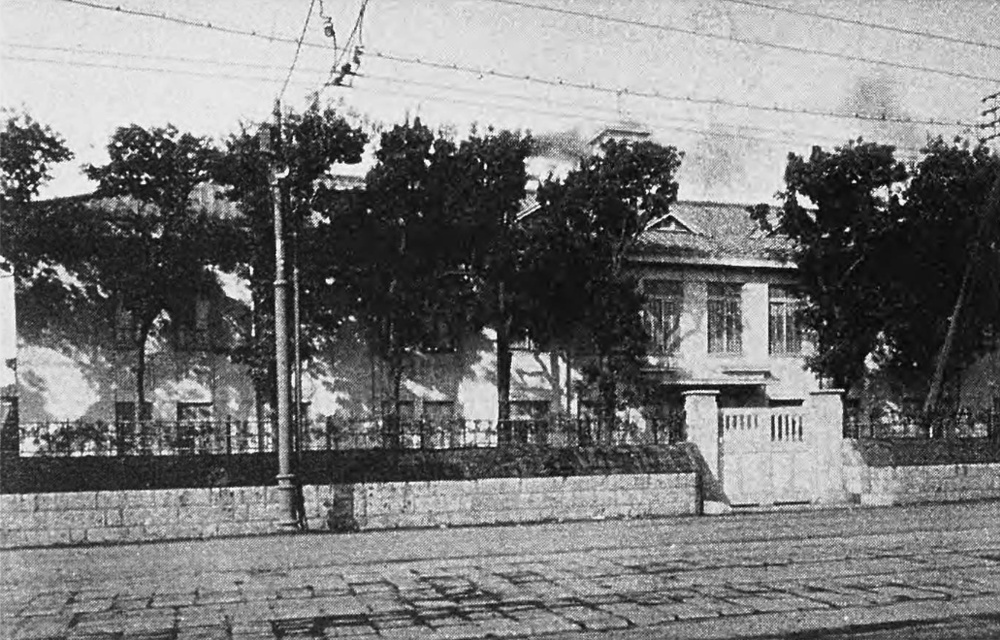
看護婦養成所

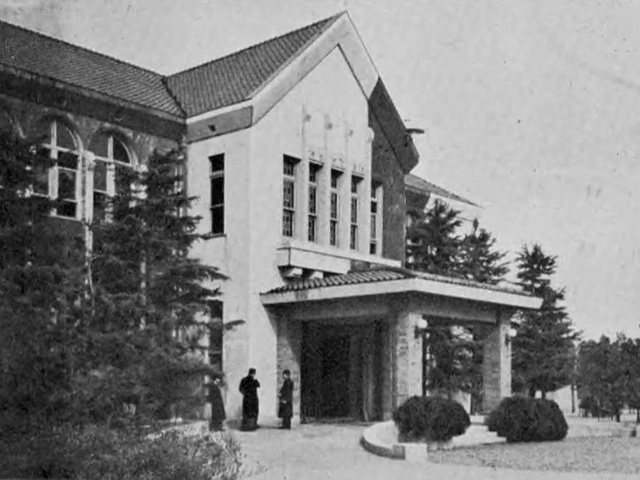
農業高校本館（1955年）

- 大阪慶應義塾（1873年 - 1875年） → 徳島慶應義塾（1875年 - 1876年）
- 京都慶應義塾（1874年 - 1875年）
- 慶應義塾医学所（1873年 - 1880年）
- 慶應義塾夜間法律科（夜間・1879年 - 1880年・同科を開設した相馬永胤ら4名が独立、専修学校に統合される形で閉鎖）
- 慶應義塾商業学校（夜間・1891年 - 1948年）
- 慶應義塾商工学校（1905年 - 1949年） → 慶應義塾中等部
- 慶應義塾日吉工業学校（旧・藤原工業学校、1943年 - 1945年） + 慶應義塾三田工業学校（1944年 - 1945年） → 慶應義塾工業学校（1945年 - 1949年）
- 慶應義塾大学予科（1920年 - 1949年）
- 慶應義塾高等部（大学専門部・1922年 - 1945年）[19]
- 慶應義塾獣医畜産専門学校（1944年 - 1949年） → 慶應義塾農業高等学校（1948年 - 1957年） → 慶應義塾志木高等学校
- 慶應義塾第一高等学校（1948年 - 1949年） + 慶應義塾第二高等学校（1948年 - 1949年） → 慶應義塾高等学校
- 慶應義塾大学附属医学専門部（1944年 - 1952年）
- 慶應義塾大学医学部附属看護婦養成所（1917年 - 1945年） + 慶應義塾大学医学部附属産婆養成所（1922年 - 1945年） → 慶應義塾大学医学部付属看護婦産婆養成所（1945年 - 1950年） → 慶應義塾大学医学部附属厚生女子学院（1950年 - 1990年） → 慶應義塾看護短期大学（1988年 - 2003年） → 慶應義塾大学看護医療学部
- 慶應義塾外国語学校（1942年 - 2013年）

### 一時経営に参画した学校一覧
- 藍謝堂（明治4年）1871年
- 亮天社（明治8年）1875年
- 立志学舎（明治9年）1876年
- 三菱商業学校（明治義塾）（明治11年）1878年
- 神戸商業講習所（明治11年）1878年
- 簿記講習所（明治12年）1879年
- 慶應義塾夜間法律科 → 専修学校 (旧制)（明治13年）1880年
- 三田英学校（明治13年）1880年
- 耕余義塾（明治20年）1887年
- 国民英学会（明治21年）1888年
- 高山歯科医学院（明治23年）1890年

## 概説

### 慶應義塾の起源となる蘭学塾での教授

佐久間象山像

18世紀後半の中津藩江戸藩邸では、第3代藩主奥平昌鹿の下で本草学や蘭学研究が行われた。明和8年（1771年）、青木昆陽の門人である藩医・前野良沢が中川淳庵、杉田玄白と『解体新書』の底本となった解剖学書『ターヘル・アナトミア』の解読を始めたのは、この中屋敷内であった。その同じ中屋敷内に80年余を隔て成立した「蘭学塾」が慶應義塾の原点である。その後、藩主が変わった中津藩では主に国学、漢学が重視され、幕末の藩政改革では長崎の警備を任ぜられた。三重津海軍所を設置した鍋島閑叟侯の肥前藩や薩摩藩といった西南の雄藩から見ると中津藩は立ち遅れた状況にあった。
幕末の中津藩江戸藩邸では、当主、奥平昌服が江戸汐留の上屋敷に居住し、祖父で薩摩藩島津家より養子に入った奥平昌高が中屋敷に隠居所を構えていた。昌高は蘭癖大名と評されていたが、単なる物好き程度ではなく、日蘭辞書『蘭語訳撰』（『中津辞書』）の刊行に尽力するなど本格的な蘭学研究者であった。その影響があってか、のちに統計学者として有名になる杉亨二が中津藩に招かれ、中屋敷において藩士に蘭学教授を行っていた。しかし、1853年（嘉永6年）のマシュー・ペリー黒船来航の時、米国の開国要求に対する江戸幕府の対応をめぐって、昌高が7月に開国論を、翌月当主の昌服が鎖国論を主張した。この両者の対立は、藩の中を二分するほど大きな対立を生み、その後、杉亨二の辞任を引き起こす結果となった。このとき、中津藩砲術師範を務めていた佐久間象山の下で西洋砲術を学んだ中津藩士・岡見彦三は、蘭学教育の継続を強く望み、知人の薩摩藩蘭医・松木弘安（のち寺島宗則）に、安政2年の大地震（安政の大地震）で失った住居の代わりとして、岡見所有の築地小田原町の持ち屋を無償で貸すことを条件に、蘭学教授の仕事を依頼した。しかし、安政4年4月になると、松木は参勤交代による藩主の就国に侍医として随行することになり、蘭学教授の仕事を続けることができなくなった。そこで、当時大坂の適塾（大阪大学の源流）で塾長を務めていた福澤諭吉に白羽の矢が立ち、福澤は藩から江戸の中津藩中屋敷にあった「一小家塾」での蘭学教授の仕事を命ぜられるに至ったのである。この一小家塾が、後の慶應義塾大学の基礎であり、現在、開塾の地の近くには創立100年を記念して、『慶應義塾発祥の地記念碑』が建てられている。1839年（天保10年）に開塾した「象山書院」および江川英龍の「韮山塾」等の旧私塾の流れを汲んでいる。

### 前期鉄砲洲時代
1858年（安政5年）、中津藩より江戸築地鉄砲洲（現、東京都中央区明石町）にあった中津藩中屋敷内での蘭学教授を命ぜられた福澤諭吉は、塾長として蘭学を学んでいた適塾がある大坂から、早速中津に戻り母に報告、大坂に戻って助手を務める同行者を求め、岡本周吉（古川正雄）・足立寛・原田磊蔵らを連れて同年10月中旬、江戸に到着した。福澤の書簡（安政5年11月23日付宛名未詳）によれば、当初は3、4年の任期と心得ていたようである。汐留の上屋敷に出向いた福澤は、江戸定府の藩士・岡見彦三の支持で中屋敷の長屋を与えられ、そこで蘭学を教えた。足立寛や今泉みねの回想によると、長屋は二階建てで一階は六畳一室と台所など、二階は15畳ほどであったという。開塾当初の協力者は、村田蔵六（大村益次郎）の「鳩居堂」から移ってきた佐倉藩の沼崎巳之介、沼崎済介、久留米藩医・松下元芳、中定勝（大阪府仮病院医員）、山口良蔵などやはり適塾に連なる人物が多い。

解体新書
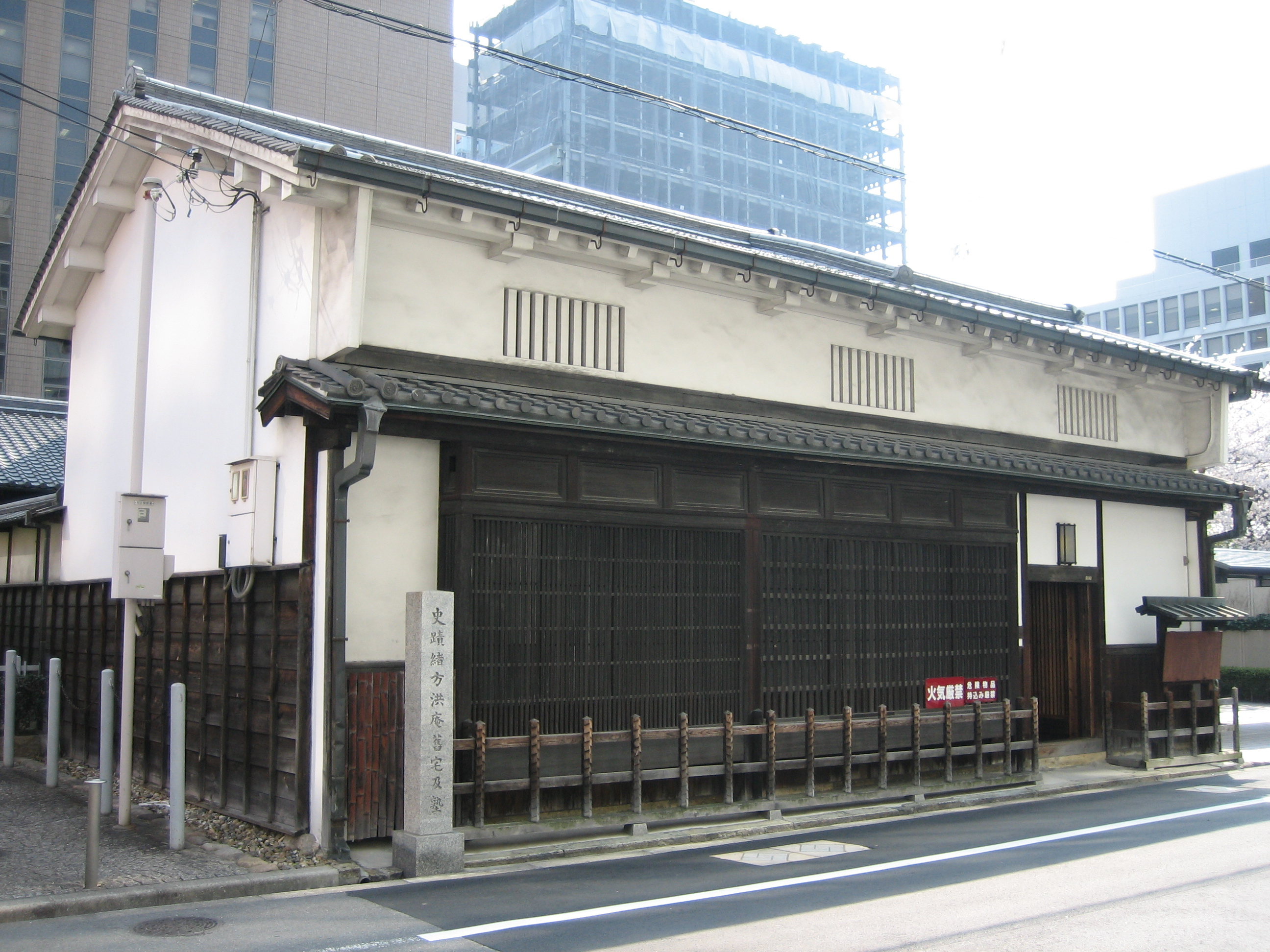
適塾
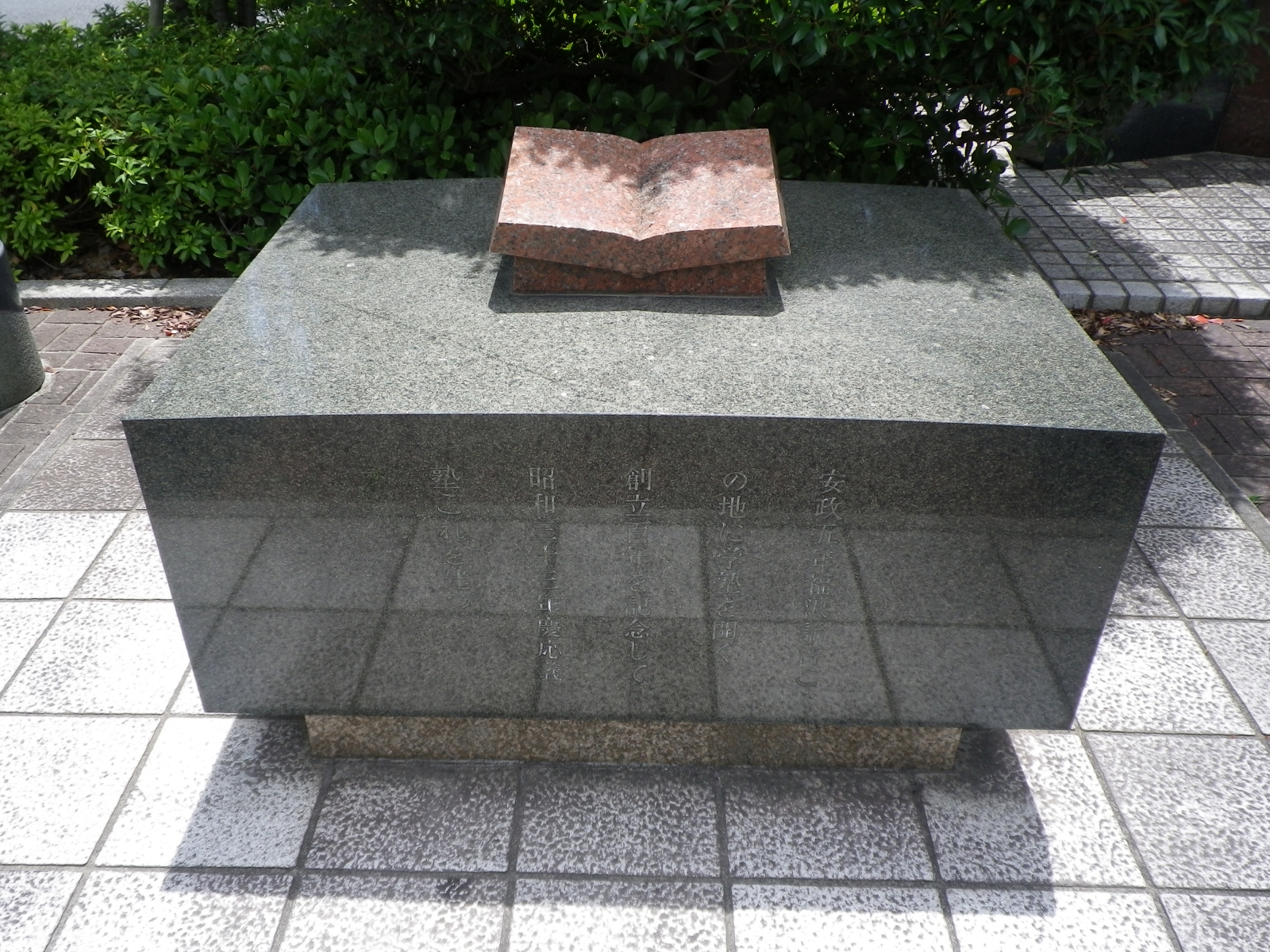
慶應義塾発祥の地記念碑 （東京都中央区明石町）

### 福澤諭吉の渡航

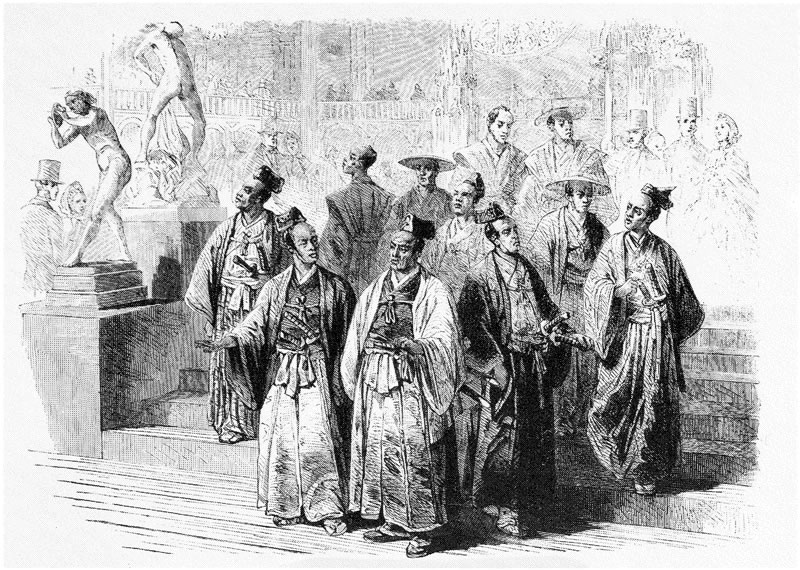
ロンドン万博を見学する幕府使節団（1862年）

安政6年（1859年）の冬、福沢諭吉は日米修好通商条約の批准交換のために使節団のメンバーに加わり、米軍艦ポーハタン号とともに航行する咸臨丸に乗船して渡米した。（この時、福澤は、軍艦奉行木村摂津守の従者として同行）。使節団がワシントンを訪問している間、福澤はサンフランシスコに3週間ほど滞在し、修理が完了した咸臨丸でハワイから日本に帰国した。
文久2年1月1日（1862年1月30日）、幕府は竹内下野守を正使とする文久遣欧使節を英艦・オーディン号で欧州各国へ派遣することとなり、、福澤も翻訳方としてこれに同行することとなった。同行者は松木弘安・箕作秋坪など。一行は仏・英・蘭・普・露・葡の各国を歴訪する。イギリスでは大英博物館やロンドン万博などを見学して多くの知見を得る中、1862年5月（文久2年4月）に医師のトーマス・チェンバースの案内で英国国教会のパブリックスクールであるキングス・カレッジ・スクール（KCS）を訪問した。帰国した福澤は中津藩から預かっていた「一小家塾」を近代的な学塾として制度を整えていくことを決意するに至り、KCSをモデル校として後の1868年（慶應4年）4月に、後述の英学塾である慶應義塾を創設することとなった。
慶応3年（1867年）、福沢諭吉は使節主席・小野友五郎と共に幕府の軍艦受取委員会の随員として郵便船コロラド号で横浜から再渡米し、ホワイトハウスでジョンソン大統領との謁見を果たした。この間、中津藩士・島津祐太郎宛の書簡で、大量に英書や物理書を塾に持ち帰ったため、塾生が同じ版本を持って授業が受けられるようになり、それまでの教授法にも新紀元を開くに至った。

### 前期新銭座時代
文久元年冬から同三年秋までは芝新銭座（現東京都港区浜松町）の借家に塾が置かれていた。この塾がいつ築地鉄砲洲から移転したかについては足立寛の回想にもはっきりしない。福澤は既に江戸定府の中津藩士となり、江戸幕府の外国方にも出仕しており、この時代は藩命による塾教師から本格的な学塾経営者への移行期と捉えられている。入門帳（入社張）の記録がはじまったのは、文久3年（1863年）の春からである。

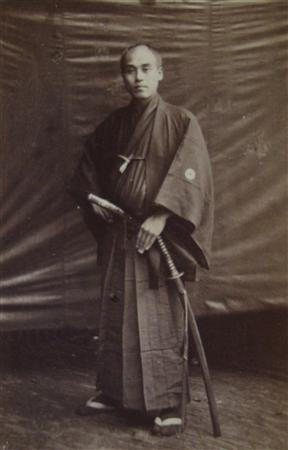
2008年にオランダで発見された福澤諭吉の写真
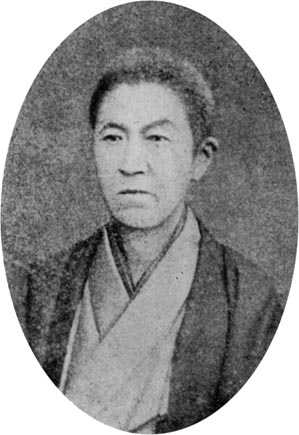
吉田賢輔
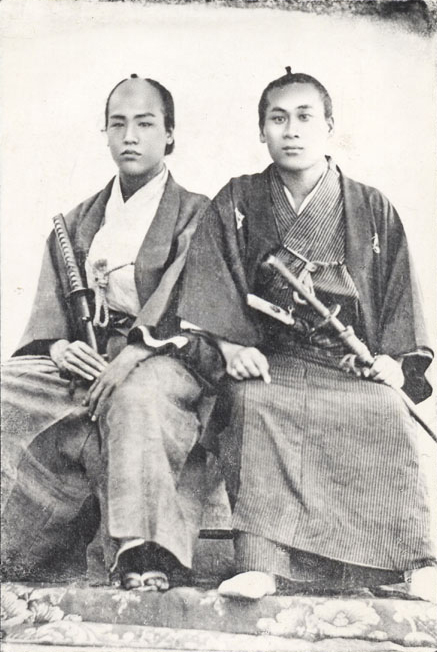
松山棟庵（右）と小幡篤次郎（左）
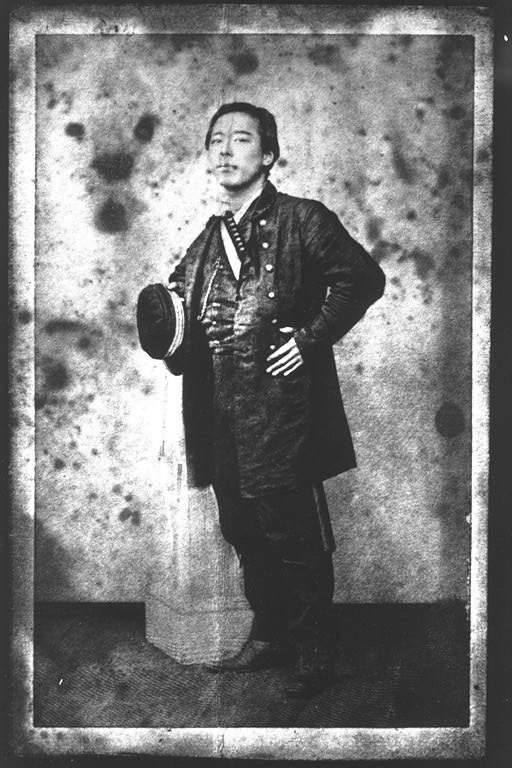
古川正雄

### 後期鉄砲洲時代
文久3年秋から1867年（慶応3年）末まで中屋敷内旧藩主隠居所に塾が置かれていた時代をいう。文久3年9月23日に幕府より諸藩へ、出府藩士の江戸市中住居禁止命令が出され、これを受けて福澤も藩邸内に戻ったと推測される。この移転について『福翁自伝』には何も経緯が記されておらず、格式を重んずる中津藩としては幕府に出仕する身とはいえ、旧藩主の隠居所を許可するとは考えがたく、藩側に貸与を進める意図があった。この時代の学塾運営は、英国の公立学校を参考に、中津へ帰郷し小幡篤次郎、小幡甚三郎、服部浅之助、小幡貞次郎、浜野定四郎、三輪光五郎らを連れ、横浜の外字新聞の翻訳、諸藩から依頼の翻訳、仙台藩の大童信太夫を通じた奥羽越列藩同盟との関係などが見て取れる。また、幕府の開成所から移ってきた永田健助によるとこの頃の塾の蔵書は「経済、修身、物理、化学、リーダー、地理、歴史の類一と通り備わり、ウエブスター大字典の如きも数十部もあった」といい、幕府の学問所と同等の水準があった。
1865年（慶応元年）頃の塾生数を示すものとしては、同年6月6日に入塾している立田革の懐旧談にて、『私の出府当時の江戸の洋学界は、芝新銭座江川塾（江川太郎左衛門）・下谷箕作塾（箕作家）其他二三あれど、生徒の数は大抵二三人多くも五六人、義塾は二十二三人の塾生あり、先づ江戸にて一等盛な洋學塾と評して差支ない。』とある。入塾生の傾向からみて、元治元年までの入塾生数がごく少なく、尚且つ九州出身者がその七割を占めるといった傾向を示していたのに比較して、この頃は入門者も月平均四・三八人となり、藩別にみても九州の比率が相当低くなってきている点などから推察すると、この頃から既に慶應義塾は江戸では最大の洋漢學塾の観を呈し始め、九州出身者中心の塾といった傾向から、全国的學塾に移行したとみられる。

### 紀州塾
後期鉄砲洲時代に、紀州藩から藩命を受けて同藩が建築費用を負担して設けた塾舎。藩の有力者岸嘉一郎が鉄砲洲時代から優秀なる子弟を選抜して塾に送り、慶応2年の冬頃、紀州藩から一時に多数の学生が入塾することになり、従来の塾舎が狭くなりこれを収容しきれなかったので、紀州藩では奥平藩邸内に別に一棟の塾舎を建築し、同藩の学生をここに寄宿せしめることになり、邸内ではこれを「紀州塾」と称していた。和歌山藩の入塾生は元治元年九月入塾の臼杵鉄太郎を最初とし、慶応元年三名、慶応二年十名、慶応三年十二名の入塾をみている。中でも紀州徳川家第15代当主徳川頼倫は三宅米吉、英国人のアーサー・ロイド（慶應義塾教授、立教学院総理）、米国人のウィリアム・リスカム（慶應義塾教授）らに師事して漢学と英語を修め、鎌田栄吉（のち塾長）からは精神的な薫陶を受けている。

### 慶應義塾の設立、後期新銭座時代

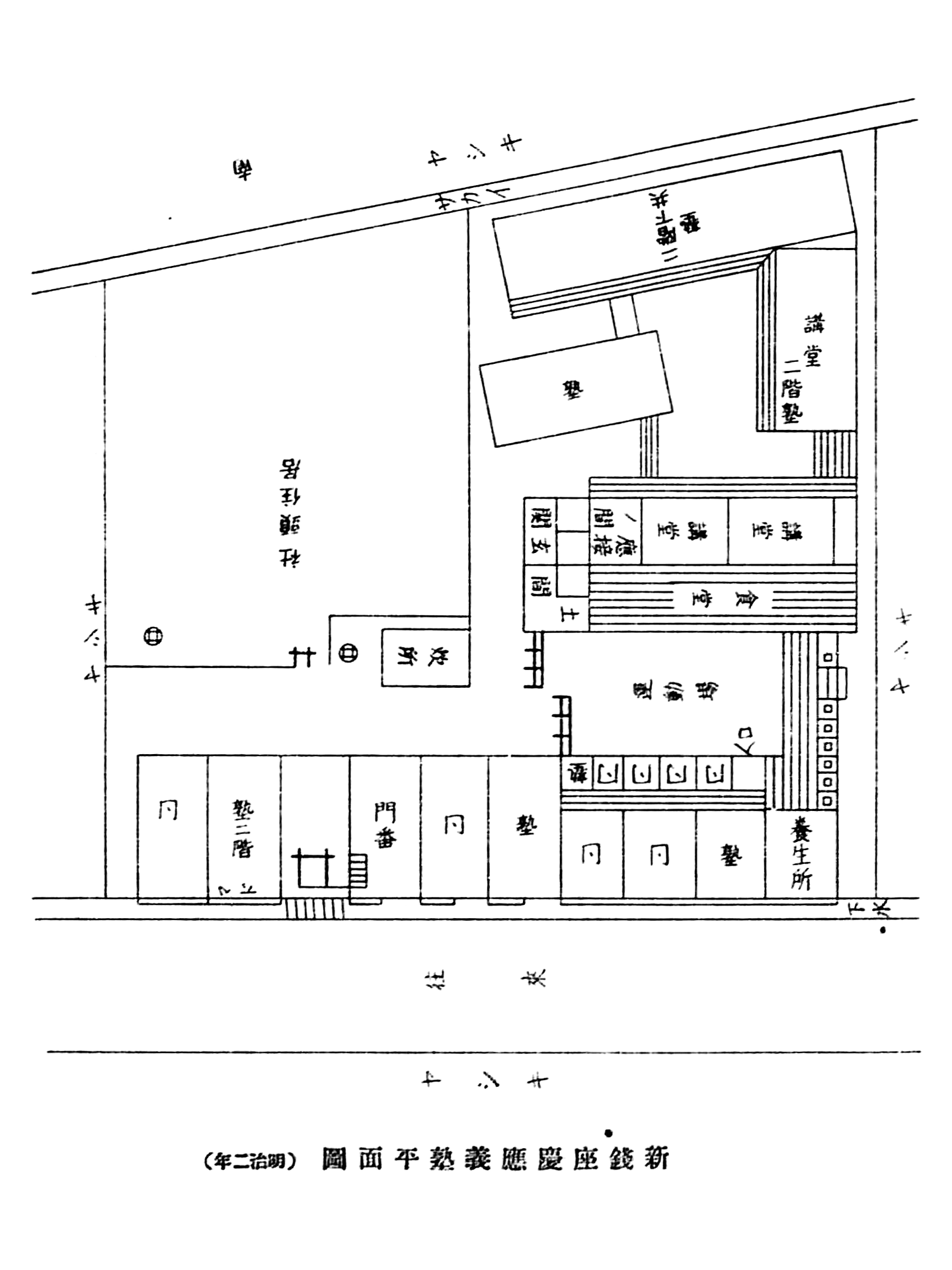
新銭座慶應義塾平面図（1869年）

慶応4年4月から明治3年末までの再び芝新銭座に塾が置かれた時期をいう。塾舎は前期とは異なった場所で、新に越前丸岡藩有馬家の土地四百坪を購入した。慶応3年6月に鉄砲洲一帯が外国人居留地に指定され、中津藩中屋敷も立ち退かねばならなくなったため、木村摂津守とその用人大橋栄二の世話で有馬屋敷を購入することができた。この拠点の移動に際して、1868年（慶應4年）4月に、英国国教会のパブリックスクールであるキングス・カレッジ・スクールをモデルに新しい近代学塾として英学を教える『慶應義塾』を創設。元号の「慶應」とパブリックスクールの訳語である共立学校を意味する「義塾」を合わせた名称とした。同年4月頃までに奥平屋敷の長屋をもらい受け、約百五十坪の塾舎を四百両ほどの費用で完成した。
開設当初の教科はすべて英学で、科目として経済・歴史・地理・窮理（物理学）・人身窮理（生理学）・文典を設置し、授業は七曜制が用いられた。講義科目の詳細は下記の通りである。使用された教科書であるパーレーの万国史は、キリスト教第一主義の観点で書かれており、本書によって旧約聖書の内容も教授された。また、1868年（明治元年）の初秋には、福澤諭吉は科学入門書である窮理図解を著し、慶應義塾から和装の3巻本として出版し、「数理」を色濃く反映した授業体系を確立していった。
慶應義塾開設当初の講義科目
| 科目名         | 使用された教科書の著者                                     | 講師名                         | 授業日程                           | 備考                                                                                                   |
| -------------- | ---------------------------------------------------------- | ------------------------------ | ---------------------------------- | --- |
| 経済書講義     | フランシス・ウェーランド                                   | 福澤諭吉                       | 火曜日木曜日土曜日朝第十時より     | ウェーランドは牧師、教育者および経済学者であり、ブラウン大学学長も務めた。                             |
| 合衆国歴史講義 | カッケンボス（George Payn Quackenbos）                     | 小幡篤次郎                     | 月曜日水曜日金曜日朝第十時より     | |
| 窮理学講義     | カッケンボス（George Payn Quackenbos）                     | 村上辰次郎                     | 月曜日木曜日午後第一時より         | |
| 万国歴史会読   | パーレー（本名：サミュエル・グリスウォルド・グッドリッチ） | 小幡甚三郎                     | 火曜日金曜日午後第一時より第四時迄 | 万国史は内容の大部分が旧約聖書の抜粋。実際の執筆者はナサニエル・ホーソーン。コモンスクール向け教科書。 |
| 窮理書会読     | カッケンボス（George Payn Quackenbos）                     | 永嶋貞次郎                     | 水曜日土曜日午後第一時より第四時迄 | |
| 人身窮理書会読 | コヲミング                                                 | 松山棟庵                       | 月曜日木曜日午後第一時より第四時迄 | |
| 地理書素読     | コルネル                                                   | 小幡篤次郎                     | 日曜日の外毎日朝第九時より第十時迄 | ハイスクール向け教科書。                                                                               |
| 万国歴史素読   | パーレー（本名：サミュエル・グリスウォルド・グッドリッチ） | 永嶋貞次郎                     | 日曜日の外毎日朝第九時より第十時迄 | 万国歴史会読の備考欄と同様。                                                                           |
| 窮理初歩       | スミス                                                     | 村上辰次郎                     | 日曜日の外毎日朝第九時より第十時迄 | |
| 文典素読       | 不明                                                       | 小幡甚三郎、松山棟庵、小泉信吉 | 日曜日の外毎日朝第九時より第十時迄 | |

ウェーランド経済書講述記念日
慶應義塾を創設してから間もない慶應4年（1868年）5月15日に、上野彰義隊の戦いを迎え、江戸の市中は混乱の最中となり、福澤は『福翁自伝』の中で、「芝居も寄席も見世物も料理茶屋もみな休んでしまって、八百八町は真の闇（やみ）、何が何やらわからないほど」であったと伝えており、この際に授業をしている学校などあろう筈のない状況であった。しかし、こうした中で、福澤はいつもと変わらず土曜日の日課であるウェーランド経済書（Francis Wayland: The elements of political economy,1866）の講義を続けた。福澤は世の中にいかなる変動があっても、慶應義塾の存する限り、わが国の学問の命脈は絶えることはないのだと塾生を励まし、それが塾の大きな誇りとなっていった。1956年（昭和31年）5月15日には、学問教育の尊重を他の何ものよりも優先させた福澤の精神を義塾の伝統として長く伝えたいとする趣旨により、この日を記念して、「福澤先生ウェーランド経済書講述記念日」が制定された。

### 三田移転

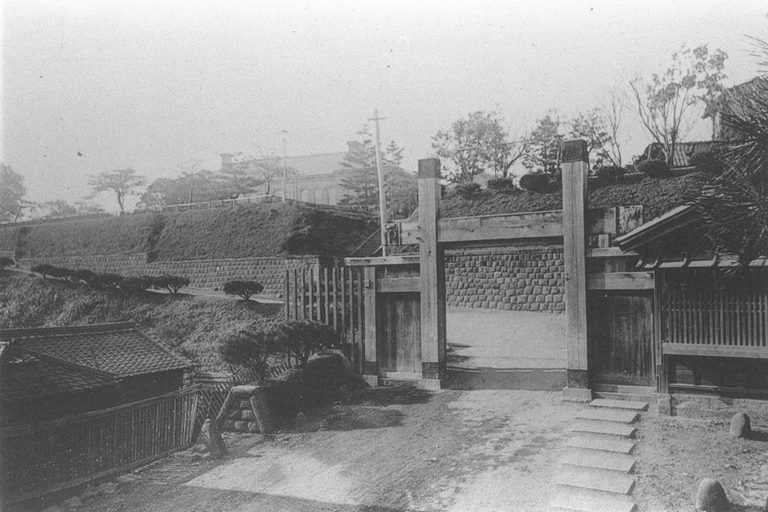
旧島原藩の中屋敷黒門

福澤が発疹チフスに罹ったことから明治4年初頭から三田へ移転を開始。三田は島原藩邸のあった広壮な地域で、これまで新銭座を中心として奥平屋敷や吉田賢輔の上杉麻布邸、柏木忠俊の斡旋による江川太郎左衛門長屋や、その他寺院などに分散していた宿舎を一つに統合できた。在学生323名、東京府下における最大の私塾となった。移転後芝新銭座の校地を近藤真琴の攻玉塾へ譲り、現在は『福沢近藤両翁学塾跡』（港区浜松町）の碑が立っている。明治6年5月、慶應義塾を訪れた福山藩の藩儒江木鰐水も「塾本、島原公邸、在三田、地勢高爽、前臨品川海、砲台在目前、右望品川後之山、左望江戸諸勝、皇居亦左近、（中略）而与諭吉氏登楼並講堂之楼、皆勝景、眺望雄豁美麗」と嗟嘆している。

### 医学教育
新銭座時代から慶應義塾医務部が既に設けられており、薬品や医学者を揃えた。近藤良薫（のちの横浜十全病院長）・安藤正胤、印東玄得（のちの大学東校教授）・田代基徳（のちの軍医医監、陸軍軍医学校長）・栗本東明（長崎病院眼科医長兼内科医長）といった医学者を育てている。

### 経営立て直し
西南戦争が起きた1877年（明治10年）頃から慶應義塾は経営難に陥った。福澤は政府要人などへの維持資金借り上げ運動を展開したり、自らの私財を投じたり、教員への給与をカットするなどの努力を重ねたが経営改善には至らなかった。万策尽きた福澤は廃塾を真剣に考えたが、義塾存続を望む門人らの尽力により1880年（明治13年）に「慶應義塾維持法案」を作成して財政立て直しを行い、翌年には「慶應義塾仮憲法」が制定され、慶應義塾は福澤の個人経営から福澤を含めた理事委員21名による組織経営へと移行した。社頭と塾長に関する規定が成文化されたのもこの時である。さらに1889年（明治22年）には「慶應義塾規約」が制定されて社頭と塾長の職掌が明確化されたほか、今日まで続く評議員会の制度が設けられるなどの組織改革が行われた。
各教育機関の詳細な沿革については、各教育機関の記事を参照。

## 歴史

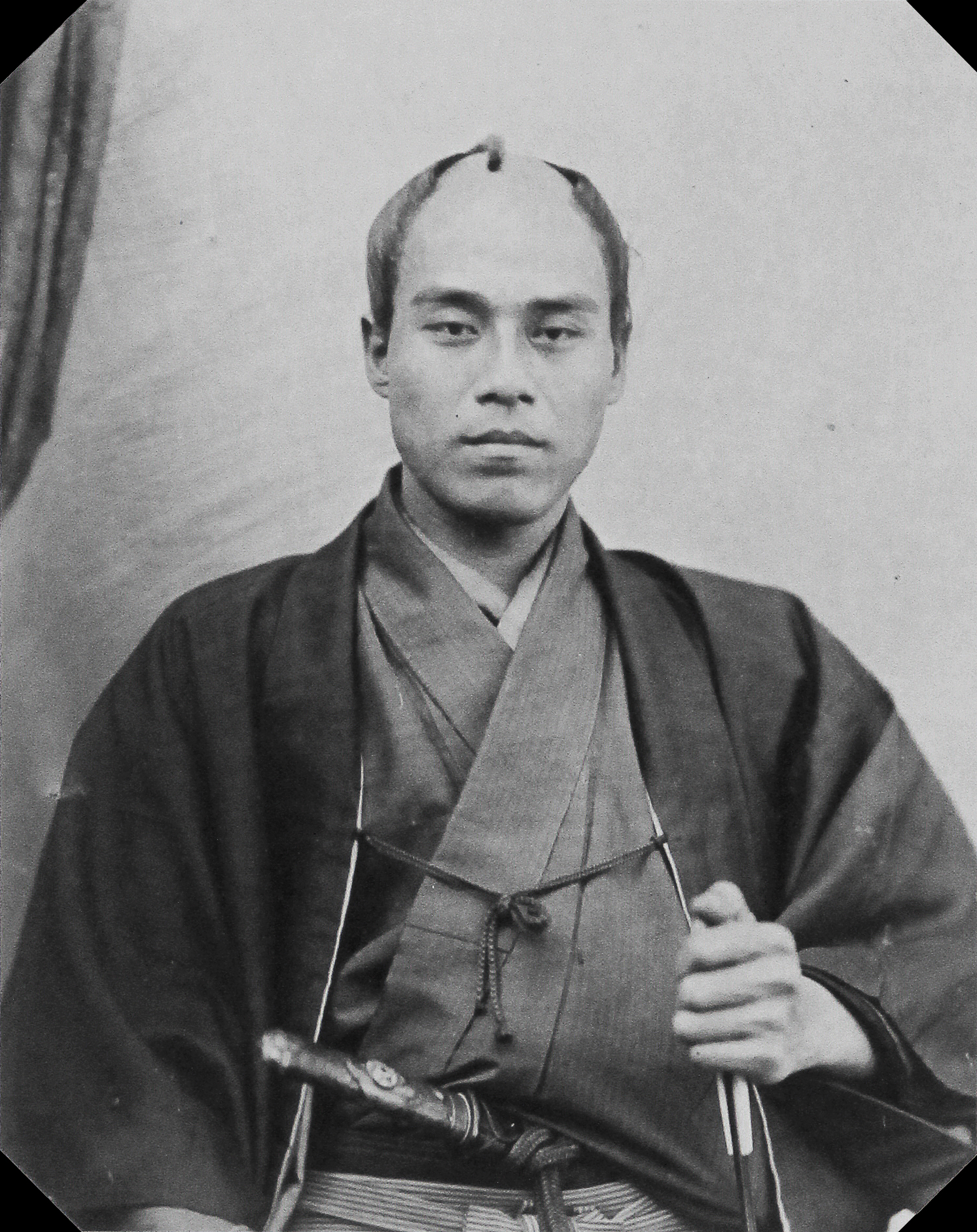
福澤諭吉（1862年）

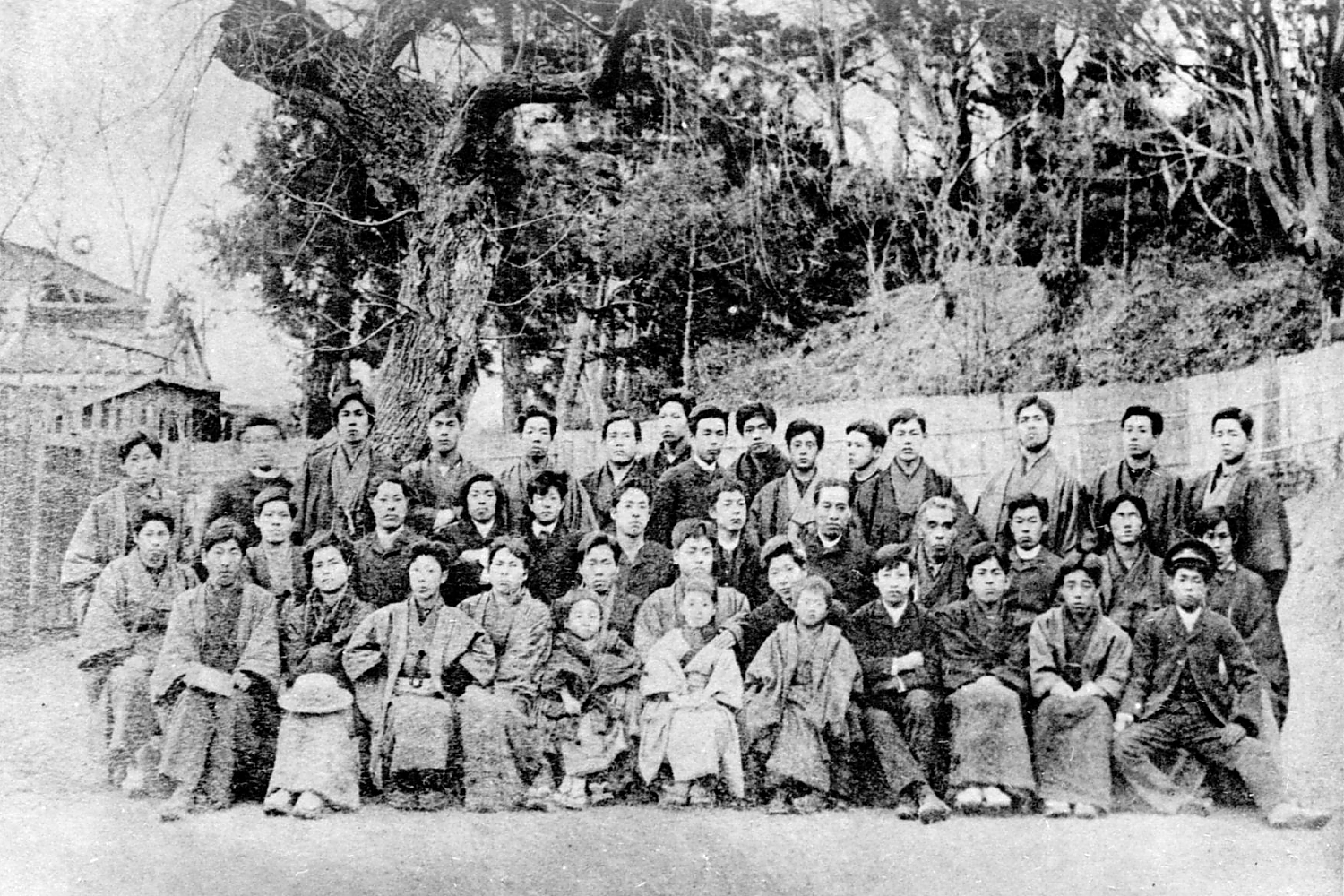
福澤と塾生たち（1887年）

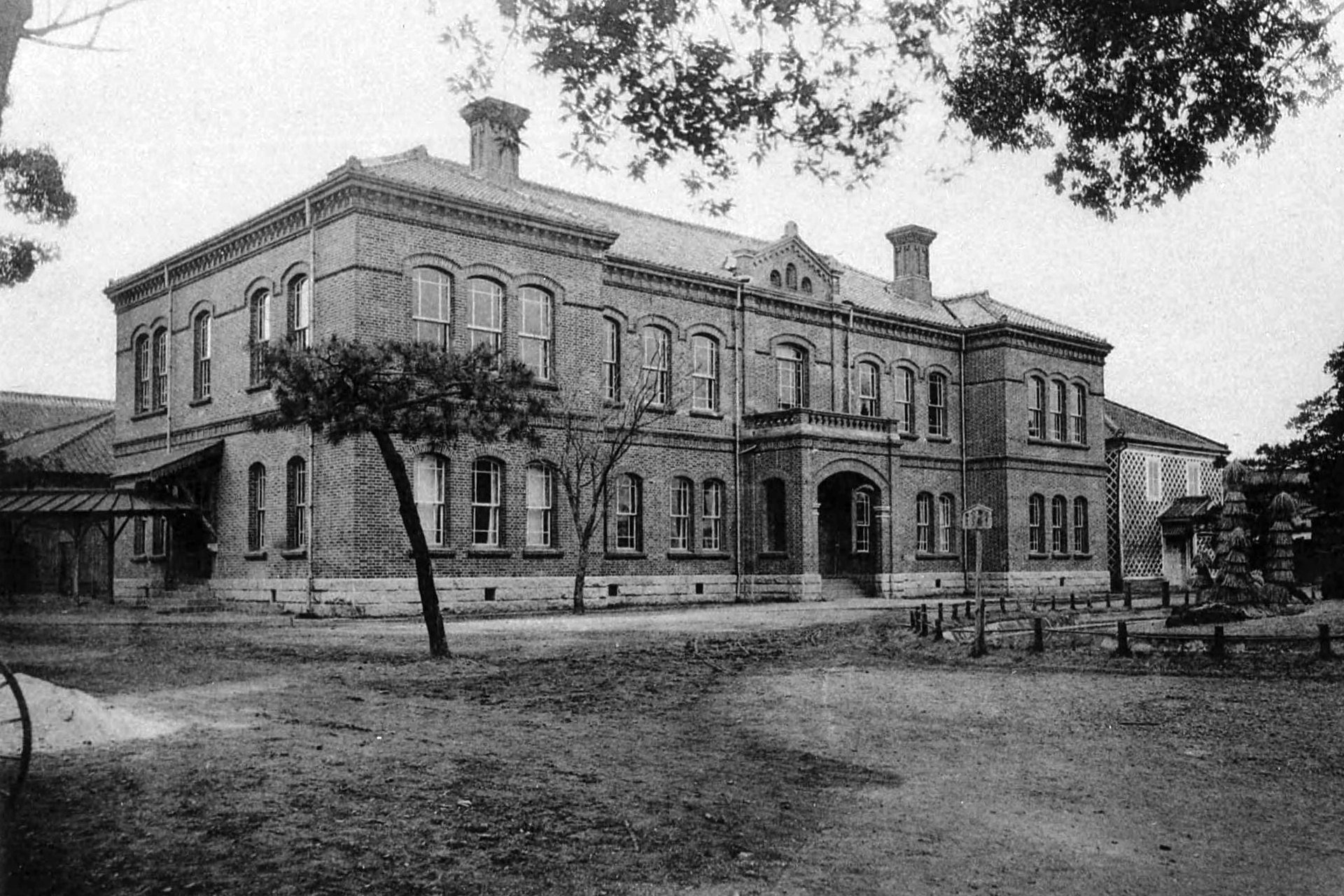
慶應義塾第一講堂
1893年（明治26年）頃

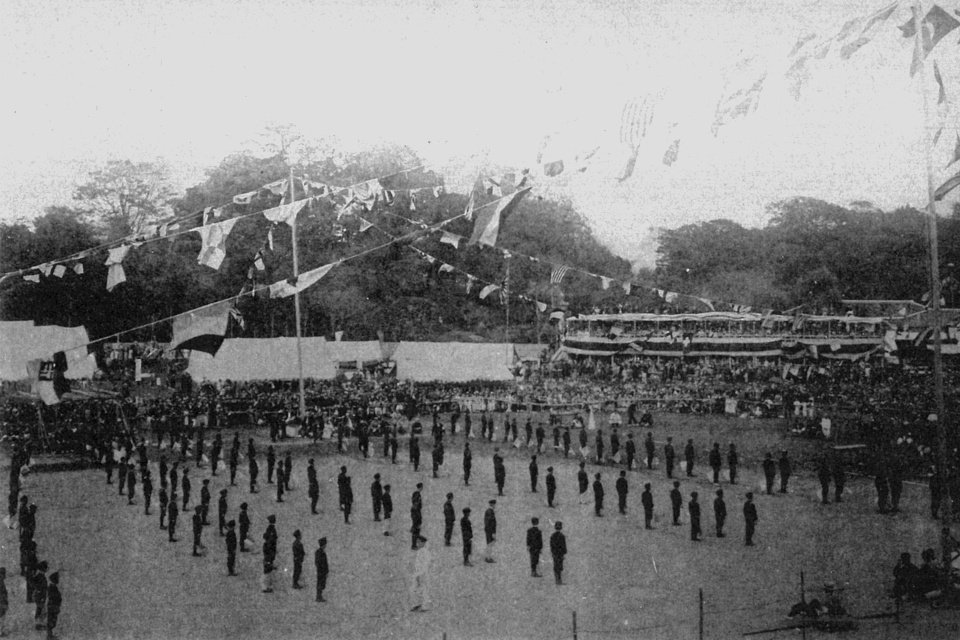
慶應義塾秋期運動会
1905年（明治38年）

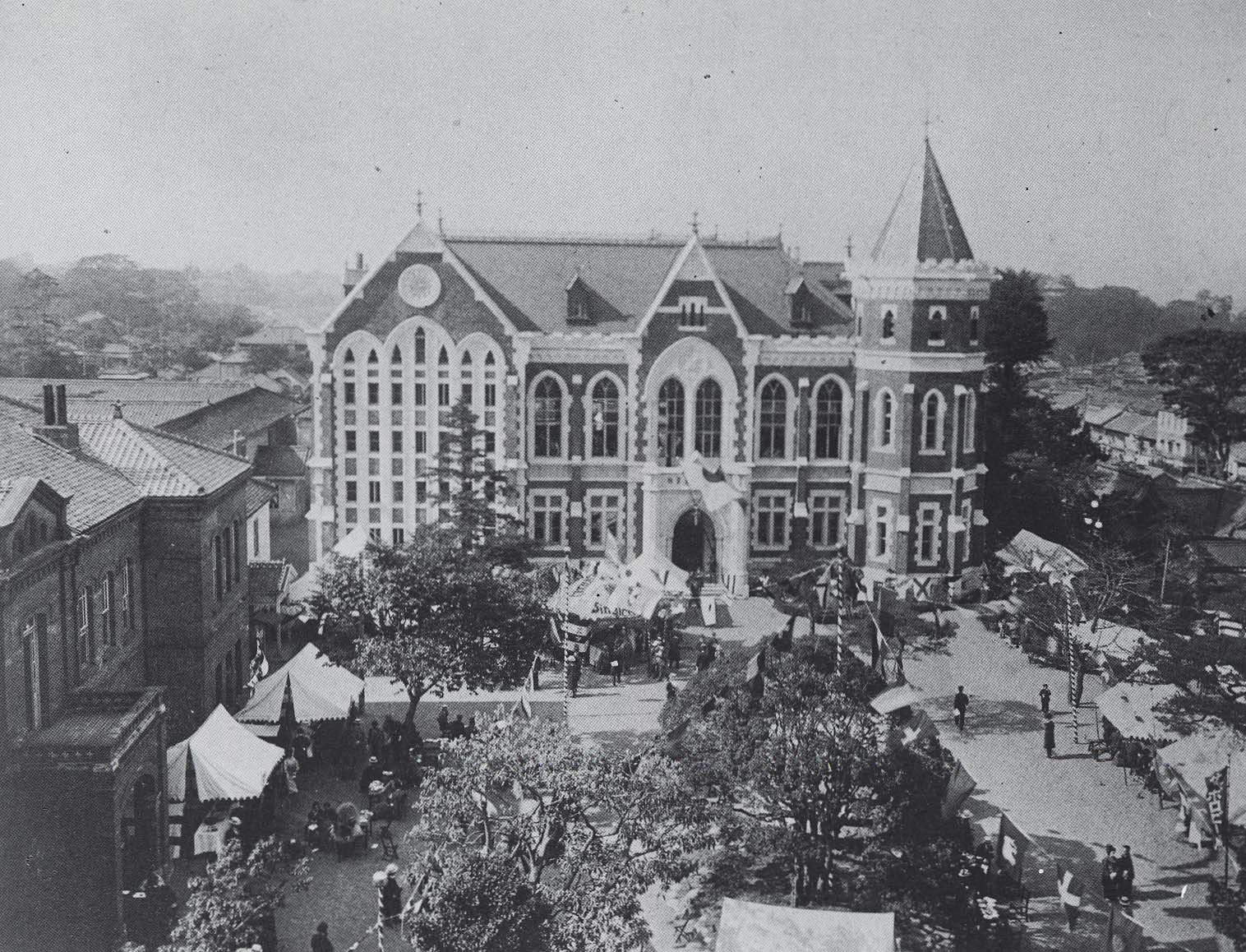
創立五十年記念図書館の開館式（1912年、左の建物は旧塾監局）

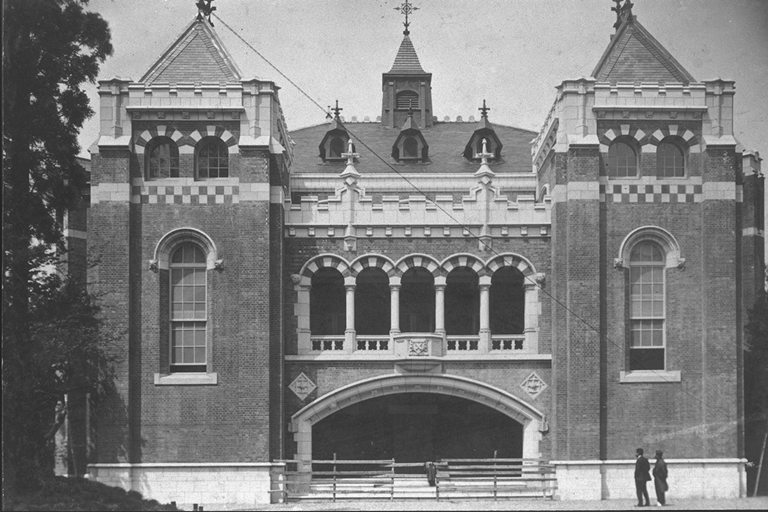
三田大講堂
関東大震災以前の姿

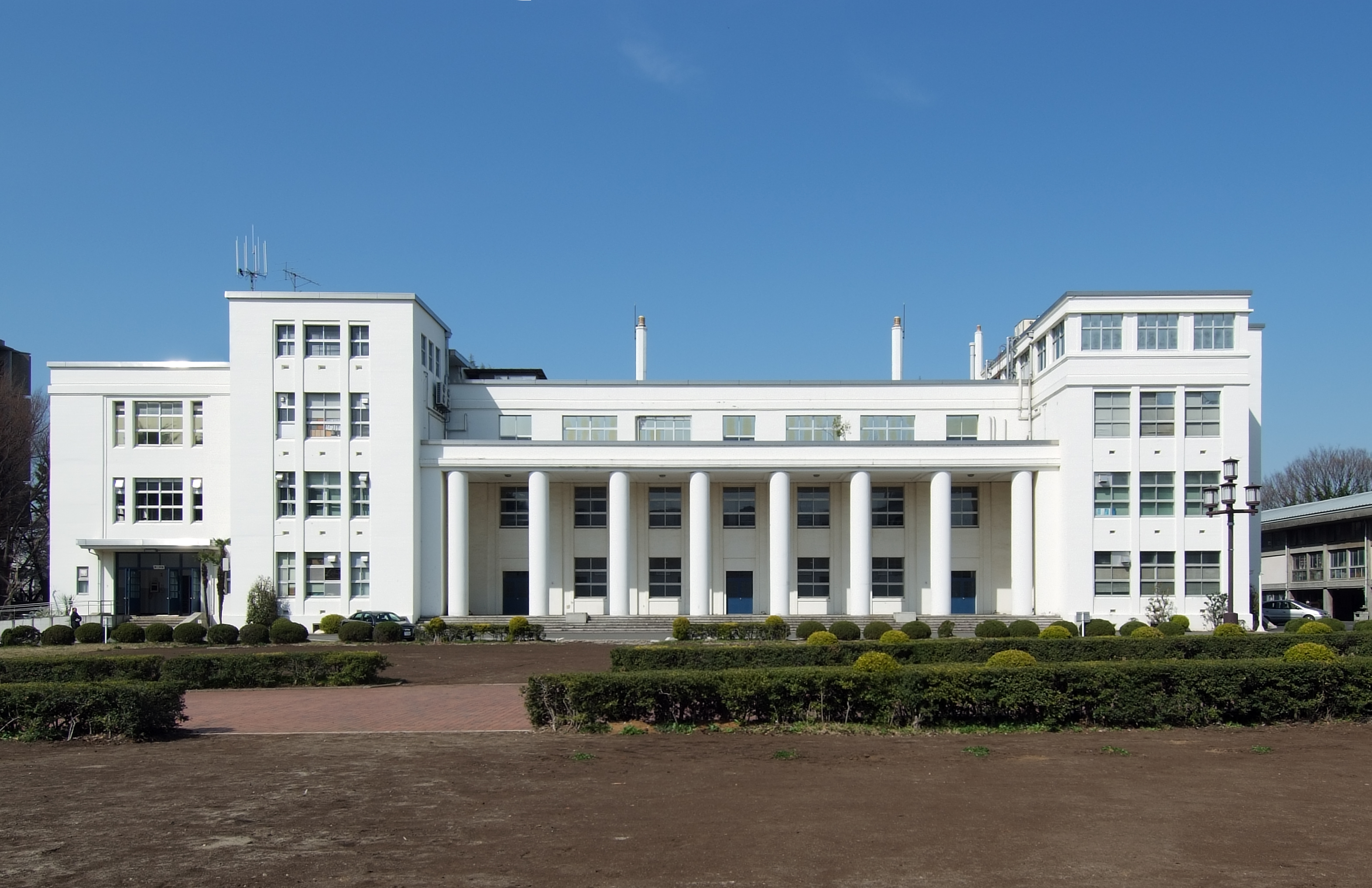
日吉第2校舎
旧制時代に医学部予科校舎として建設された。

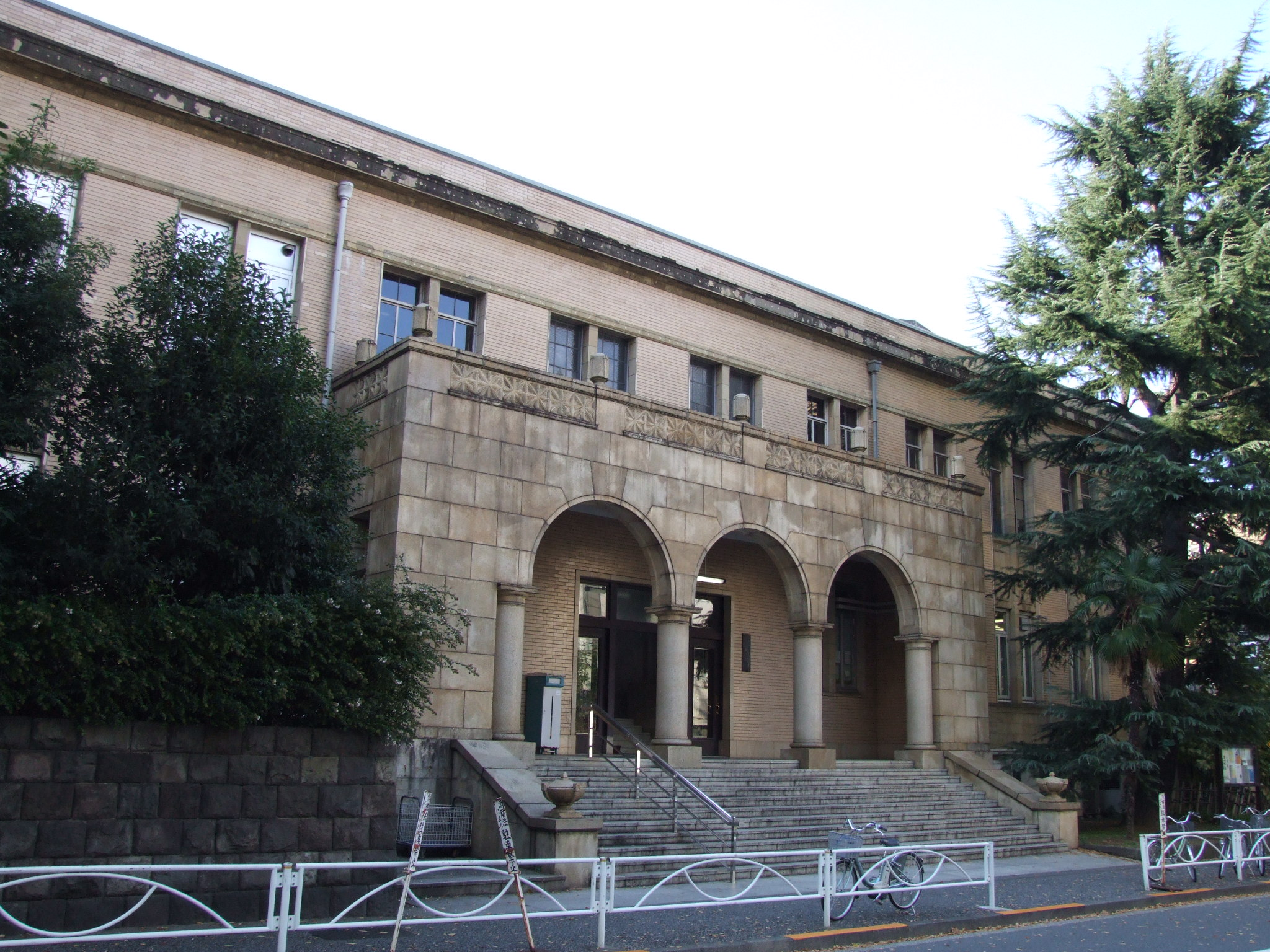
北里博士記念医学図書館

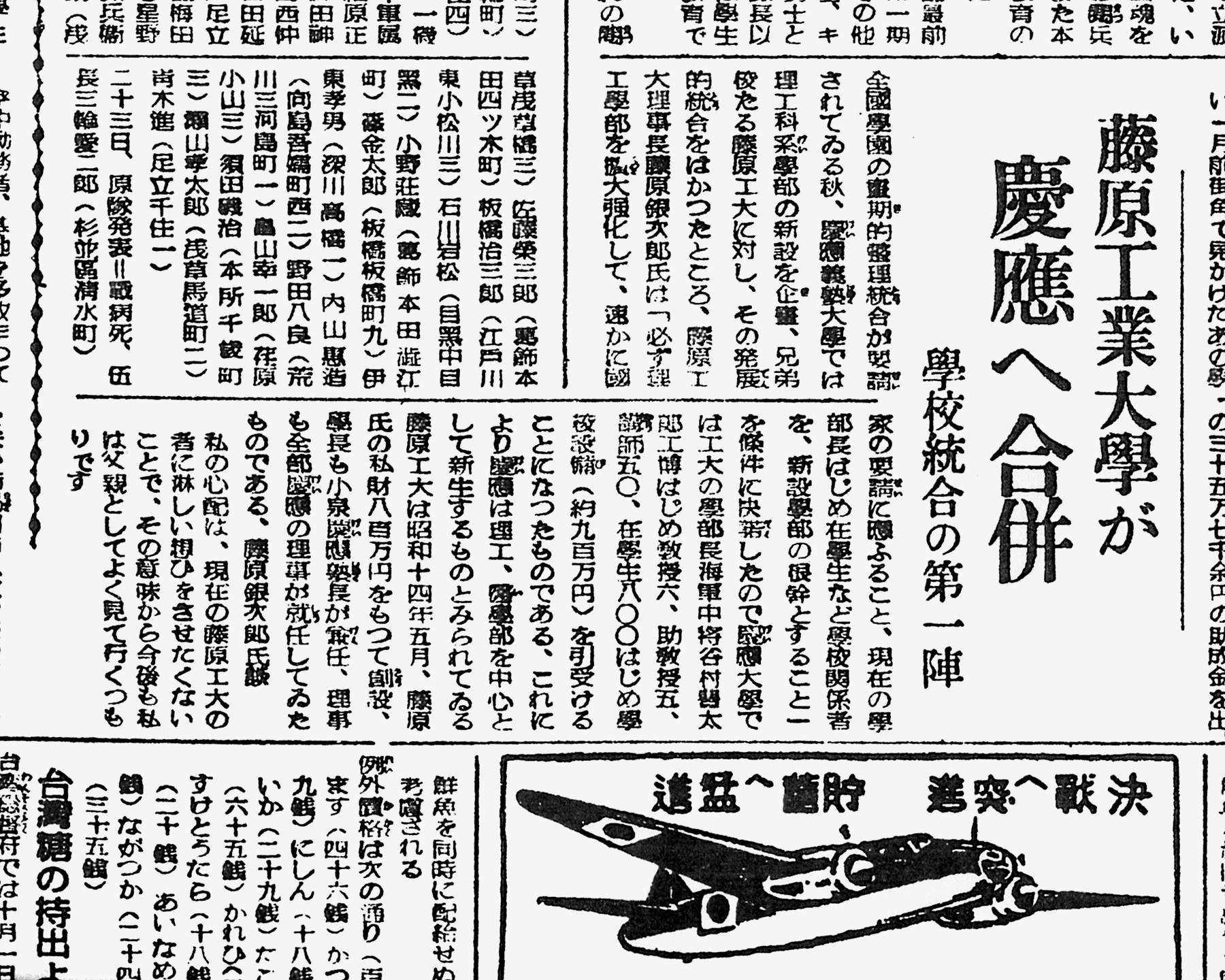
藤原工業大学が慶應へ合併（『朝日新聞』 1943年10月24日付3面）

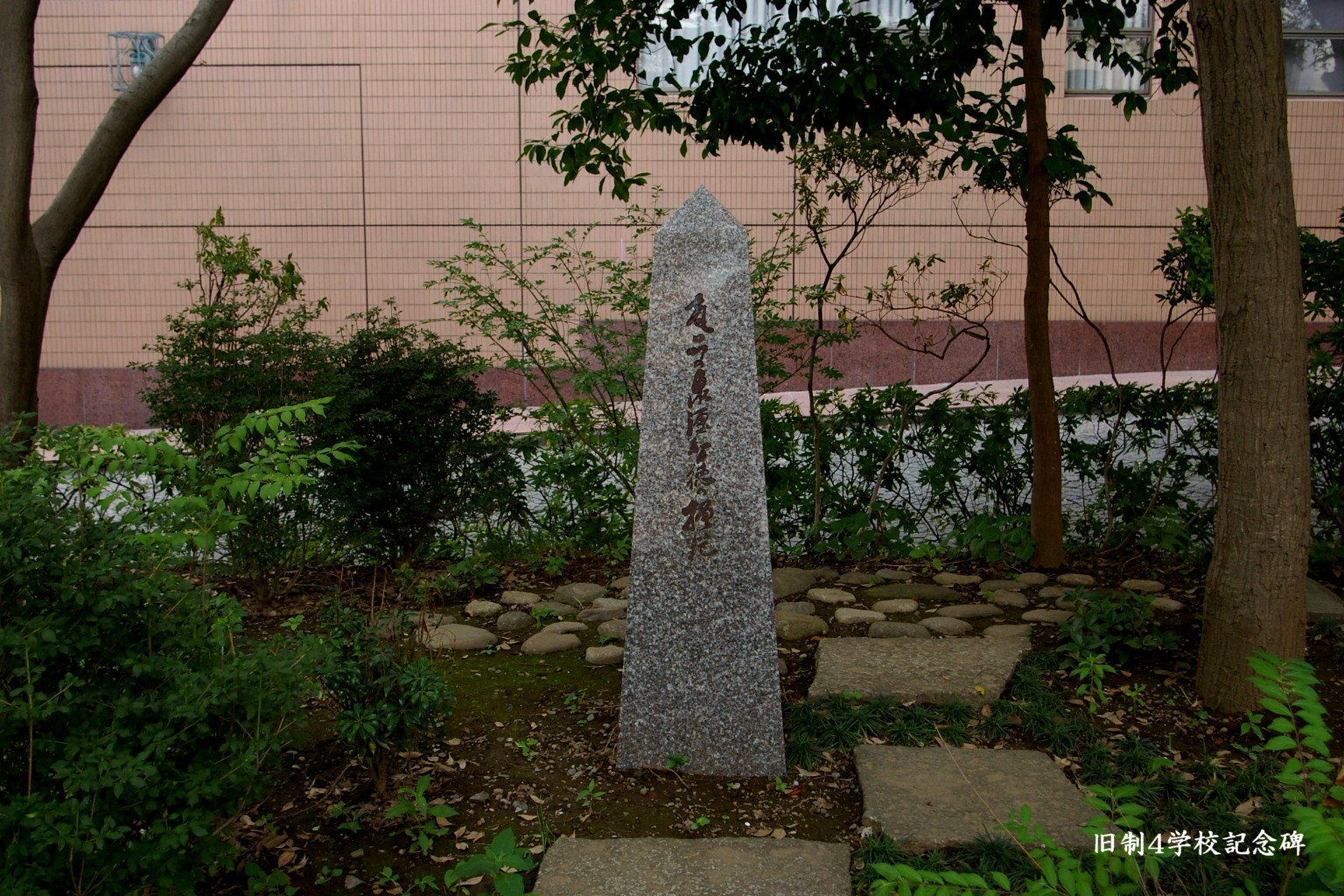
旧制四学校記念碑
（三田キャンパス）

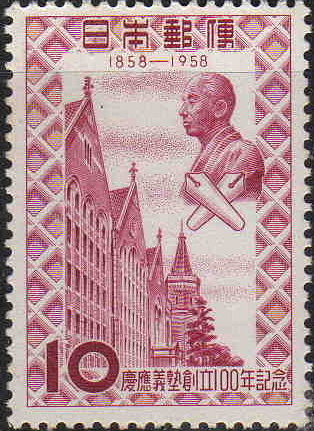
創立100年記念切手（1958年発行）

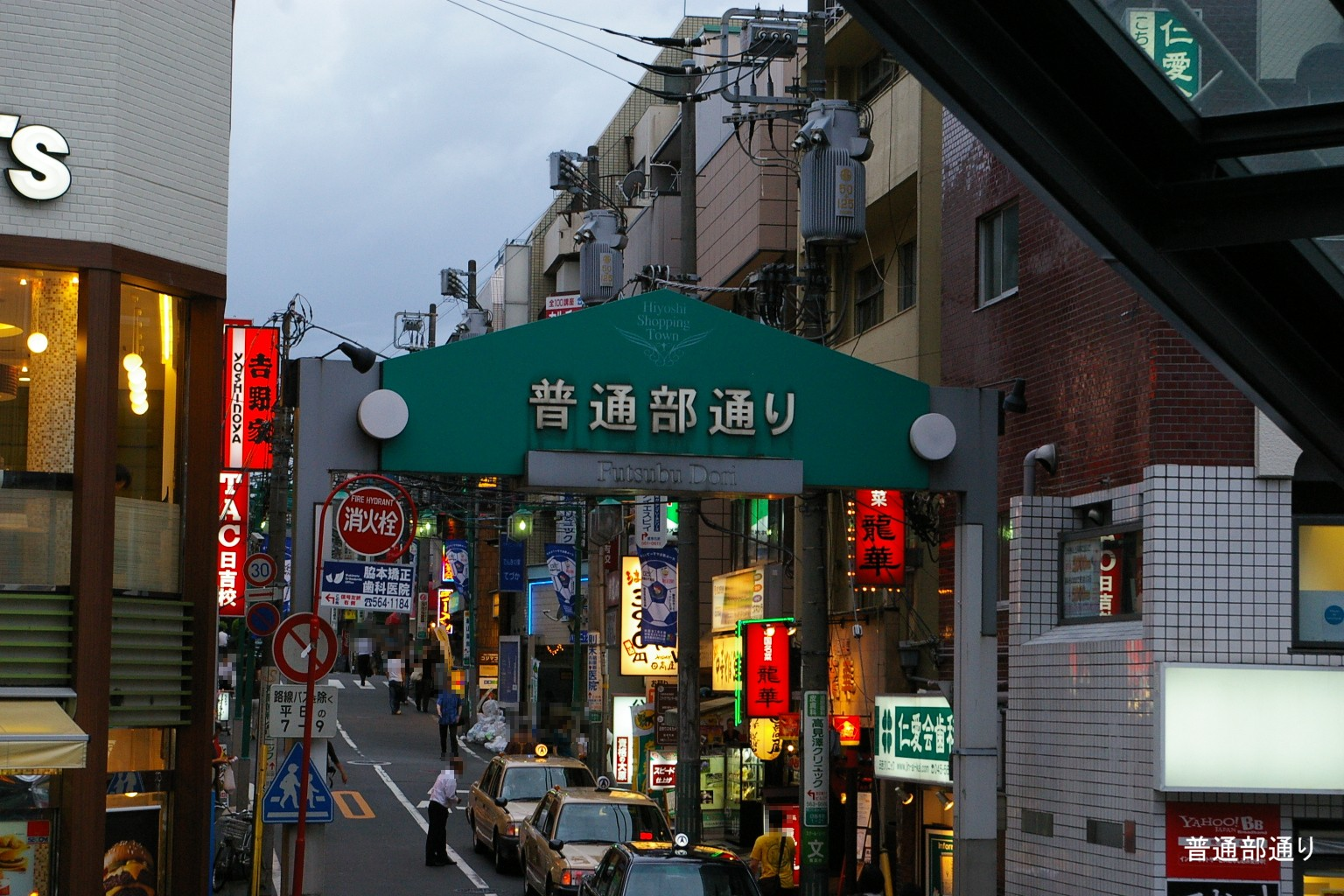
普通部通り（日吉）

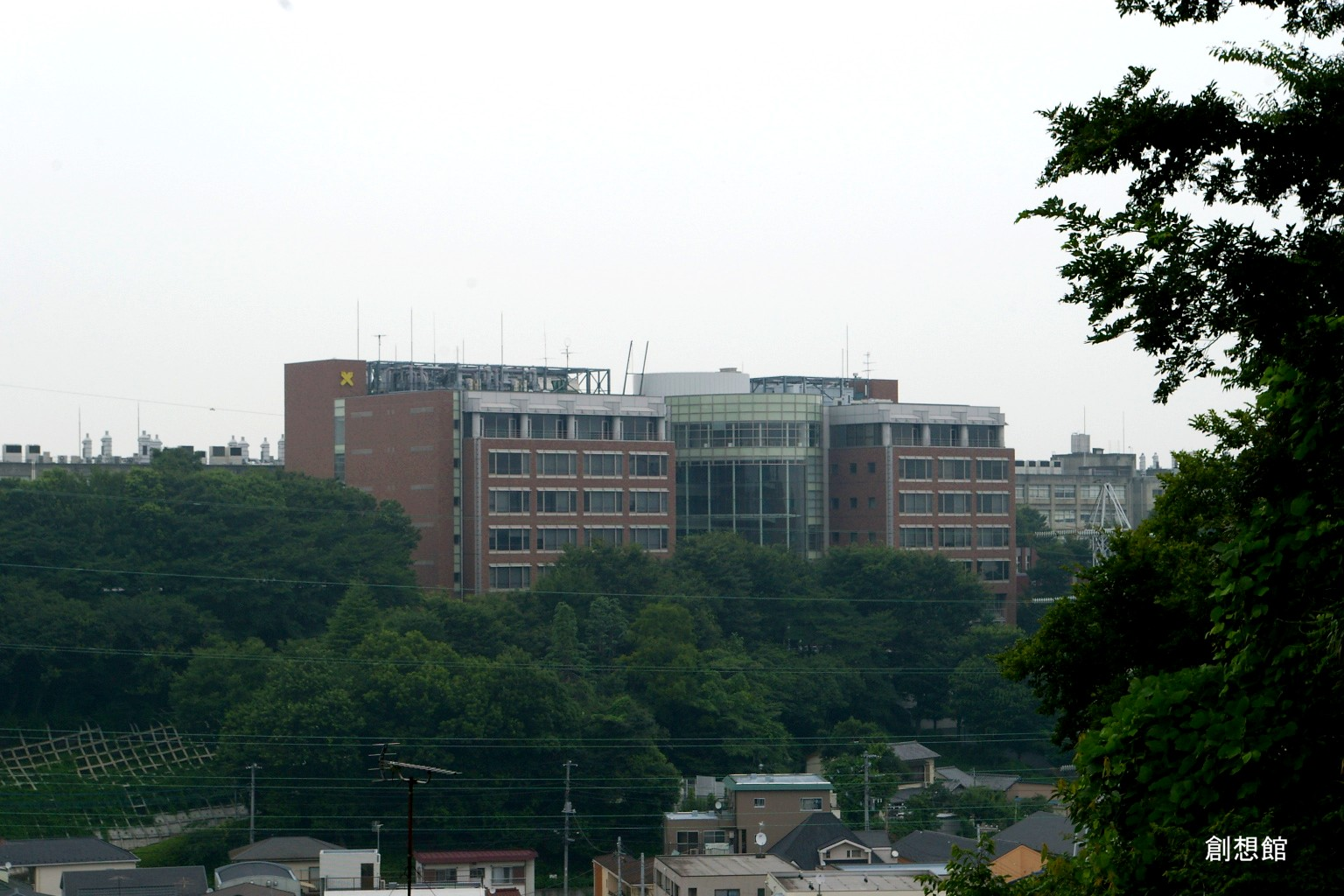
矢上キャンパス

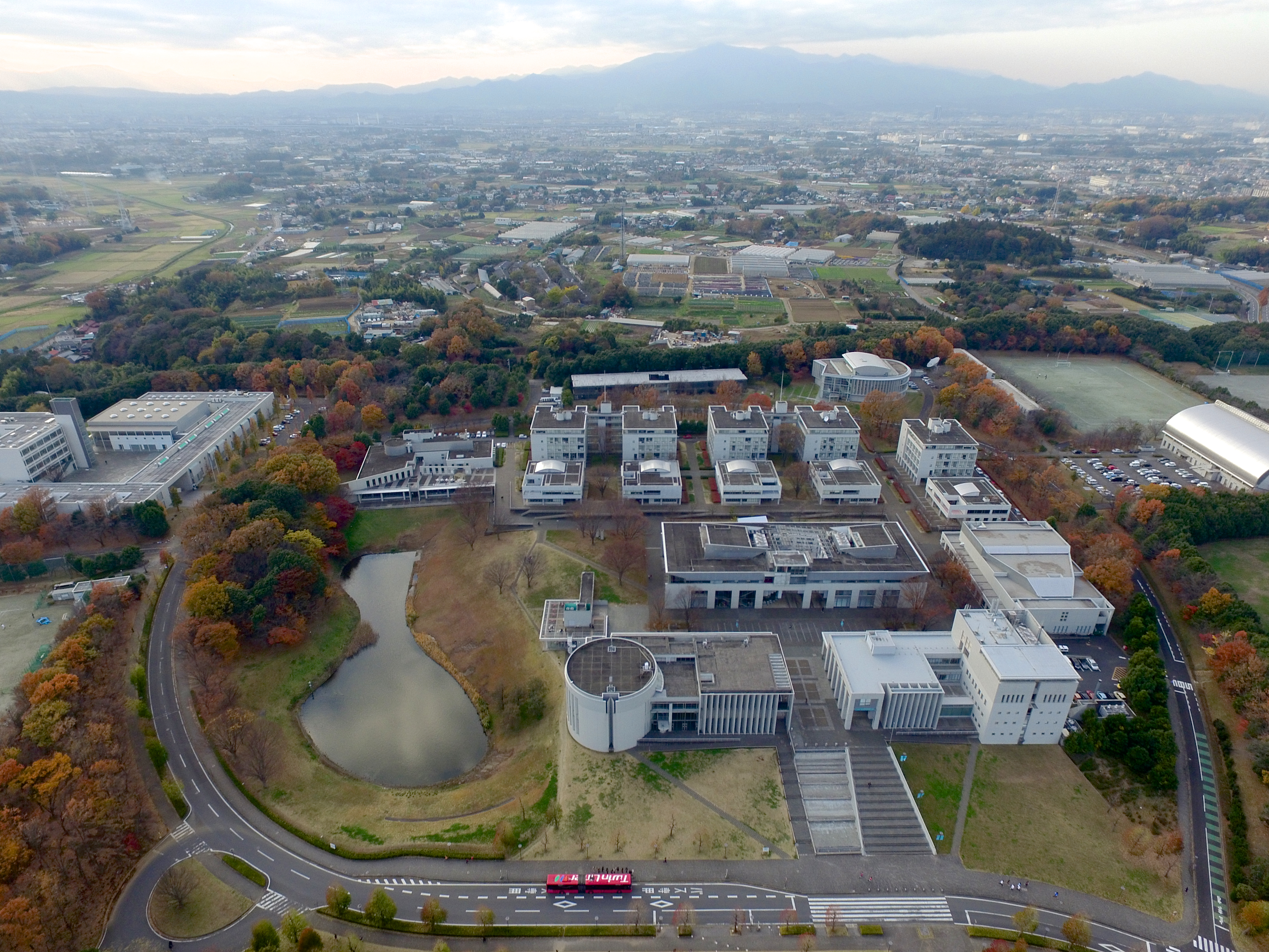
湘南藤沢キャンパス

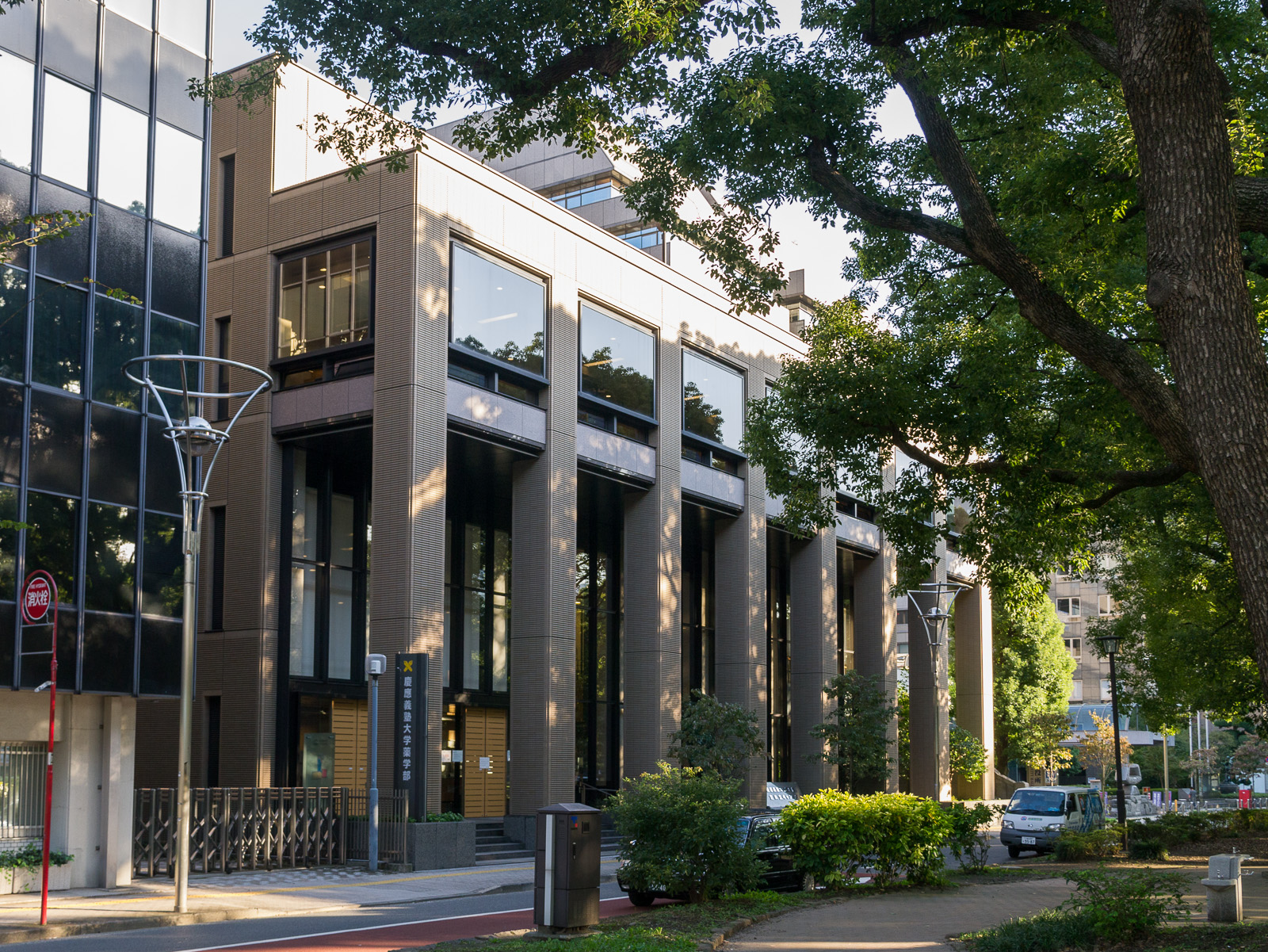
芝共立キャンパス

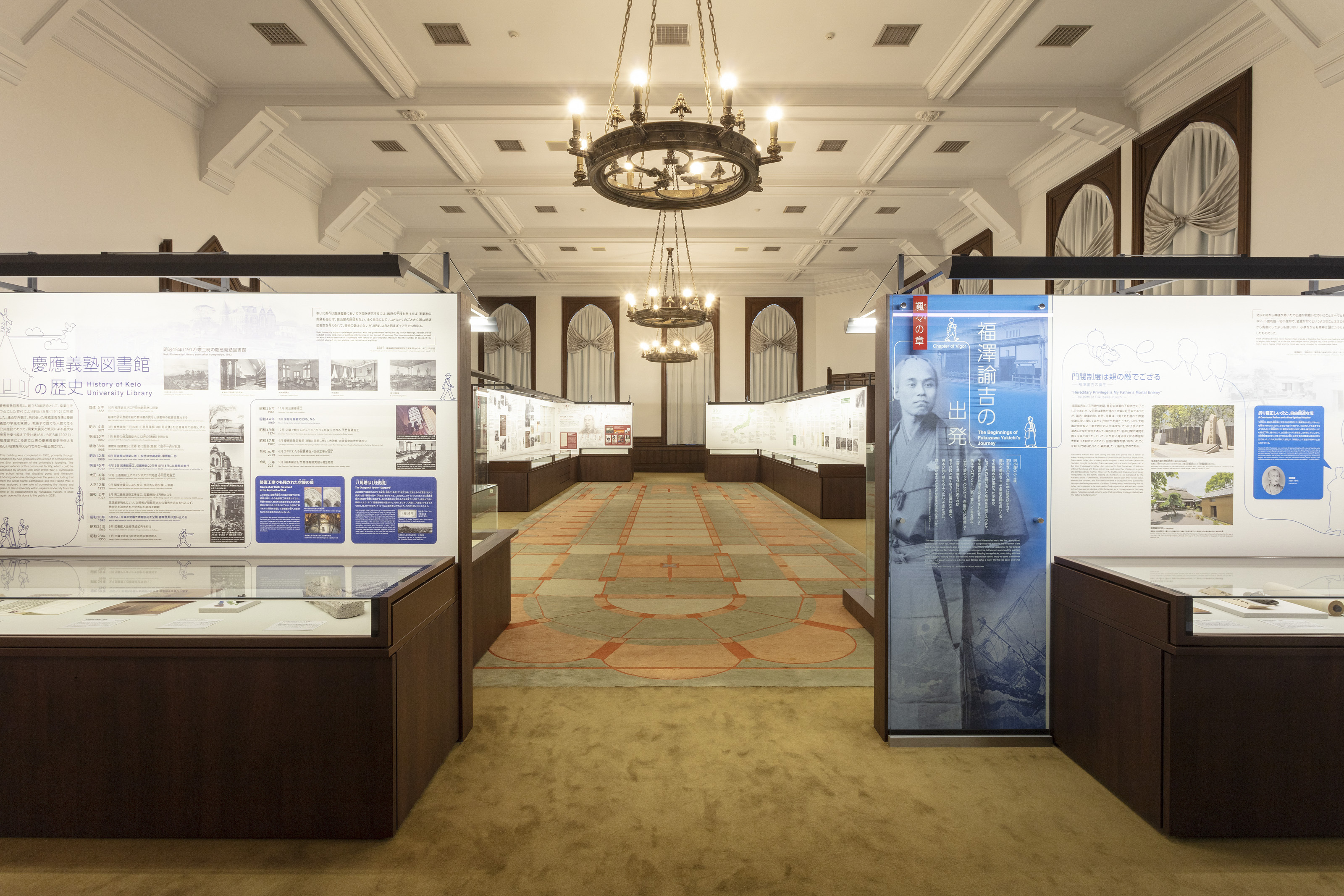
福澤諭吉記念慶應義塾史展示館（図書館旧館2階）

- 1858年 - 福澤諭吉、築地鉄砲洲にあった中津藩中屋敷内の岡見彦三の蘭学塾「一小家塾」の講師に着任[注釈 6][注釈 7][1][2][3][4][39]。
- 1860年 - 福澤諭吉、遣米使節団に随行（第1回洋行）。
- 1861年 - 鉄砲洲から芝新銭座に移転。
- 1862年 - 福澤諭吉、遣欧使節団に随行（第2回洋行）。英国国教会のキングス・カレッジ・スクールを訪問し、慶應義塾設立の着想を得る[注釈 2]。
- 1863年 - 再び鉄砲洲に移転。蘭学塾から英学塾に改める。
- 1864年 - 福澤諭吉、幕府外国奉行翻訳方となる。
- 1866年 - 中津藩中屋敷内に紀州塾を建築。
- 1867年 - 福澤諭吉、幕府の軍艦受取委員の随員として渡米（第3回洋行）。
- 1868年 - 芝新銭座（現在の港区浜松町）に移転し、英学塾「慶應義塾」を創設[注釈 2]。『慶應義塾之記』を発表[40]。
- 1869年 - 汐留出張所を設置。幼年生のために童子寮を設ける。
- 1870年 - 汐留出張所を麻布龍源寺に移転。芝山内広度院に分塾設置。江川太郎左衛門屋敷の長屋を借り受けて「外塾」設置。
- 1871年 - 芝新銭座の校地を近藤真琴の攻玉塾へ譲渡、三田にある島原藩中屋敷跡の現校地に移転[注釈 8]。『慶應義塾社中之約束』を制定[41]。
- 1872年 - 初の外国人教員を招請。出版局を開設（主任朝吹英二）。
- 1873年 - 正則・変則の両科新設[注釈 9]。医学所を設置（1880年閉鎖）。大阪慶應義塾を設立（1875年徳島に移転し、1876年閉鎖）。
- 1874年 - 英国聖公会福音宣布協会の宣教師アレクサンダー・クロフト・ショーが福澤諭吉家の家庭教師と慶應義塾の倫理学教授となり、聖書を教える[42][43]。卒業の制度を実施。京都慶應義塾を設立（翌年閉鎖）。和田塾（のちの幼稚舎）開設。
- 1875年 - 正則・変則両科を本科・予備とする。三田演説館開館。
- 1877年 - 西南戦争により塾生減少[注釈 10]。和田塾を幼年局と称し、1880年頃まで女生徒も在学。
- 1878年 - はじめて卒業式を行う。
- 1879年 - 夜間法律科を設置[注釈 11]。
- 1880年 - 「慶應義塾維持法案」を発表[34]。予備科（のち三田予備校）を設置[注釈 12]。幼年局を幼稚舎と改称する。交詢社結成。
- 1881年 - 「慶應義塾仮憲法」を制定。明治十四年の政変により義塾出身者が多数下野。この年の塾生数476名[注釈 13]。
- 1882年 - 『時事新報』創刊。
- 1883年 - 徴兵令改正により兵役免除の特典を失う。
- 1884年 - 英国聖公会宣教協会の宣教師ウォルター・デニングが英語教師に就任[44]。
- 1885年 - 塾章を制定[注釈 14]。聖公会の宣教師アーサー・ロイド（後の立教学院総理）がデニングの後任として慶應義塾で教鞭をとるようになる[46]。
- 1886年 - ロイドが英語学部長として慶應義塾の英語教育を統括する[47]。最初の運動会（陸上競技会）を開催[48]。皇太子（のちの大正天皇）が幼稚舎に来校。
- 1887年 - 福澤諭吉がロイドのために邸宅として西洋館を建て、ロイドが慶應義塾内に喜望教会を創設する[49][50][47][注釈 15]。
- 1889年 - 「慶應義塾規約」を制定。第1回評議員会開催。
- 1890年 - 大学部が発足し、文学・理財・法律の三科を設置[注釈 16]。従来の正科・別科を普通部と称する。
- 1891年 - 慶應義塾商業学校開校（夜間）。
- 1892年 - 剣術・柔術・野球・端艇・弓術・操練・徒歩から成る体育会が発足。最初の水上運動会を開催[48]。
- 1894年 - 初めて炬火行列を行う[52]。
- 1896年 - 普通部学科課程を改め、正科を高等科（3年）・普通科（5年）とする。微兵に関する特典適用さる（文部省告示第十八号）。11月16日の評議員会において大学部廃止案を否決[注釈 17]。
- 1897年 - 慶應義塾生徒隊を結成[53]。幼稚舎が小学校令準拠の教育機関（6年制）となる。
- 1898年 - 大学科（高等科と大学部を統合）・普通学科・幼稚舎の16年の一貫教育制度樹立[注釈 18]。大学科に政治科を増設。塾旗として三色旗を制定[注釈 19]。『慶應義塾学報』創刊（1915年『三田評論』と改題）。
- 1899年 - ドイツ・アメリカ合衆国に留学生6名を派遣。幼稚舎で制服・制帽を正式に定める[54]。
- 1900年 - 「修身要領」を発表。普通部で制服と制帽、大学部で洋服と記章付き帽子の着用を義務化する[55][56]。大晦日に世紀送迎会（第1回）開催。
- 1901年 - 福澤諭吉死去。同窓生（社中）を中心として慶應義塾維持会を設立。大学部文学科廃止（1904年復活）。
- 1903年 - 三田綱町球場にて最初の慶早戦。
- 1904年 - 大学部が専門学校令準拠の教育機関となる[57]。旧塾歌を制定。
- 1905年 - 慶應義塾商工学校開校。
- 1906年 - 大学院を設置。
- 1907年 - 義塾規約を変更し、財団法人組織とする。創立50年記念式典を挙行。
- 1908年 - 学事評議会設置（1920年廃止）[58]。
- 1909年 - 開校記念日を4月23日と定める。
- 1910年 - 各科に主任制度を設ける[59]。『三田文学』創刊。森鷗外と上田敏を文学科顧問とし、さらに永井荷風などの文壇人を教壇に迎える。
- 1912年 - 創立50周年を記念して図書館が竣工。出版局を義塾直営とする。
- 1913年 - 福澤先生記念日を命日（2月3日）から誕生日（1月10日）に改める。表門（現在の東館の場所）を石柱鉄扉の西洋式の門に改める[60]。
- 1915年 - 三田大講堂が竣工。
- 1917年 - 大学部各科主任を学長と改称[61]。大学部医学科を設置（学長・北里柴三郎）[62][注釈 20]。普通部が三田綱町（現在の中等部所在地）に移転。広尾寄宿舎竣工（のちの幼稚舎校地の一部）。
- 1918年 - 医学科附属看護婦養成所開設[63]。
- 1919年 - 四谷区西信濃町に医学科新校舎を開設。看護婦養成所も同地に移転[64]。
- 1920年 - 大学部が大学令による大学（文学部・経済学部・法学部・医学部）に昇格。各学部に部長を置く。同時に大学予科と大学院を設置。大学評議会を設置。大学病院開院。
- 1922年 - 専門学校令による大学部を専門部と改称[65]。医学部附属産婆養成所開設。
- 1923年 - 慶應義塾協議会を設置[注釈 21]。
- 1925年 - 専門部を高等部と改称。東京六大学野球連盟結成。
- 1926年 - 現在の塾監局竣工[66]。東京府荏原郡矢口村に新田運動場開設。
- 1927年 - 大学評議会、予科・普通部・商工学校・幼稚舎の郊外移転方針決定[67]。応援歌『若き血』誕生（堀内敬三作詞・作曲）。
- 1928年 - 林毅陸塾長、私立大学を代表して即位礼に参列。
- 1929年 - 福澤先生誕生地記念碑を建立（大阪）。
- 1930年 - 第1回連合三田会大会を開催。
- 1932年 - 創立75年記念式典挙行、秩父宮雍仁親王、犬養毅首相など3千名参列。『福澤諭吉伝』全4巻を皇室に献上。京都慶應義塾跡記念碑を建立[68]。
- 1934年 - 神奈川県橘樹郡日吉村（現横浜市港北区）に日吉校舎を開設、大学予科を移転する[注釈 22]。「福澤先生誕生百年並に日吉開校記念祝賀会」を挙行。
- 1935年 - 塾長の諮問機関として学事顧問制度を設ける（林毅陸、神戸寅次郎、川合貞一、気賀勘重が就任）。
- 1936年 - 高松宮・同妃、医学部を視察[69]。
- 1937年 - 幼稚舎が福澤家広尾別邸の場所に移転[70]。
- 1940年 - 現塾歌を制定（翌年発表）[71]。三田綱町1番地の徳川達孝伯爵邸跡に綱町研究所を開設[注釈 23]。
- 1942年 - 外国語学校を開設。
- 1943年 - 大学予科の修業年限を2年に、普通部・商工学校・商業学校の修業年限を4年に短縮する。塾生出陣壮行会を挙行。
- 1944年 - 財団法人藤原工業大学を統合し、工学部を設置[注釈 24]。大学附属医学専門部を設置[72]。獣医畜産専門学校を開校。高等部の学生募集停止。商工学校と商業学校の生徒募集停止。慶應義塾工業学校開校。
- 1945年 - 看護婦養成所と産婆養成所が合併し、医学部附属看護婦産婆養成所となる[73]。戦災と日吉校舎の接収に伴い、旧陸軍登戸研究所跡地を借用（登戸仮校舎）[74]。普通部が幼稚舎校地に移転（1952年まで）。高等部廃止。
- 1946年 - 常議員会を設置。大学予科主任を大学予科長、普通部主任を普通部長、商工・商業・工業学校各主任を各学校長、幼稚舎主任を幼稚舎長と改称。東京高等工学院の校舎を借用（三ノ橋仮校舎、1949年まで）[75]。工学部が川崎市久本鴨居町に移転（溝ノ口仮校舎、1949年まで）[76]。
- 1947年 - 創立90年記念式典を挙行（昭和天皇臨席）。普通部と幼稚舎が新学制に移行。中等部（新制中学校）を設置。獣医畜産専門学校が埼玉県北足立郡志紀町（現志木市）に移転[注釈 25]。福澤邸跡地に福澤記念園開園[77]。慶應義塾通信教育図書株式会社設立。
- 1948年 - 通信教育課程を設置。新制第一高校・第二高校（三ノ橋）、農業高校（志木）を設置。中等部が三田綱町の普通部跡に移転。旧制普通部最後の卒業式と修業式を挙行[注釈 26]。慶應工業会発足。旧制商業学校廃止。
- 1949年 - 第一・第二高校を統合[注釈 27]、慶應義塾高等学校設置。大学は学制改革に伴い、文学部・経済学部・法学部・工学部からなる新制大学となる。日吉校舎の接収解除、同時に高等学校を日吉へ移転。また工学部を西多摩郡小金井町に移転。旧制獣医畜産専門学校廃止[78]。旧制商工学校・工業学校廃止。
- 1950年 - 福澤諭吉50回忌式典を挙行。郵政省から福澤諭吉8円切手が発行される[79]。慶應義塾女子高等学校開校。看護婦産婆養成所を女子厚生学院に改組[73]。大学の一部講義を日吉で開始、日吉は高等学校と学部学生の教養課程、三田は学部学生の専門課程のキャンパスとなる[注釈 28]。旧制大学の繰り上げ卒業式を挙行。
- 1951年 - 学校法人設置認可。新制の大学院設置。塾史編纂所設置。
- 1952年 - 医学部が新制大学へ改組。旧制医学専門部廃止[72]。普通部の日吉移転完了。
- 1954年 - 三田キャンパスに福澤諭吉胸像を設置[80]。
- 1956年 - 塾長・学長分離問題起こる。5月15日を福澤先生ウェーランド経済書講述記念日と定める。
- 1957年 - 大学商学部を設置。慶應義塾農業高校を普通科高校（慶應義塾志木高等学校）に転換。
- 1958年 - 日吉記念館竣工（2017年解体）[81]。慶應義塾発祥の地記念碑除幕。創立100年記念式典を挙行（昭和天皇臨席）。郵政省から10円記念切手が発行される[82]。
- 1959年 - 三田キャンパス南門（新設）が正門となる。
- 1961年 - 旧制慶應義塾大学廃止。
- 1964年 - 塾旗の規準を定める[83]。芝新銭座の慶應義塾跡に福澤・近藤両翁学塾跡記念碑を建立。
- 1965年 - 学費改訂と塾債発行から大学紛争が勃発。さらに米軍研究資金導入や大学立法を巡って紛争が長期化、1973年には工学部と通信教育課程を除くすべての学部で卒業式を中止する事態となる。
- 1967年 - 三田演説館が重要文化財に指定される。
- 1968年 - 慶應義塾命名100年記念式典を挙行[84]。
- 1969年 - 慶應義塾図書館が重要文化財に指定される。塾史編纂所を塾史資料室に改組。
- 1971年 - 福澤邸跡地に福澤諭吉終焉之地記念碑を建立[85]。
- 1972年 - 大学工学部が矢上キャンパス（日吉キャンパスの北隣）に移転[注釈 29]。
- 1974年 - 伊勢慶應病院開設（2003年閉院）。太平洋戦争の空襲で焼失した図書館のステンドグラスの復元成る。
- 1975年 - 独立自尊記念時計塔を建立（三田）。ユニコーン像復元（中等部）。
- 1981年 - 工学部を理工学部に改組。
- 1983年 - 創立125年記念式典を挙行。塾史資料室を福澤研究センターに改組[86]。
- 1988年 - 女子厚生学院を慶應義塾看護短期大学に改組。
- 1990年 - 湘南藤沢キャンパスに大学環境情報学部・大学総合政策学部を設置。ニューヨーク高等部を開校。
- 1992年 - 湘南藤沢キャンパスに藤沢中等部・高等部を開校。
- 2000年 - 三田キャンパス東館竣工。「幻の門」を移設[87]。新川崎タウンキャンパス開設。大晦日に世紀送迎会（第2回）開催。
- 2001年 - 看護短大を看護医療学部に改組。鶴岡タウンキャンパス開設。福澤公園に旧制四学校（商業学校・商工学校・工業学校・高等部）記念碑を建立。徳島慶應義塾跡記念碑を建立[88]。
- 2004年 - 法科大学院開設。
- 2008年 - 創立150年記念式典を挙行。学校法人共立薬科大学と合併、芝共立キャンパスに薬学部を設置。日吉キャンパスに大学院システムデザイン・マネジメント研究科、メディアデザイン研究科を設置。大阪リバーサイドキャンパスを、大阪市福島区の再開発地区「ほたるまち」に開設。
- 2009年 - 大阪慶應義塾跡記念碑を建立[89]。
- 2011年 - 塾長任期を2期8年までとする。東日本大震災の被災地への支援活動を実施[90]。
- 2013年 - 大阪リバーサイドキャンパスを大阪市北区大深町のグランフロント大阪ナレッジキャピタル（北館タワーC　10階）へ慶應大阪シティキャンパスと改称し移転。横浜初等部開校。外国語学校廃止。
- 2016年 - 殿町タウンキャンパス開設。
- 2020年 - 新・日吉記念館竣工[91]。
- 2021年 - 福澤諭吉記念慶應義塾史展示館開館[92]。

## 慶應義塾の三藩
慶應義塾の三藩（けいおうぎじゅくのさんぱん）とは、幕末 - 維新期に慶應義塾を支えた所縁のある3つの藩。紀州藩・越後長岡藩・中津藩の三藩を指す。入塾した藩士はのちに塾長や要職を歴任しているため、慶應義塾の基礎となっている。廃藩置県後の1880年（明治13年）までの生徒の割合は、越後長岡藩・紀州藩・中津藩（慶應義塾の三藩）を中心とした士族が十中八九であった。

### 越後長岡藩
単身上京して新銭座に入塾した藤野善蔵（のち塾長、長岡洋学校主催）の影響が大きいと伝えられている。長岡藩は戊辰戦争後に藩校崇徳館などで教育改革を進めて江戸の慶應義塾に多くの学生を送った。この結びつきは、大参事として維新後の長岡を指導した三島億二郎が福澤諭吉の思想に共鳴し交流が密であったことも一因であった。
- 主な藩士：牧野鋭橘（越後長岡藩藩主）、城泉太郎（長岡藩家臣、のち塾長）、渡部久馬七（のち塾長）、蘆野巻蔵（のち塾長）、小林寛六郎（「米百俵」で知られる小林虎三郎の弟）、小林雄七郎、秋山恒太郎、名児耶六都、外山脩造、栗山東吾、牧野鍛冶之助、稲垣銀治、三島徳蔵、曽根大太郎、中島武藤太、高野弥次郎、小林見義、山田鶴遊

### 紀州藩
藩の有力者岸嘉一郎が鉄砲洲時代から優秀なる子弟を選抜して塾に送り、慶応2年の冬頃、紀州藩から一時に多数の学生が入塾することになり、従来の塾舎が狭くなりこれを収容しきれなかったので、紀州藩では奥平藩邸内に別に一棟の塾舎を建築し、同藩の学生をここに寄宿せしめることになり、邸内ではこれを「紀州塾」と称していた。和歌山藩の入塾生は元治元年九月入塾の臼杵鉄太郎を最初とし、慶応元年三名.慶応二年十名、慶応三年十二名の入塾をみている。中でも紀州徳川家第15代当主徳川頼倫は三宅米吉、英国人のアーサー・ロイド（慶應義塾教授）、米国人のウィリアム・リスカム（慶應義塾教授）らに師事して漢学と英語を修め、鎌田栄吉（のち塾長）からは精神的な薫陶を受けている。
- 主な藩士：小泉信吉（のち塾長）、松山棟庵（のち塾長、医師）、草郷清四郎（紀州藩騎兵指揮官）、前田政四郎（紀州藩騎兵仕官）、岸幹太郎（徳川家家令）、和田義郎（慶應義塾幼稚舎創始者）、三宅米吉（歴史学者）、巽孝之丞、中井芳楠（銀行家）、長屋喜弥太（軍目付、陸軍少佐）、小川駒橘（内務官僚、長崎師範学校校長）

### 中津藩
中津藩は福澤諭吉の出身藩であり、いうまでもなく学問の主流を成した藩である。藩主奥平昌邁、藩校進脩館、豊前国から多数の藩士が塾生となった。

## 学校法人共立薬科大学との合併
2006年11月、慶應義塾は学校法人共立薬科大学と合併についての協議に入った。その後両学校法人の間で協議が重ねられた結果、2007年3月に両学校法人の合併を決定し、合併契約書を締結した。これに伴い、両学校法人では2007年9月までに文部科学省から合併認可を得、その後に共立薬科大学の廃止認可申請および慶應義塾大学薬学部、同大学院薬学研究科の設置認可申請を実施。これらの手続きを経て2008年4月に両学校法人は合併し、慶應義塾大学に薬学部と大学院薬学研究科が設置された。両学校法人は「この合併には双方にメリットがある」としている。慶應義塾大学にとっては、既存の医学部、看護医療学部に薬学部、薬学研究科が加わることにより、同大学の医療分野の教育、研究の一層の充実を図ることができる。一方共立薬科大学にとっては、慶應義塾大学病院を使って実習を行えるようになるなど、より充実した環境のもとで薬学に携わる人材を育成できるというメリットがあるとしている。

## 歴代社頭一覧
1881年の社頭職制度化後の歴代社頭一覧。塾員のうちから理事会および評議員会の議決により推薦することとされているが、1947年以降は空位となっている。
| 氏名 | 氏名       | 就任時期       | 略歴                         |
| ---- | ---------- | -------------- | ---------------------------- |
|      | 福澤諭吉   | 1881年− 1901年 | 慶應義塾仮憲法による初代社頭 |
|      | 小幡篤次郎 | 1901年− 1905年 | 英学者                       |
|      | 福澤一太郎 | 1907年− 1938年 | 福澤諭吉長男                 |
|      | 福澤八十吉 | 1939年− 1947年 | 福澤一太郎長男               |

## 歴代塾長一覧
1881年の塾長職制度化後の歴代塾長一覧。慶應義塾評議員会において選出される。慶應義塾規約により塾長は慶應義塾の理事長と慶應義塾大学の学長を兼ねるとされる。
現在の塾長の任期は4年で、2011年の規約改正により再任は通算2期までとなった。
| 氏名 | 氏名                | 就任時期       | 略歴                             |
| ---- | ------------------- | -------------- | -------------------------------- |
|      | 浜野定四郎          | 1881年− 1887年 | 慶應義塾仮憲法による初代塾長     |
|      | 小泉信吉            | 1887年− 1890年 | 横浜正金銀行支配人               |
|      | 小幡篤次郎          | 1890年− 1897年 | 英学者                           |
|      | 鎌田栄吉            | 1898年− 1922年 | 貴族院議員、衆議院議員、文部大臣 |
|      | 福澤一太郎          | 1922年− 1923年 | 福澤諭吉長男                     |
|      | 林毅陸              | 1923年− 1933年 | 元・大学部政治科学長、衆議院議員 |
|      | 小泉信三            | 1933年− 1947年 | 経済学者                         |
|      | 高橋誠一郎 （代理） | 1946年− 1947年 | 元・経済学部長、文部大臣         |
|      | 潮田江次            | 1947年− 1956年 | 元・法学部長、福澤諭吉孫         |
|      | 奥井復太郎          | 1956年− 1960年 | 元・経済学部長、都市社会学者     |
|      | 高村象平            | 1960年− 1965年 | 元・経済学部長                   |
|      | 永沢邦男            | 1965年− 1969年 | 元・法学部長                     |
|      | 佐藤朔              | 1969年− 1973年 | 元・文学部長                     |
|      | 久野洋              | 1973年− 1977年 | 元・工学部長                     |
|      | 石川忠雄            | 1977年− 1993年 | 元・法学部長                     |
|      | 鳥居泰彦            | 1993年− 2001年 | 元・経済学部長                   |
|      | 安西祐一郎          | 2001年− 2009年 | 元・理工学部長                   |
|      | 清家篤              | 2009年− 2017年 | 元・商学部長                     |
|      | 長谷山彰            | 2017年− 2021年 | 元・文学部長                     |
|      | 伊藤公平            | 2021年−        | 元・理工学部長                   |

## 事務部門
慶應義塾の事務は、塾監局が中心となって担当している。形式的には学事センターも塾監局に属する組織であって、大学に属する組織ではない。三田以外の各キャンパスに所在する事務室も塾監局の支部の扱いである。ただし、大学病院のある信濃町キャンパスについては、従前は医学部事務局が塾監局の支部として存在していたが、病院経営改革に伴い、大学病院事務局（病院経営ボードに直属）と信濃町キャンパス事務室（塾監局の支部）とに分割されている。
塾監局の系統に属さない組織としては学生総合センターやメディアセンター（図書館）等があり、これらは主として大学に属する組織である。
近年は上記以外にも塾監局の系統に属さない組織（塾長室、広報室、研究支援センター等）が増加している。
なお、慶應義塾の職員は、大学病院や信濃町キャンパス、矢上キャンパスの技術系の職員を除いて、上記の組織の系統の違いに関わらず異動がありうる。

## 式典、記念行事

### 世紀送迎会
- 1900年12月31日、福澤諭吉の提案で、三田山上の慶應義塾にて19世紀と20世紀の「世紀送迎会」を開催。風刺画などで19世紀を振り返り、20世紀の幕開けとともに「儒学者の夢」「階級制度の弊害」「蓄妾の醜態」という3枚の風刺画に一斉射撃して点火、「二十センチュリー」という花火が夜空に浮かび上がるなど趣向を凝らしたものであった[106]。
- 2000年12月31日には、100年前の送迎会に倣い三田山上で「第2回世紀送迎会」を開催。自らの意思で世紀を飛び超えるという意味で、21世紀の幕開けより6時間早い午後6時に「カウントアップ」し、新世紀の幕開けを祝った[107][108]。

### 創立150年式典の開催
- 2008年11月8日、日吉キャンパスで明仁天皇・美智子皇后臨席の元で創立150年記念式典が開催された。司会を務めたのは塾員である石坂浩二と遠藤玲子。式典には塾生・塾員約1万人のほか、ハーバード大学、ケンブリッジ大学の代表者等、慶應義塾にゆかりのある国内外の来賓が数多く参列した[109]。式典の模様は三田キャンパス、湘南藤沢キャンパス、大阪リバーサイドキャンパスに中継され、さらにはインターネットを通じて全世界にも同時中継されている[110]。式典において明仁天皇は「今後も国の内外で活躍する人材を数多く育て、送り出すことを期待しています」とおことばを述べた[111]。天皇家と慶應義塾とは、元塾長の小泉信三が天皇の教育係であった等の点で接点があり、塾が主催した「小泉信三展」でも天皇皇后夫妻が来塾している[112]。ちなみに、創立90年と100年の節目においては昭和天皇が式典に臨席している[113]。
- 記念式典翌日には同じく日吉キャンパスにおいて連合三田会大会が開催され、加山雄三、紺野美沙子、櫻井翔などの塾員が登場した[114]。
- 2009年1月10日から3月8日まで、東京国立博物館で「慶應義塾 創立150年記念 『未来をひらく 福沢諭吉展』」[115]が開催された。同展カタログ『未来をひらく福澤諭吉展』（監修：前田富士男アートセンター所長、米山光儀福澤研究センター所長、小室正紀福澤研究センター前所長）は、第6回ゲスナー賞銀賞を受賞した。

## 主な建造物
慶應義塾は日本の教育機関として有数の歴史を持ち、関東大震災や東京大空襲、戦後の大規模な建替えを伴う再整備事業を経た現在もなお由緒ある建造物が多数現存している。この節ではそうした建築物の中から特筆すべきものを紹介している。

### 三田キャンパス

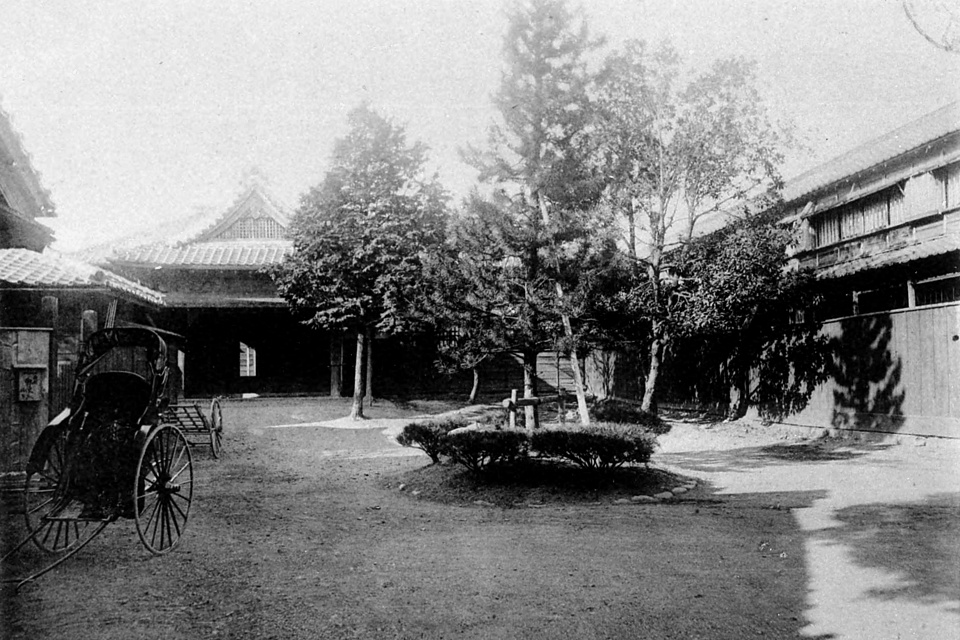
明治中期の慶應義塾構内

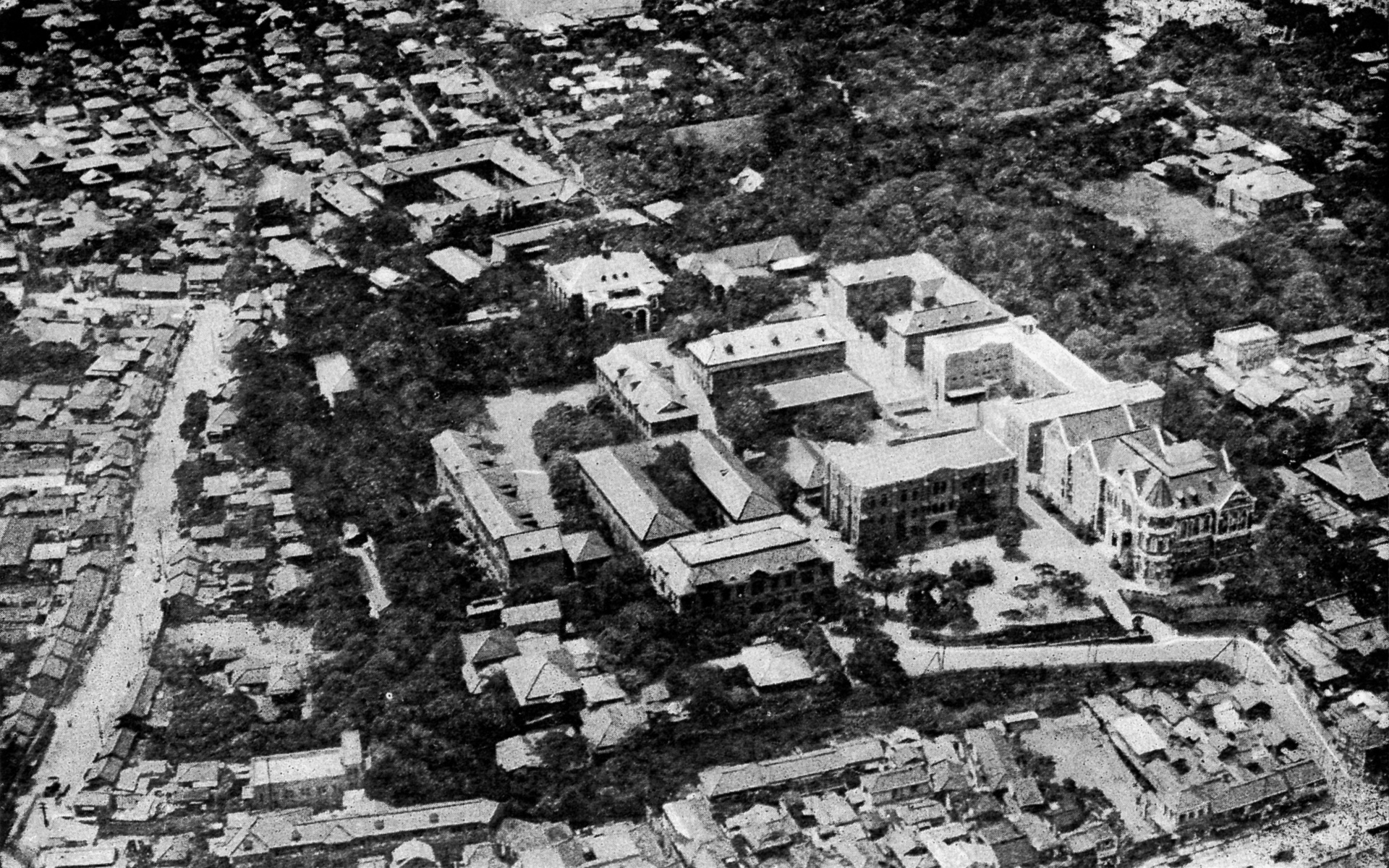
昭和初期の三田校舎

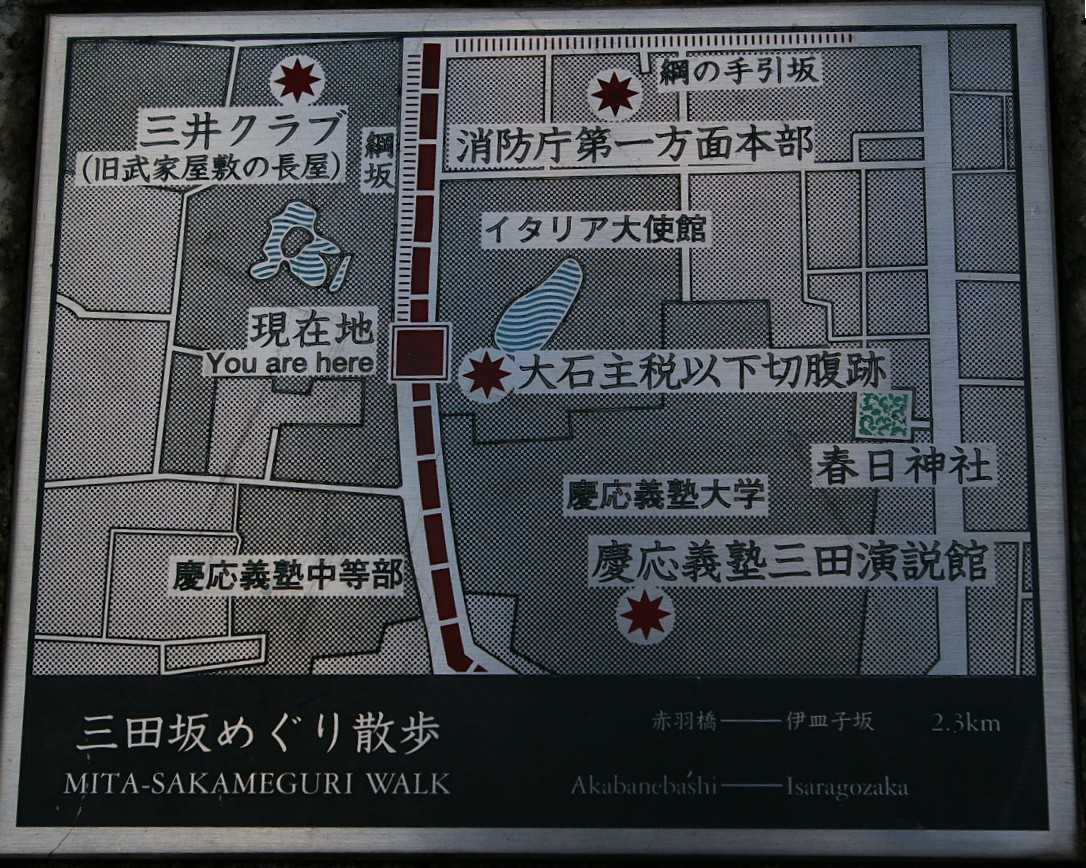
三田坂めぐり散歩

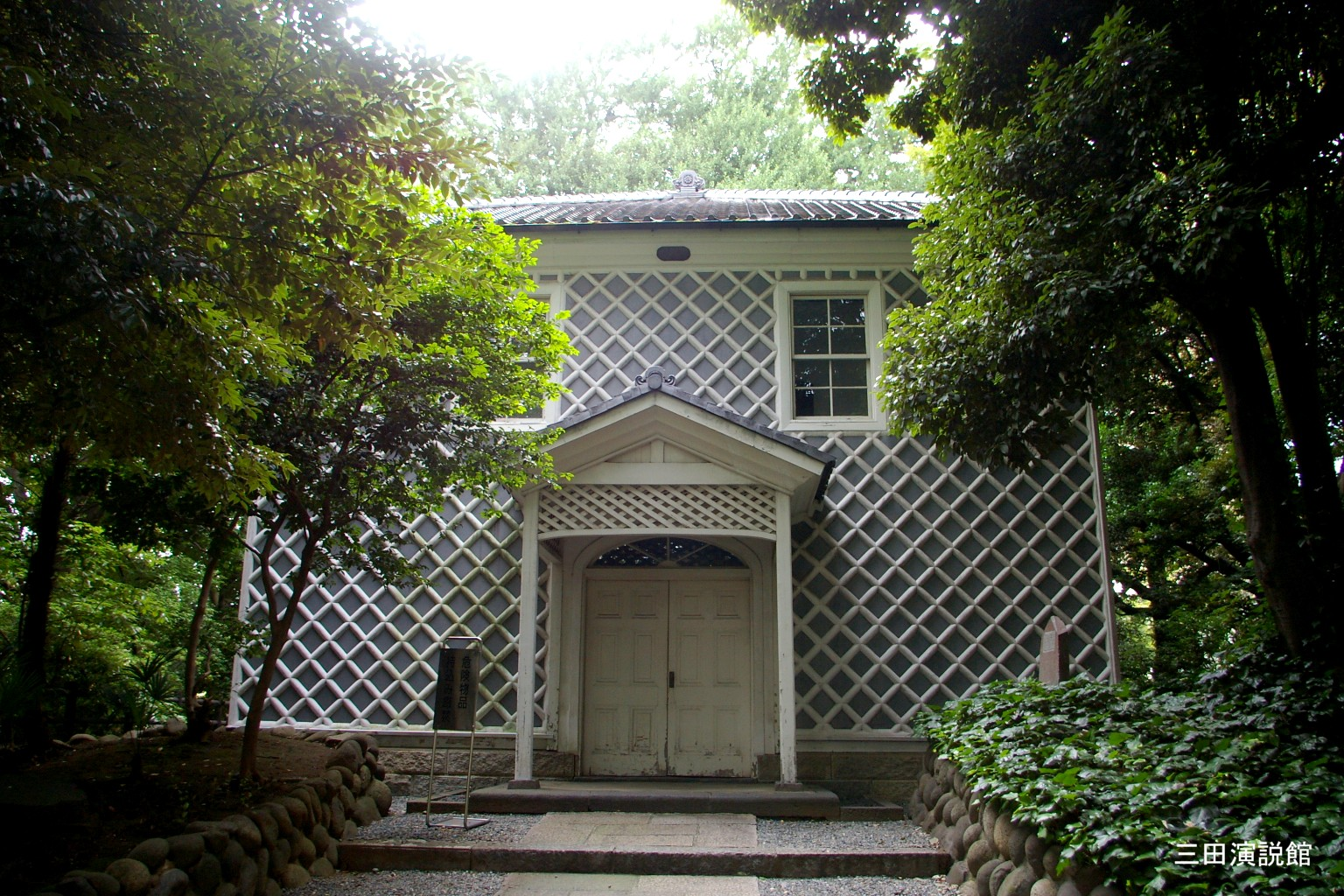
演説館

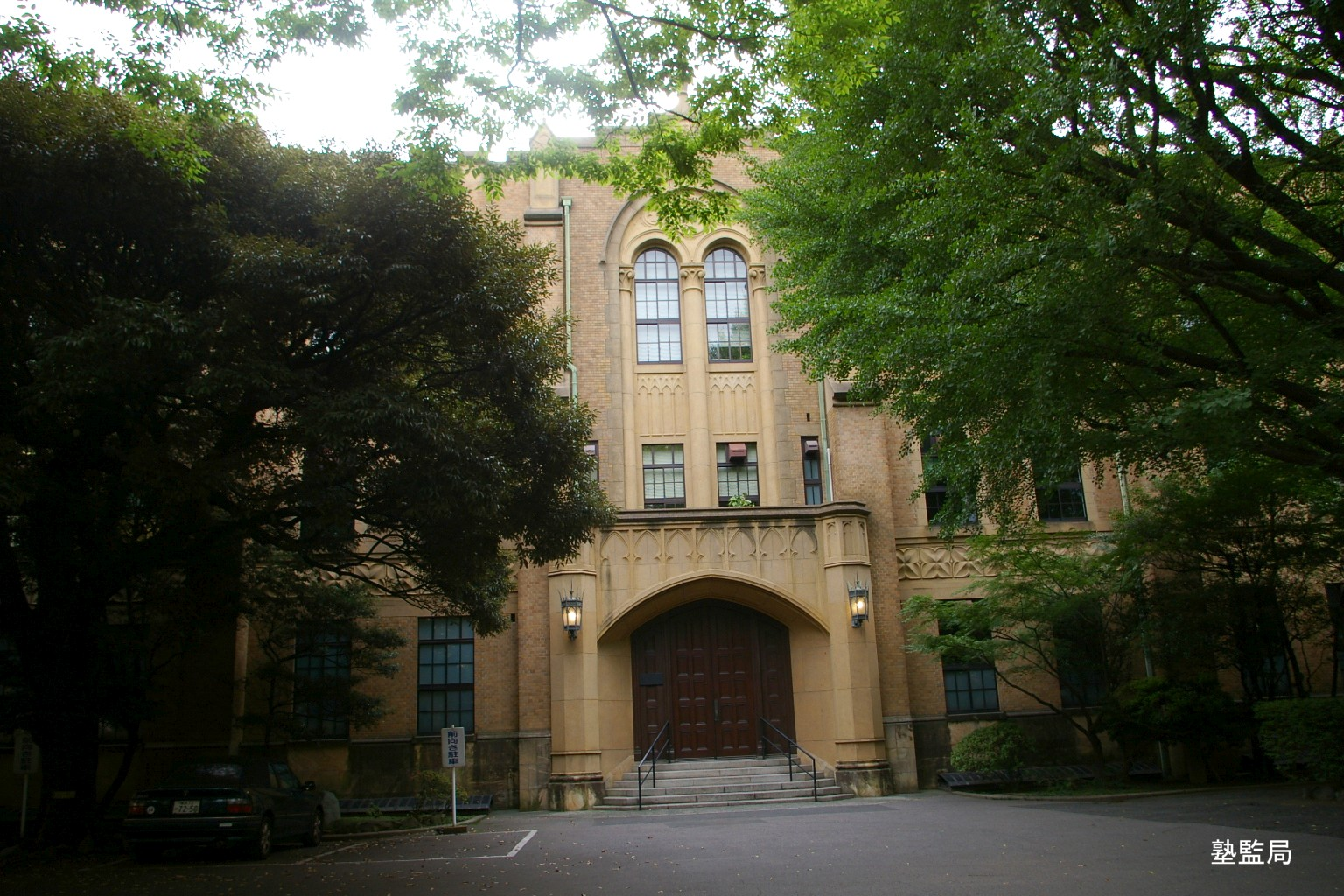
塾監局

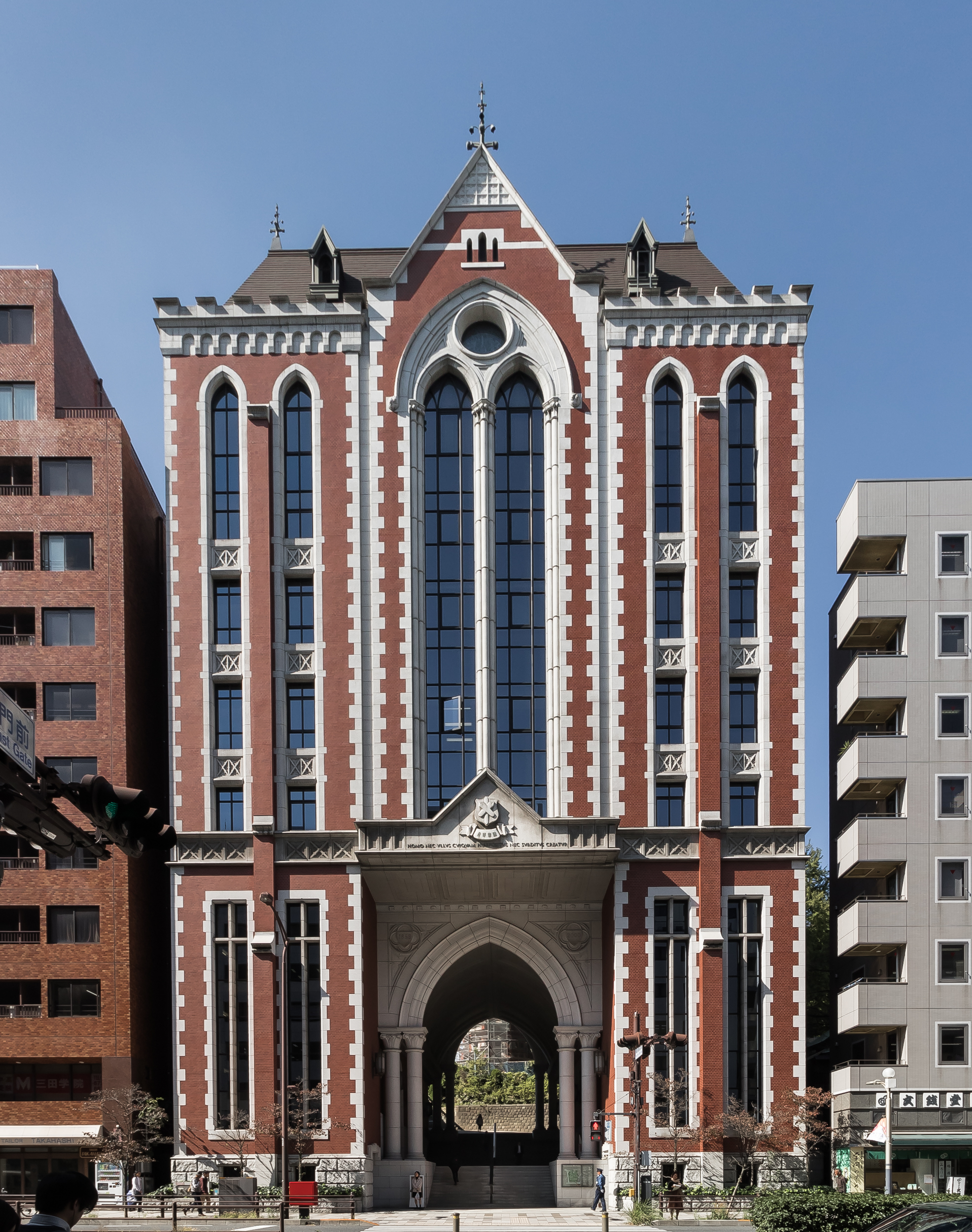
東館

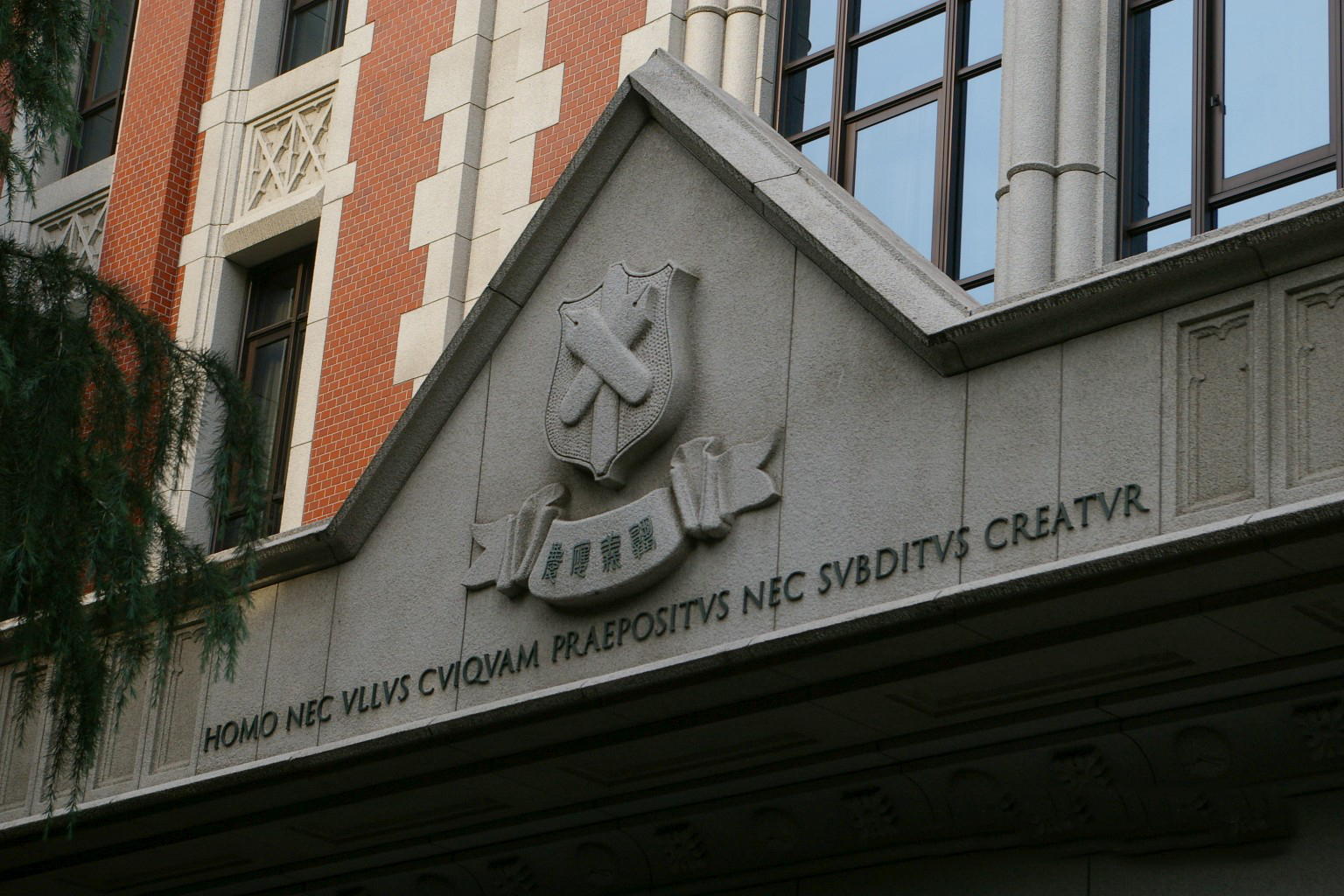
「天は人の上に人を造らず、人の下に人を造らず」の碑文

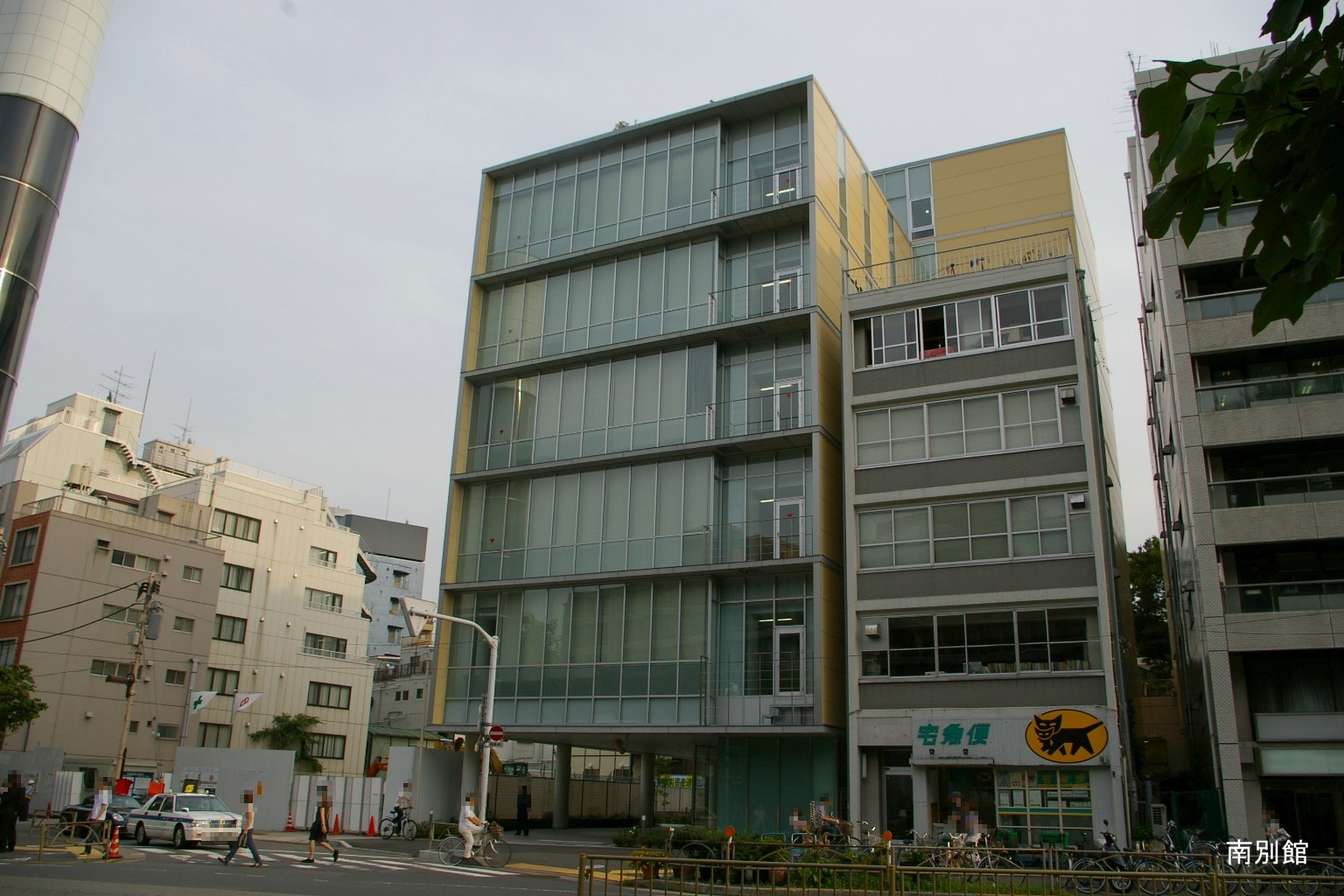
南別館

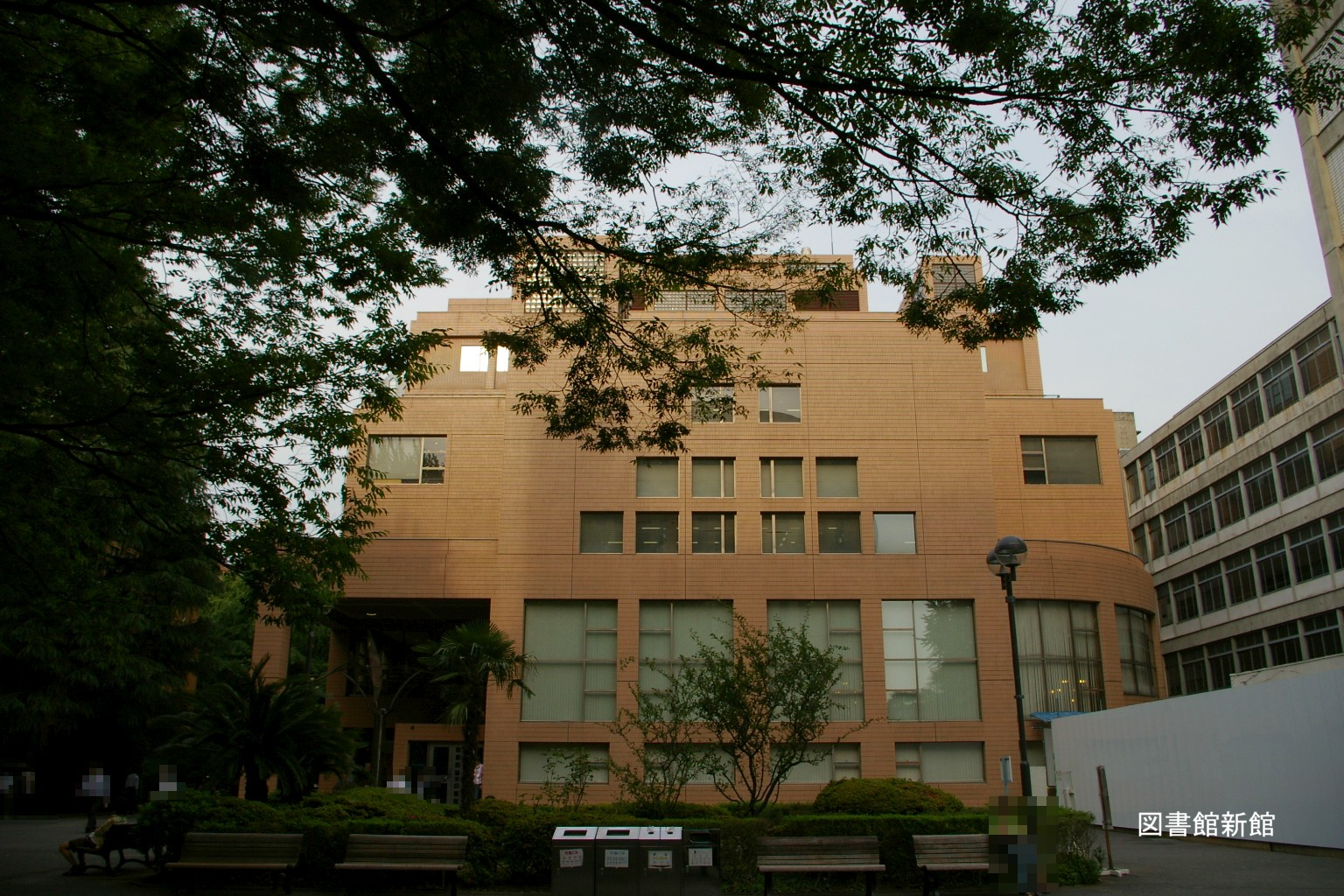
図書館新館

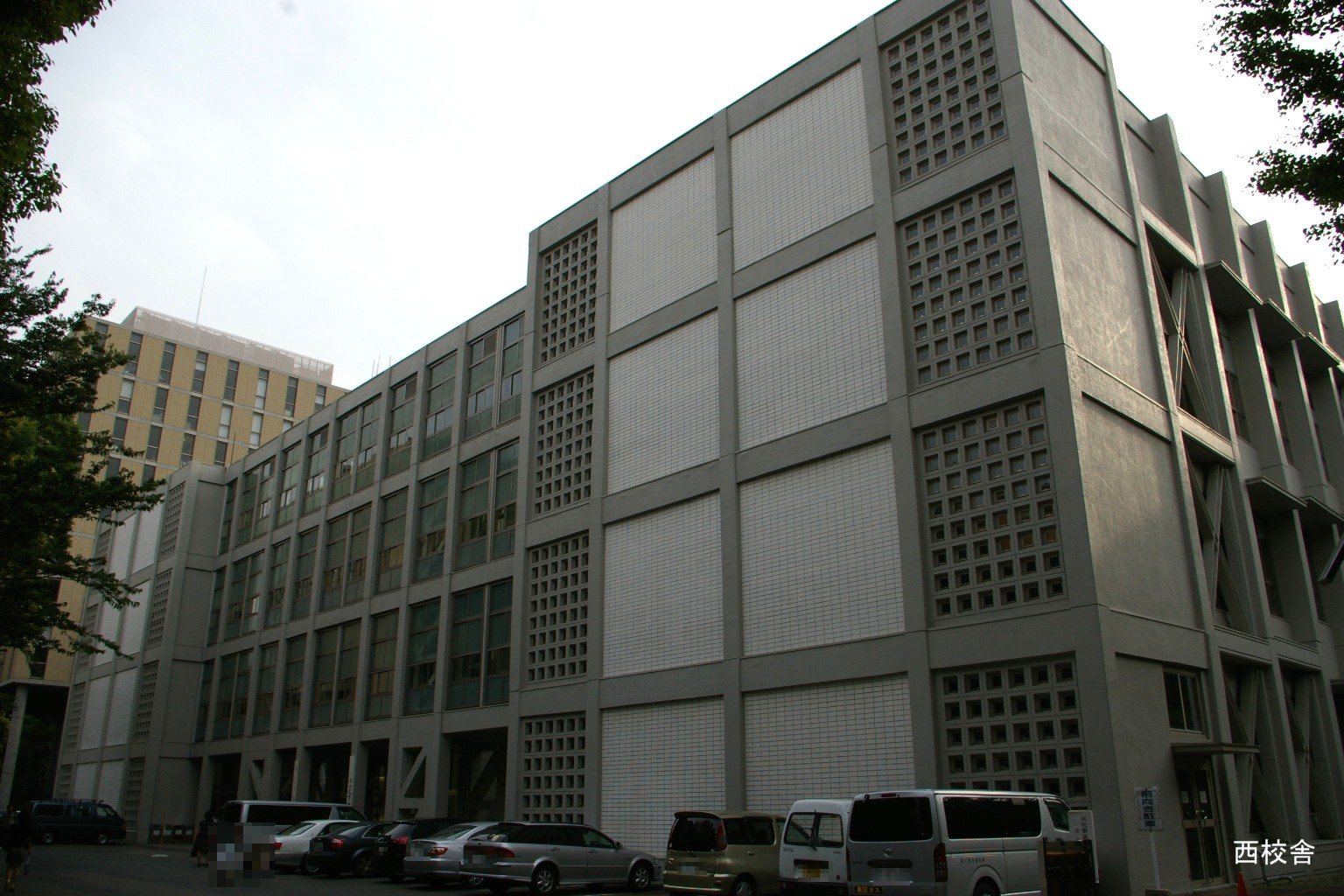
西校舎

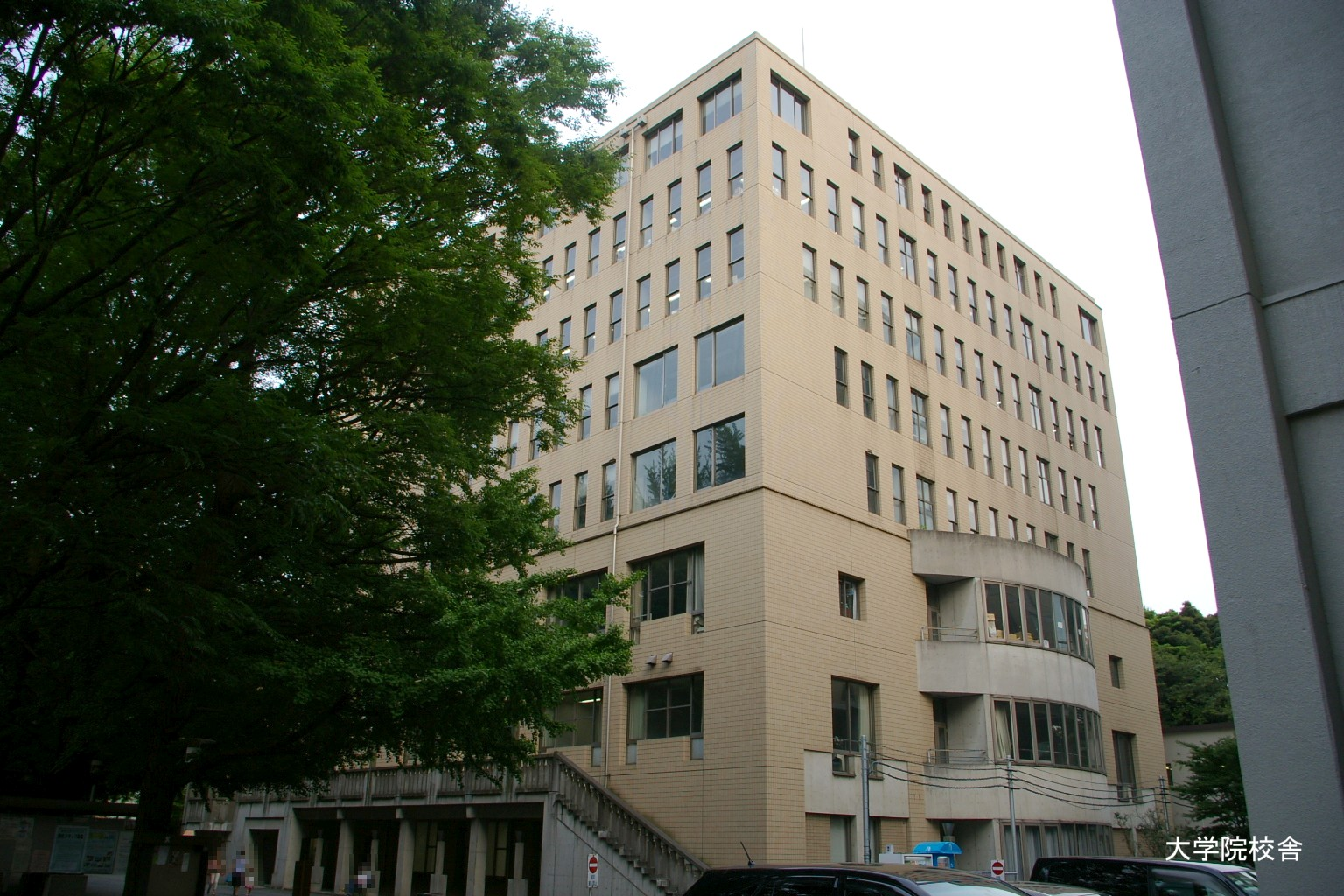
大学院校舎

1871年（明治4年）芝新銭座より三田（島原藩中屋敷跡）に校舎を移転した。これ以降三田キャンパスは慶應義塾の中心地となる。三田演説館（1875年）、慶應義塾図書館旧館（1912年）など歴史的にも重要な建造物が存在する。
- 1858年（安政02年） - 福澤諭吉、築地鉄砲洲に「蘭学塾」創始。
- 1861年（万延2年/文久元年） - 鉄砲洲から芝新銭座に移転。
- 1863年（文久03年） - 再び鉄砲洲に移転し、蘭学塾から英学塾に改める。
- 1868年（明治元年） - 慶應義塾と命名。
- 1871年（明治04年） - 三田へ移転（島原藩邸跡）。
- 1876年（明治08年） - 演説館竣工。
- 1912年（明治45年） - 創立五十年紀念図書館竣工。
- 1913年（大正02年） - 表門（現在の東館の場所）が石柱鉄扉の西洋式の門となる。
- 1915年（大正04年） - 大講堂竣工。
- 1920年（大正09年） - 予科鉄筋校舎竣工（1967年解体）。
- 1923年（大正12年） - 関東大震災で旧塾監局などが損壊。
- 1926年（大正15年） - 現在の塾監局竣工。
- 1937年（昭和12年） - 第一校舎（大学学部用）竣工。
- 1945年（昭和20年） - 空襲により大講堂などを焼失。
- 1947年（昭和22年） - 北側低地（現在の北館所在地）を購入。
- 1957年（昭和32年） - 大講堂の残骸を解体。
- 1959年（昭和34年） - 南校舎竣工。南門（新設）が正門となる。
- 1962年（昭和37年） - 西校舎竣工。
- 1969年（昭和44年） - 研究室棟竣工。
- 1982年（昭和57年） - 図書館（新館）竣工。
- 1985年（昭和60年） - 大学院校舎竣工。
- 1994年（平成06年） - 北館竣工。
- 2000年（平成12年） - 東館竣工。「幻の門」を移設。
- 2009年（平成21年） - 南別館竣工。
- 2011年（平成23年） - 新南校舎竣工。
- 2020年（令和02年） - 東別館竣工。
- 2021年（令和03年） - 慶應義塾史展示館が開館。

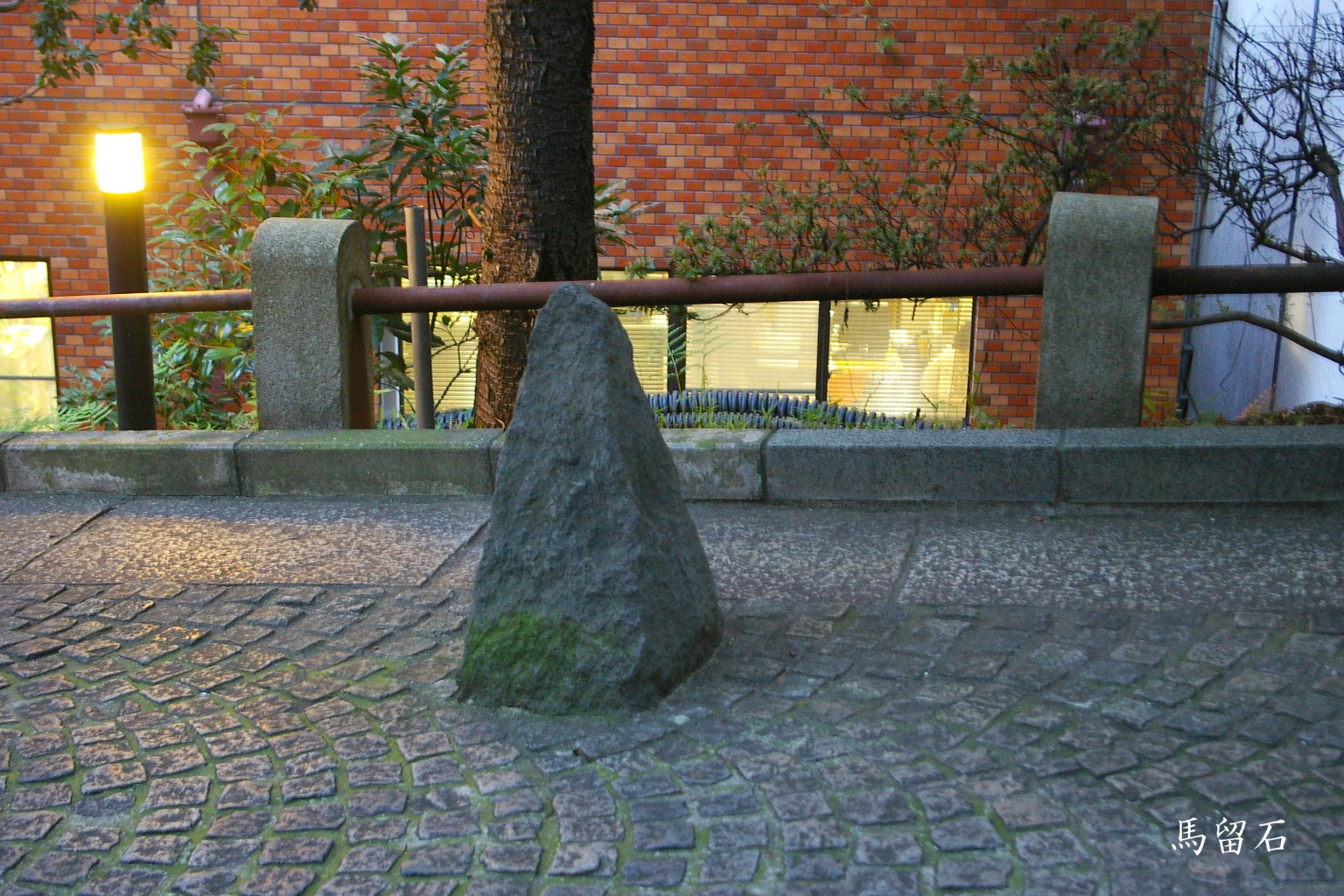
馬留石

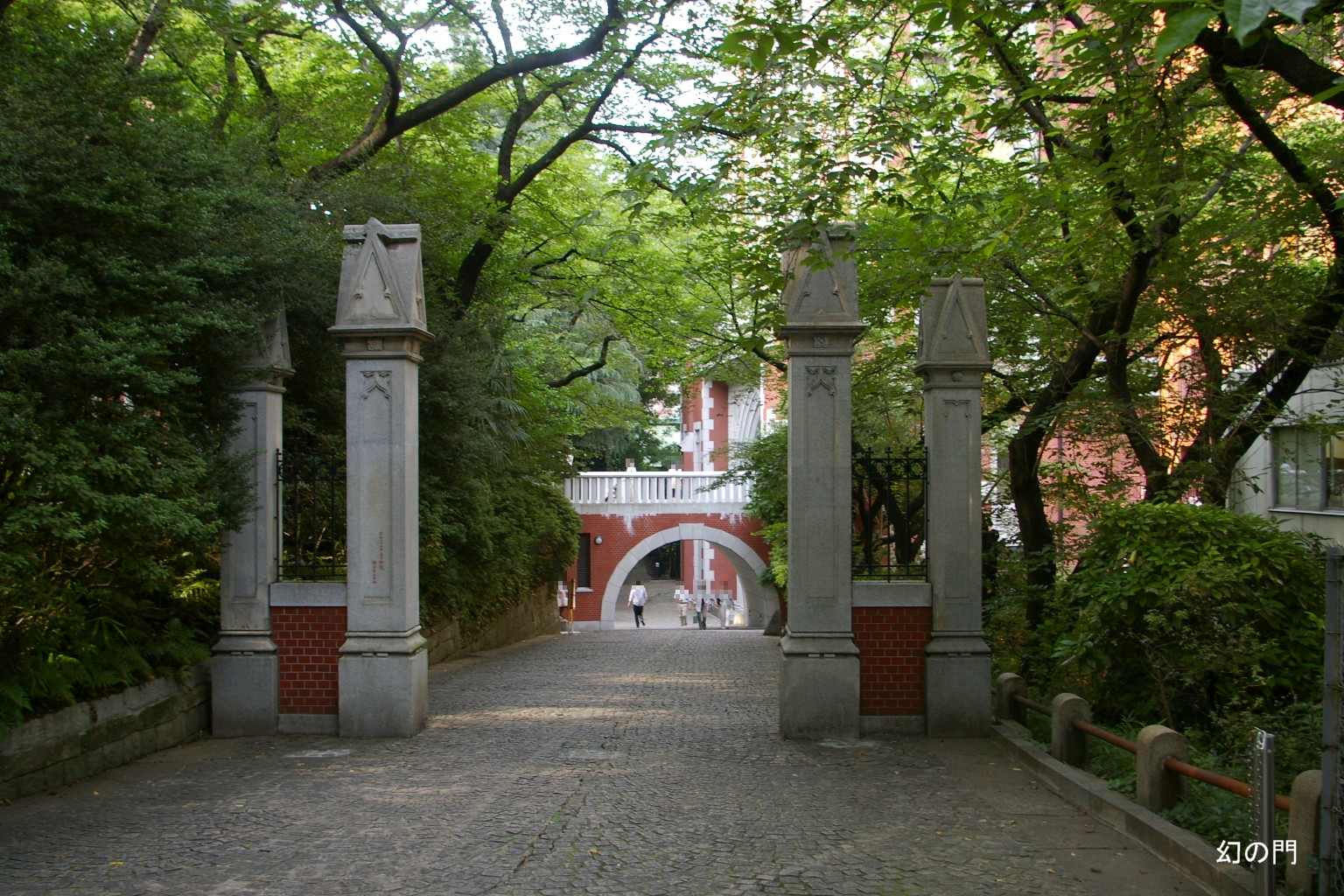
幻の門
現在東館の位置する場所に存在した旧表門。1959年（昭和34年）に南校舎が建造され、同時に南門が正門として規定されるまで、事実上同門が正門として機能した。
名称のいわれについては諸説あり、最初から門柱に門標が掲げられていなかったためとする説、酔った学生による門標の盗難が相次ぎ、ついには門標なしの門となったためとする説もあるが、1933年（昭和8年）春に制定されたカレッジソング『幻の門』（作詞：堀口大学、作曲：山田耕筰）に由来するとの説が有力である。堀口は後年塾員亀山三郎宛の手紙の中で「青春のあこがれと理想を迎え入れる大きな門が聳え立つてゐるやうに感じられたものでした。これがまた形式にとらわれない塾の精神と相通じるやうに私には思へたものでした。即ちこれを『幻の門』と呼んであの歌に歌ひあげた次第です」と述べている。
1945年（昭和20年）の空襲で被災し、2年後に横須賀三田会の寄付によって修復した際に「慶應義塾」の門標を掲げたが、幾許もなくして何者かによって持ち去られたという。
現在残る石造りの門が設置されたのは1913年（大正2年）であり、それ以前は旧島原藩邸時代の木造の黒門が建っていた。2000年（平成12年）、東館の設置に伴い、同館アーチを潜り抜け、左に曲がった石畳の坂道の上に移設されている。
坂道の端には福澤諭吉が馬を繋いだ「馬留石」（右参照）が存在する。
三田演説館
木造瓦葺、洋風、なまこ壁、床面積58坪余（192.16m2）で、一部2階建で総坪数は付属建物合わせて87.9坪余（290.34m2）。
- 1876年（明治8年）5月1日 - 竣工（現在の図書館旧館と塾監局との中間に存在）
- 1924年（大正13年）9月 - 稲荷山（現在の場所）に移築
- 1947年（昭和22年）5月 - 修復工事実施
- 1967年（昭和42年）6月 - 重要文化財に指定
- 1995年（平成7年） - 解体修復工事実施

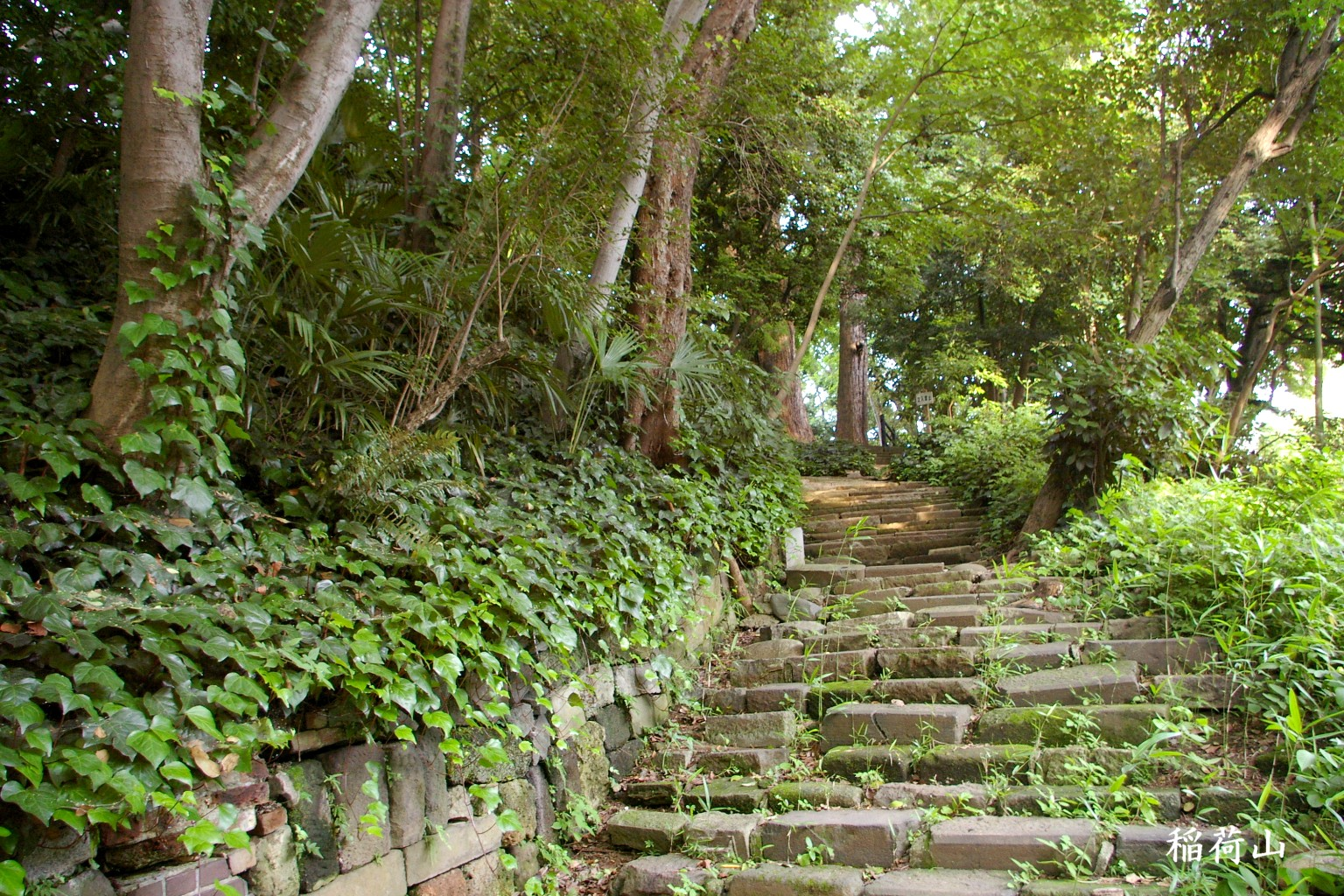
稲荷山
現在、三田演説館が設置されている高台をいう。
名称のいわれとしては同所にかつて稲荷祠が存在したことによる。江戸末期各藩は財政的に逼迫し、拝観料を徴収する目的で屋敷内に淫祠を奉った。現在の三田キャンパスがある島原藩も藩邸南部の江戸湾を一望できる高台の同所に稲荷祠を設けた。明治時代初期、敷地が慶應の所有になっても稲祠は残り、塾内でこの高台を「稲荷山」と呼んだ。現在、祠は存在しないが名称のみが残っている。

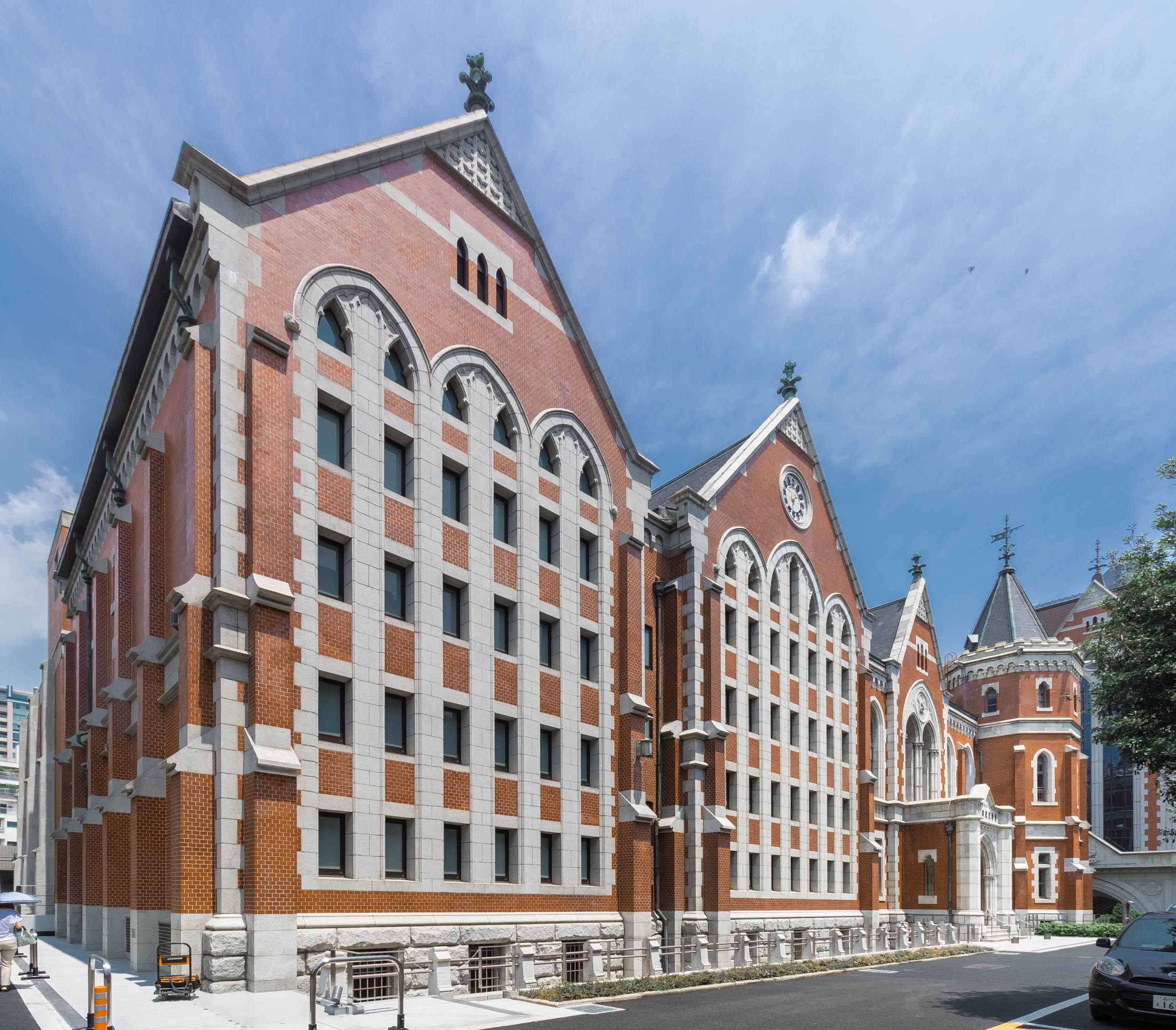
慶應義塾図書館旧館
三田演説館と並んで慶應義塾大学を象徴する建造物の一つである。慶應義塾創立50周年記念事業として1909年（明治42年）に起工、1912年（明治45年）竣工。1928年（昭和3年）と1961年（昭和36年）に書庫を増築。関東大震災と東京大空襲を乗り越え、1969年（昭和44年）に初期の建物部分のみ重要文化財に指定された。
現在は福澤研究センター（1階）、AVコーナー（1階）、カフェ八角塔（1階）、福澤諭吉記念慶應義塾史展示館（2階）、小会議室（2階）、斯道文庫（4階）などが置かれている。
塾監局
現在の塾監局は1926年（大正15年）9月竣工。関東大震災で損壊した旧塾監局の跡地に建てられた。
設計：曾禰中條建築事務所、請負：戸田利兵衛。鉄筋コンクリート造地階共4階建、延740余坪 (2450m2)。1階と2階に塾長室、理事室、事務室が入り、3階は教室、地階の一部は学生控所。1932年（昭和7年）に地階で開店したテンセン食堂は塾生の間で好評だった。
総務部（総務担当、広報担当）、人事部、経理部、管財部、学事センター、基金室、塾員センター、入学センター、一貫教育支援センター、学術事業連携室、塾長室（企画・広報担当、秘書担当）、人事部、第3会議室、国際連携推進室、経営改革プロジェクト室、学術事業連携室、ハラスメント防止委員会事務室
南校舎（新）
| 南校舎（旧） |  | 南校舎（新） |
| 南校舎（旧） |  | 南校舎（新） |

2011年（平成23年）3月竣工。創立150年記念事業として建設された。設計監理：日建設計、建築工事：錢高組。地下1階・地上7階建。建築面積：2,252.40m2、延床面積：14,876.94m2。建物のデザインとしては旧南校舎同様のモダニズム様式を踏襲している。
設計において全体のイメージは半世紀に渡って塾員、塾生に馴染みの深かった旧南校舎にエレメント、素材感を一致させることで建築物としての「記憶」を継承させ、訪れる塾員に違和感を抱かせないように配慮されている。
講義室（大小45室）、グループ学習室、学生ラウンジ、PCラウンジのほか、5階に多目的ホール（680名収容）を設置し大規模授業の他、学会、シンポジウム、講演会など様々な場面で活用可能。4階にザ・カフェテリア（学食）、3階に社中交歡 萬來舍 (590.43m2) 、地下１階に学生部と学生相談室、日本語・日本文化教育センターがある。
南校舎（旧）
1959年（昭和34年）5月竣工。創立100年記念事業として建設された。設計監理：三菱地所、主体工事：安藤組。鉄筋コンクリート地下1階・地上5階・塔屋2階。延床面積：7908.8m2。
竣工時は100名収容の教室20、150名収容の教室4、教員室や第四研究室などが置かれ、地上1階はピロティ式の吹き抜けとなっていたが、のちに学生ラウンジや事務室に改修された。
長く三田キャンパスを代表する建造物であり、最も大きな建築物であった。完成に伴い南側の門が正門となる。外壁はコンクリート打ちっぱなしの典型的なモダニズム建築であった。
東館
2000年（平成12年）3月竣工。設計施工：錢高組。地下2階、地上9階建、建築面積：719m2、延床面積：5,515m2。
旧図書館の赤煉瓦のイメージで建てられている。かつていわゆる「幻の門」が存在した場所にある。三田通りから台地上にあるキャンパスに至る傾斜を跨ぐ形で建設されており、アーチの上部にはラテン語で福澤諭吉の「HOMO NEC VLLVS CVIQVAM PRAEPOSITVS NEC SVBDITVS CREATVR」=「天は人の上に人を造らず、人の下に人を造らず」の言葉が刻まれている。
1階から3階までの下層階はアーケードとなっており、三田キャンパス内の各施設から東館に出入りする際には3階の橋を利用することになる。
G-SEC Labには米国の作家で医師のマイケル・クライトンの名を冠した「クライトンカフェ」が存在する。その経緯についてはマイケル・クライトン#エピソードを参照のこと。
三田研究支援センター、プロジェクト室、グローバルリサーチインスティテュート（KGRI）、プロジェクト室、交流スペース、G-ホール、小会議室
南別館
2009年（平成23年）3月竣工。地上7階、延べ床面積3,900m2、全23教室。
「未来先導館（仮称）を含む南校舎建て替え事業」に伴う事業として、南校舎建て替え工事期間中の代替教室確保を目的に建設された。
1階にアート・スペース、2階にアート・センター、6階に言語文化研究所がある。
図書館新館（三田メディアセンター）
1982年（昭和57年）4月開館。地上7階・地下5階、建築面積：1,621m2、延床面積：15,193m2。設計：槇文彦、施工：安藤建設・清水建設・戸田建設共同企業体。かつての第2校舎跡地に建てられた。1983年（昭和58年）の第24回BCS賞受賞。
文・経・法・商学部の領域に関する人文・社会科学分野の専門図書館として、開館時は閲覧席数1,116席、図書収容能力115万冊を有し、書庫の約8割を開架式としていた。
各階に閲覧室、レファレンスカウンター（1階）、イベントエリア（1階）、多目的学習室（1階）、データベースエリア（1階）、PCエリア（1階）、展示室（1階）、マイクロコーナー（3階）、セミナー室（4階）、声出しブース（4階）、キュービクル（教員専用研究個室、4階）、貴重書室（5階）、アーカイブ室（5階）、研修室（5階）、事務室（6階）、会議室（6階）など。
入口右側に宇佐美圭司の壁画「やがて、すべてが一つの円の中に」が設置されている。
南館（法科大学院棟）
| 南館 |  | 南館内部吹抜 |
| 南館 |  | 南館内部吹抜 |

2005年（平成17年）3月竣工、地上11階、地下5階でsemiac免震システムを採用。大成建設によるRC造。建築面積2,097m2、延床面積18,467m2。
法科大学院、教室、模擬法廷、自習室や教員室、法学分野の専門書籍を有する南館図書室（地下2階から地下4階）、教職課程センター（地下1階）。
ルーフ・テラス部に「ノグチ・ルーム」が移設されている。
新萬來舎
| 新萬來舎 |  | ノグチガーデン |
| 新萬來舎 |  | ノグチガーデン |

竣工：1951年（昭和26年）
設計：谷口吉郎、イサム・ノグチ
萬來舎は明治9～20年頃まで現在の塾監局付近に存在した建物であった。その後現在の場所に再建されたが、1945年（昭和20年）戦災により焼失してしまった。1951年（昭和26年）谷口吉郎、イサム・ノグチの合作により｢新萬來舎｣として再建され、南館建設に際して2005年（平成17年）同館屋上に移築され、今日に至っている。庭園およびノグチのモニュメントも一部同所に移動し展示してある。
西校舎
慶應義塾創立百年記念事業として第一期工事は1959年（昭和34年）、第二期工事は1962年（昭和37年）に完成。設計監理：三菱地所、主体工事：安藤組。
第一期の校舎はすべて階段式の大教室で、800人収容のホールなど4室。1945年（昭和20年）の空襲で焼失した大講堂跡および西側の低地に建設された。
第二期の校舎は大小教室20室のほか、教職員および学生食堂、学生団体ルーム、図書館学科事務室など（竣工時）。第一期校舎北側の旧学生ホール跡地および西側の低地に建設された。1963年（昭和38年）に電子計算室を設置。1991年に山食が西校舎内に移転した。
生協食堂の壁画「デモクラシー」は猪熊弦一郎の作品で、当初は旧学生ホールに展示されていた。
大学院校舎
敷地面積：4.8ha、延床面積：8,787m2
創立125年記念事業として1985年（昭和60年）に建設された。設計：槇文彦、地上9階、地下2階建て。
- 地上8階 - 産業研究所、東アジア研究所
- 地上7階 - メディア・コミュニケーション研究所、法学研究所、会計研究室
- 地上6階 - 大学院生研究室
- 講義室、ゼミ室、教員用研究室、共用パソコン室、三田インフォメーションテクノロジーセンター

第一校舎
| 第1校舎外観 |  | 竣工時の大教室 |
| 第1校舎外観 |  | 竣工時の大教室 |

竣工：1937年（昭和12年）9月
設計：曾禰中條建築事務所、施工：大林組、建築費：38万7,000円、建築面積：1,568m2、延床面積：4,747m2、地上3階建て、一部に地階および屋階を有し、2つの階段にはさまれた中央広間は3階まで吹き抜けとなっている。
日吉キャンパス開設後に解体された木造校舎4棟の跡地に建てられた大学学部校舎で、竣工時は400人収容の大教室を4室、200人収容の大教室を2室、100人収容の中教室を8室、40人収容の小教室を4室備えていた。1965年（昭和40年）に軽量鉄骨建で研究室32室と受付兼談話室を屋上に増築した。
外国語教育研究センター、訪問教員用研究室、教職課程センター研究室

#### その他

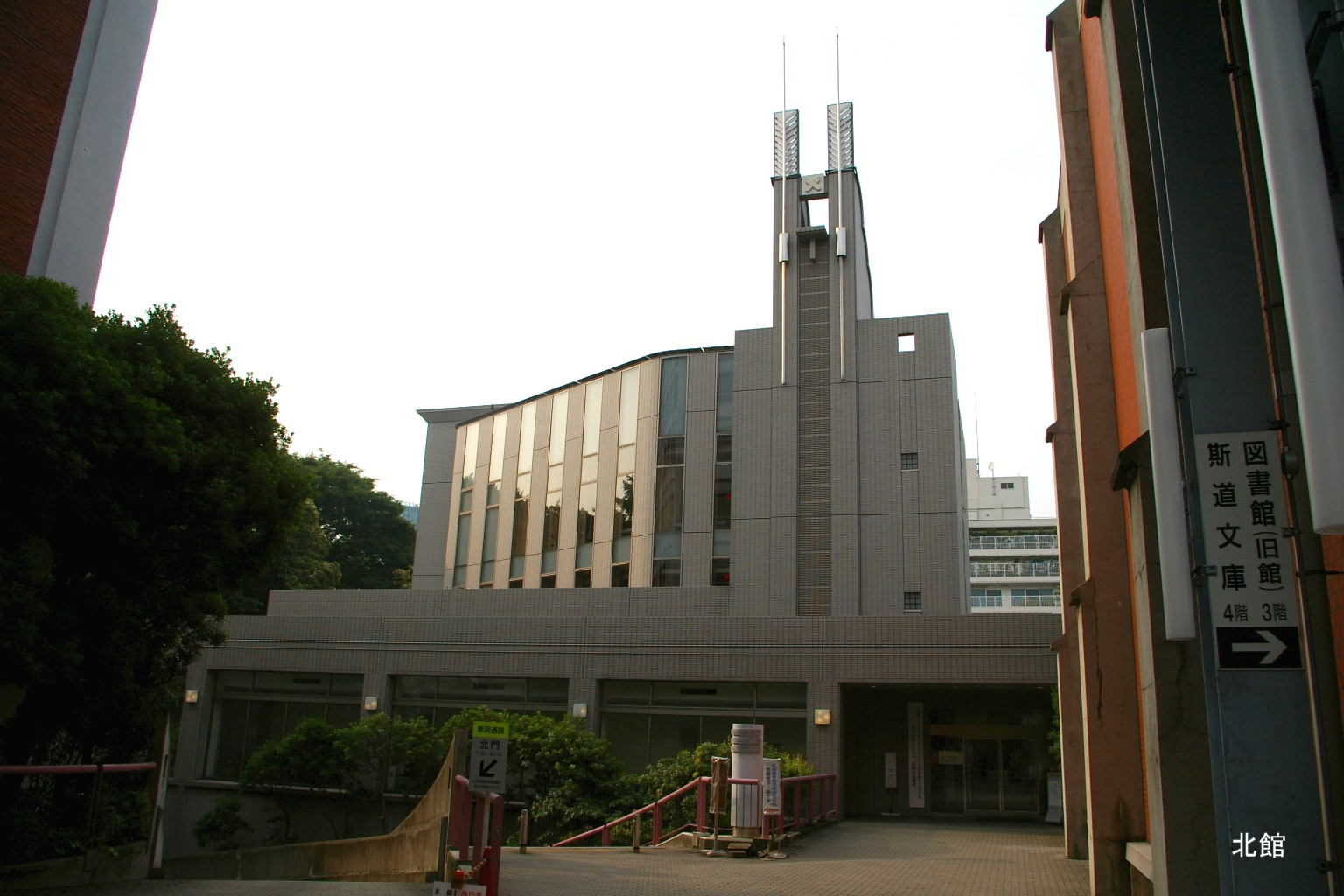
北館

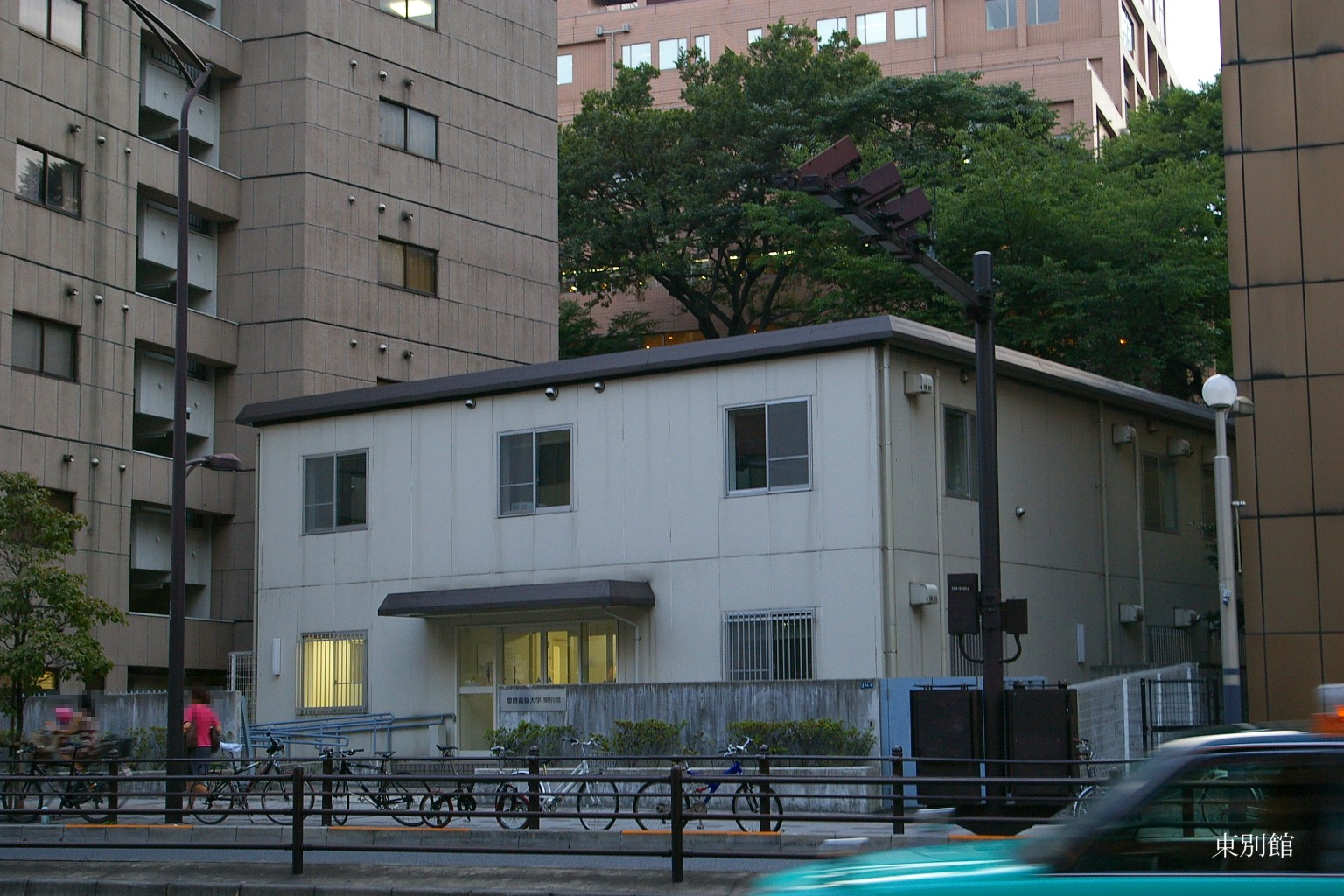
東別館（旧）
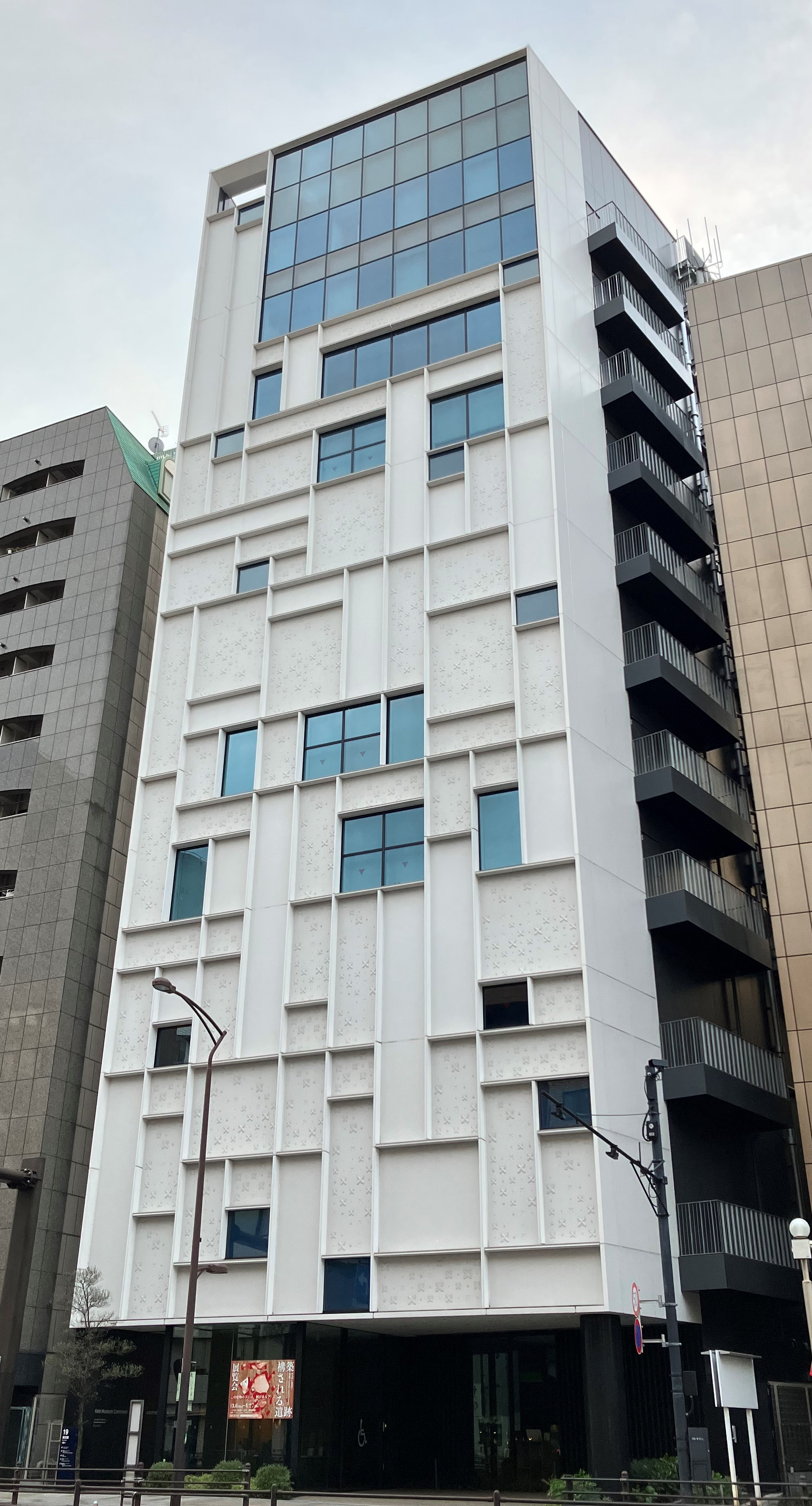
東別館（新）
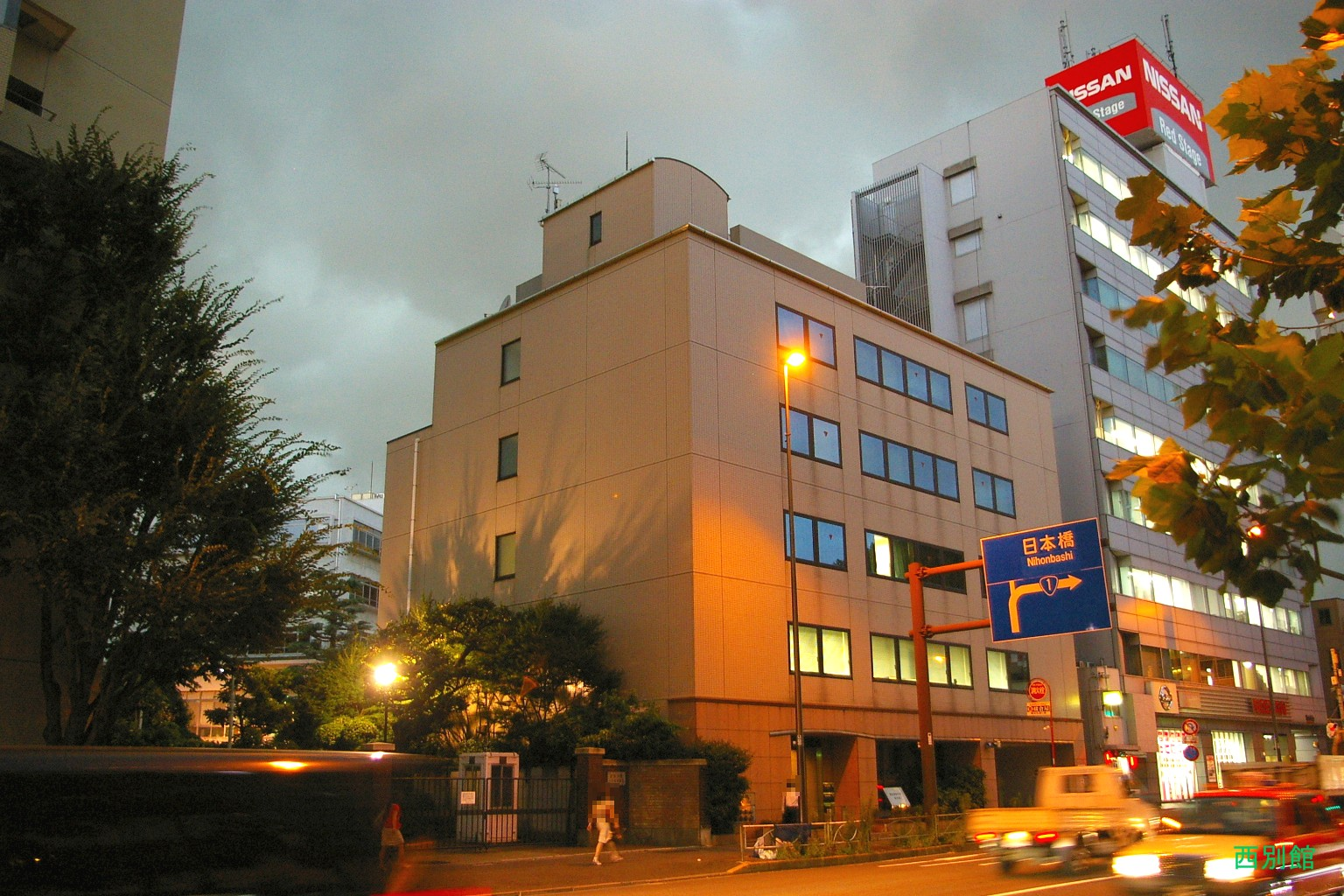
西別館

| 西館 |  | 綱坂と西館 |
| 西館 |  | 綱坂と西館 |

西館
1993年（平成5年）3月竣工。西門のそばにある。
西門を出て南に進めば慶應義塾中等部と慶應義塾女子高等学校、西に進めば綱町グラウンド（中等部運動場）があり、北側の綱坂と呼ばれる坂道を進めば三田ガーデンヒルズに突き当たる。
三田文学編集部、体育会事務室、業務監査室、労働組合三田支部、体育会本部
北館
1994年（平成6年）竣工。地上3階、地下2階建て。かつての学生ホールなどの跡地に建てられた。日影規制の影響で屋根が北側に向かって大きく傾き、西側の2、3階の外壁が北側方向に斜めになっている。
- 地上3階 - 大会議室
- 地上2階 - 基金室、塾員センター、一貰教育支援センター
- 地上1階 - 北館ホール（240人収容）、保健管理センター、ファカルティクラブ
- 地下1階 - 通信教育部、入学センター

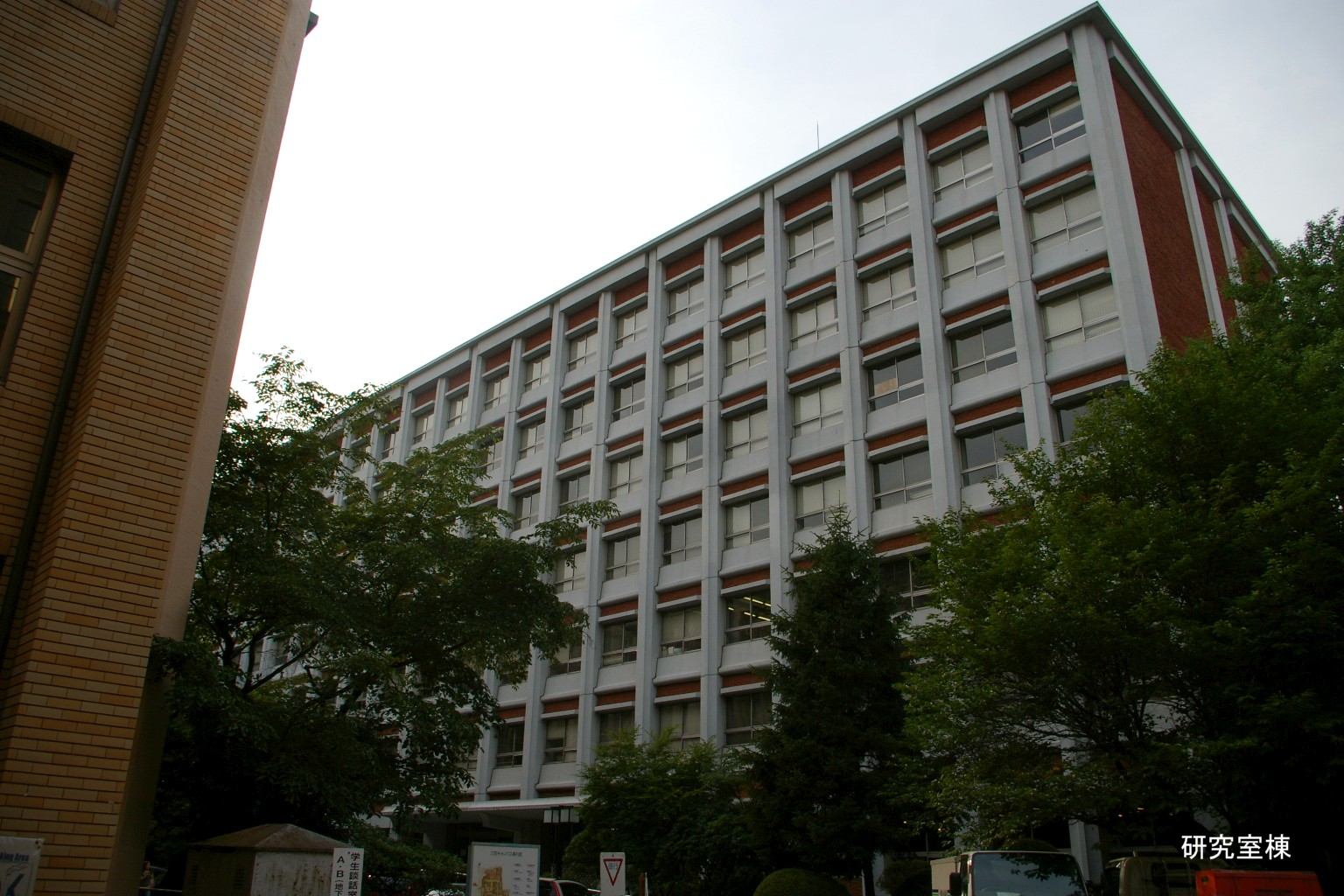
研究室棟
1969年（昭和44年）竣工。延べ床面積：14,152m2、地上7階、地下2階建て。かつての第一研究室と第三校舎の跡地に建てられた。東隣の図書館旧館第三書庫との間には渡り廊下が設けられていたが、2018年（平成30年）に撤去された。
学部長室、学部長秘書室、研究支援センター本部、経済研究所（5階）、談話室、会議室A・B、研究室個室・事務室
教員の在室状況を1階の電光掲示板で確認出来る。
購買施設棟 (生協購買部)
1980年（昭和55年）竣工。地上3階建て、延べ床面積：1,131m2。
西校舎の西側に位置し、2階に購買部とプレイガイド、3階に書籍部がある。
三田インフォメーションプラザ
2017年（平成29年）6月開設。正門西側に位置し、慶應義塾に関する公式グッズの販売、パンフレット配布、映像配信などを行っている。
東別館
地上11階建て。設計監理：三菱地所設計、施設面積：約2406m2。2020年（令和2年）9月に建て替え工事が完了し、翌年ミュージアム・コモンズ（KeMCo）が開館した。館内にはオープン・デポ（2階）、展示フロア（3階）、オフィス（4階）、実習室（5階）、ケムコ・スタジオ（8階）、カンファレンス・ルーム（9階）がある。
建て替え前は訪問研究者用の研究室として使用されていた。
北別館
2025年（令和7年）3月竣工。プロジェクトマネジメント：三井不動産レジデンシャル、設計・施工：大成建設。三田キャンパスから徒歩5分ほどの三田一丁目の高台に建てられた。
西別館
労働組合本部
- 東別館（旧）
- 東別館（新）
- 西別館

福澤公園
三田キャンパス南東部の福澤諭吉邸跡地に設けられた小庭園。
1947年（昭和22年）9月、大正10年理財科E組卒業生一同の寄付金によって「福澤記念園」として整備された。その後、1958年（昭和33年）の慶應義塾創立100年記念行事の一環として、南校舎と現在の正門および塾監局前に至る車道建設のため記念園の敷地のかなりの部分が削られた。現在立入禁止となっている場所には旧福澤邸時代の土台やスロープなどの遺構の一部が残存している。

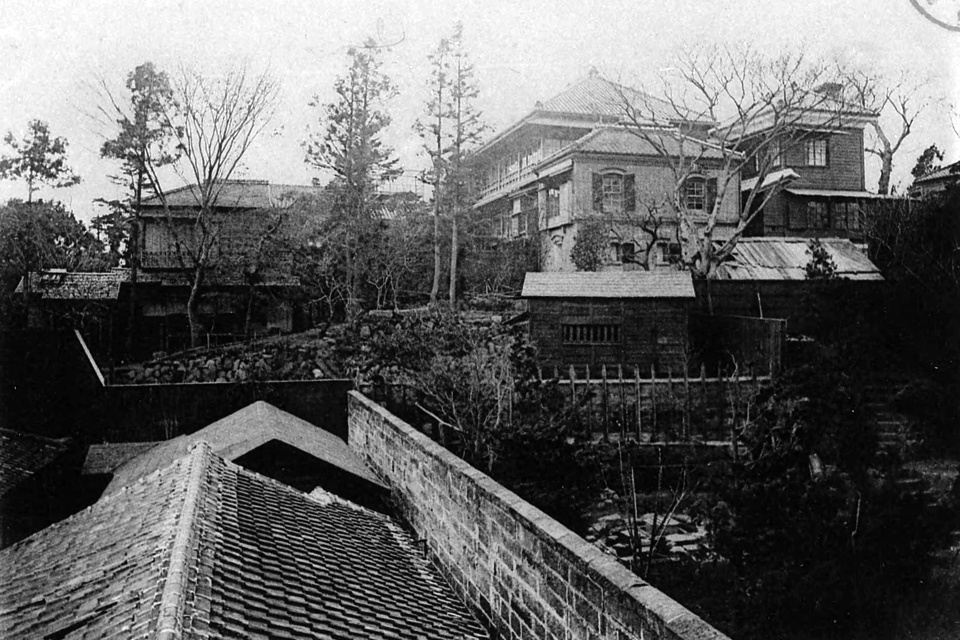
旧福澤諭吉邸（1945年の戦災で焼失）
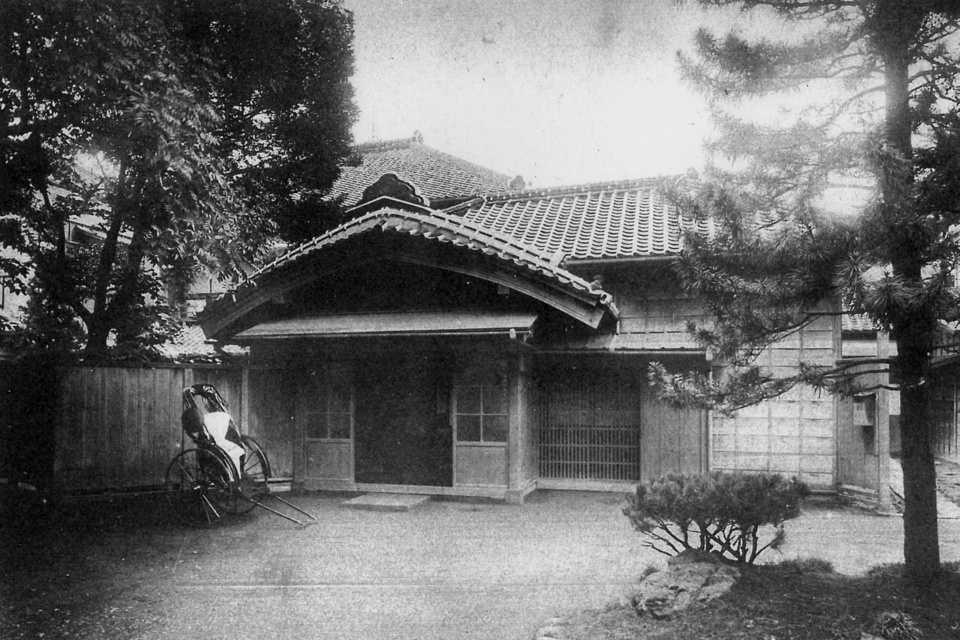
旧福澤諭吉邸玄関（同）
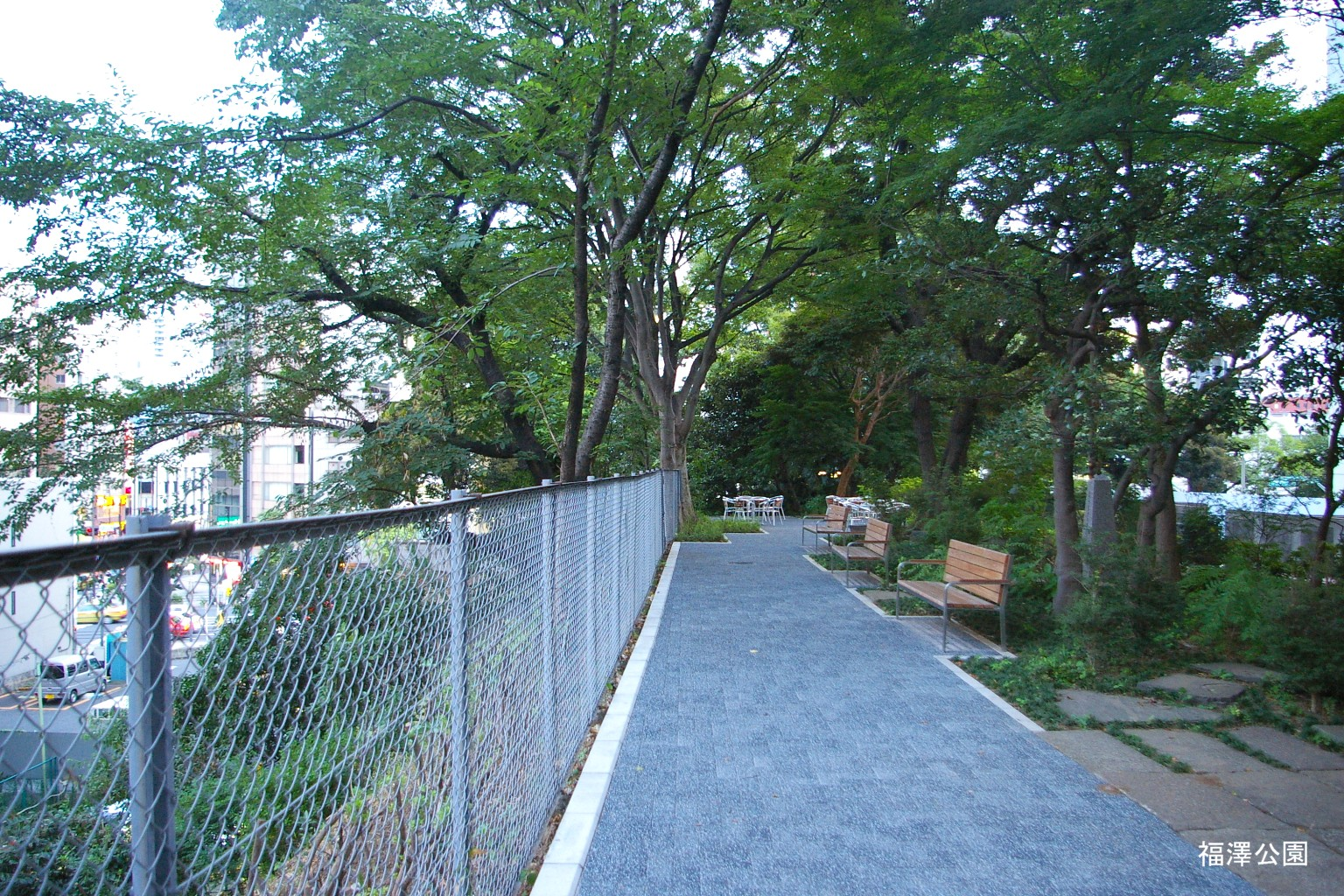
福澤公園（2009年）

#### 記念碑など

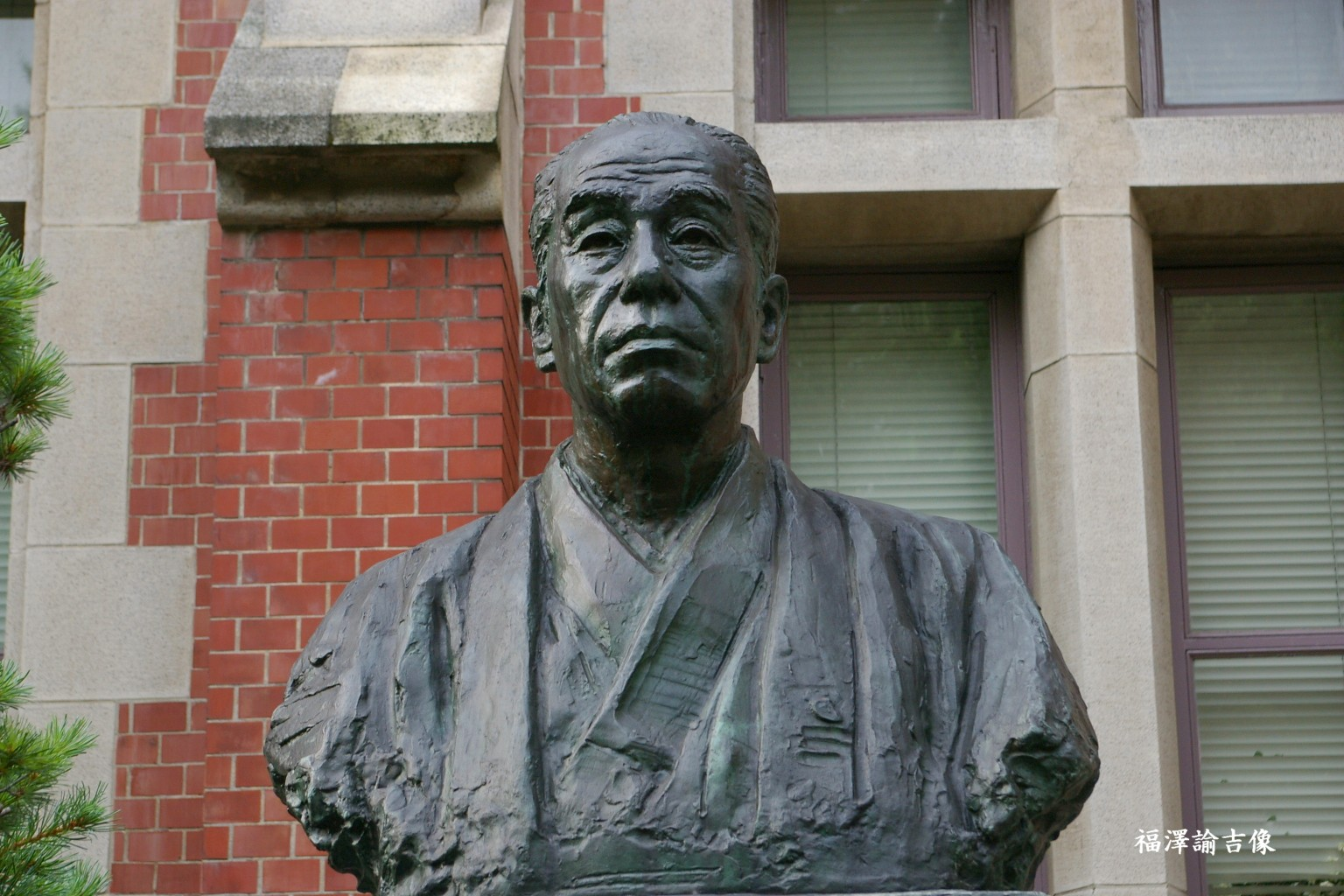
福澤諭吉胸像（1983年から2017年まで図書館旧館前にあった）

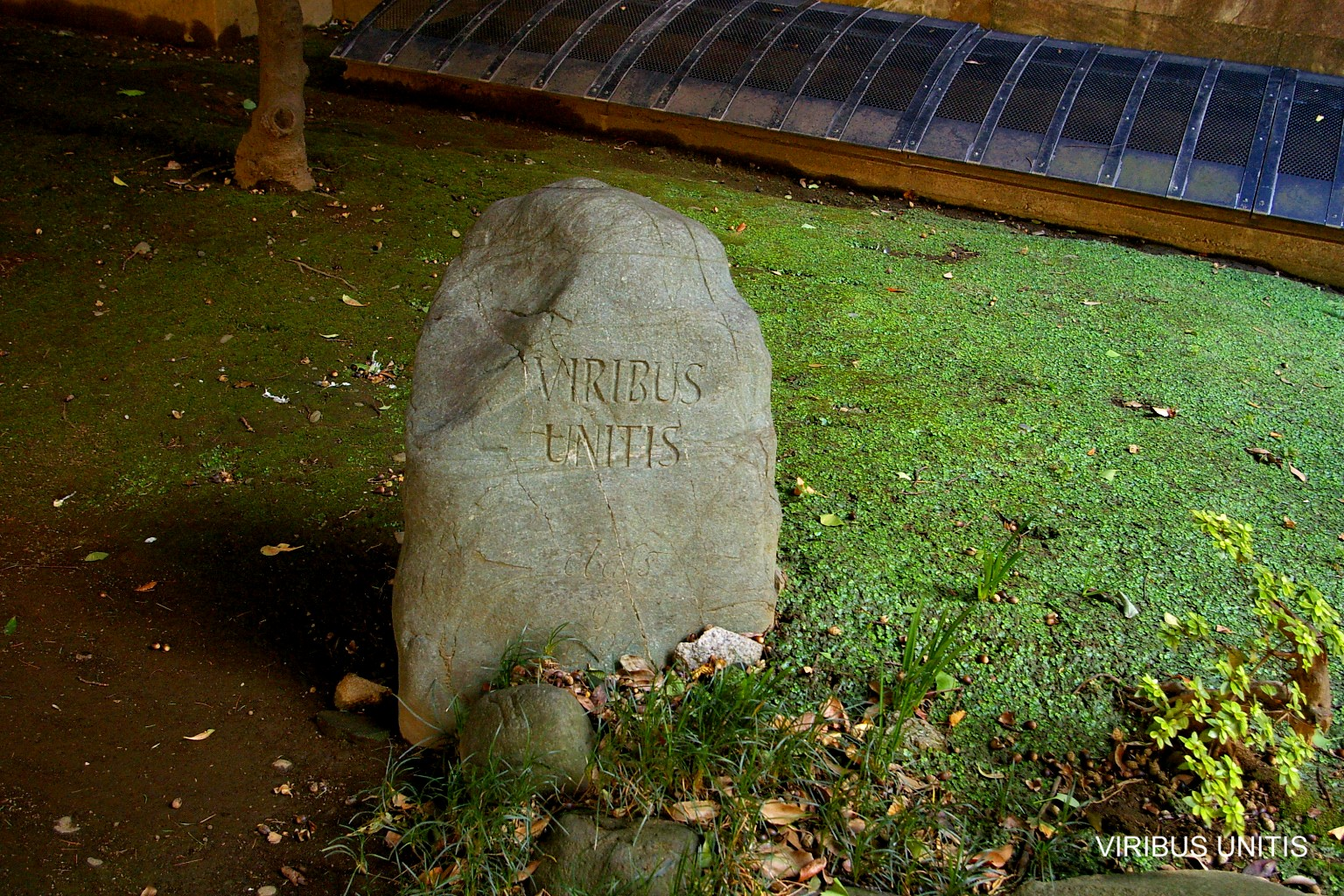
VIRIBUS UNITIS

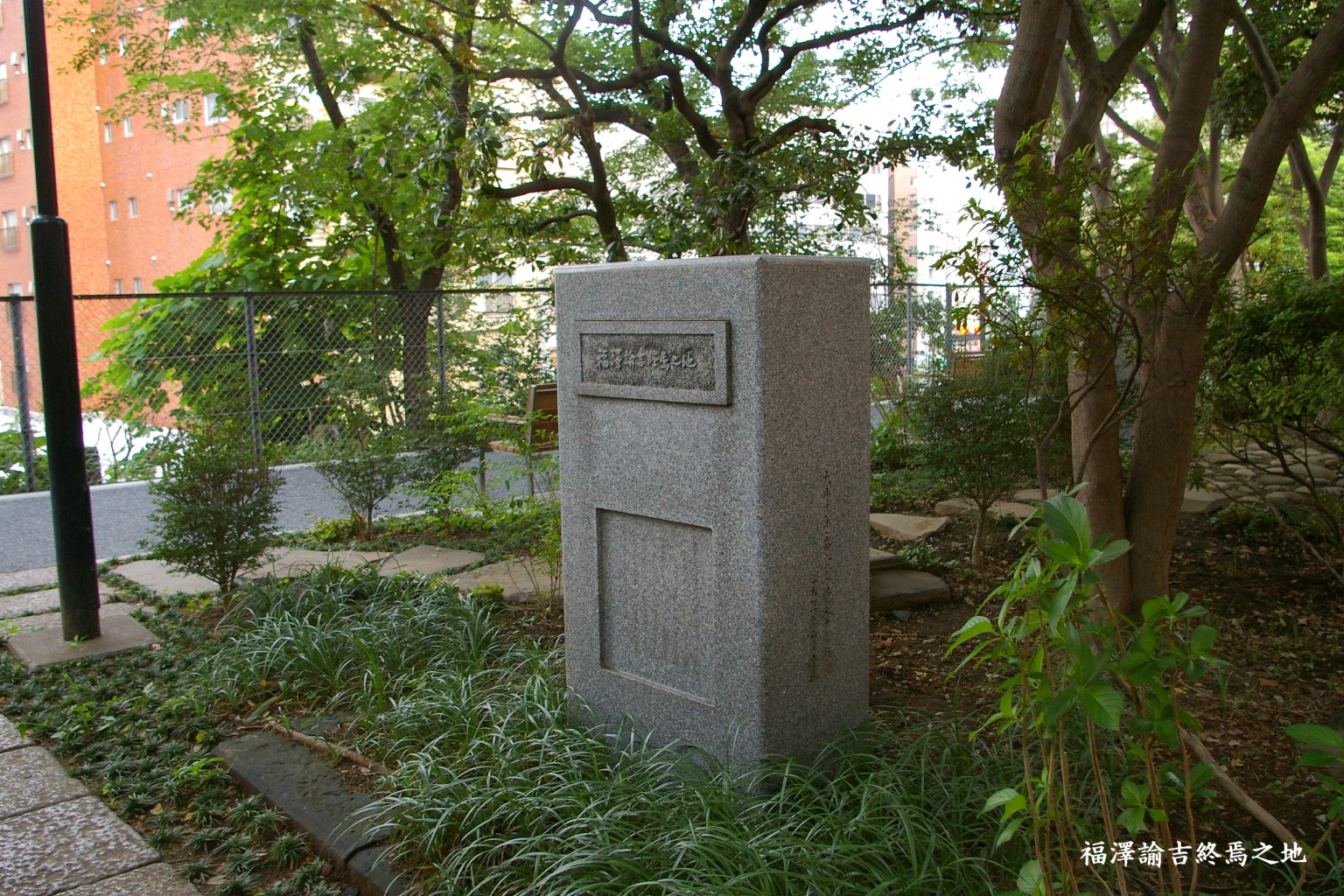
福澤諭吉終焉之地記念碑

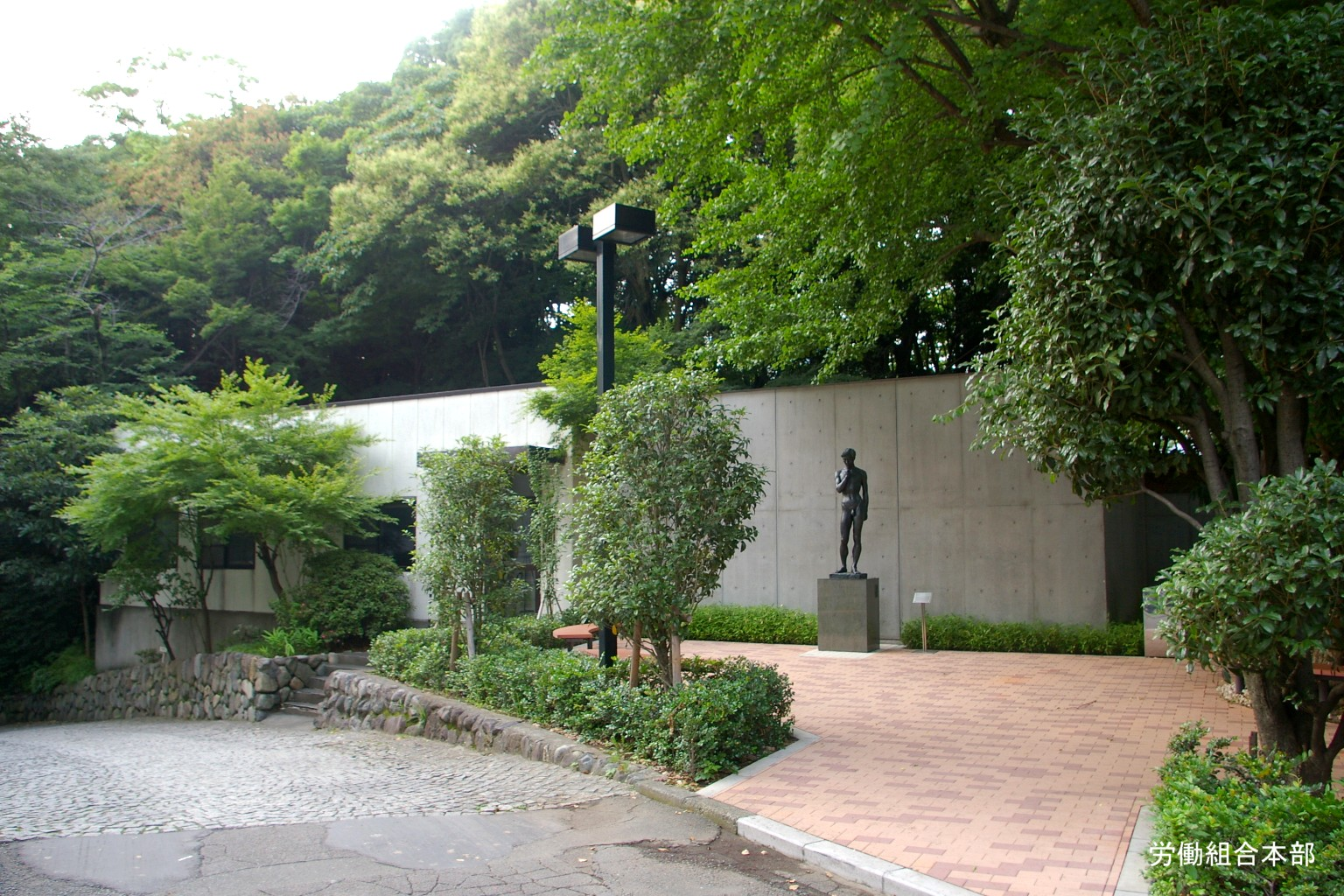
青年像（背後の建物は労働組合本部）

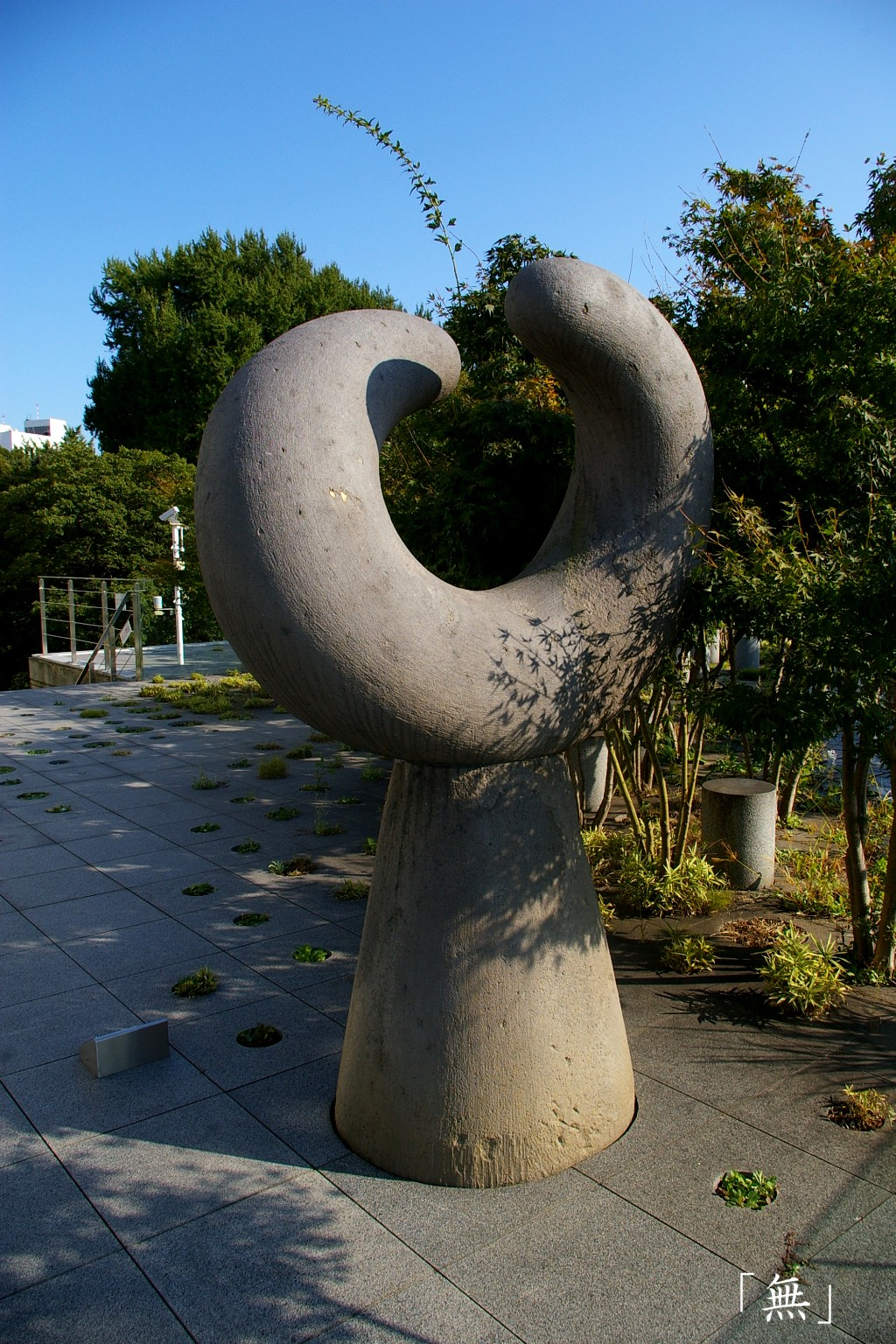
無（イサム・ノグチ作）

福澤諭吉胸像
柴田佳石作。1954年に旧第1研究室棟前に設置。福澤諭吉の没後半世紀以上を経て、福澤を直接知る人も少なくなったため、三田山上に福澤像を設置しようという運動が起こったことがきっかけとなった。一時撤去ののち1983年に図書館旧館前に再設置。2017年に三田演説館前に移設された。
平和来
朝倉文夫作。第8回日展（1952年）出品作品。1932年度卒業生により1957年に寄贈され、塾監局前広場北側に設置された。台座に「丘の上の平和なる日々に征きて還らぬ人々を思ふ 小泉信三識」と刻まれている。

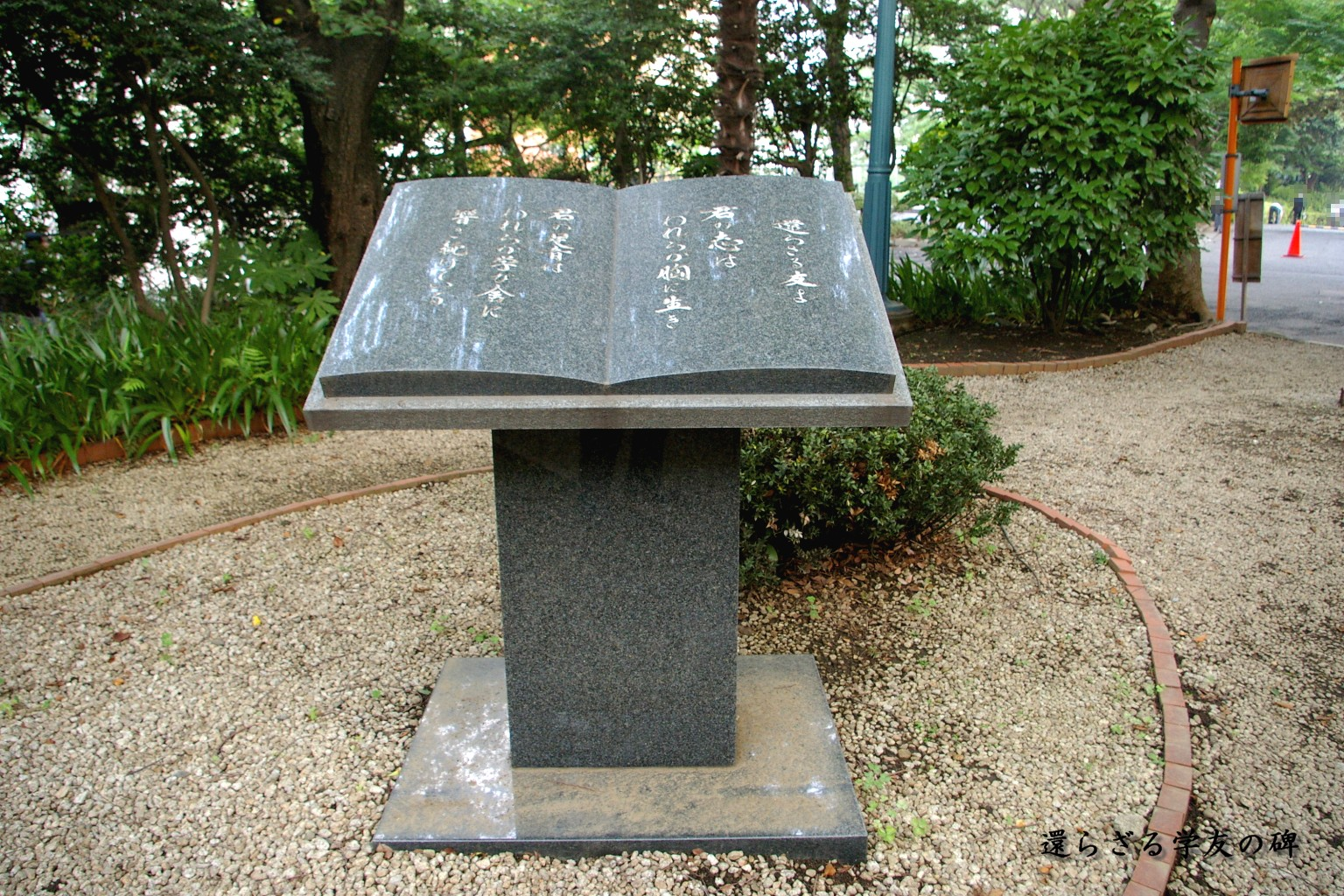
還らざる学友の碑
1998年設置。塾監局前広場南側にある。
VIRIBUS UNITIS
1909年普通部卒業生の寄贈により設置された石碑。三田の旧普通部校舎脇にあったが、のちに塾監局前に移設された。
福澤諭吉終焉之地記念碑
1971年に福澤公園に設置。
旧制4学校記念碑
かつて慶應義塾に存在した4学校（商業学校・商工学校・工業学校・高等部）を記念して、2001年に福澤公園に設置。除幕式には石川忠雄元塾長（高等部卒）も参列した。
文学の丘
図書館旧館の東側にある小高い丘。
小山内薫胸像
朝倉文夫作。1984年に現在地に移設された。
吉野秀雄歌碑
1972年設置。
久保田万太郎句碑
1973年設置。
佐藤春夫詩碑
1974年設置。建築家谷口吉郎が設計を担当した。
青年像
菊池一雄作。昭和24年度毎日賞受賞作品。1949年設置。のちに研究室棟西側の小広場に移設された。
星への信号
飯田善国作。1984年に研究室棟西側の小広場に設置。
知識の花弁
飯田善国作。1981年制作。図書館新館のエントランスに設置されている。
大銀杏
カレッジソング『丘の上』（青柳瑞穂作詞、菅原明朗作曲）で「ぎんなんに鳥は歌うよ歌うよ」と歌われる。植樹時期は不明。第一校舎南側にそびえる。
独立自尊時計塔
1975年に旧商工学校創立70周年を記念して演説館脇に設置された。
商工桜
2005年に旧商工学校創立100周年を記念して時計塔脇に植樹された。
無
イサム・ノグチ作。2004年に南館3階のルーフテラスに移設された。
若い人
イサム・ノグチ作。2004年に南館1階に移設された。
学生
イサム・ノグチ作。2004年に南館1階に移設された。

#### キャンパス外
慶應義塾大学出版会、慶應義塾大学通信教育部事務局分室、慶應インターナショナルレジデンス
1995年（平成7年）竣工。5階建、上部3階は「慶應インターナショナルレジデンス」
慶應義塾大学出版会・マーケティング・センター
1994年（平成6年）竣工。地上3階、地下1階

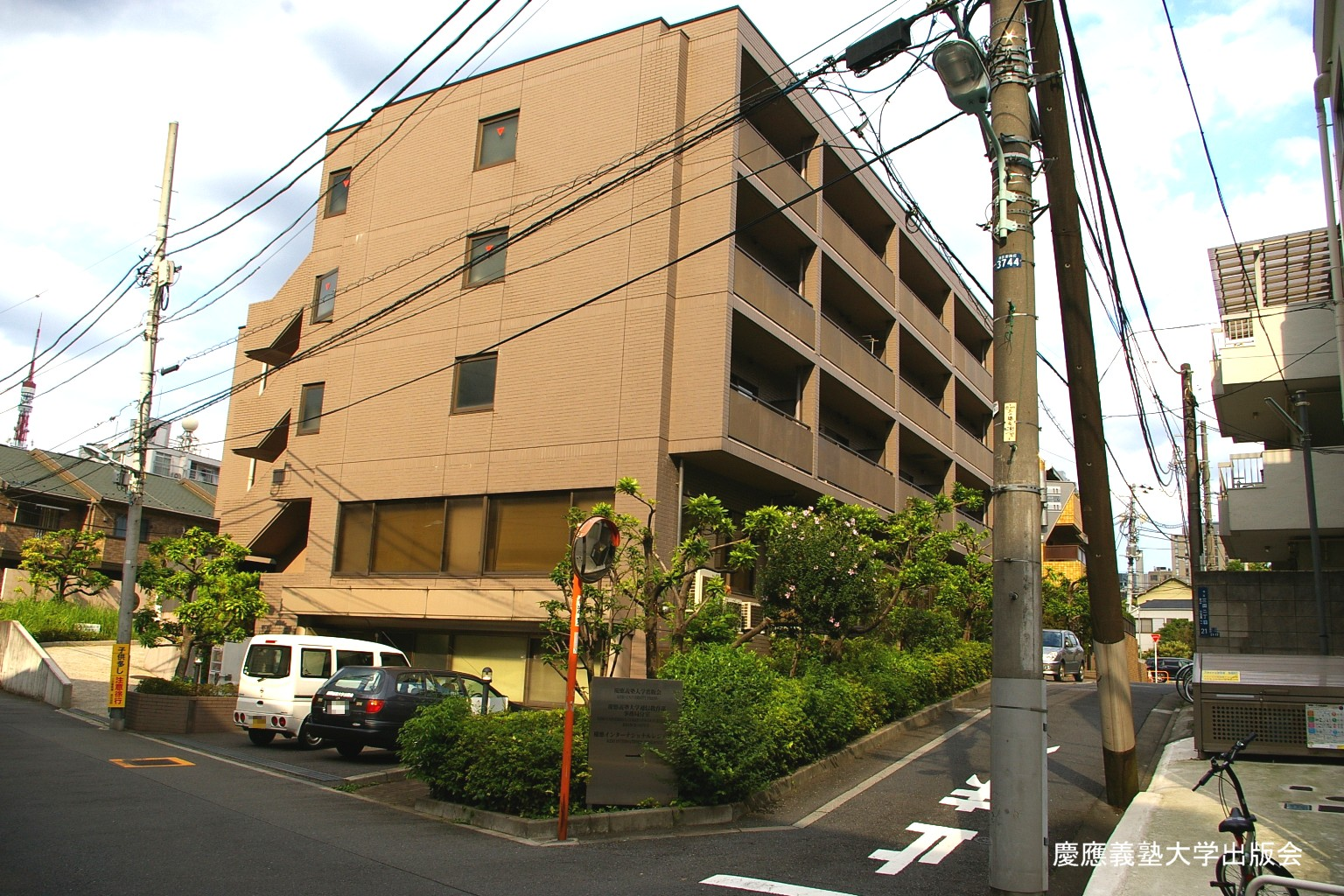
慶應義塾大学出版会本社
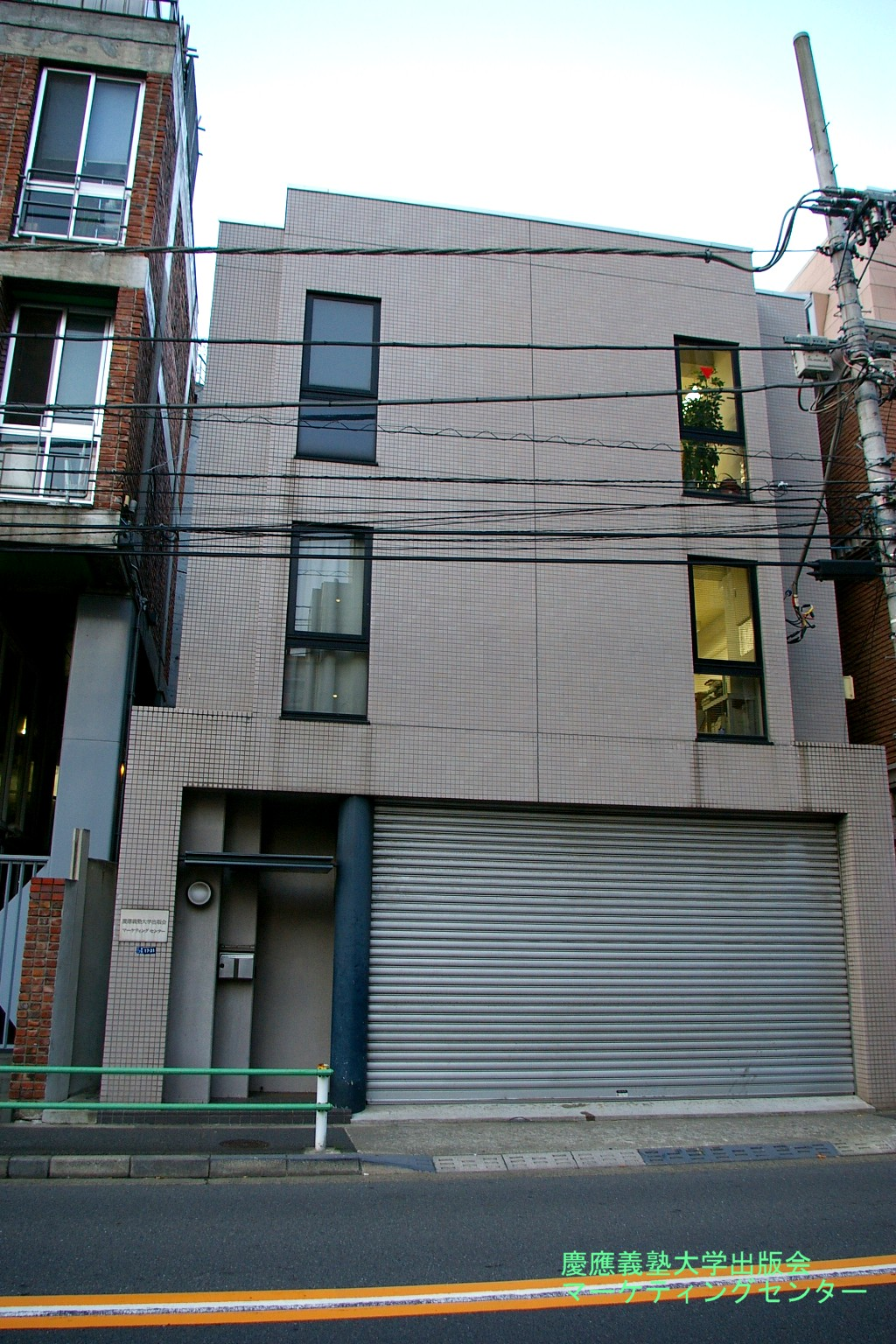
慶應義塾大学出版会・マーケティング・センター

### 日吉キャンパス

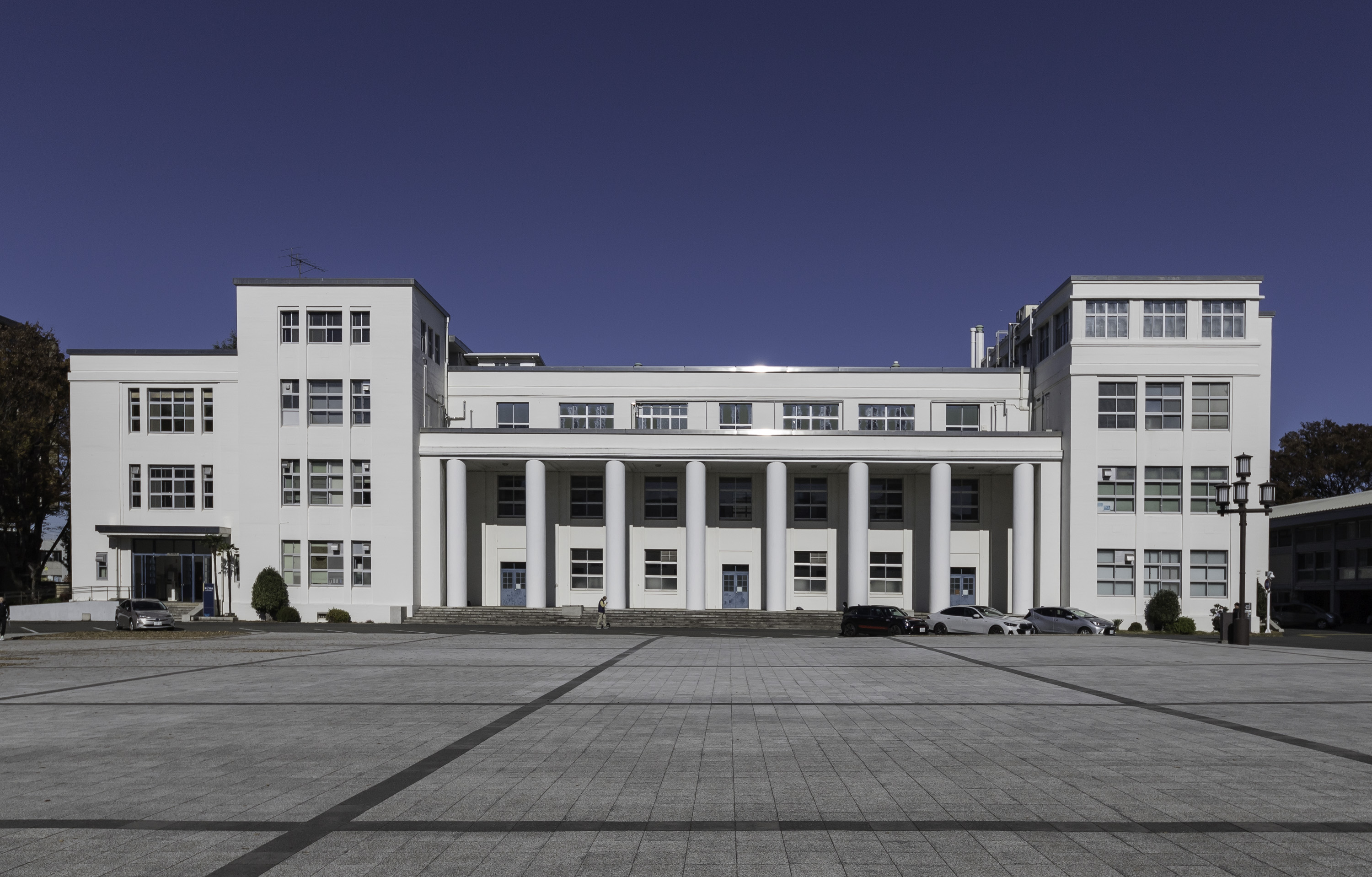
第2校舎

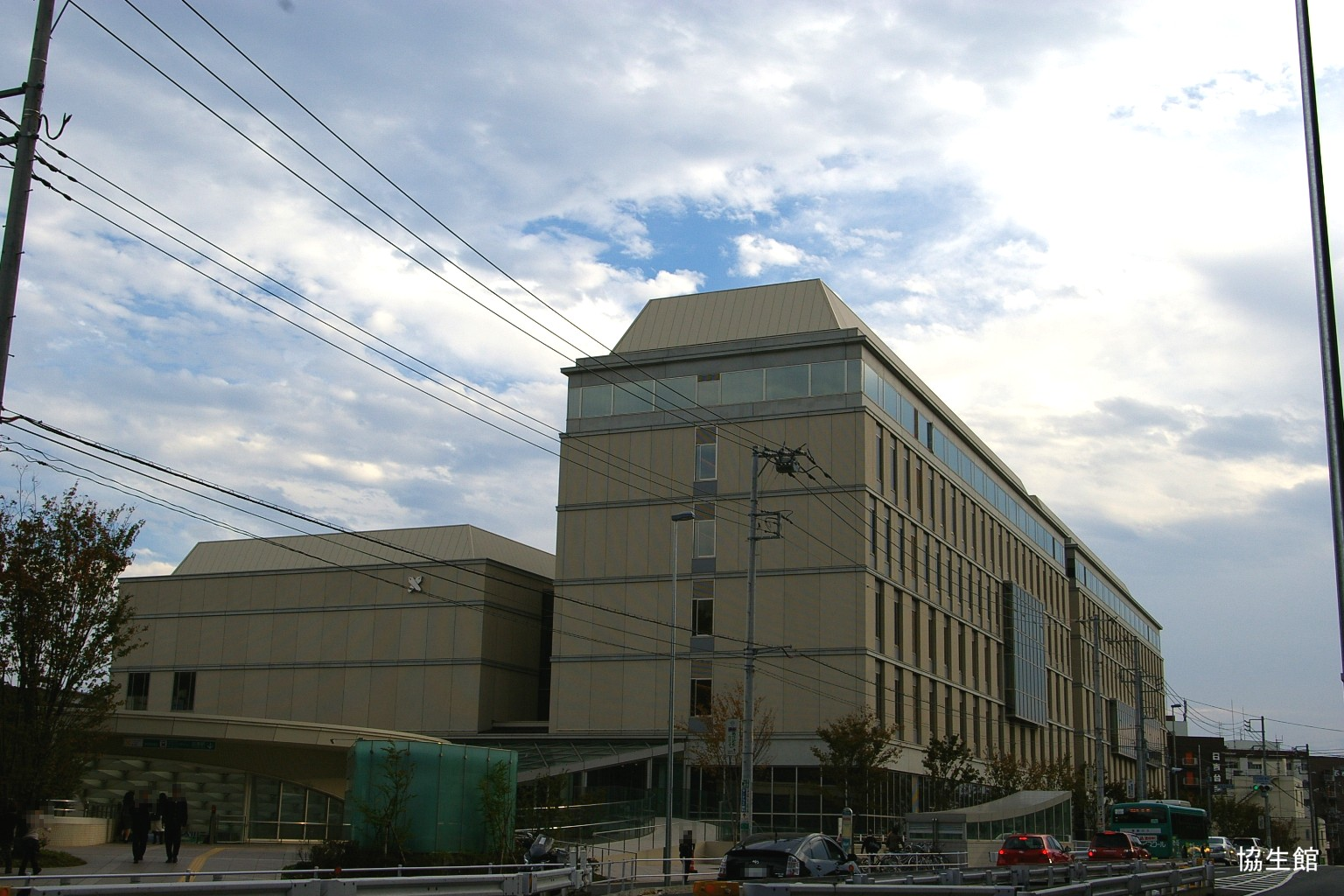
協生館（綱島街道より）

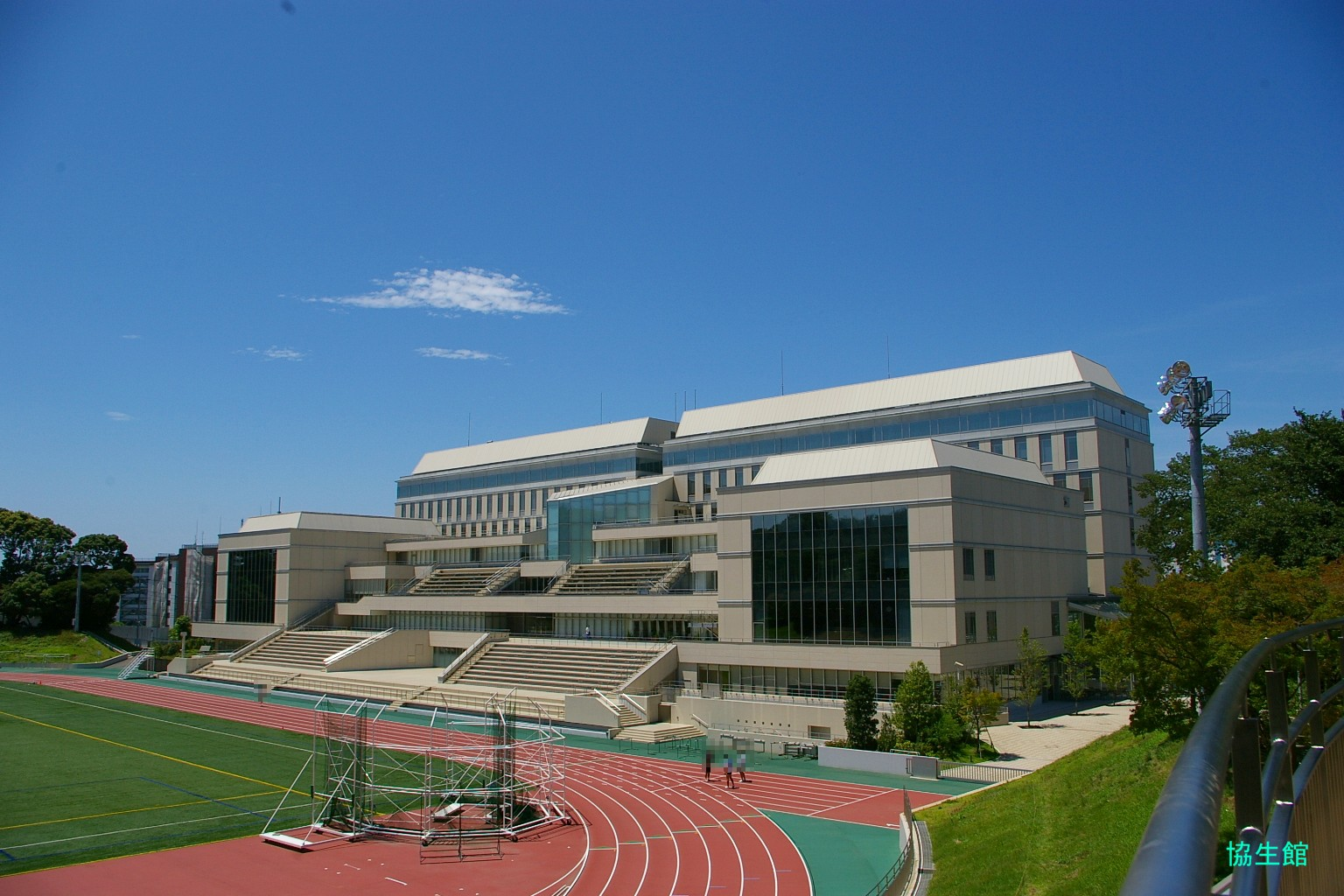
協生館（陸上競技場より）

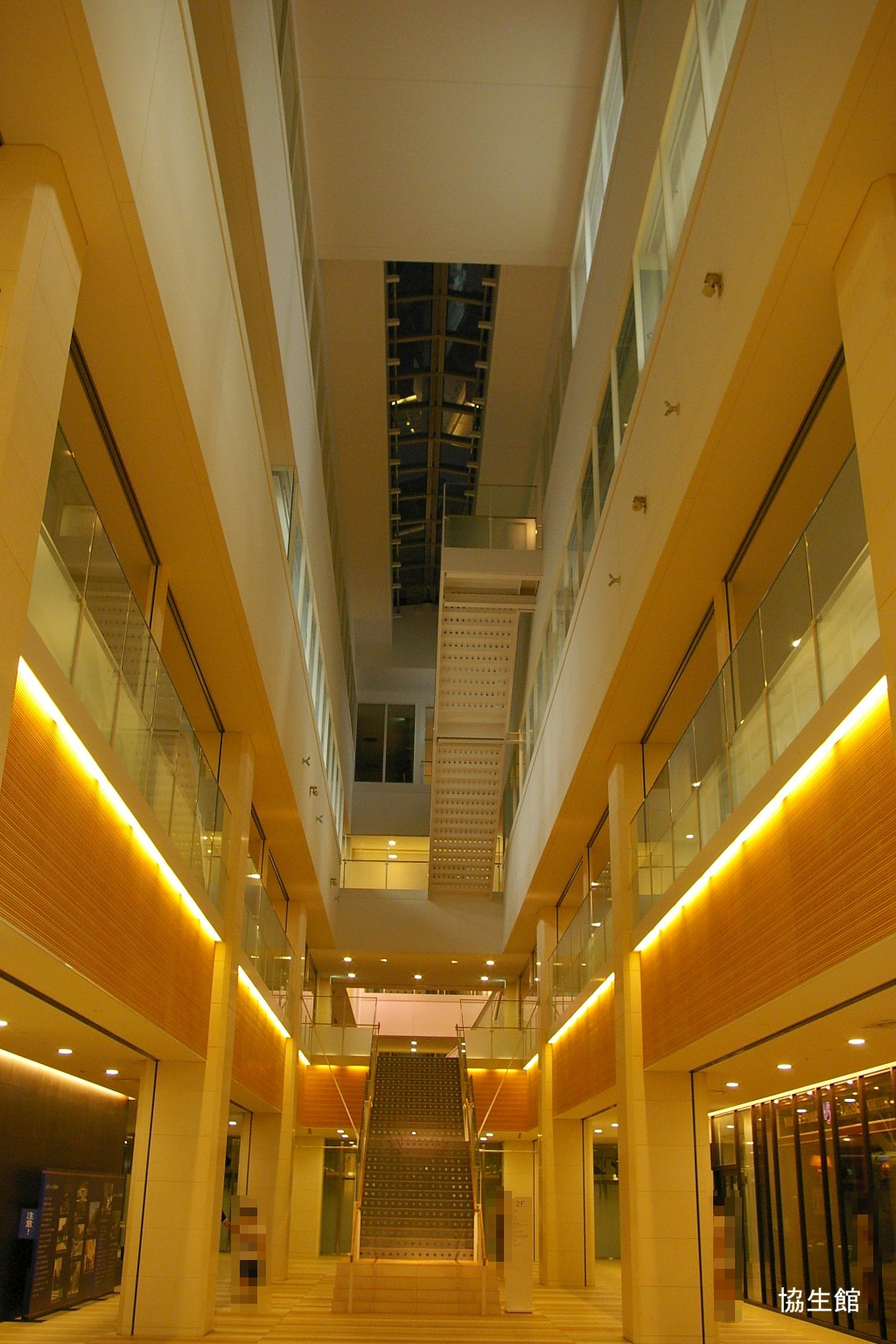
協生館
内部吹抜け

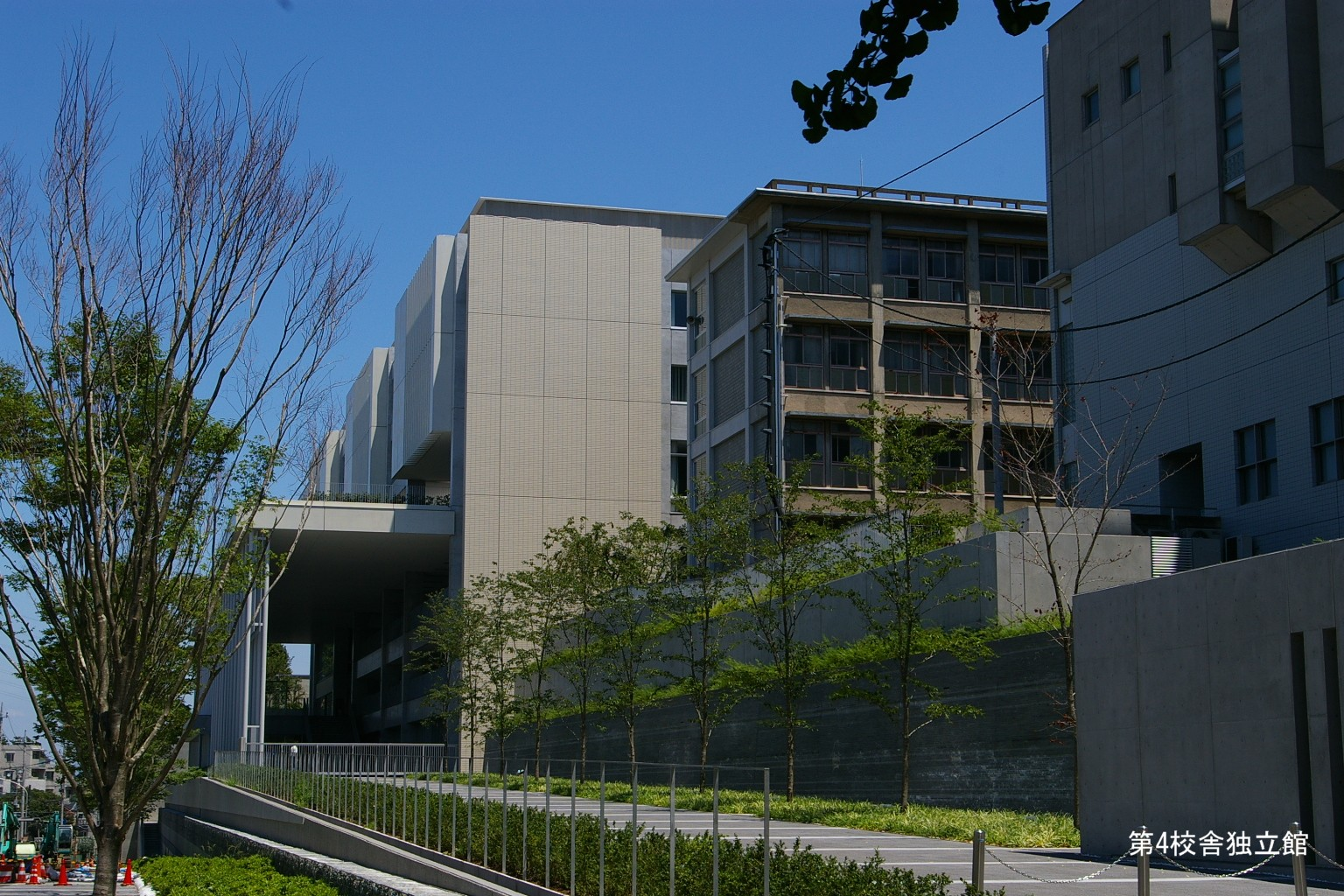
日吉第4校舎独立館

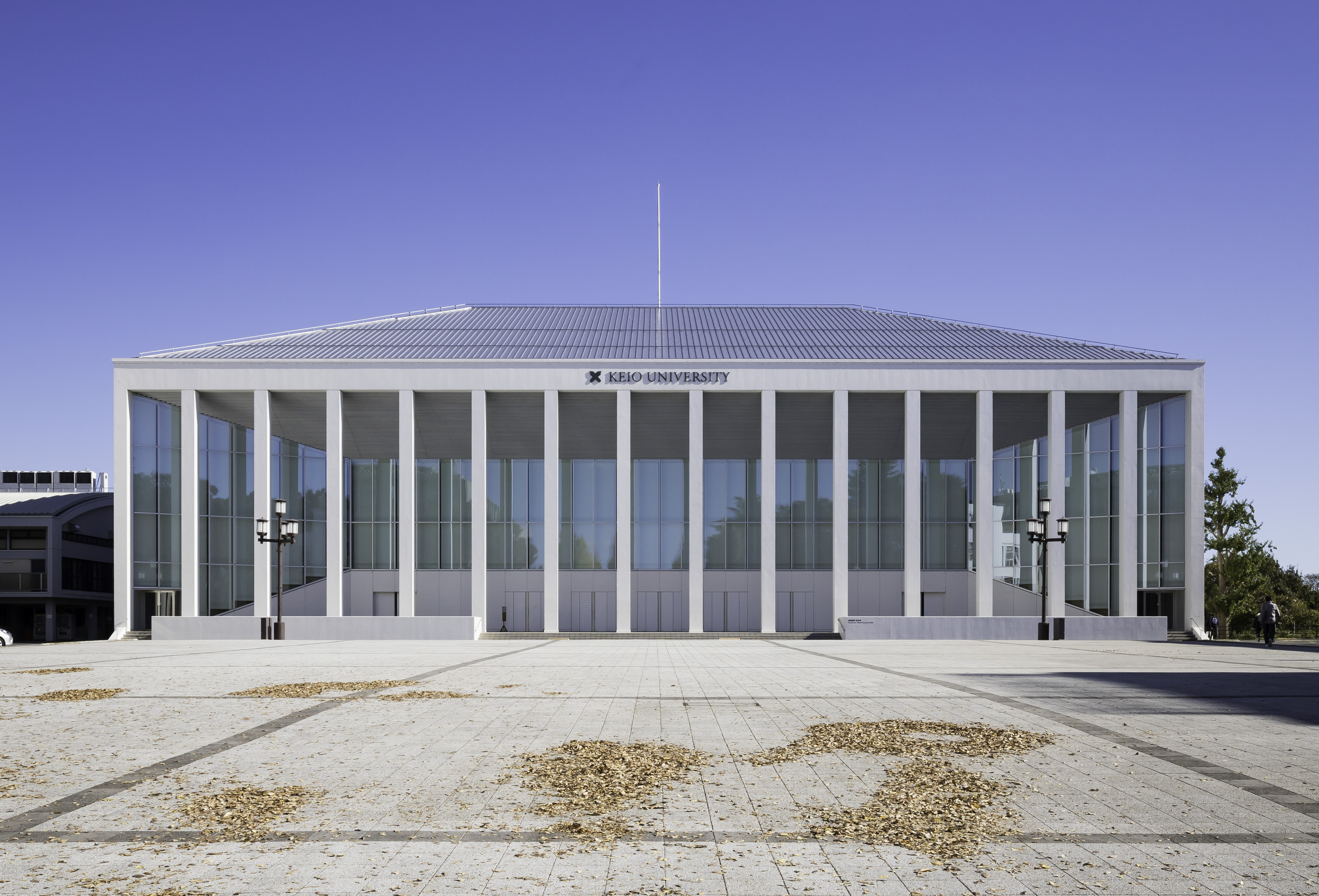
日吉記念館（新）

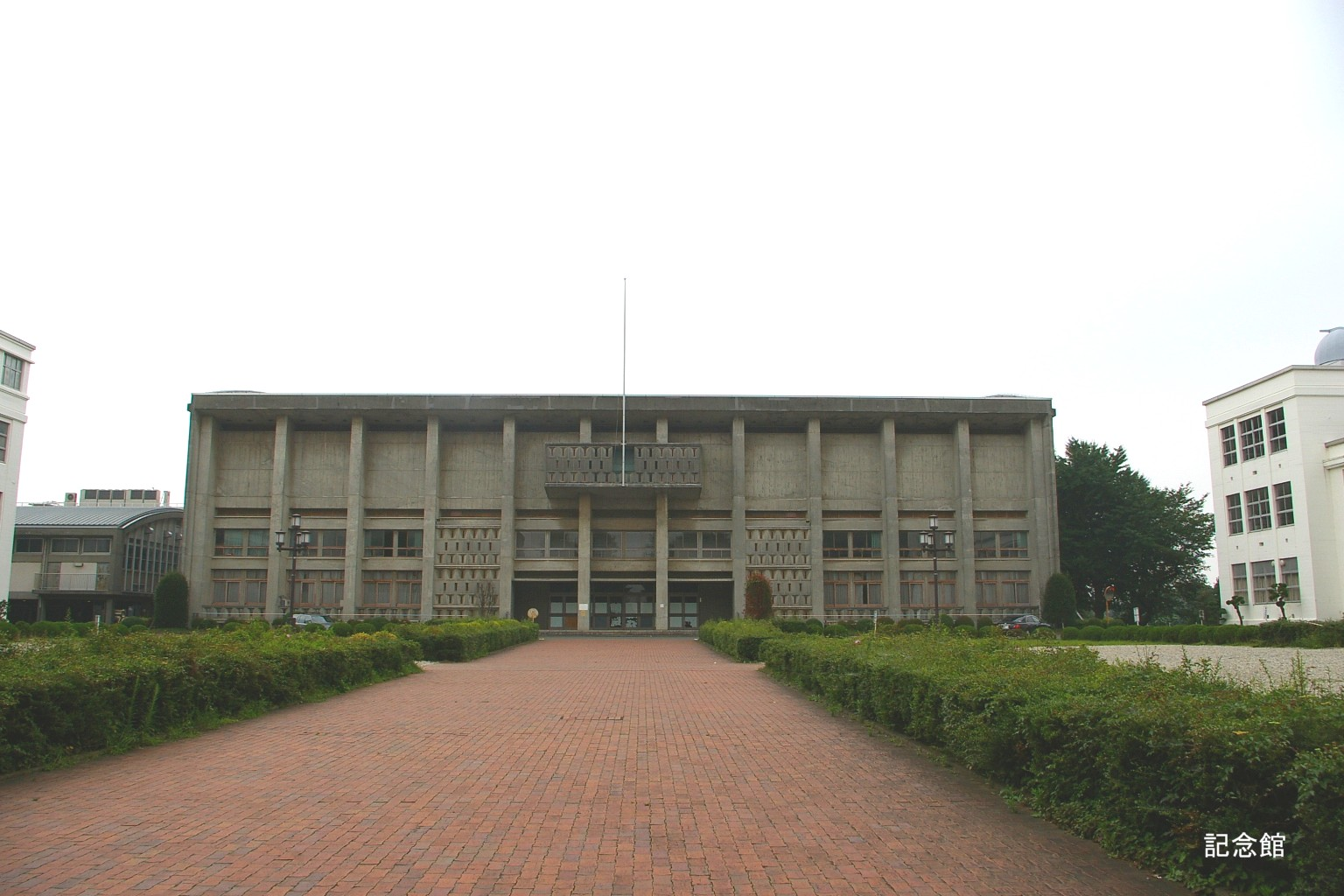
日吉記念館（旧）

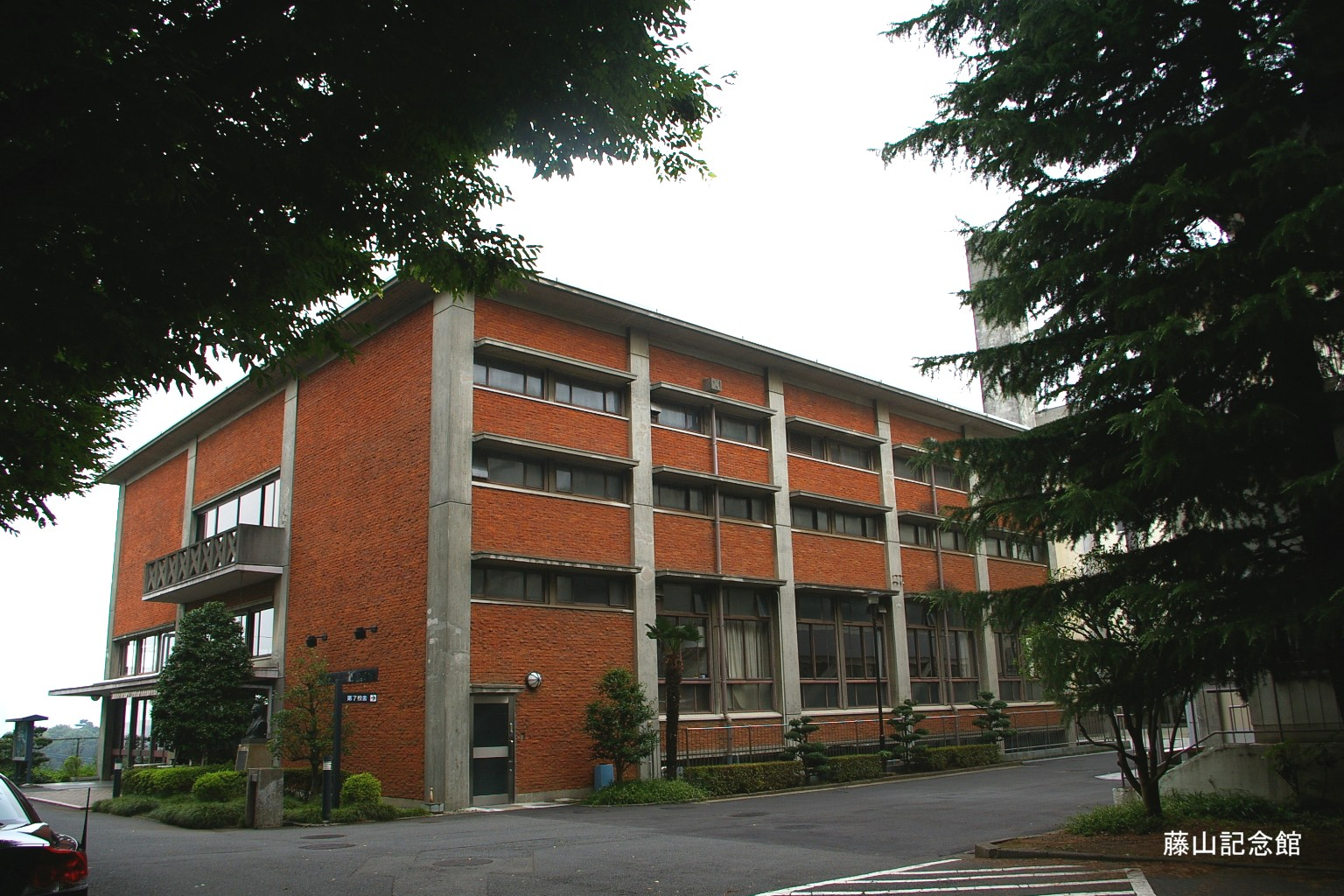
藤山記念館

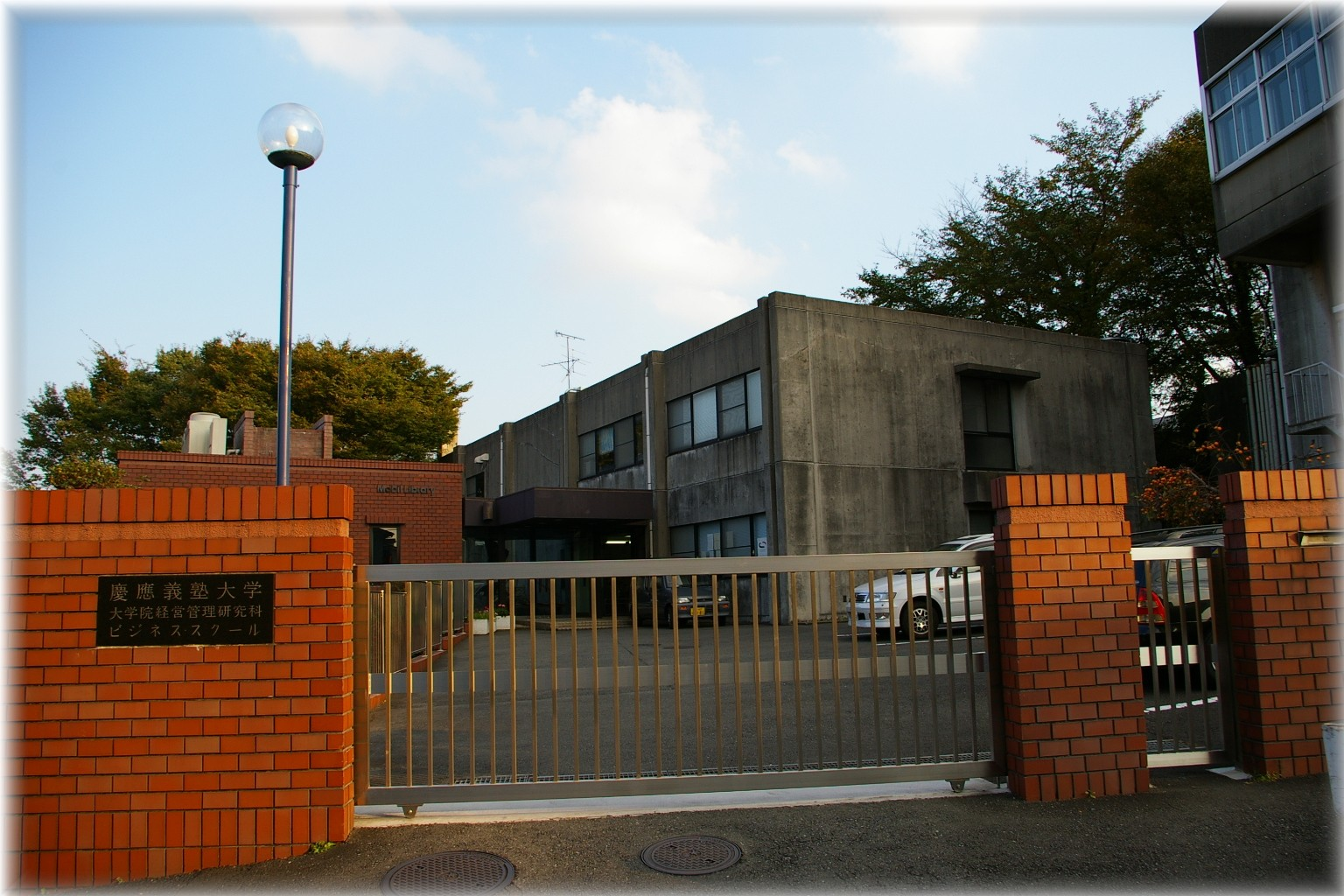
西別館（2008年）

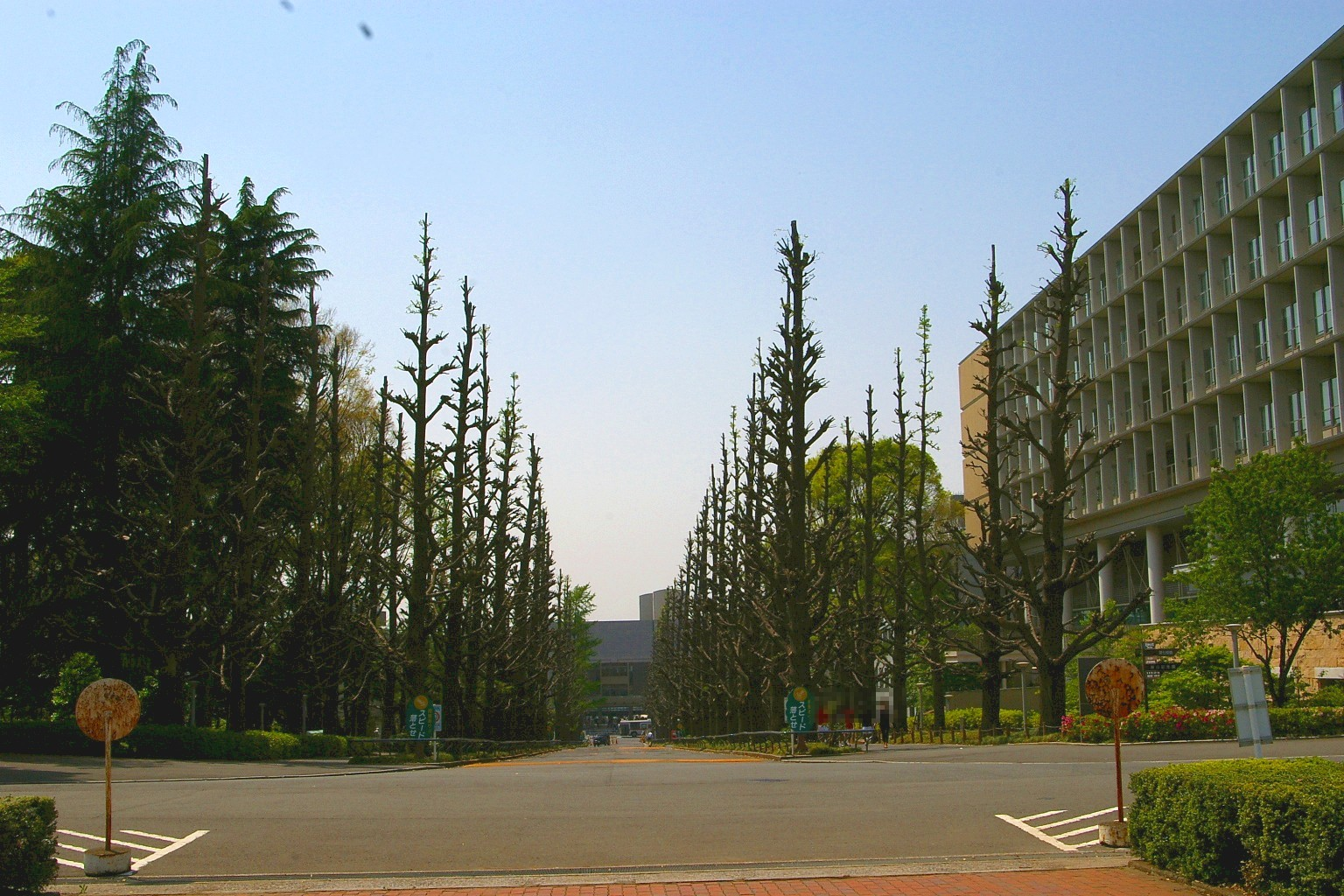
中央道路銀杏並木（春季）
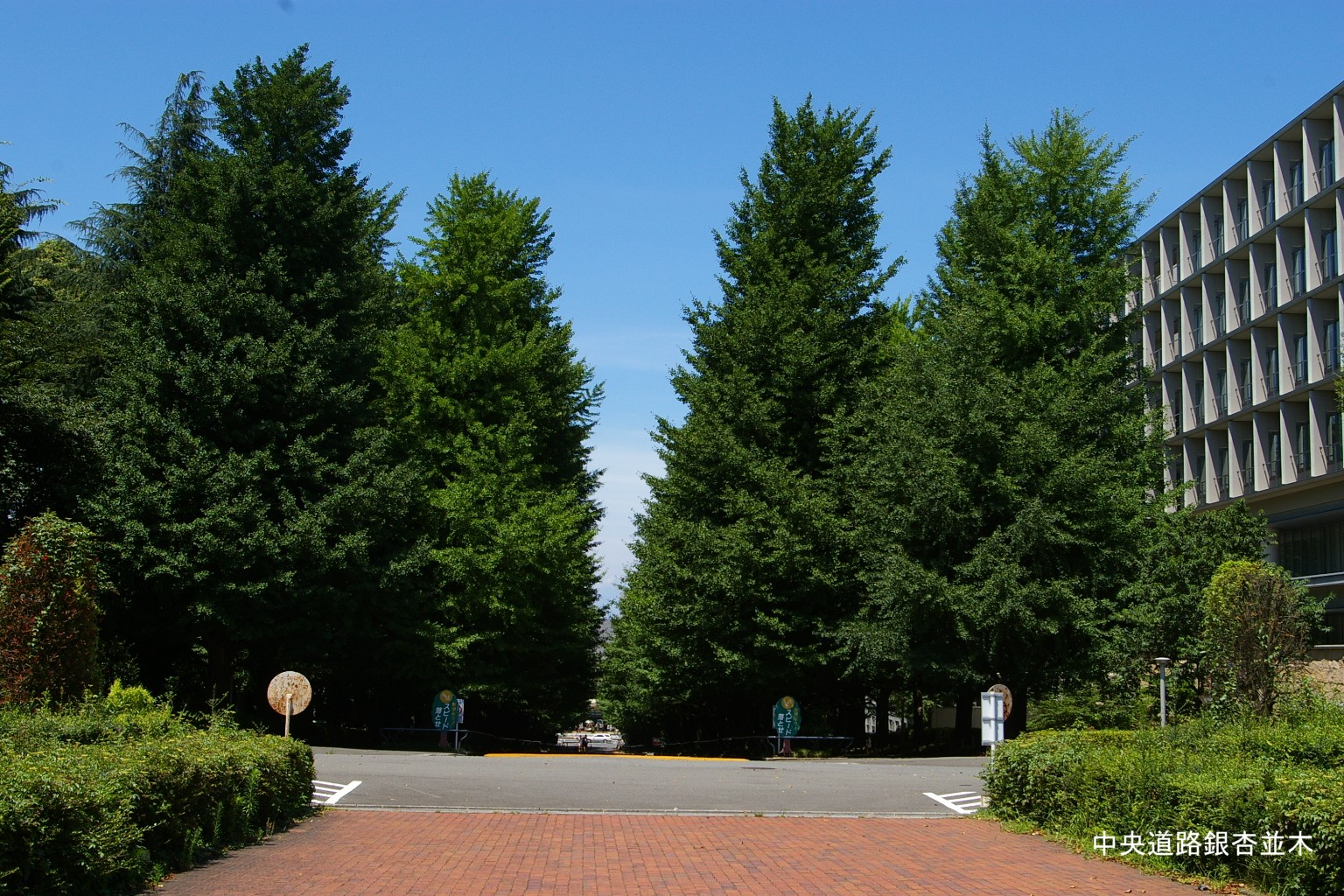
中央道路銀杏並木（夏季）
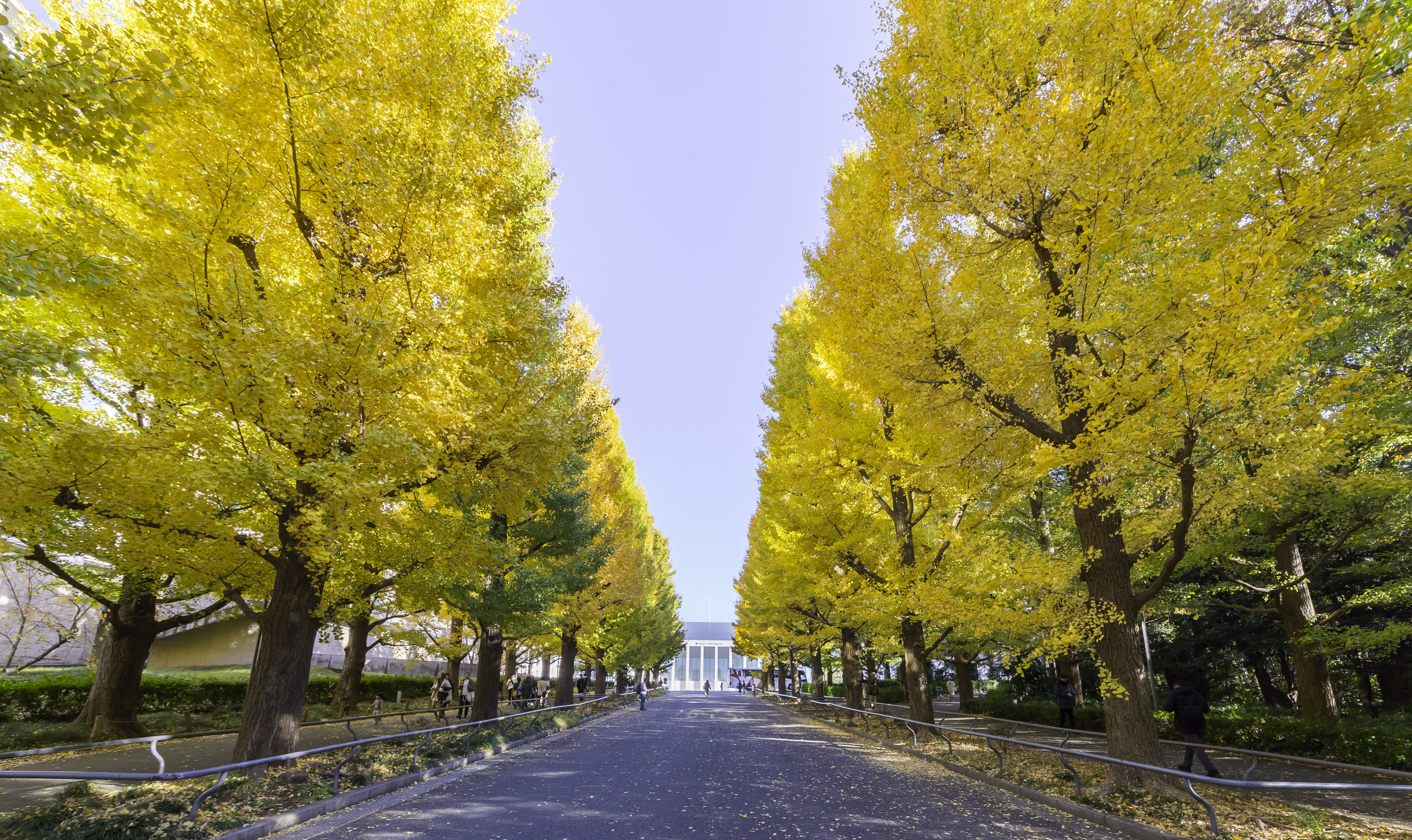
中央道路銀杏並木（秋季）
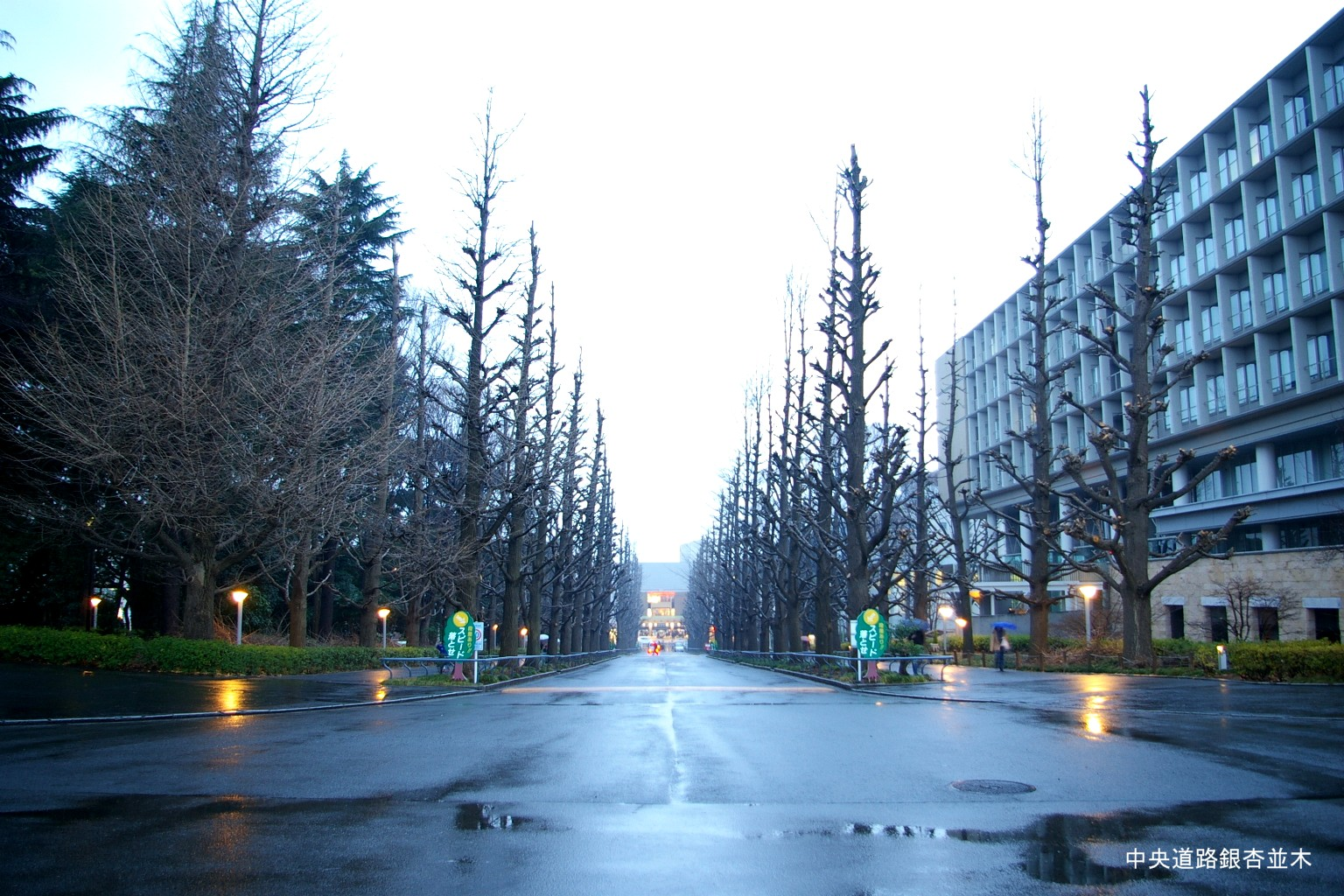
中央道路銀杏並木（冬季）

日吉キャンパスは1934年（昭和9年）に大学予科を設置したのが始まりである。第二次世界大戦中は建物のいくつかが海軍の施設（軍令部第3部、人事局、建設部隊等、連合艦隊司令部、海軍総隊司令部、航空本部等）として活用された。移転直後から敷地の地下に地下壕が建設され現在も残るが、立ち入り禁止となっている。
キャンパスの入口に門は存在せず、キャンパスを囲む塀はなく一部においては市街地と境界が入り組んでいる場所もある。キャンパスは敷地面積10万坪を誇り、構内には貴重な自然が温存されている。日吉駅から日吉記念館に至る幅22m、長さ220m中央道路脇には100本の銀杏並木があり、黄葉の季節には市民の憩いの場となっている。銀杏並木は1997年第7回「横浜市まちなみ景観賞」を受賞。

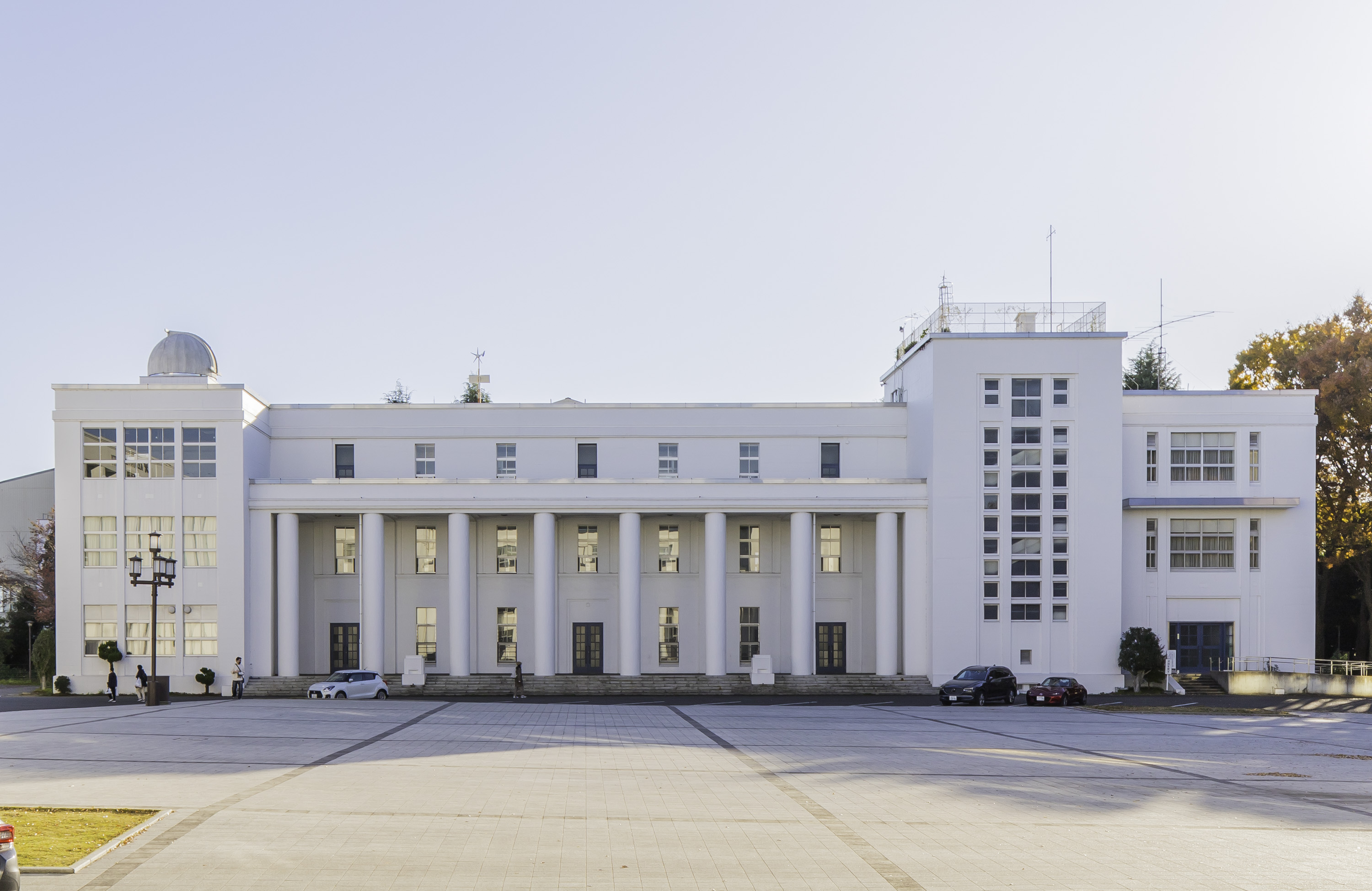
第1校舎
文・経済・法学部の予科校舎として1934年（昭和9年）竣工。設計：曾禰中條建築事務所、施工：上遠合名会社。建築面積3,518.96m2、延床面積10,076.79m2。構造は鉄筋コンクリート3階建て、一部に地階および屋階を有する。正面に円柱を持つ柱廊が存在する。建物の一部にはアール・デコの装飾が確認される。
竣工時は352名収容の小講堂、大教室11室、普通教室51室があった。
1944年（昭和19年）3月から終戦まで海軍軍令部・建設部隊が入り、終戦後の米軍接収時は第8軍第11兵団（通信部隊）と第1騎兵師団の宿舎となっていた。
現在は慶應義塾高校が使用している。
第2校舎
医学部予科校舎として1936年（昭和11年）竣工。設計：曾禰中條建築事務所、施工：清水組。建築面積1,310m2、延床面積4,475m2。構造は鉄筋コンクリート3階建て、一部に地階および屋階を有する。中央広場に向かい第1校舎と同様の柱廊が正面にあり、将来建設が予定される大講堂（日吉記念館）とともに広場を列柱で囲むことが当初から構想されていた。
竣工時から1958年（昭和33年）まで1階の西北側に図書室が設けられていた。
終戦後の米軍接収時は職業補導学校の校舎となっていた。
214、221、224、231、234教室、生物学教室、物理学教室、化学教室
協生館
慶應義塾創立150年記念事業として2008年（平成20年）8月に完成。設計監理：環境デザイン研究所・三菱地所設計設計監理共同体、施工：東急建設（建築・空調衛生設備工事）および東光電気工事（電気設備工事）。地下2階、地上7階、塔屋1階。延床面積：38,207.37m2。
塾員、塾生のほか広く市民に開放されている施設を含む。CASBEE横浜（横浜市が環境に優しい建物として認証する制度）の第1号として最高位「Sランク」に認定されている。
- 慶應義塾専用施設
  - 大学体育施設 (B1F)（50mプール、飛び込みプール）
  - 大学院施設 (3-6F)
    - 経営管理研究科（ビジネス・スクール）
    - システムデザイン・マネジメント研究科
    - メディアデザイン研究科
    - 研修宿泊施設 (7F)

- 塾員・塾生以外に開放している施設
  - 慶應義塾運営施設 (2F)
  - 藤原洋記念ホール
  - イベントホール
  - 多目的教室

- 社会・地域連携施設 (B1-2F)
  - コミュニケーション・プラザ
  - 開放型体育施設（セントラルウェルネスクラブ）
  - 保育支援施設（ベネッセチャイルドケアセンター日吉（横浜市認可保育園・一時保育施設））
  - 飲食施設：TULLY'S慶應日吉店、HUB慶應日吉店、クイーン・アリス ガーデンテラス日吉
  - 物販施設：ローソン 慶應日吉店
  - クリニック：日吉メディカルクリニック 内科・リウマチ科・消化器科・整形外科・耳鼻咽喉科

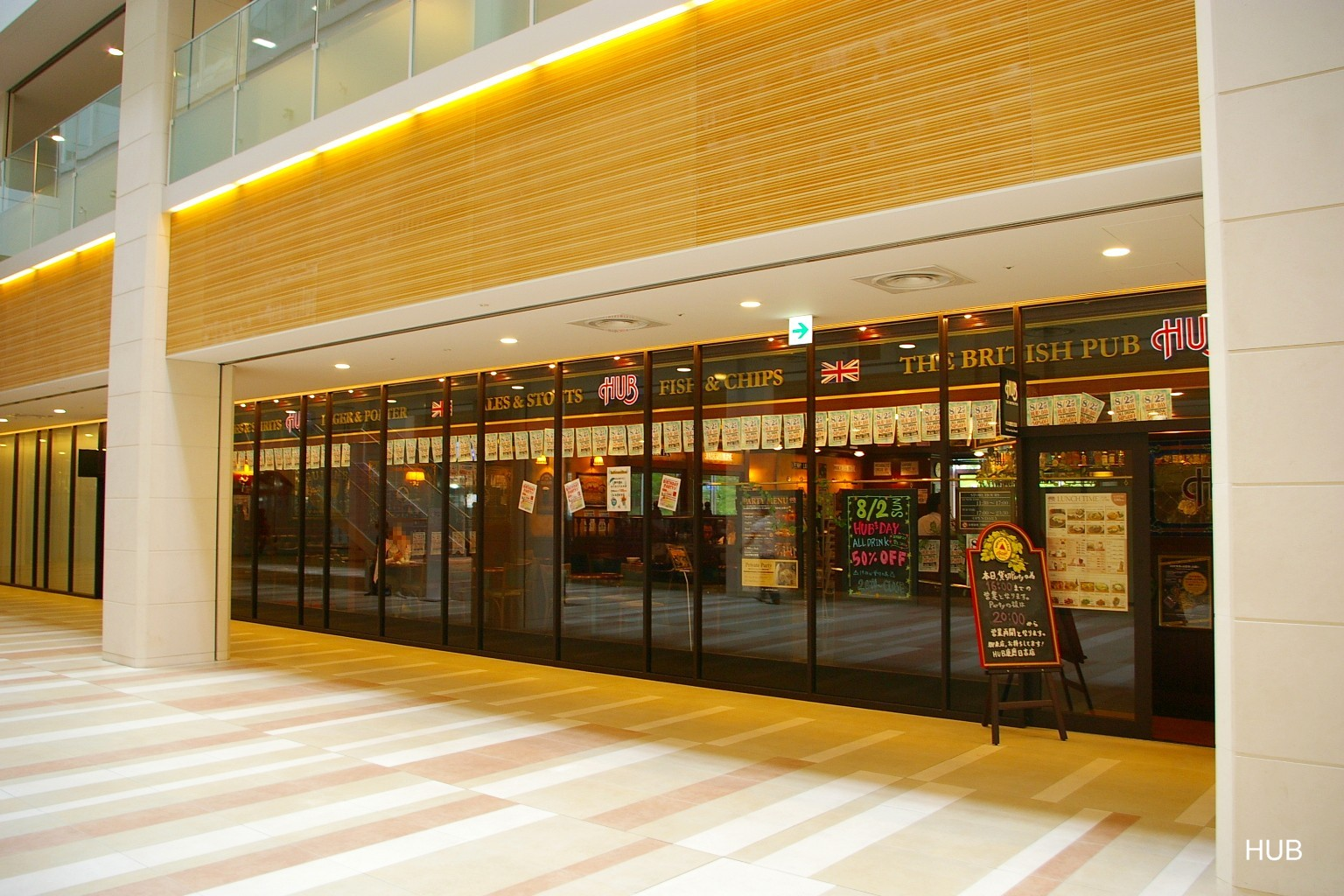
『HUB』
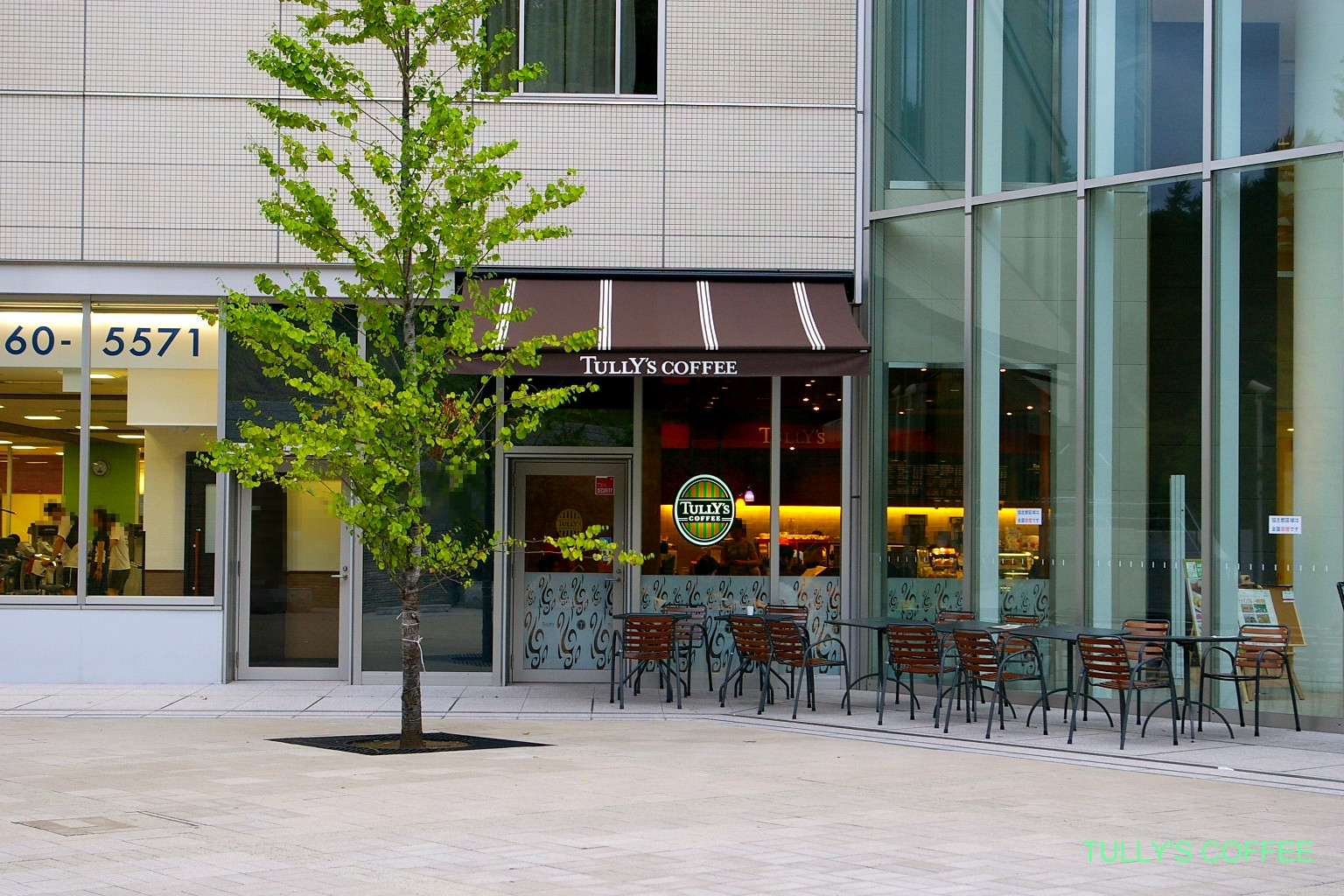
『TULLY'S COFFEE』
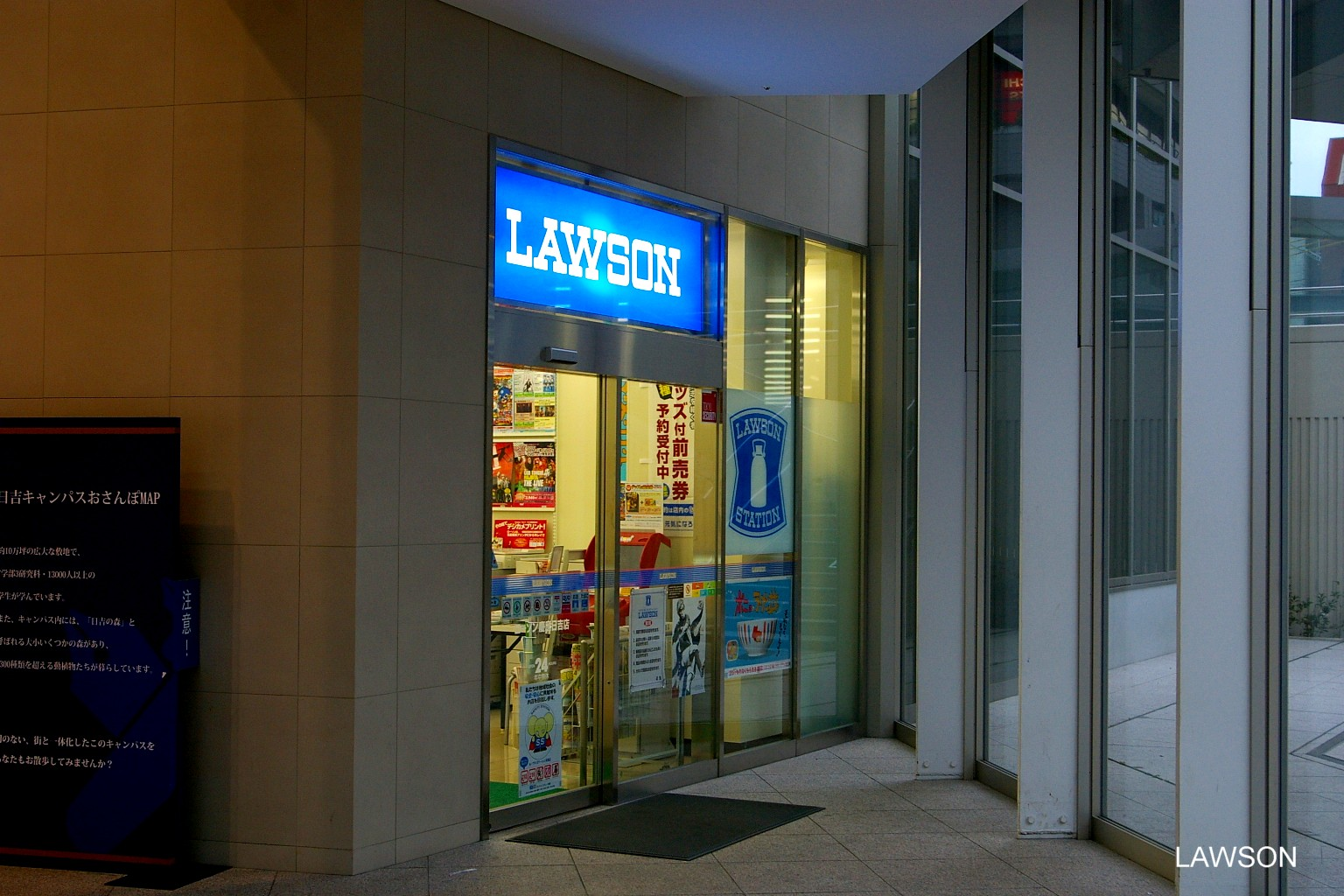
『LAWSON』
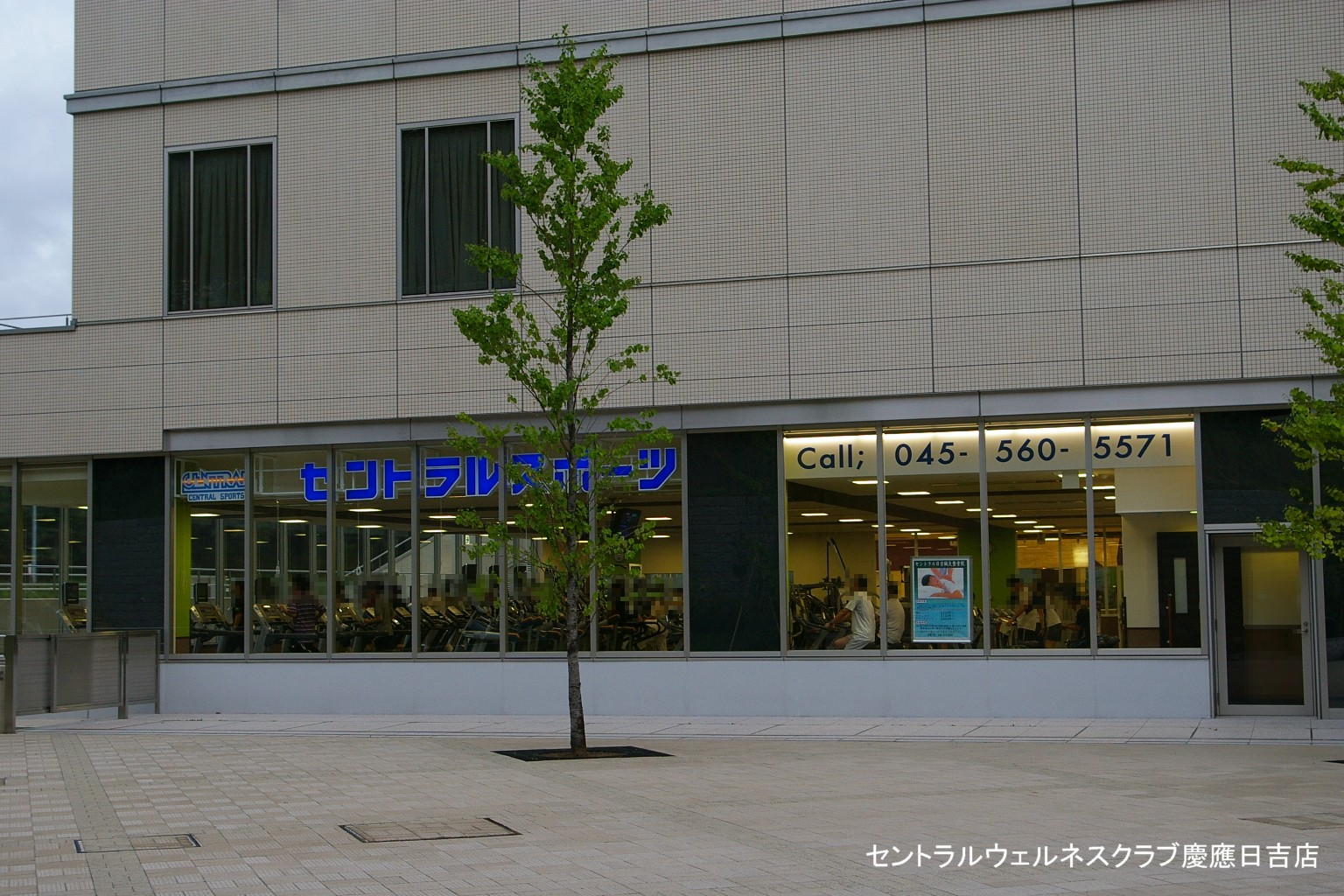
『セントラルウェルネスクラブ慶應日吉店』

来往舎らいおうしゃ

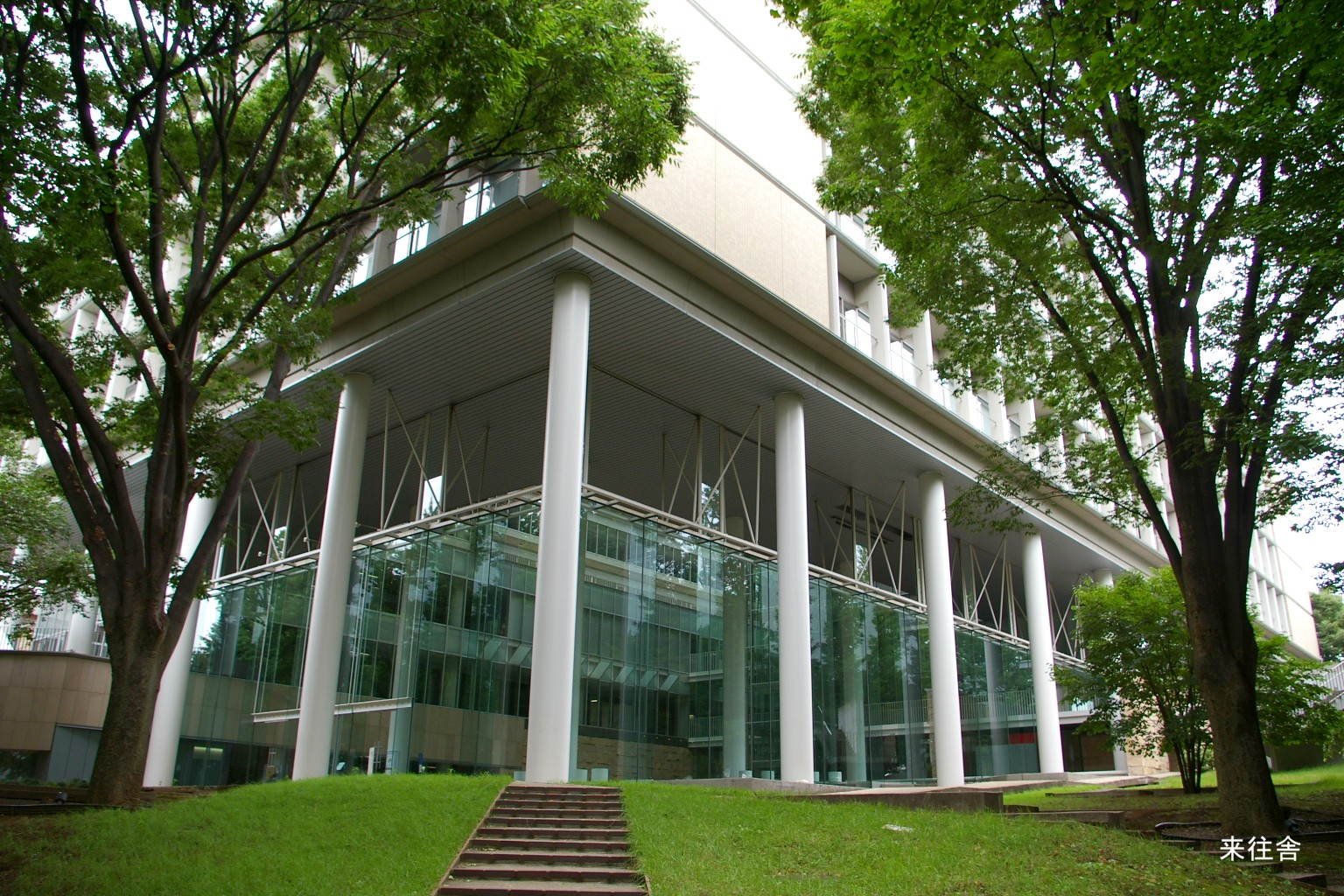
来往舎（エントランス）
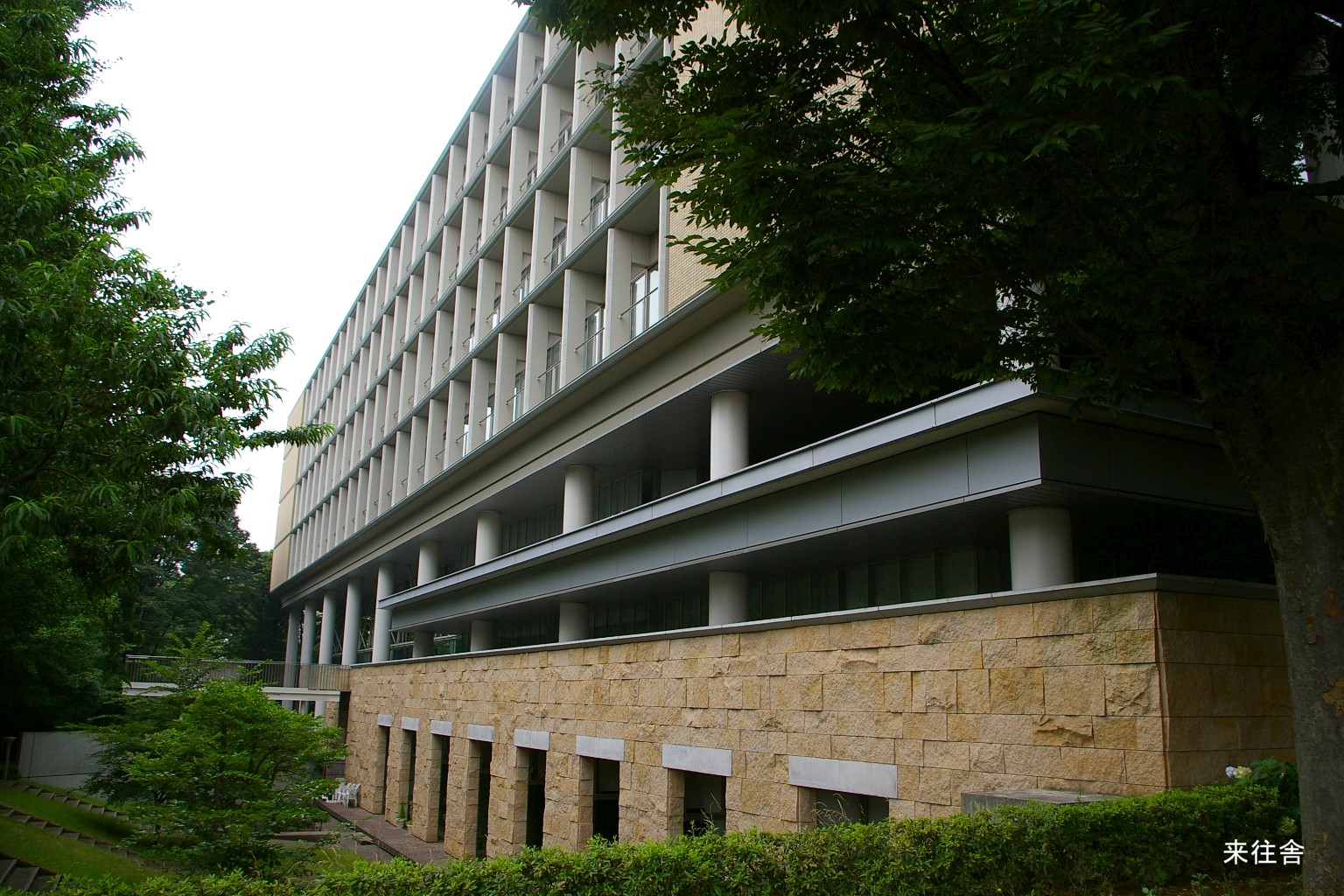
来往舎（エクステリア）
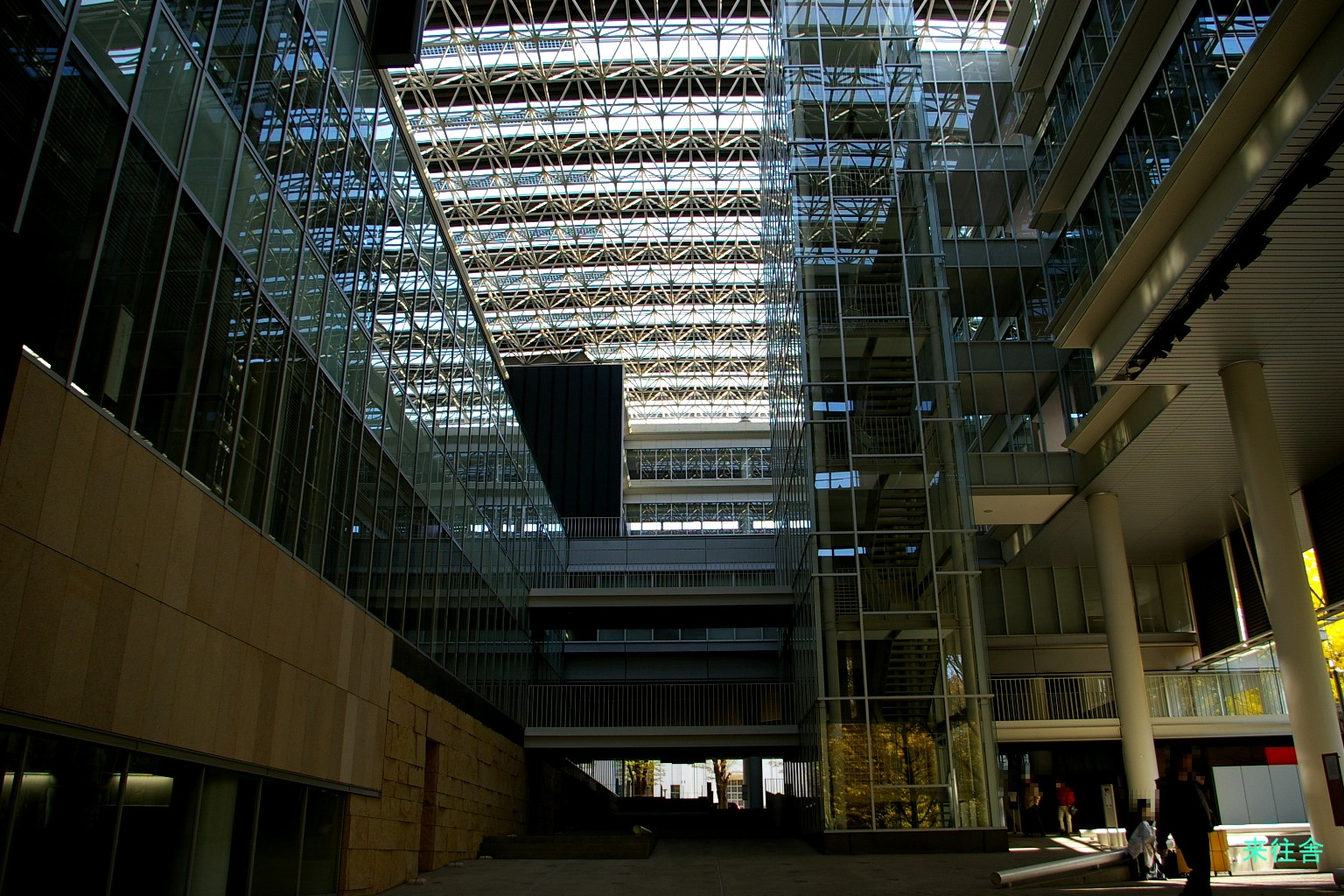
来往舎吹き抜け

2001年（平成13年）竣工。清水建設設計・施工。
地上7階建て、3階までは共同研究室が中心で、4-7階は個人研究室、教員専用のレファレンスライブラリー。エクステリアは列柱と大きなガラスが特徴、エントランス側は吹き抜け空間が設けられている。
日吉第4校舎独立館
慶應義塾創立150年記念事業の一環として2009年（平成21年）3月竣工、4月22日（水）に開所式開催。綱島街道側の土手の斜面を削って用地を確保して建設された。設計・建設は鹿島建設。地下1階・地上6階建て、延床面積：18,400m2。
同建物内には「日吉コミュニケーション・ラウンジ」が開設された。ここには和室「日吉の家」、ラウンジ、インフォメーションスペース、学生活動支援スペース、日吉グローバルスタジオなどが含まれる。これらの施設は塾員・塾生に開放され、授業や課外活動等に活用されている。
綱島街道側の桜並木アプローチは協生館に続きCASBEE横浜第3号として最高位「Sランク」を認定されている。
日吉図書館（日吉メディアセンター）
| 日吉メディアセンター |  | 綱島街道側より |
| 日吉メディアセンター |  | 綱島街道側より |

1985年（昭和60年）竣工。設計：槇文彦、施工：戸田建設・大林組共同企業体。鉄筋コンクリート造地下1階・地上5階、建築面積：1,982.80m2、延床面積：9,335.12m2。
船をモチーフとして設計されている。蔵書数約60万冊。
図書館正面に福澤諭吉胸像（山名常人作）が設置されている。台座の内部にはタイムカプセルが収められており、福澤諭吉生誕300年の2135年に開封する予定となっている。
日吉記念館（新）
日吉キャンパスの新たなシンボルとなる体育館兼講堂。旧記念館解体後の2018年（平成30年）着工、2020年（令和2年）3月竣工。設計監理監修：三菱地所設計、設計監理・施工者：鹿島建設。鉄筋コンクリート造（一部鉄骨造）地下2階、地上4階、敷地面積352,057m2、延床面積12,514m2。立見席を除く収容人数は最大約1万人。
正面に16本の列柱が並び、両隣の第1校舎、第2校舎と調和するように設計された。観覧席はバリアフリー化がなされ、アリーナに空調機が設置されるなど、利用者にとってより快適な空間へと進化を遂げた。
日吉記念館（旧）
日吉キャンパスの中央広場正面に大講堂を建設する構想は戦前からあったが、戦時下の資材不足や米軍による日吉接収などの影響で大講堂建設は先送りにされていた。しかし、1958年（昭和33年）の慶應義塾創立100年記念式典開催のためには大講堂が必要ということで、鹿島建設の工事請負により同年3月着工、10月20日に竣工した。
鉄骨造地上3階、地下1階、延床面積6,006.6m2、館内の間口60.6m、奥行56.5m。半円形の天井は前方から後方へ緩やかなカーブを描いていた。玄関側に3,000人収容の観覧席、反対側にステージが設けられ、立見席を含めれば最大で1万人を収容することができた。
1958年11月8日の慶應義塾創立100年記念式典は日吉記念館に昭和天皇、岸信介総理大臣、灘尾弘吉文部大臣、茅誠司東大総長、大濱信泉早大総長、福澤家代表などを迎えて華々しく挙行され、堀口大學作詞・團伊玖磨作曲の創立百年記念祝典曲が歌い上げられた。
旧日吉記念館は体育施設として、あるいは入学式や卒業式などの式典会場として長く利用されたが、老朽化のため2017年（平成29年）に閉鎖され、翌年にかけて解体された。
藤山記念館
1958年（昭和33年）塾員藤山愛一郎の寄付により建てられた。設計監理：三菱地所、施工：鹿島建設。鉄筋コンクリート造2階建、半地下室を有し、延床面積約1,686m2。
日吉新図書館の開館まで藤山記念図書館として使用していたが、現在は藤山記念館と改称した。ラウンジ、会議室、パソコン室、大会議室など多面的に利用されている。正面右脇に愛一郎の父で同じく塾員の藤山雷太の像がある。
西別館
1979年（昭和54年）竣工.。
日吉駅から徒歩約10分の場所にある。2008年（平成23年）まで大学院経営管理研究科が使用し、2011年（平成23年）にデジタルメディア・コンテンツ統合研究センター（DMC研究センター）が移転した。

#### 教育施設

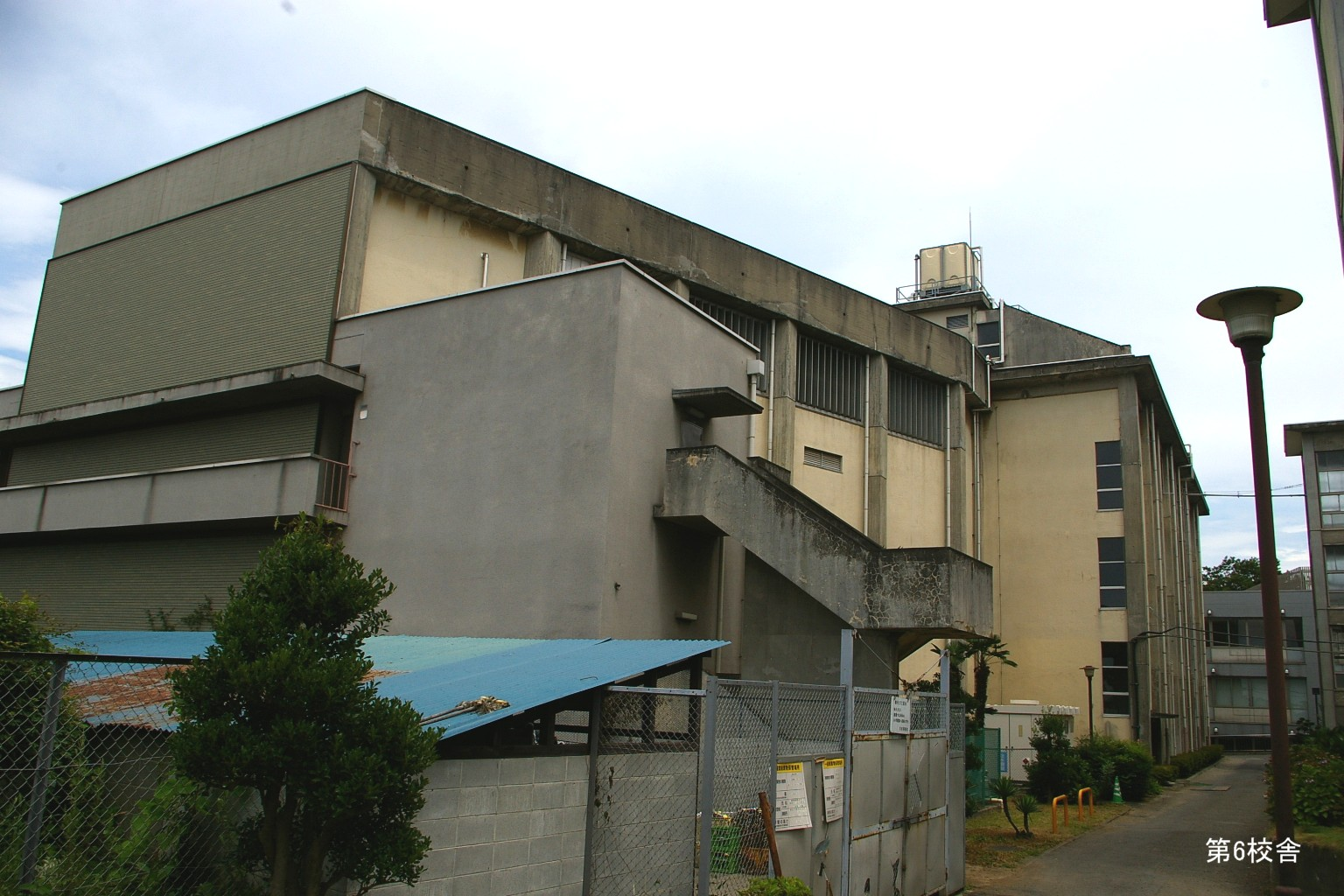
第6校舎
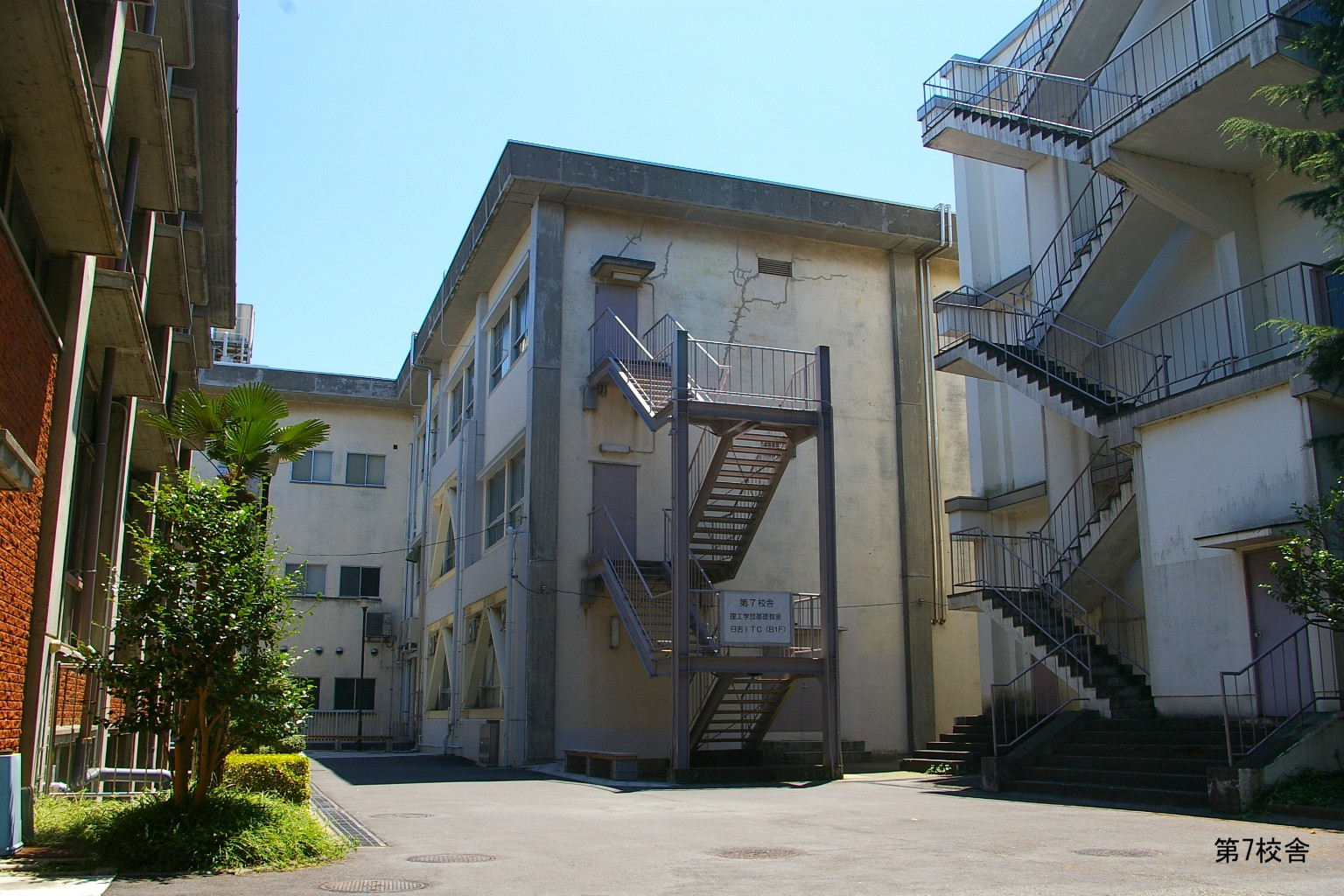
第7校舎
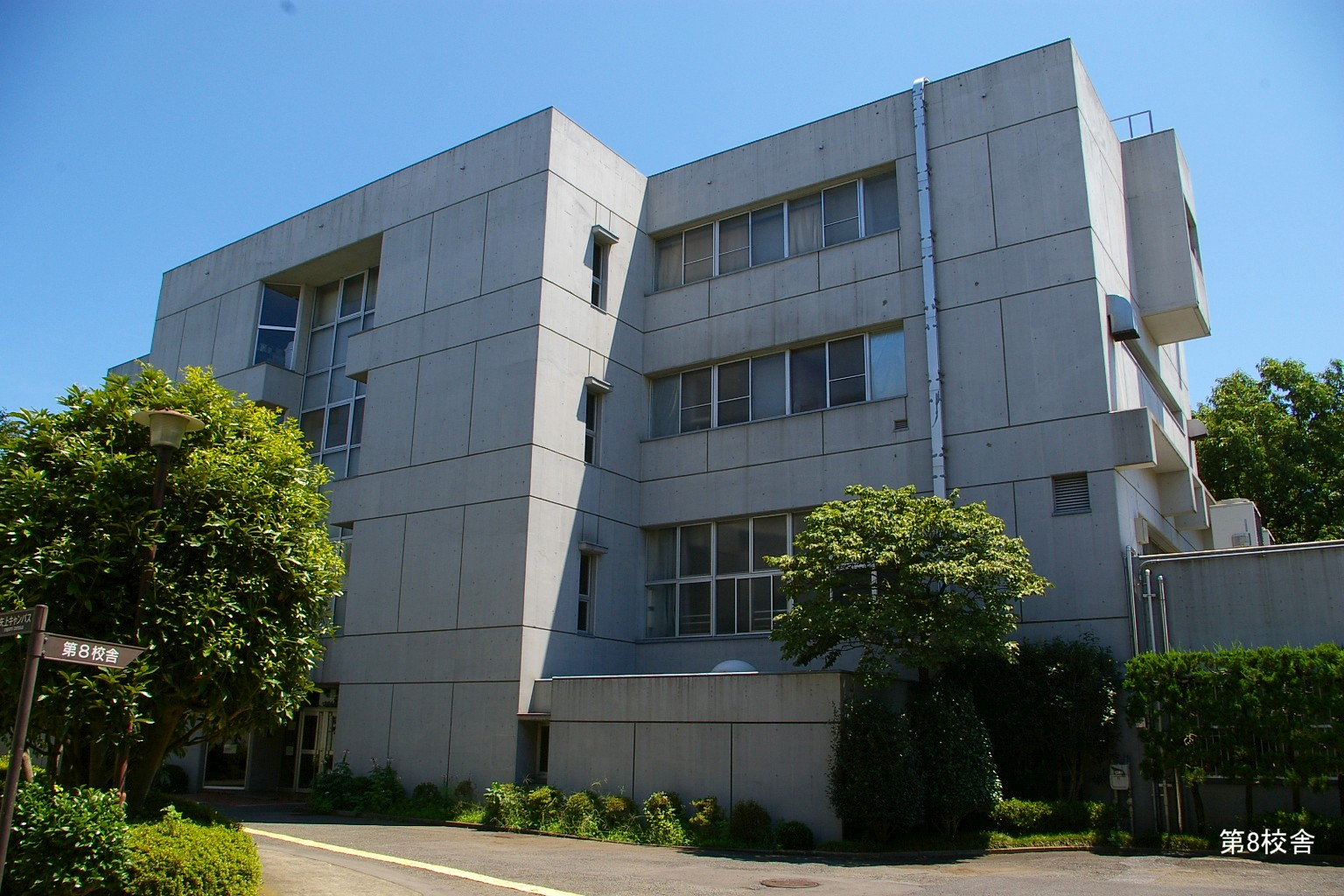
第8校舎
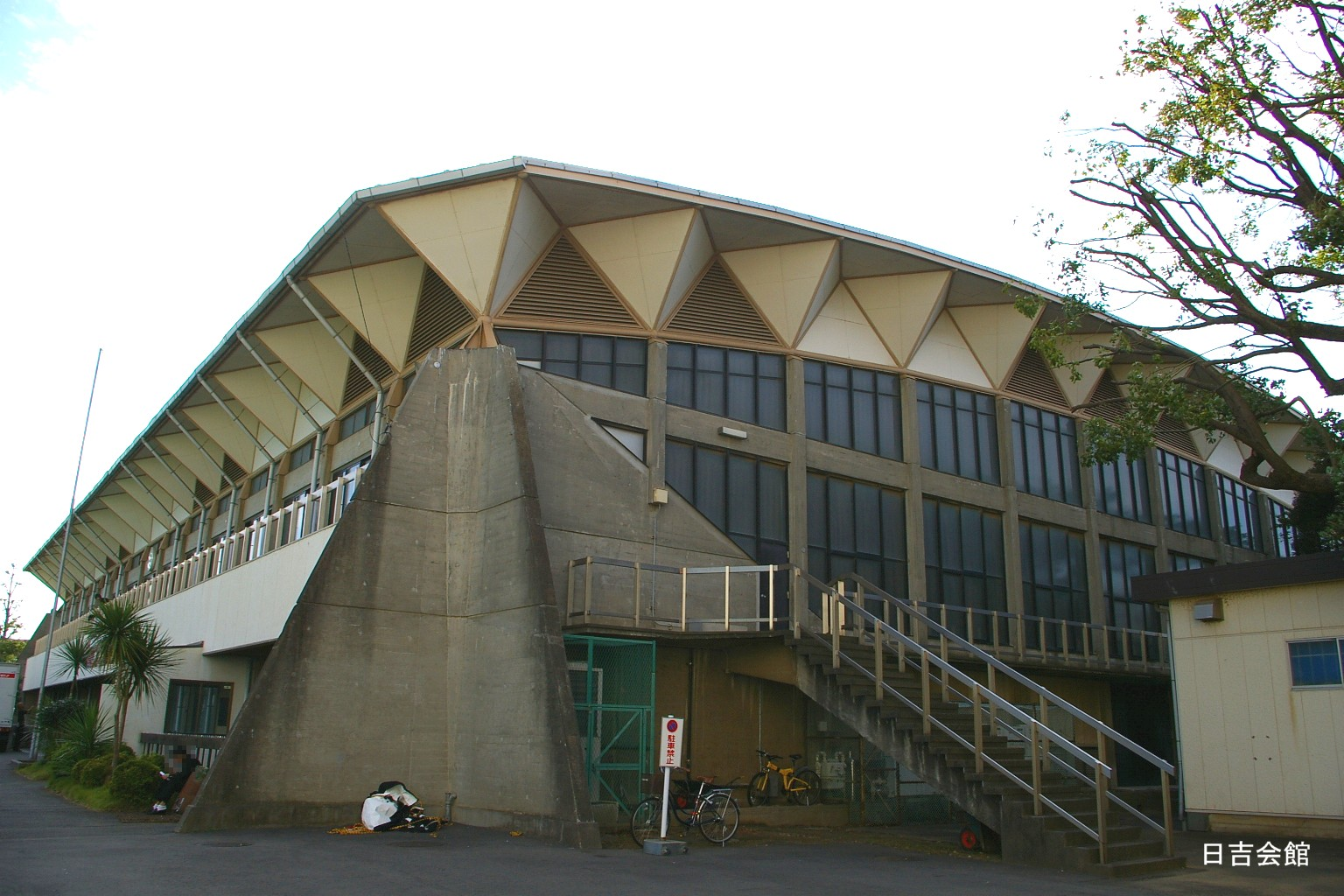
日吉会堂

第3校舎
1994年（平成6年）3月竣工。外国語教育研究センター、ラボ、301-336
第4校舎A棟
B棟とともに1957年（昭和32年）竣工。設計監理：三菱地所、主体工事：鹿島建設。鉄筋コンクリート地上4階建て塔屋付き。延床面積4,996m2。75人収容の普通教室28室を備えた（竣工時）。
J411-J447
第4校舎B棟
鉄筋コンクリート地上3階建て、両翼部2階建て、一部地階付き。延床面積7,486m2。200人教室4室、300人教室2室、400人教室4室を備えた（竣工時）。
学生総合センター、国際センター、学事センター、学生相談室、J11-39
旧第5校舎
1962年（昭和37年）に建てられた鉄筋コンクリート地上4階、地下１階建ての校舎。視聴覚教室、同研究室のほか普通教室12室を有し、2009年（平成21年）3月まで語学やゼミなどに利用された。老朽化のため2011年（平成23年）に解体され、跡地は庭園となった。

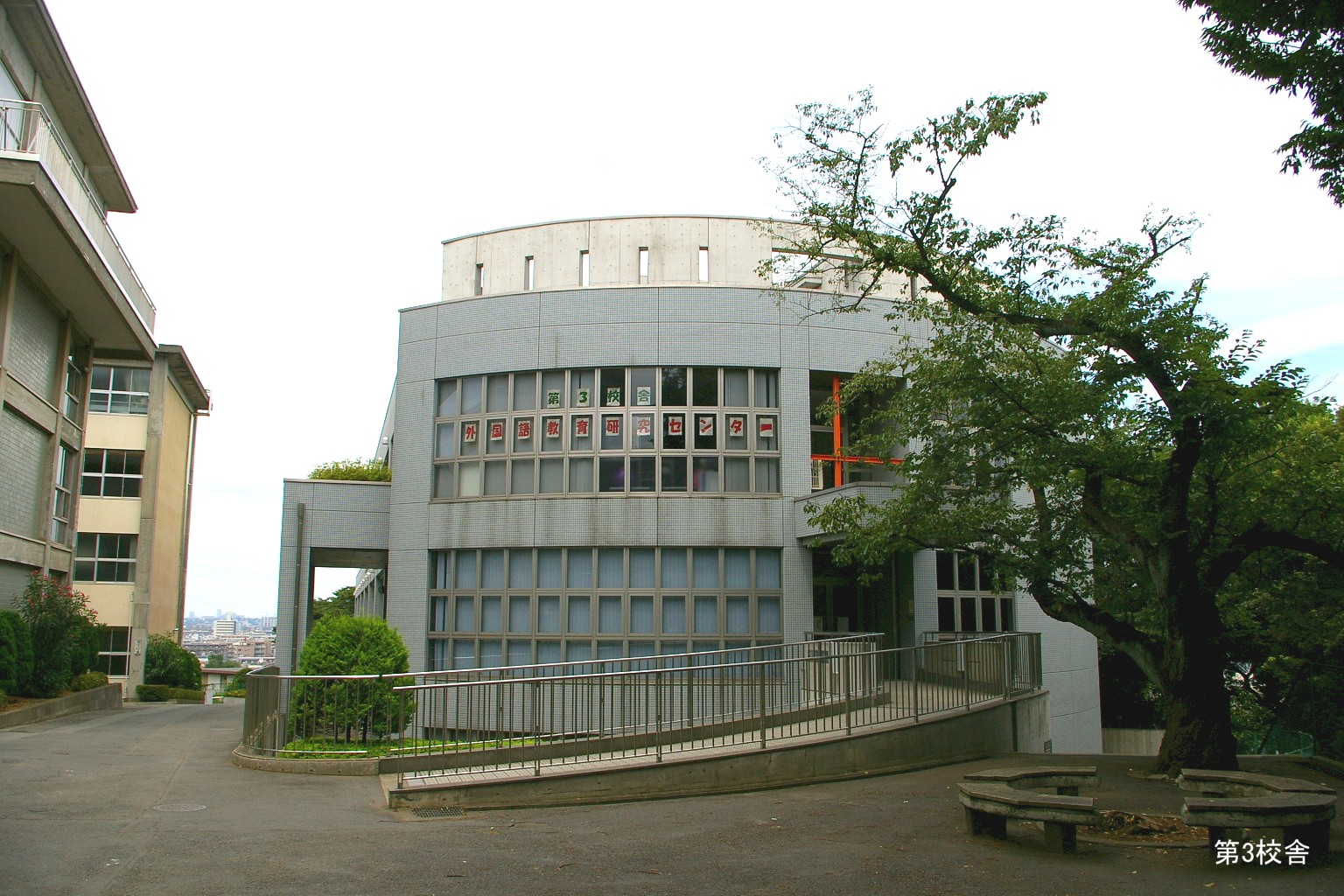
第3校舎
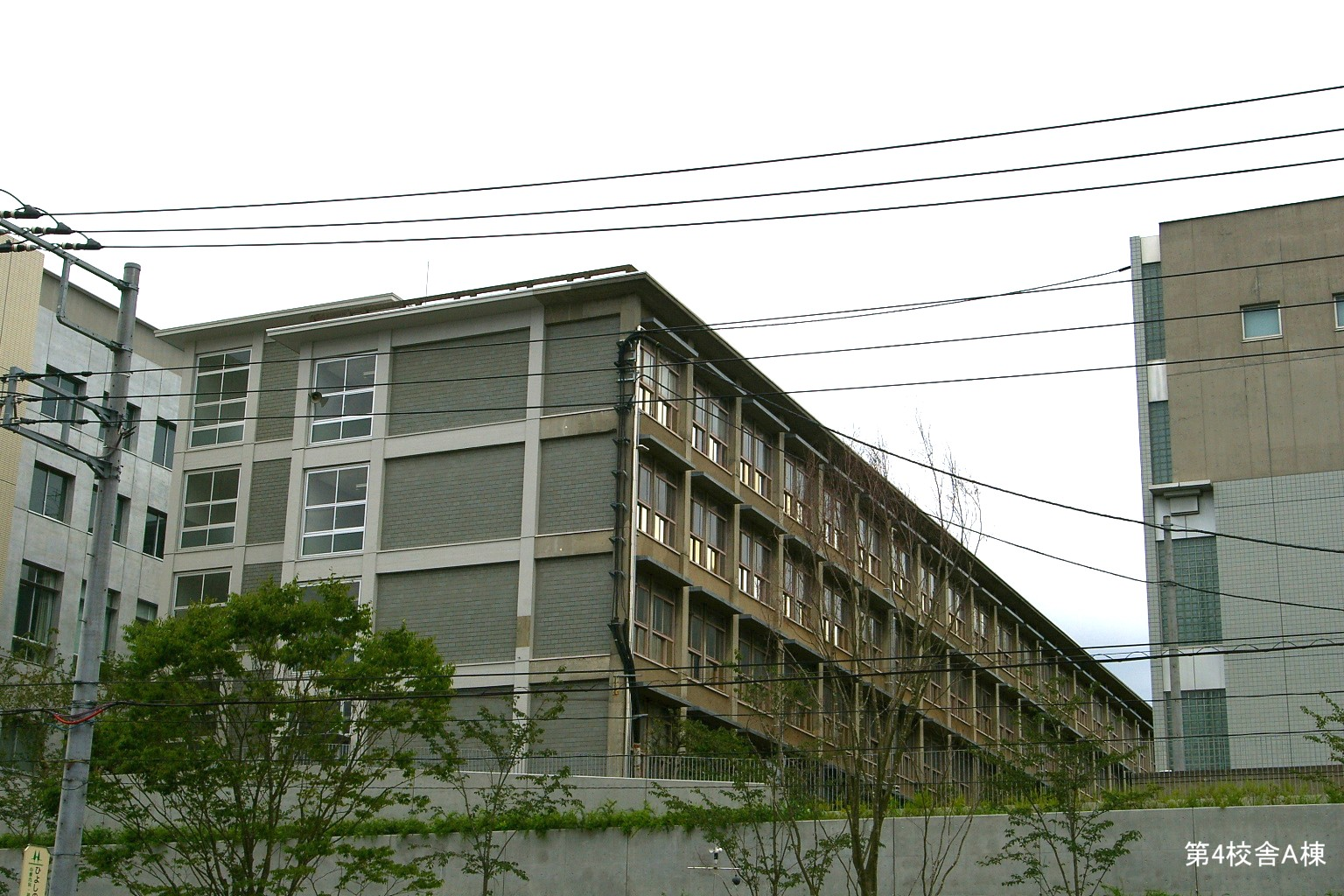
第4校舎A棟
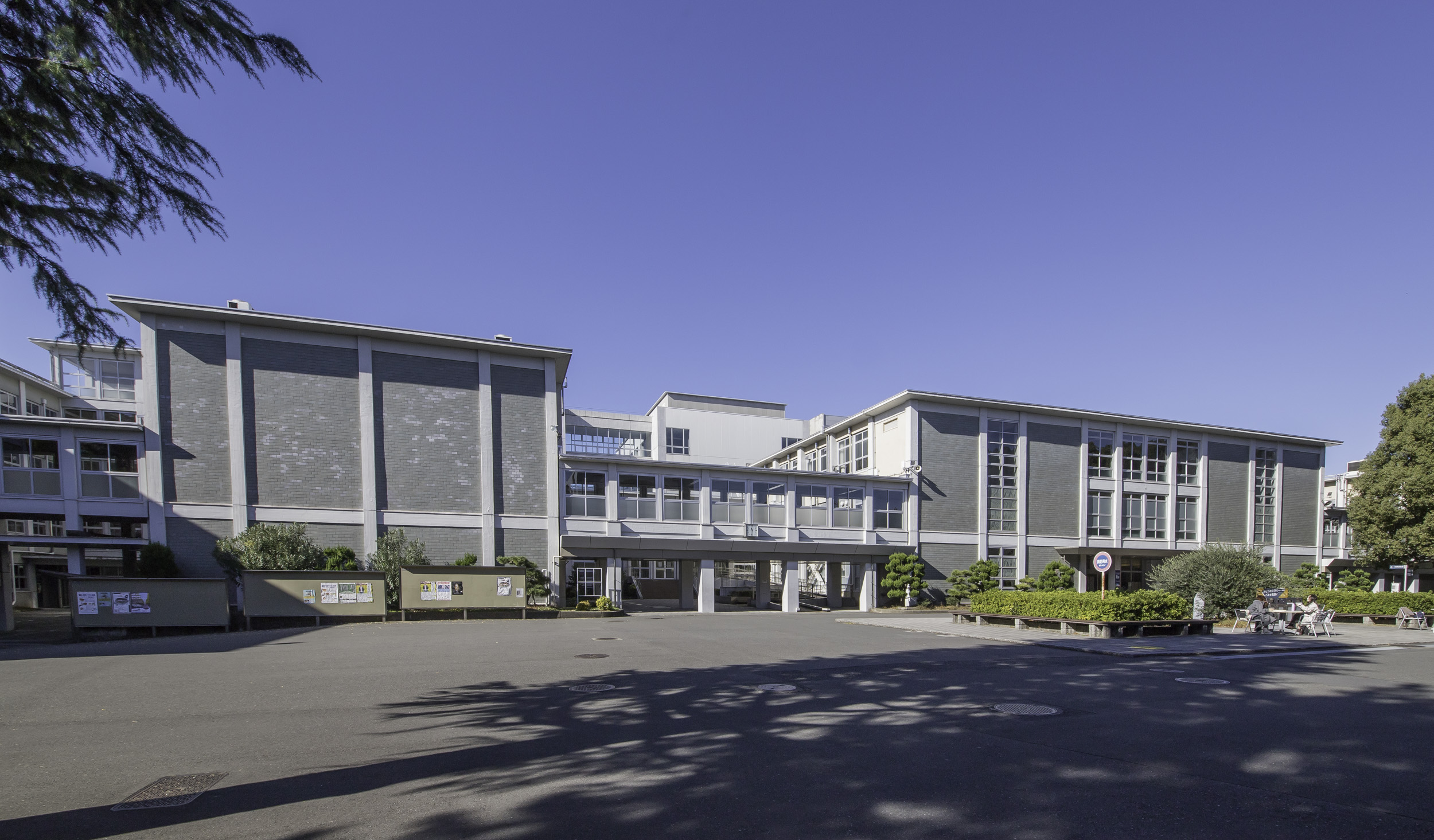
第4校舎B棟
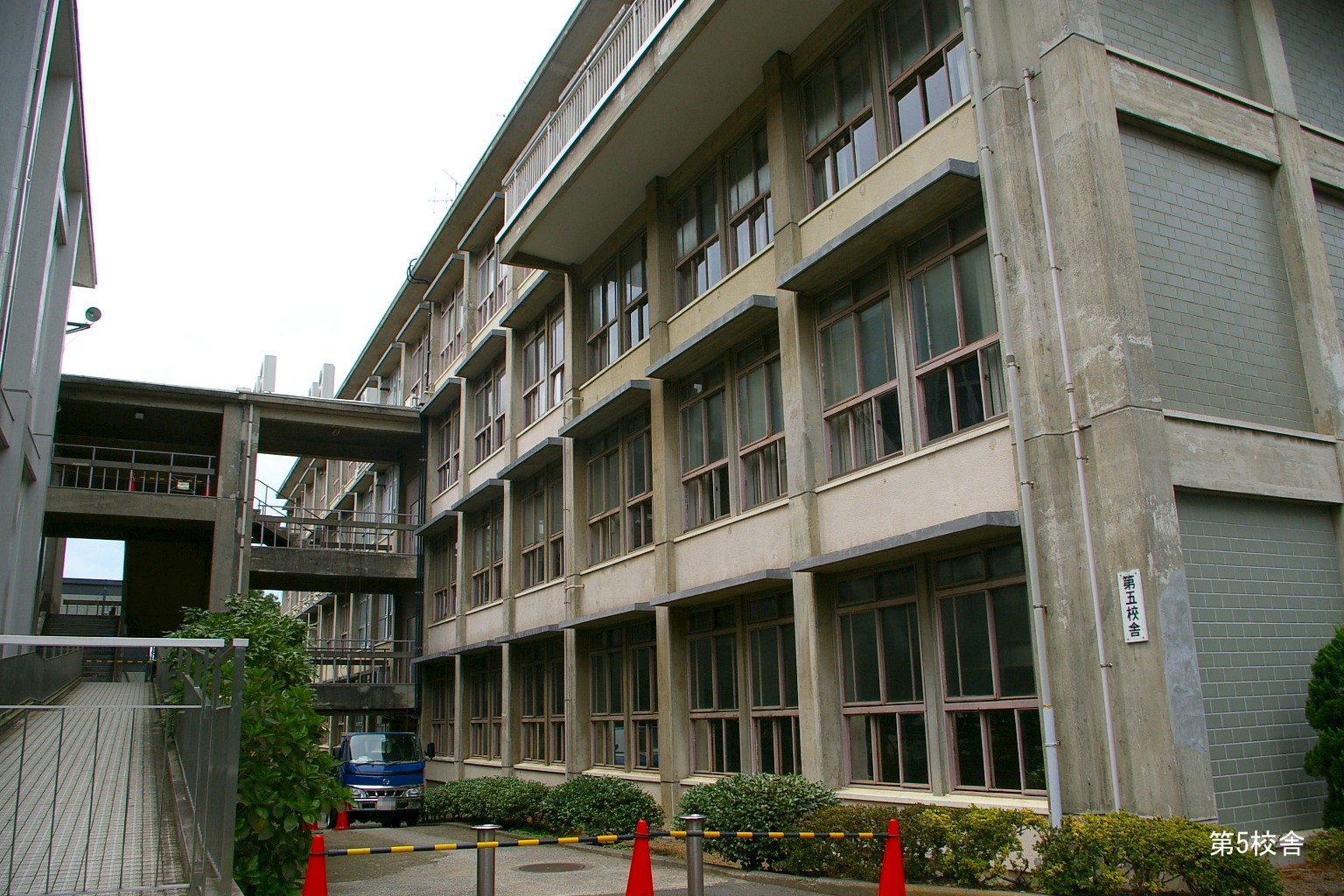
旧第5校舎

第6校舎
1970年（昭和45年）竣工。地上4階、地下１階建て。
グリーン食堂、J611-643、ゼミ1、ゼミ2
第7校舎
1969年（昭和44年）竣工。地上3階、地下１階建て。
701、703、704教室、理工学部基礎教室、日吉インフォメーションテクノロジーセンター、パソコン室
第8校舎
1977年（昭和52年）竣工。地上4階建て。
811、812、831教室、心理学研究室、美術研究室、音楽学研究室
学生団体部室、トレーニングルーム
日吉会堂
慶應義塾高校の体育館兼講堂。1963年（昭和38年）5月竣工。鉄筋コンクリート地上一部中2階、地下1階、延床面積約3,689m2。館内はバスケットコート3面分の広さがあり、2階には300名収容の観覧席がある。
- 第6校舎
- 第7校舎
- 第8校舎
- 日吉会堂

#### 宿泊、居住施設
日吉寄宿舎
設計：谷口吉郎
竣工：1937年（昭和12年）
下田学生寮 (Shimoda Student Village)
2006年（平成18年）開設。地上4階建て、延べ面積約1万m2。
1階：体育会共用スペース（部室・食堂・トレーニング施設・浴室等）2-4階：宿舎（体育会棟・留学生棟）
体育会野球部合宿所
2008年（平成20年）4月4日完成。
KBSハウス
KEIO NESTLE HOUSE
外国人訪問研究者等のための宿舎。

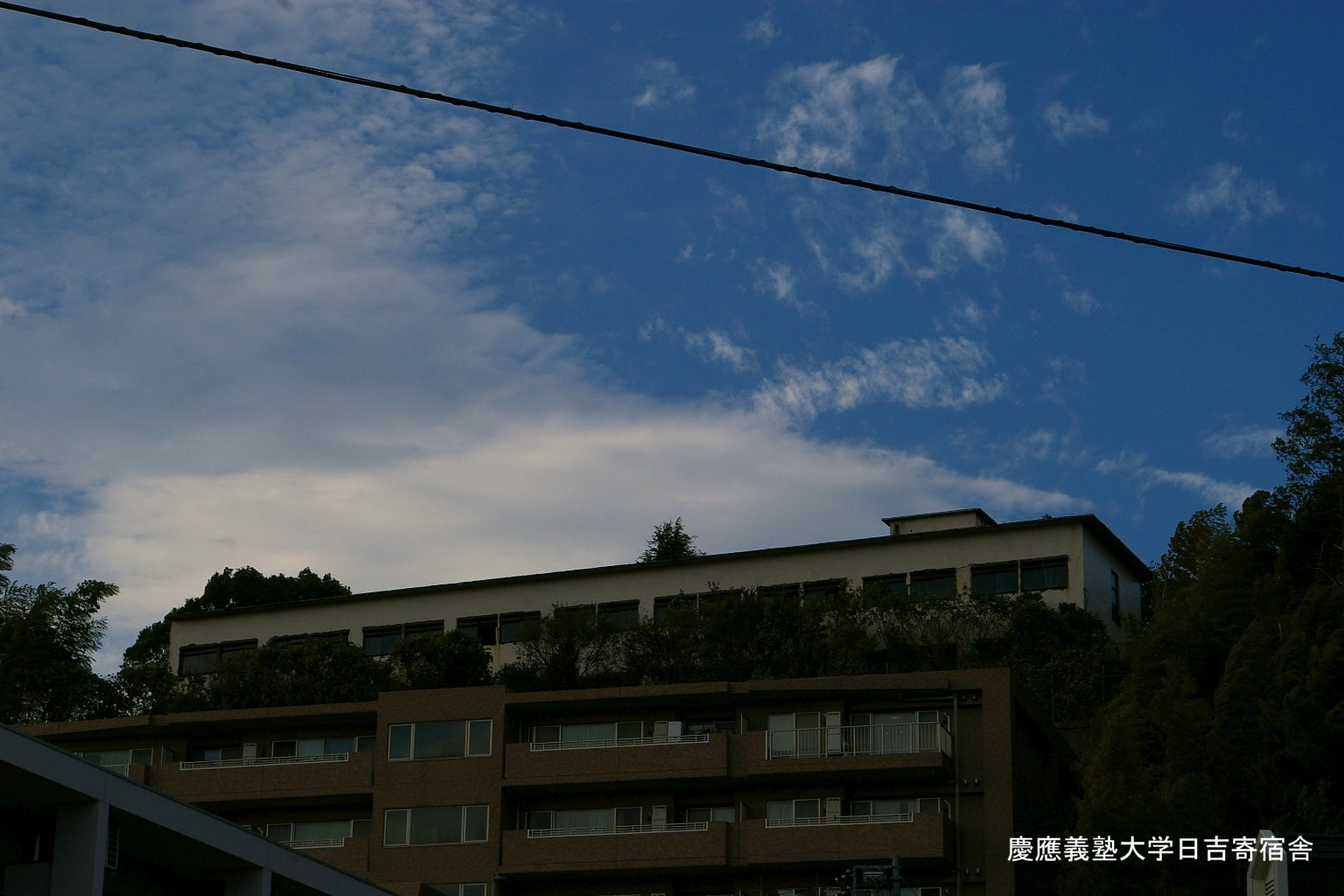
日吉寮
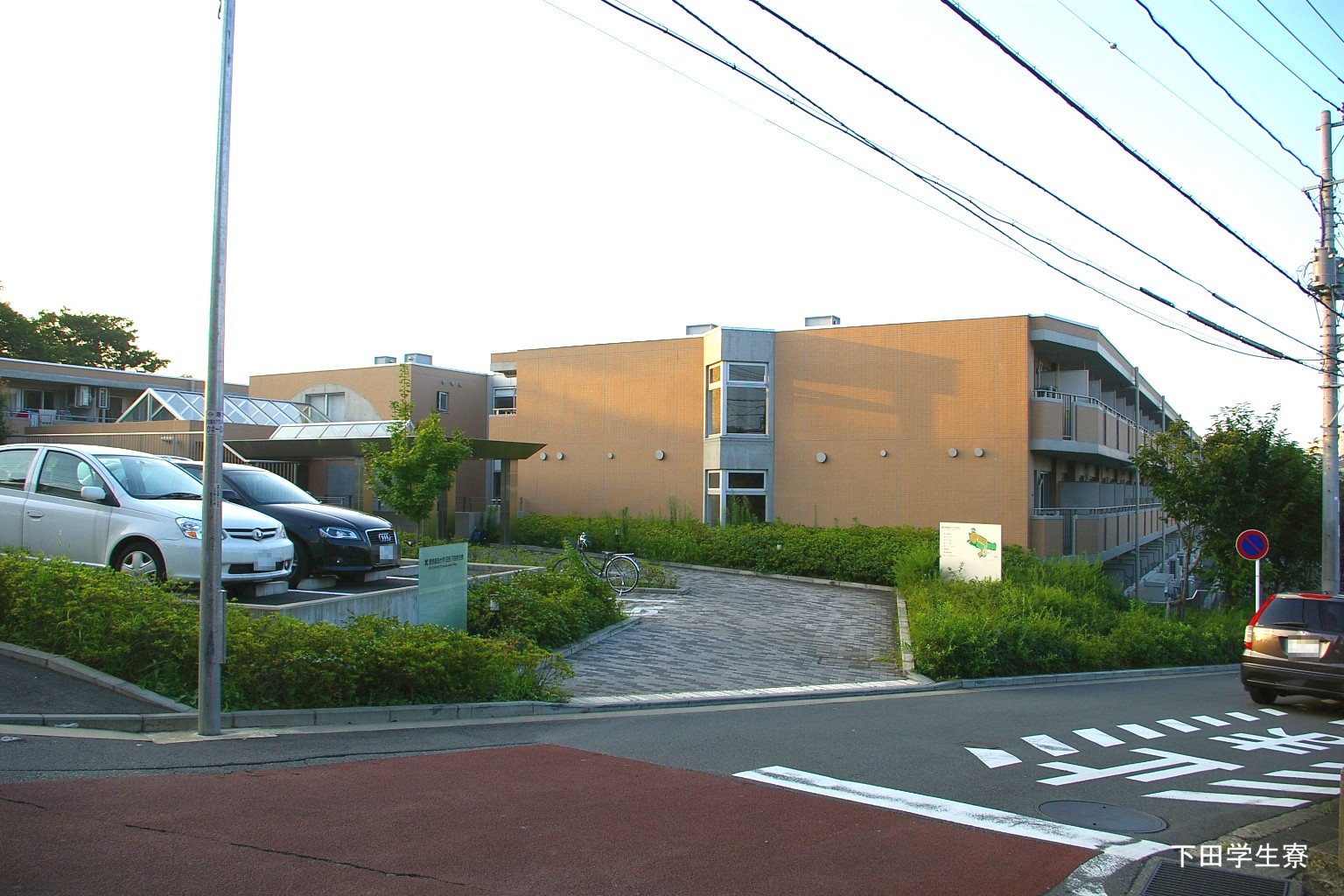
下田学生寮
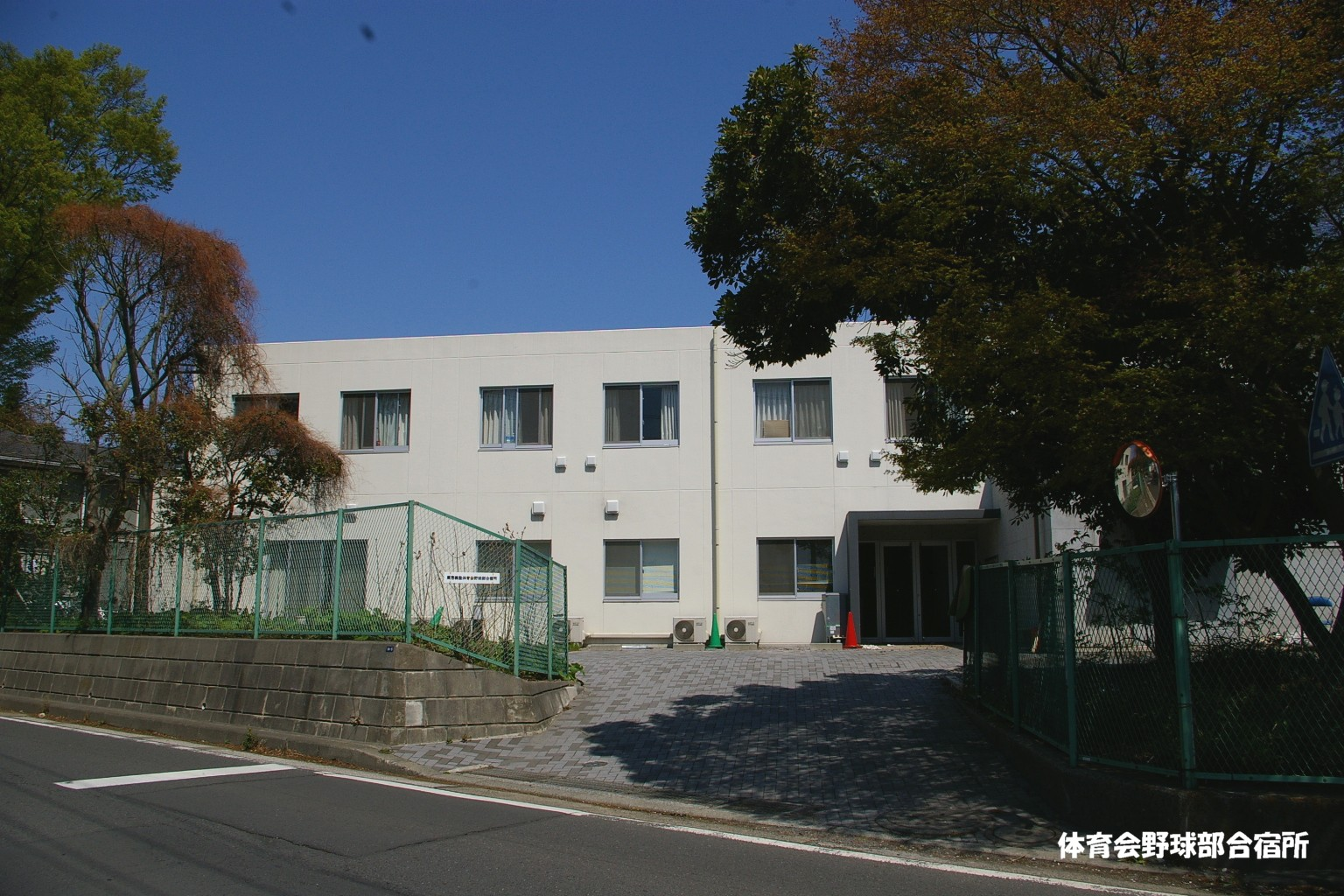
体育会野球部合宿所
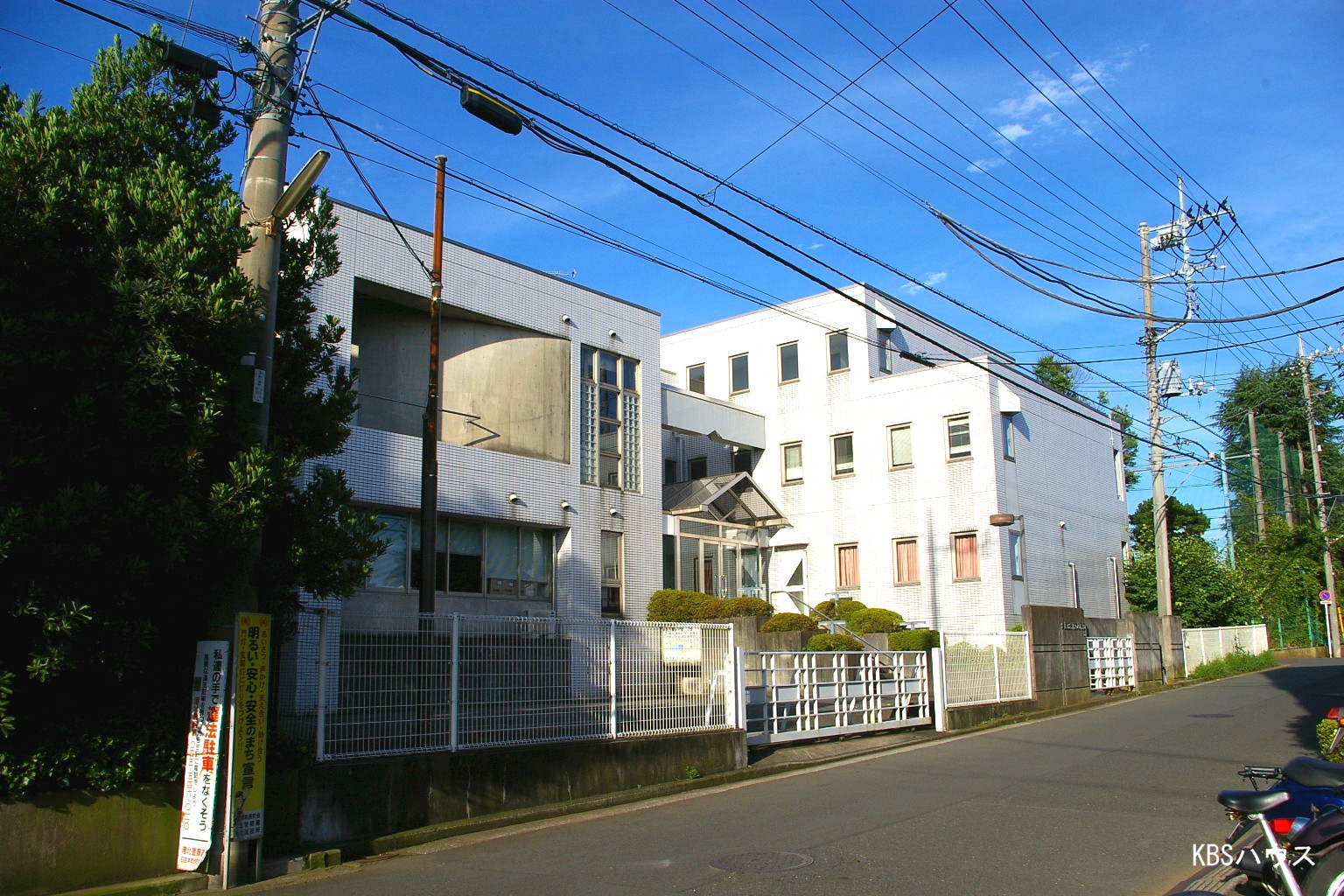
KBSハウス
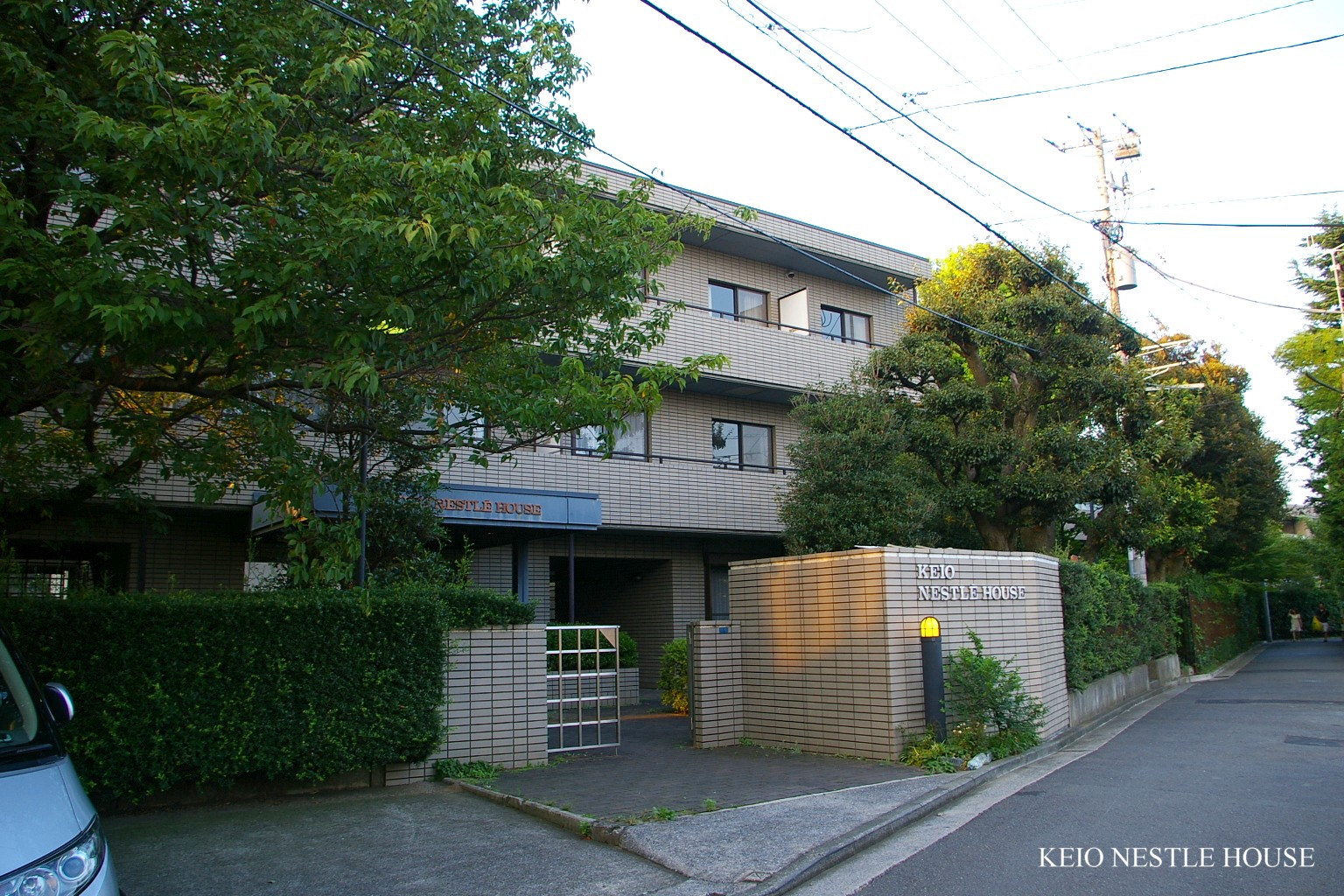
KEIO NESTLE HOUSE

#### 厚生施設
保健管理センター
1971年（昭和46年）竣工。地上2階建て。
塾生会館（課外活動棟）
1989年（平成元年）開設。
ホール、部室、練習場、印刷室、暗室、トレーニングルームなど。
食堂棟
1974年（昭和49年）竣工。地上3階建て。
1階：遊遊キッチン（生協食堂）、銀杏庵（和麺）、テイクアウトBOX（屋外）、日吉DELI（屋外）
2階：グリーンズマルシェ
3階：公認学生団体のための集会室
購買施設棟（生協購買部）

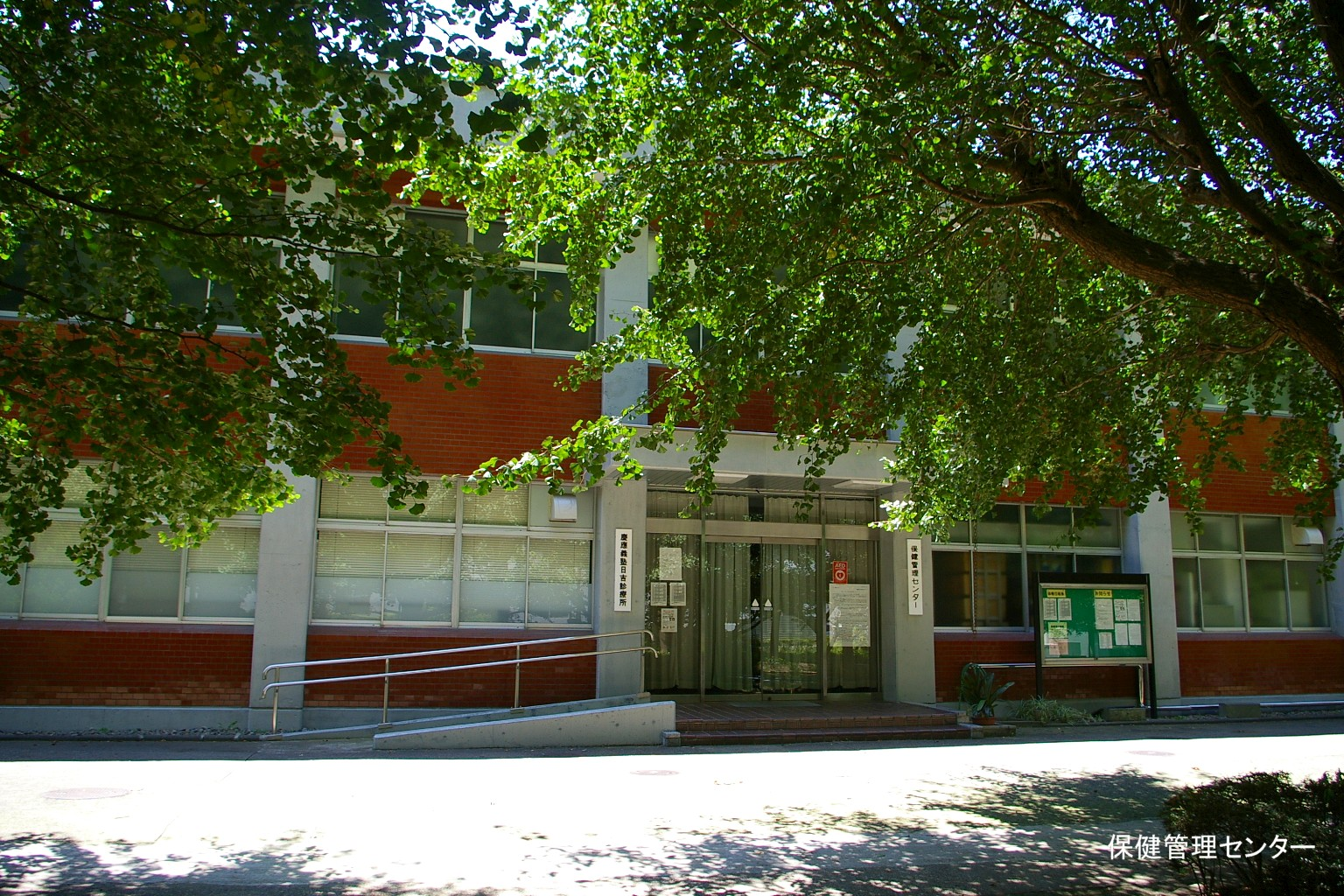
保健管理センター
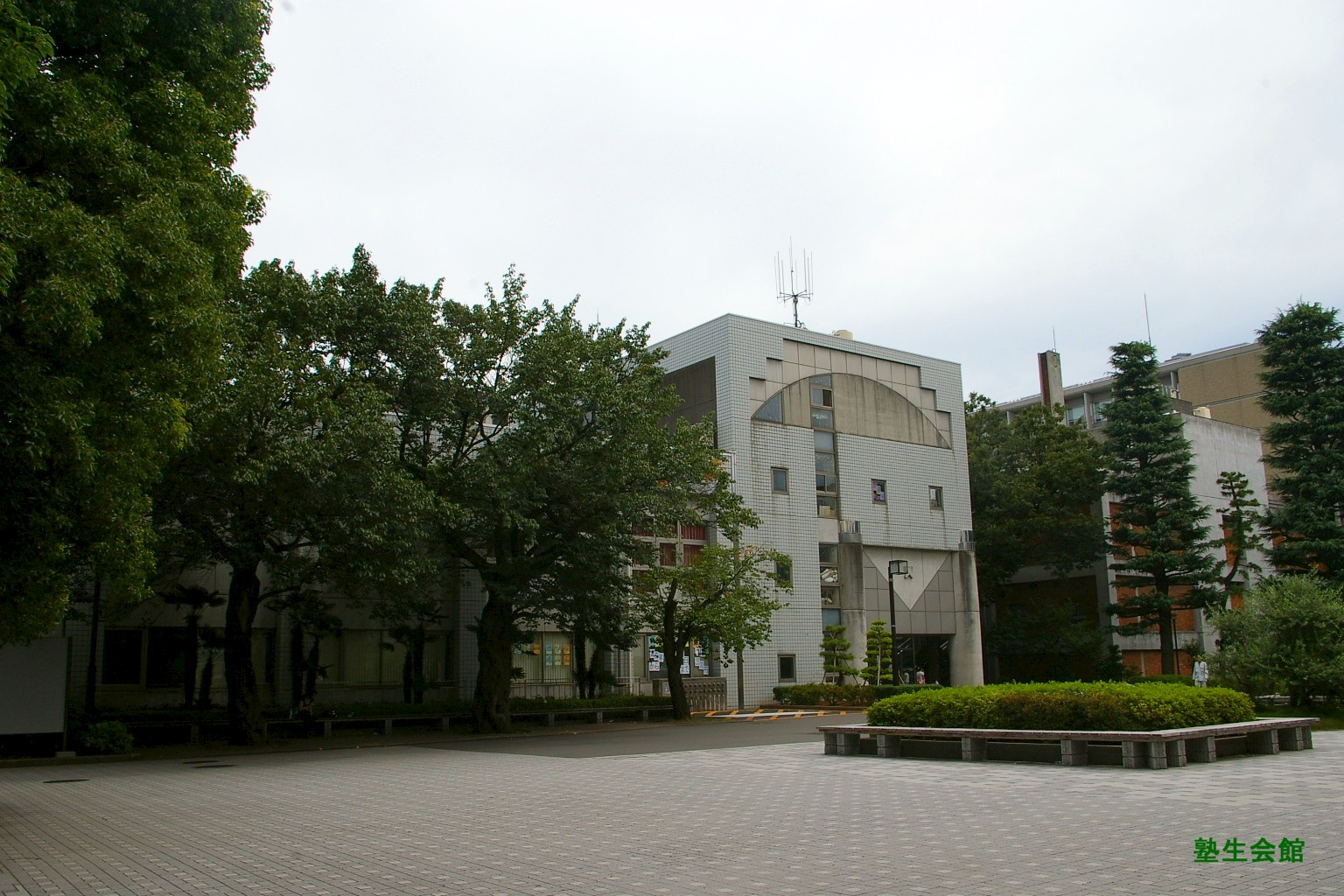
塾生会館（課外活動棟）
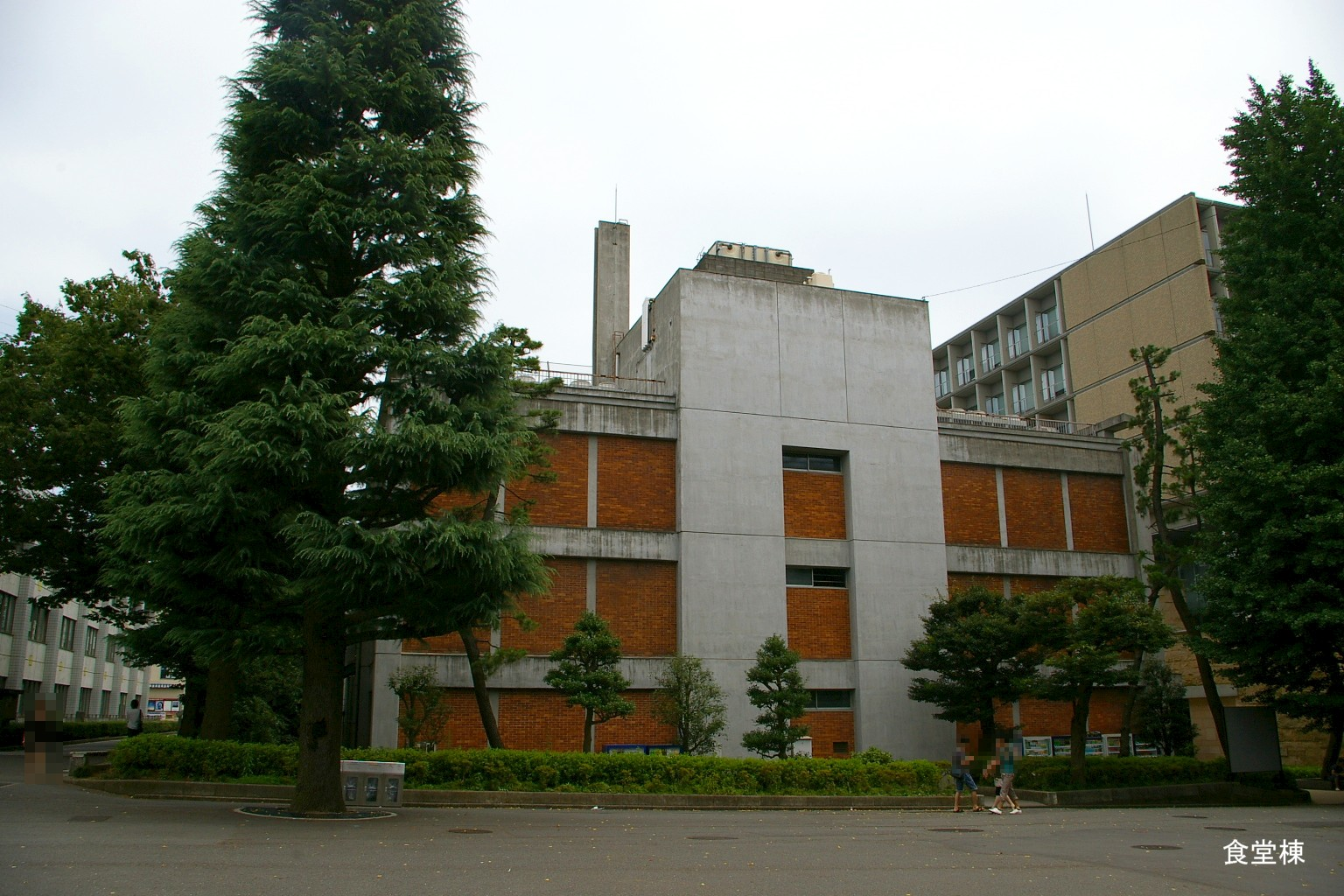
食堂棟
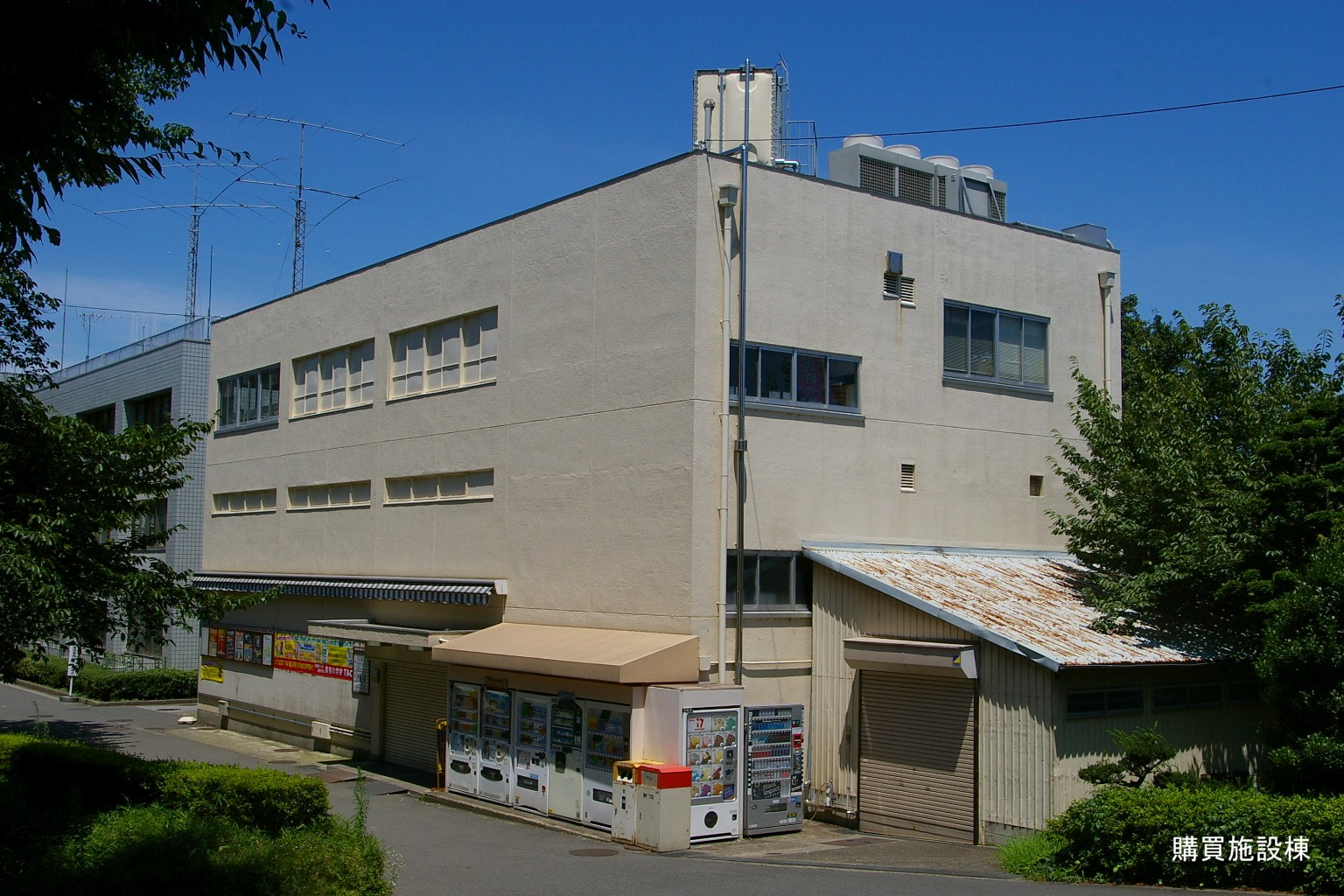
購買施設棟

#### 屋内運動施設／スポーツ関連施設
日吉体育館
1959年（昭和34年）4月竣工。地上2階建、一部中3階付。延床面積：2,917.6m2。日吉記念館の北隣に記念館別館として建てられた。
柔道場・剣道場
スポーツ棟
1975年（昭和50年）竣工。地上3階、地下１階建て。
体育研究所、卓球場
柔道場（慶應義塾高校）
1976年（昭和51年）竣工。
スポーツ医学研究センター
1989年（平成元年）4月1日開設。

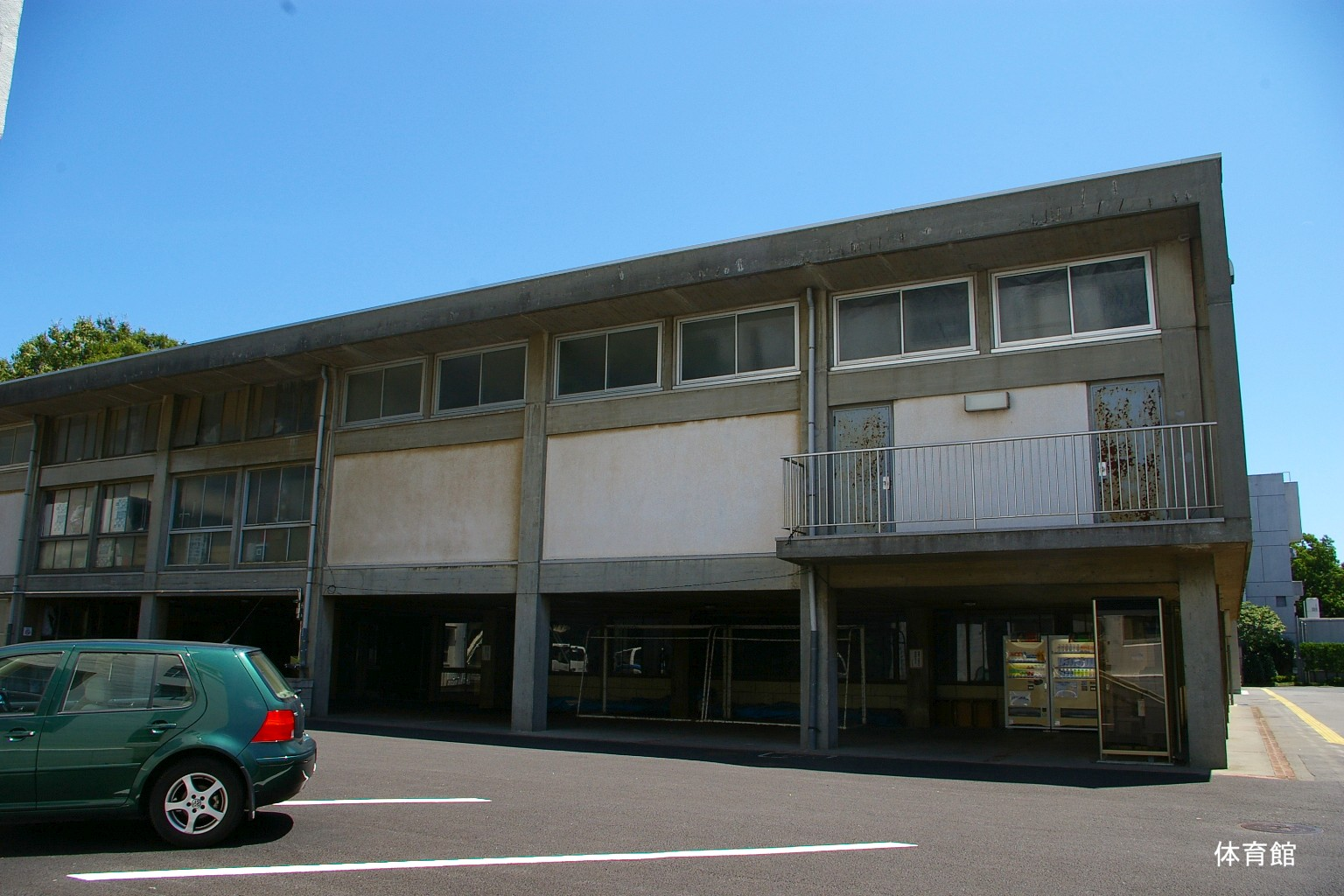
体育館
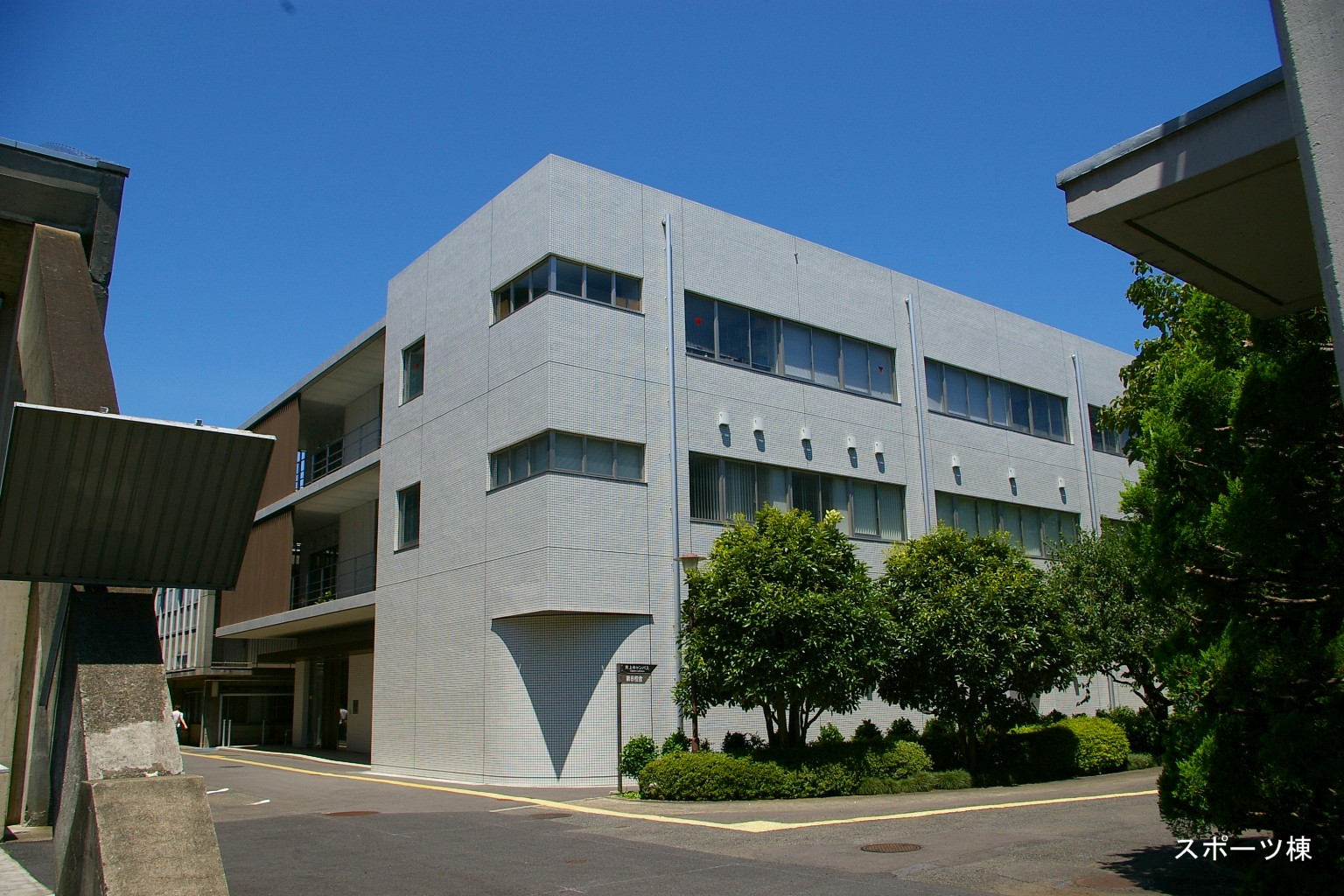
スポーツ棟
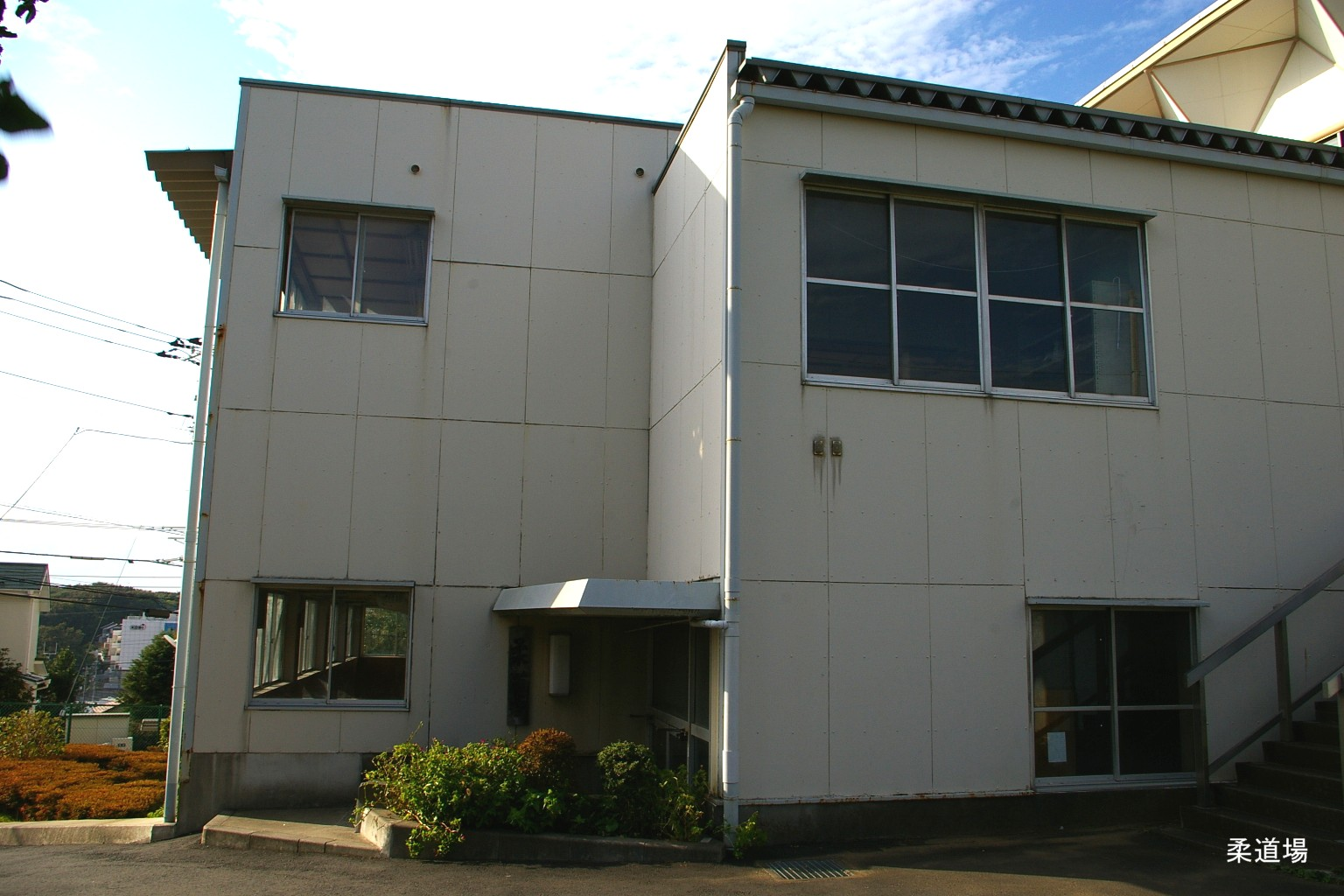
柔道場 （慶應義塾高校）
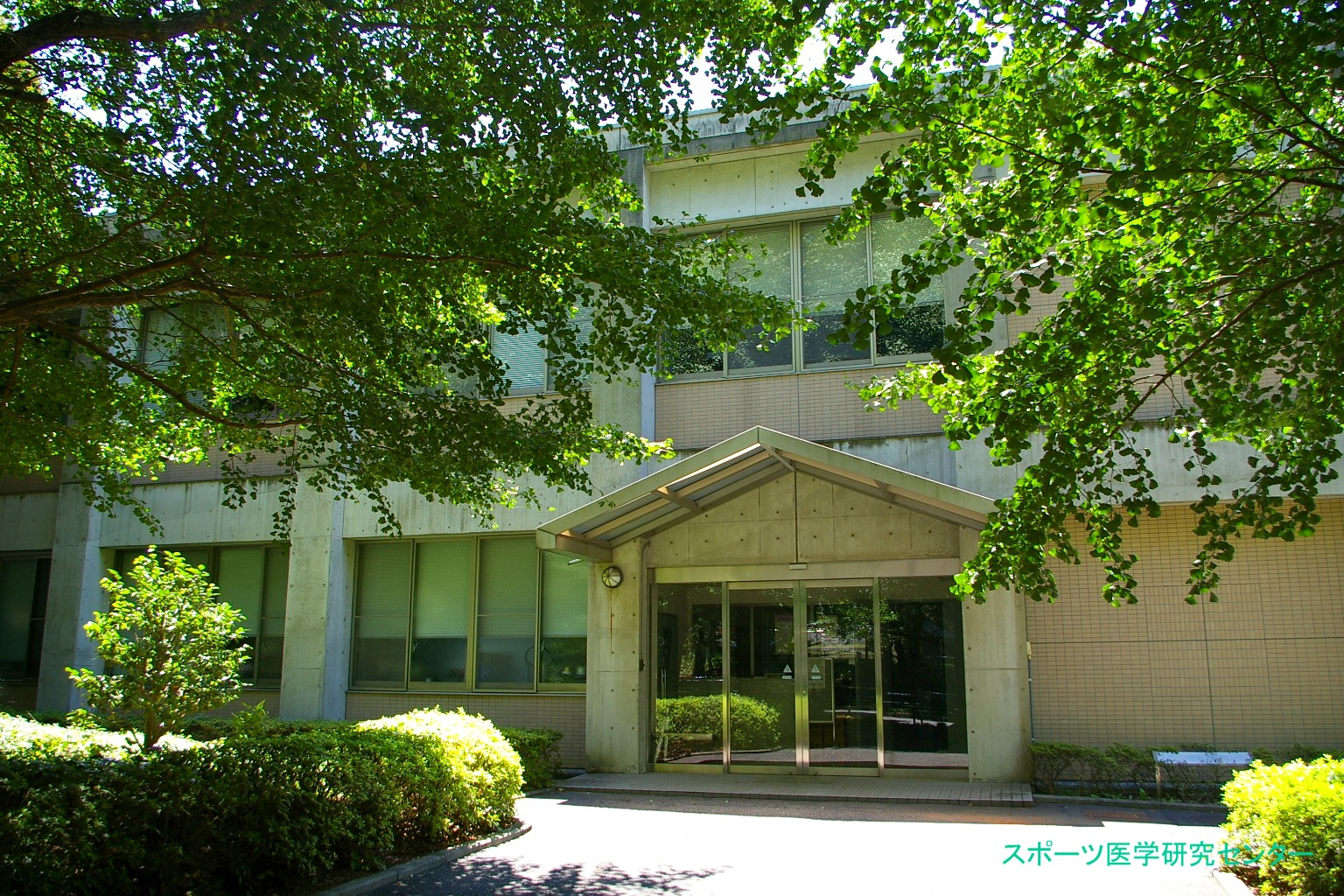
スポーツ医学研究センター

#### 野外運動施設
陸上競技場
1934年開設。第一校舎西側の窪地にあり、3,000人収容のスタンドを設けていた。2008年に大規模改修が行われた。
蝮谷テニスコート
1934年開設。日吉記念館裏手の低地にあり、コート脇に「練習ハ不可能ヲ可能ニス」の石碑が設置されている。
体育会馬術部日吉馬場
1941年開設。日吉キャンパス北端にある。
野球場
1940年開設。
ラグビー場
1940年開設。グラウンドの一角に「日本ラグビー蹴球発祥記念碑」が設置されている。
ソッカー場
1941年開設。
ホッケー場
1941年開設。

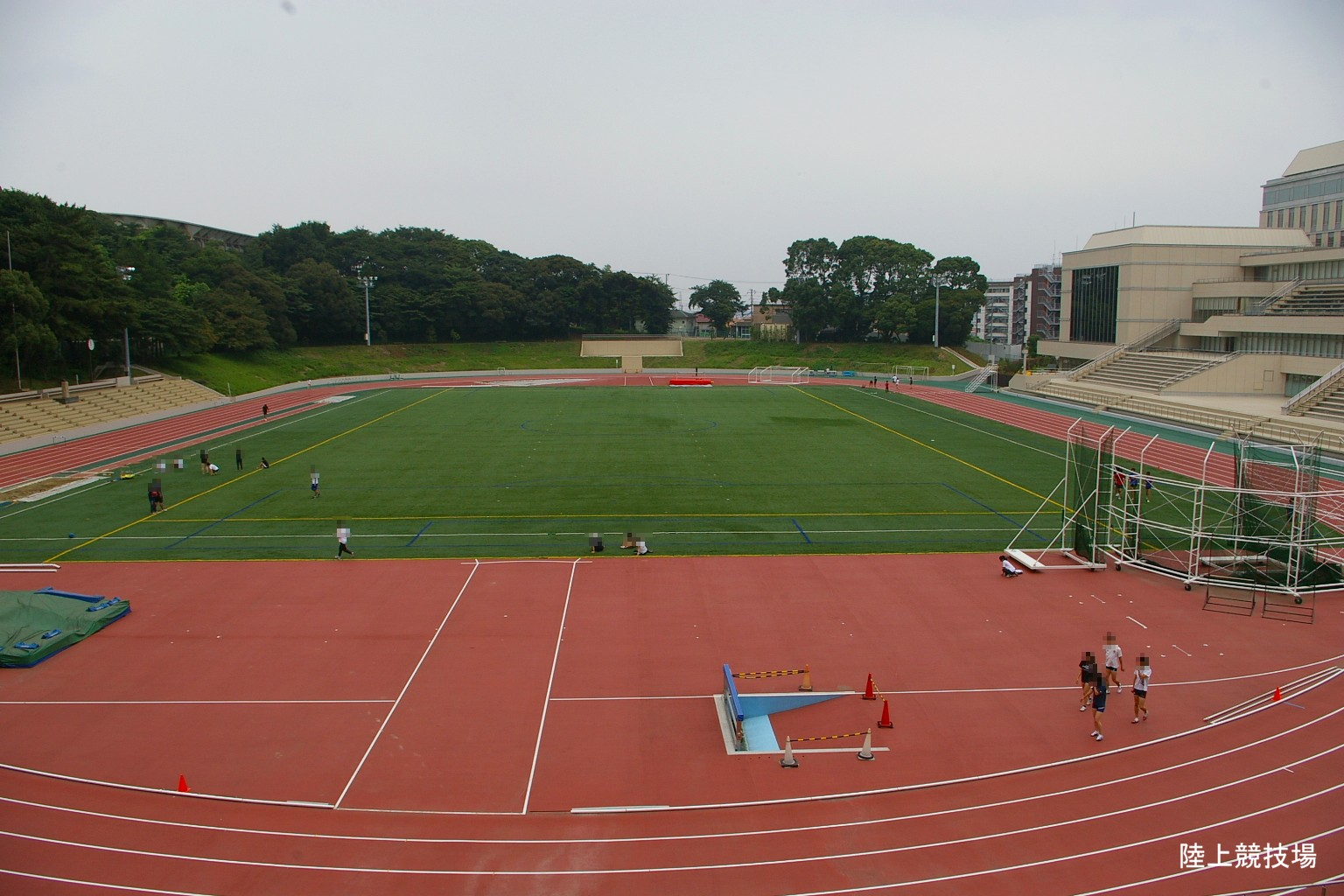
陸上競技場
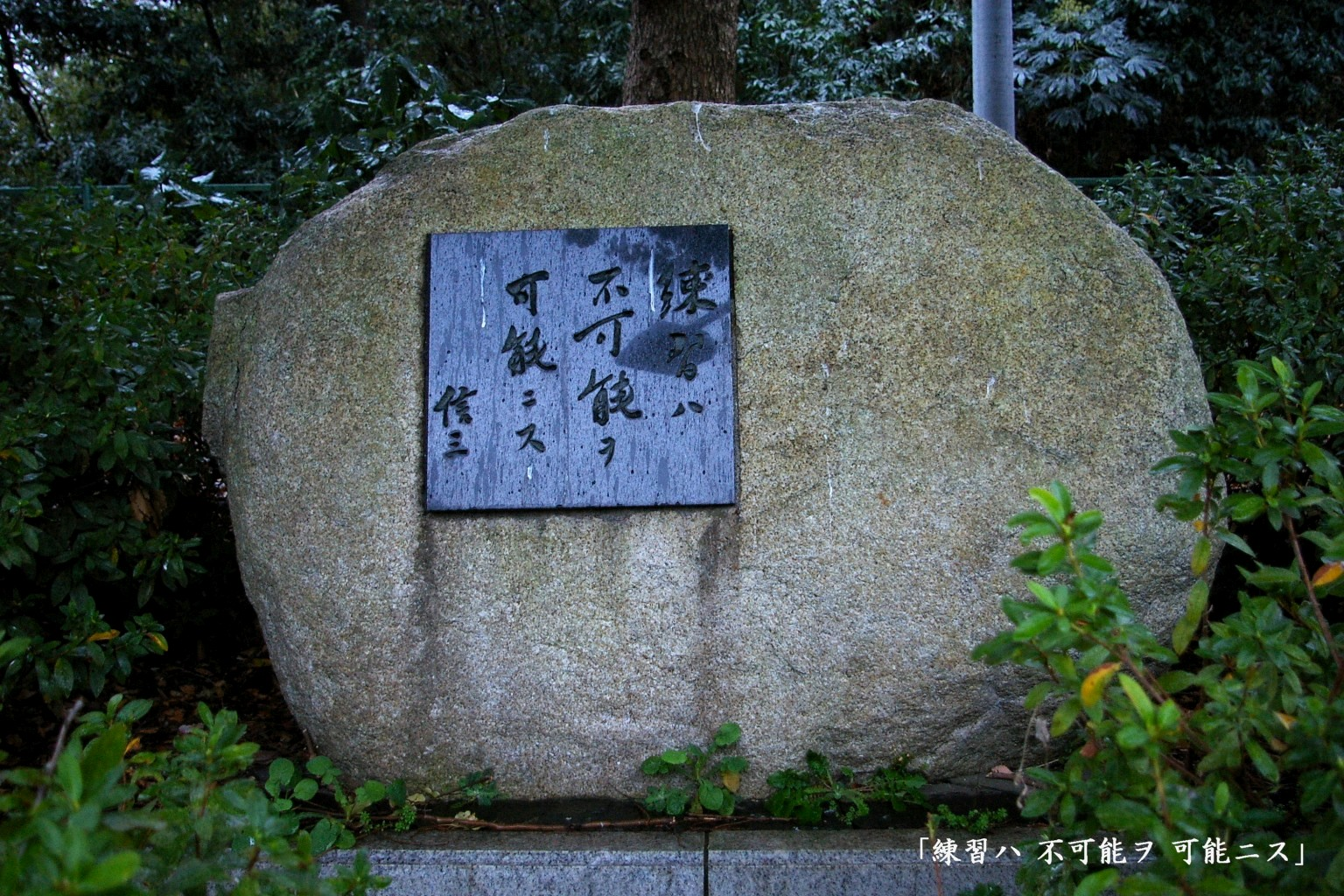
「練習ハ不可能ヲ可能ニス」
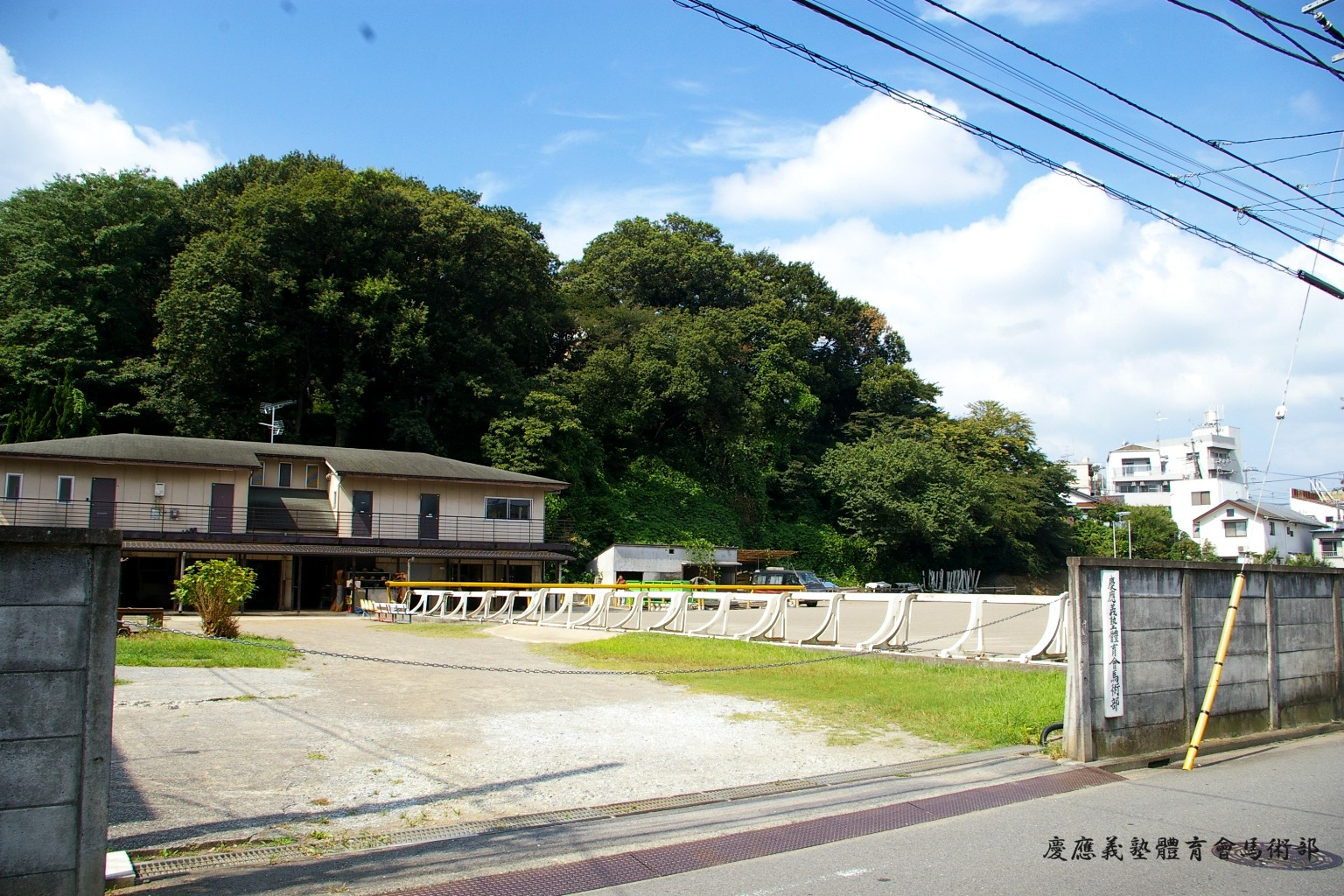
馬術場
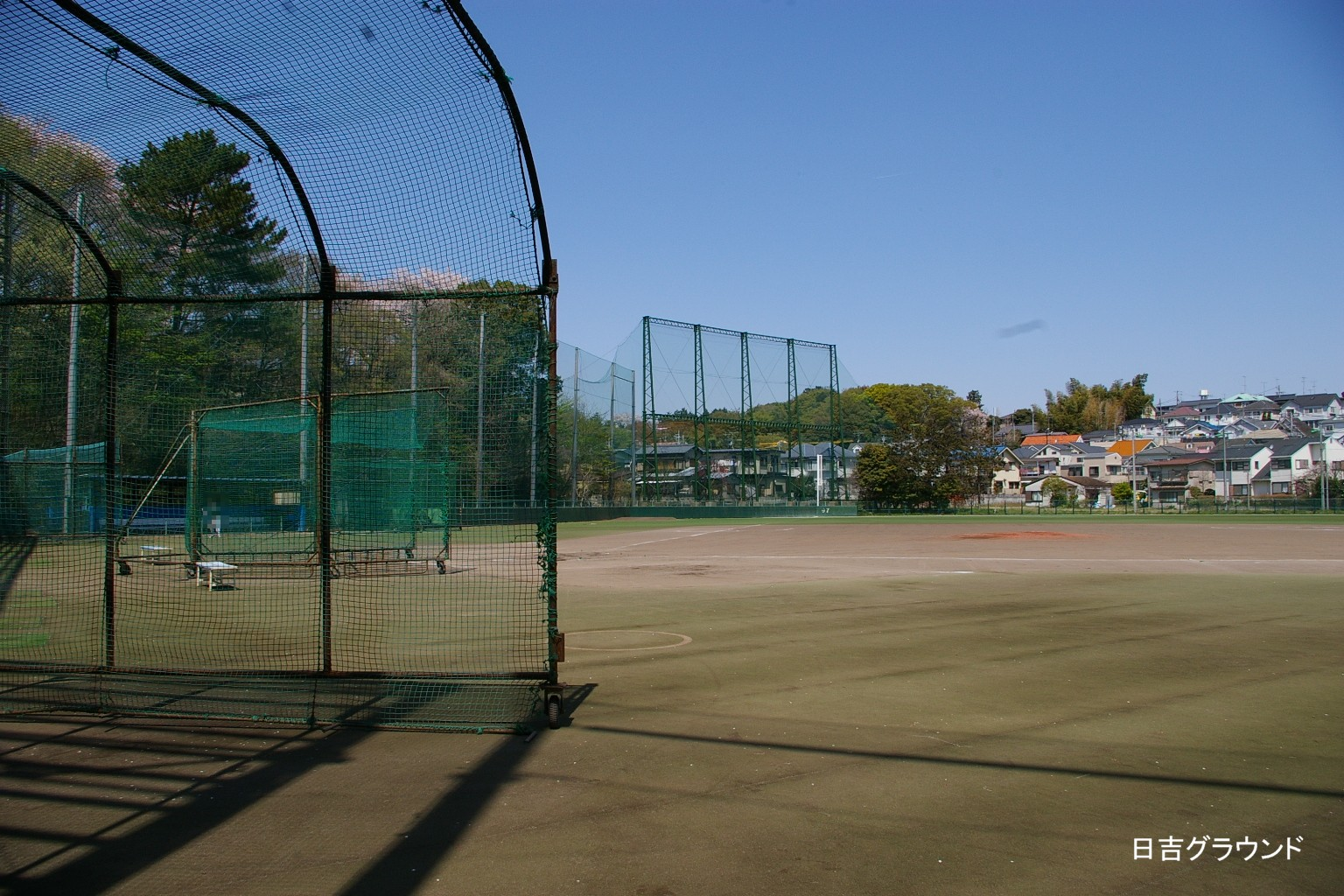
野球場
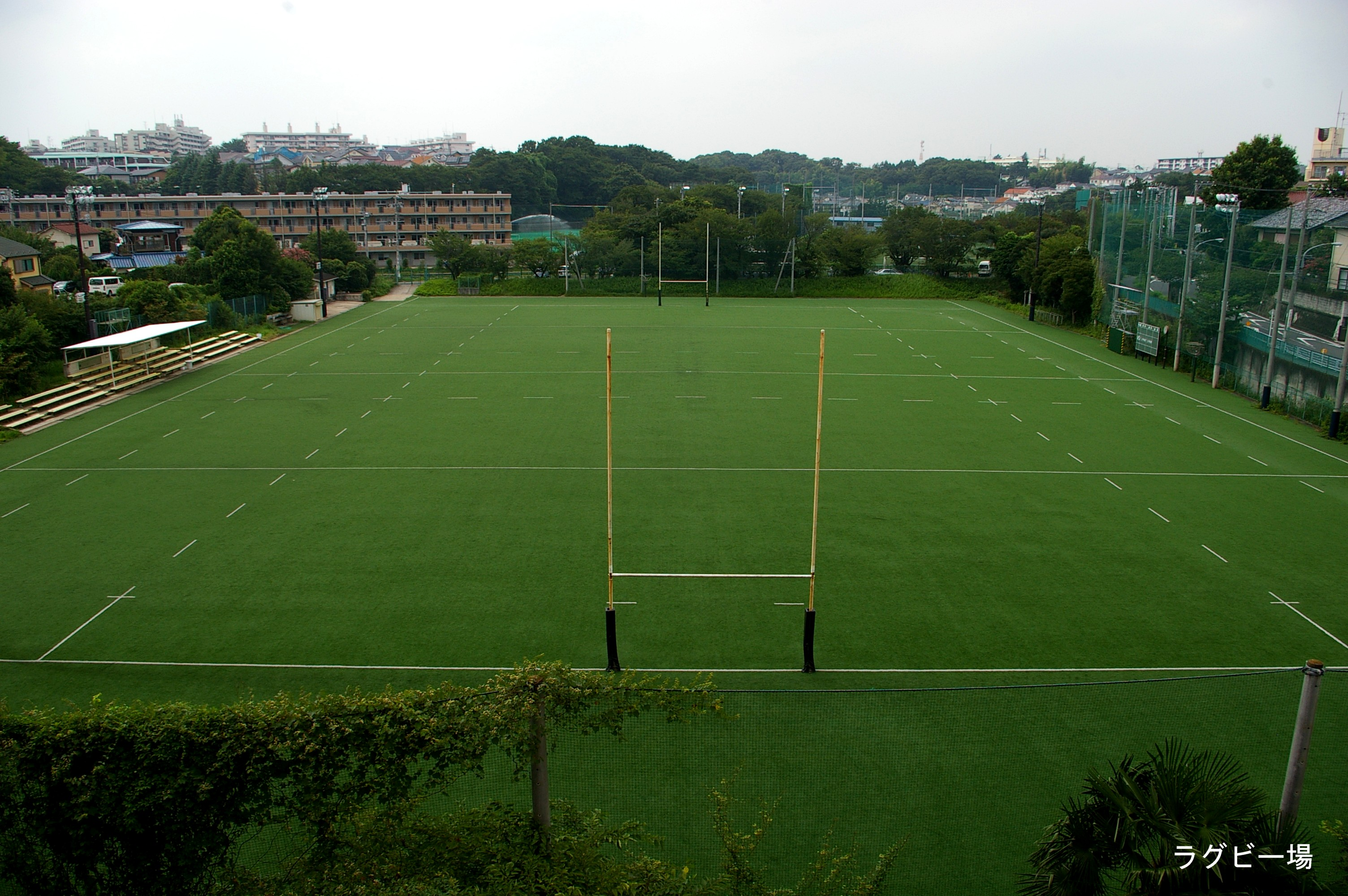
ラグビー場
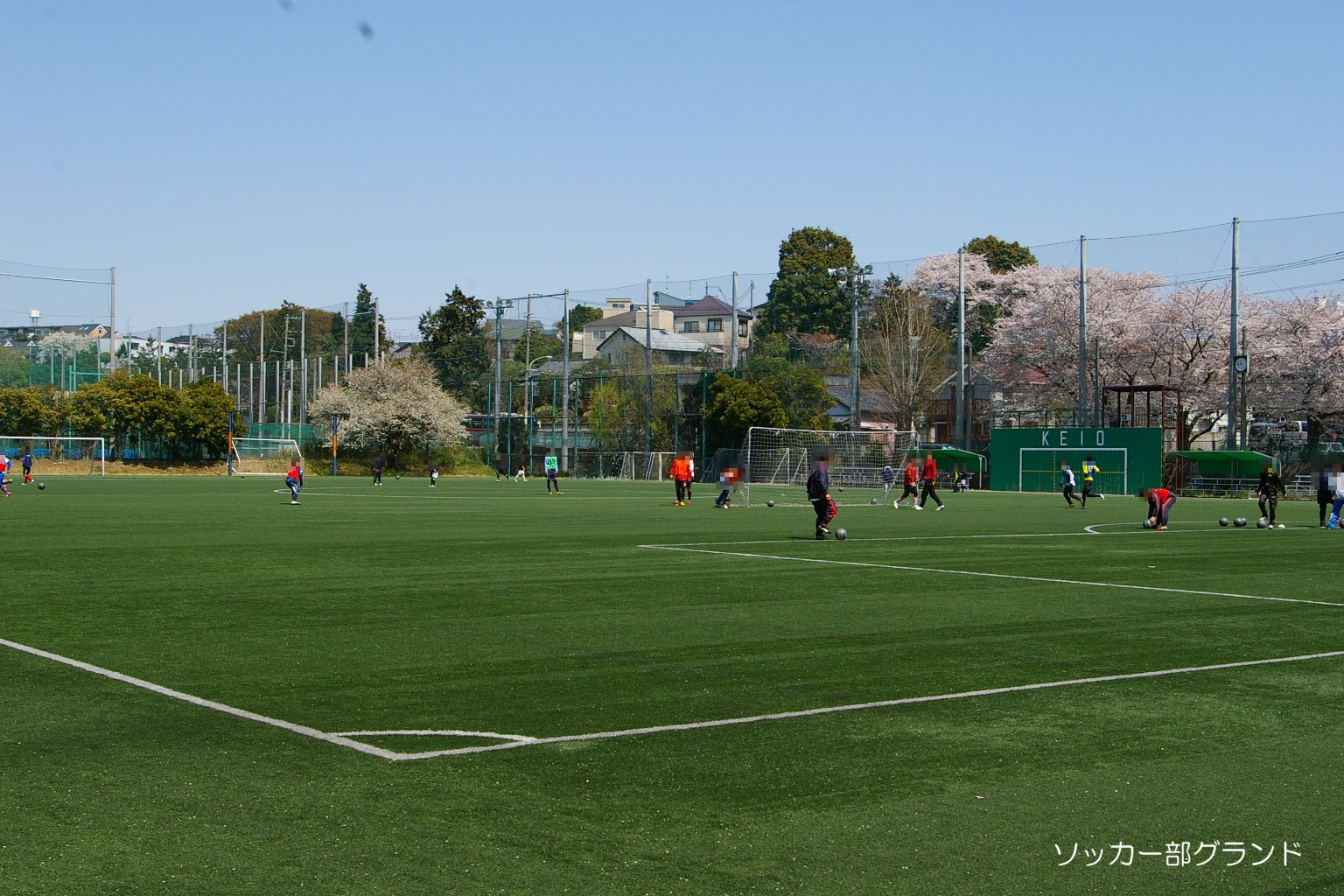
ソッカー場
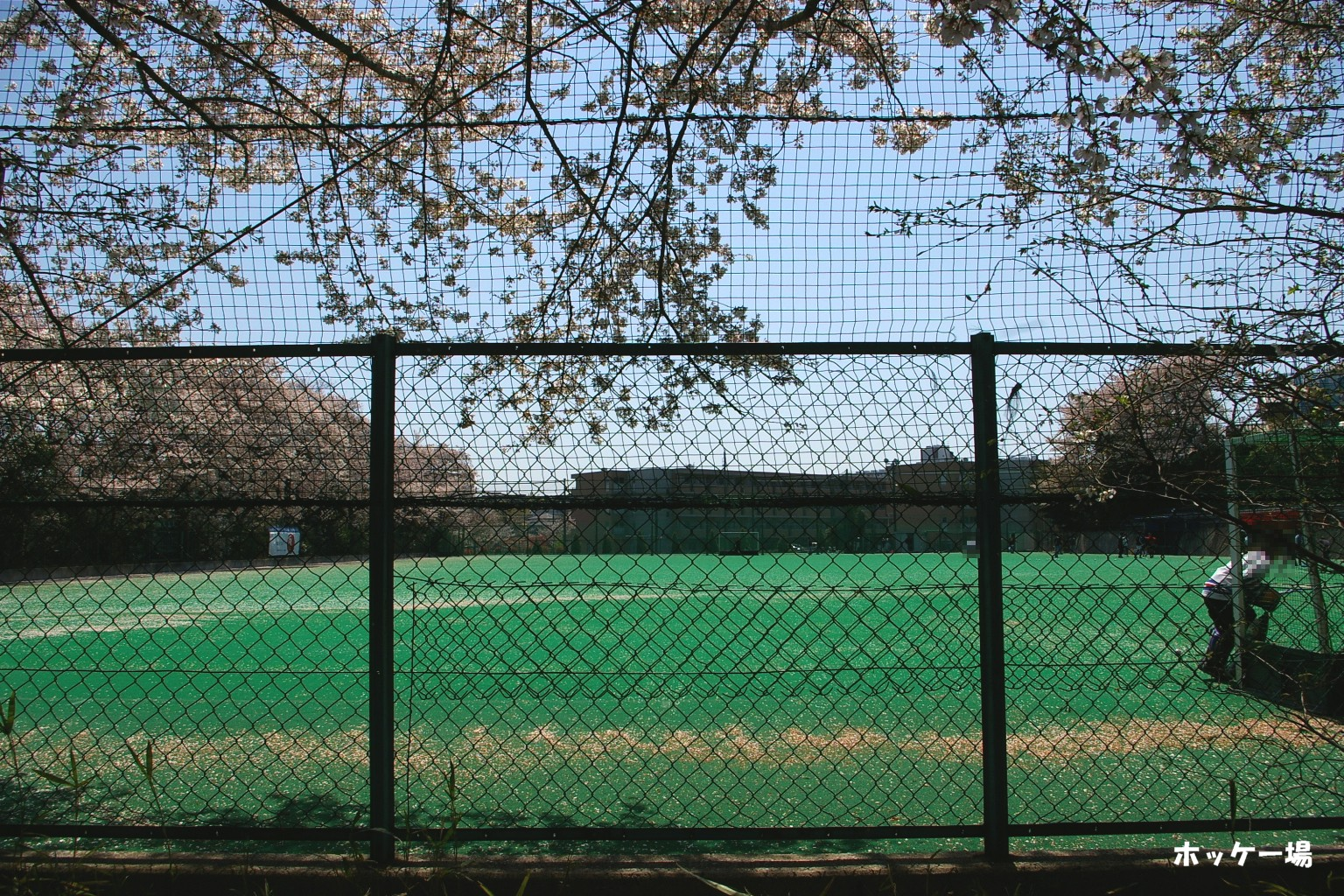
ホッケー場
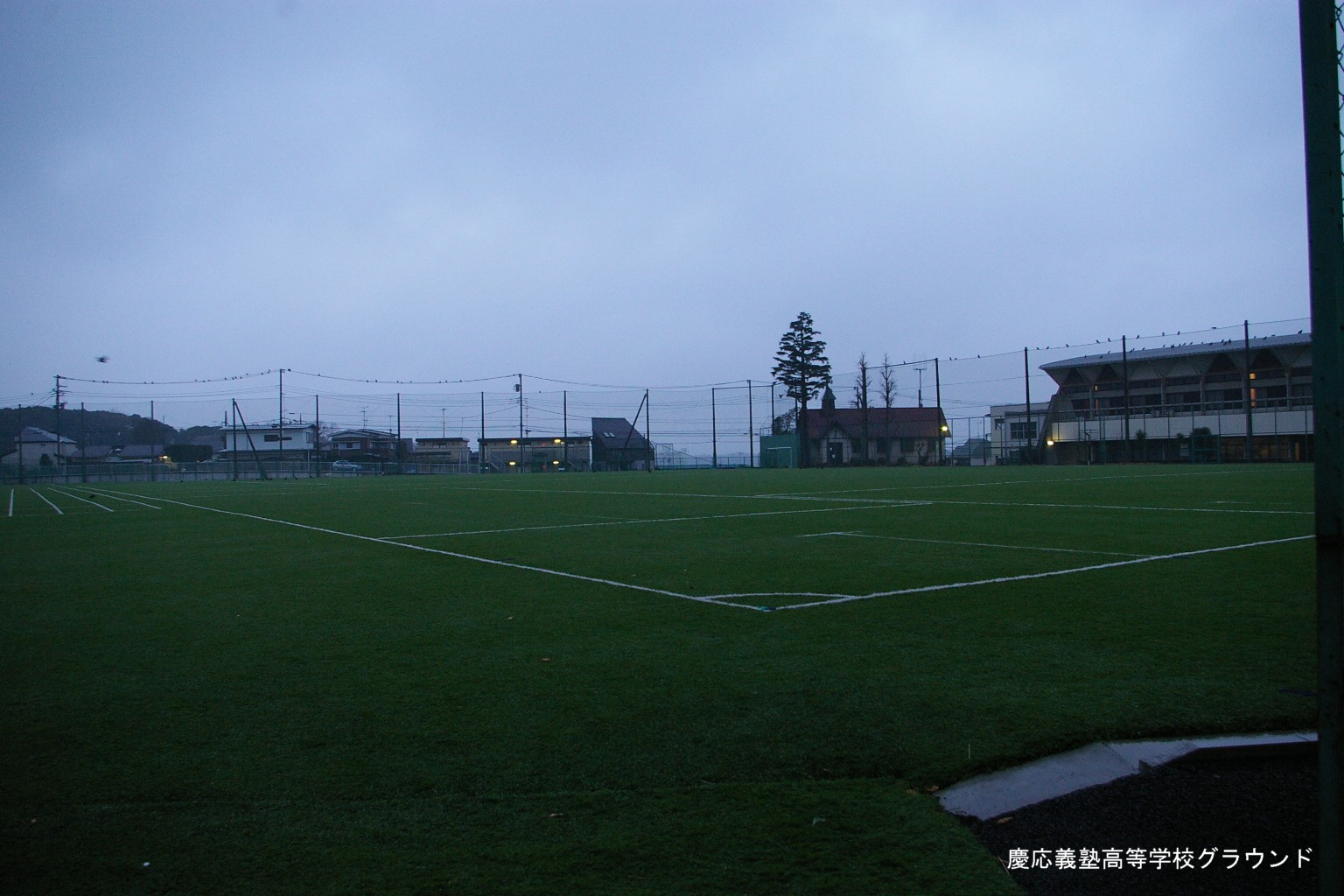
グラウンド （慶應義塾高等学校）

#### そのほか
藤原工業大学開校の地記念碑
塾生会館前にある。2014年（平成26年）3月設置。
平沼亮三像
陸上競技場バックスタンドにある。
地下壕入り口
弥生時代住居址群
第六天古墳横穴式石室の玄室部。
佛教青年会館
1958年（昭和33年）竣工。日吉キャンパスグラウンド南側にある。
YMCAチャペル
ヴォーリズ設計。1936年（昭和11年）竣工。

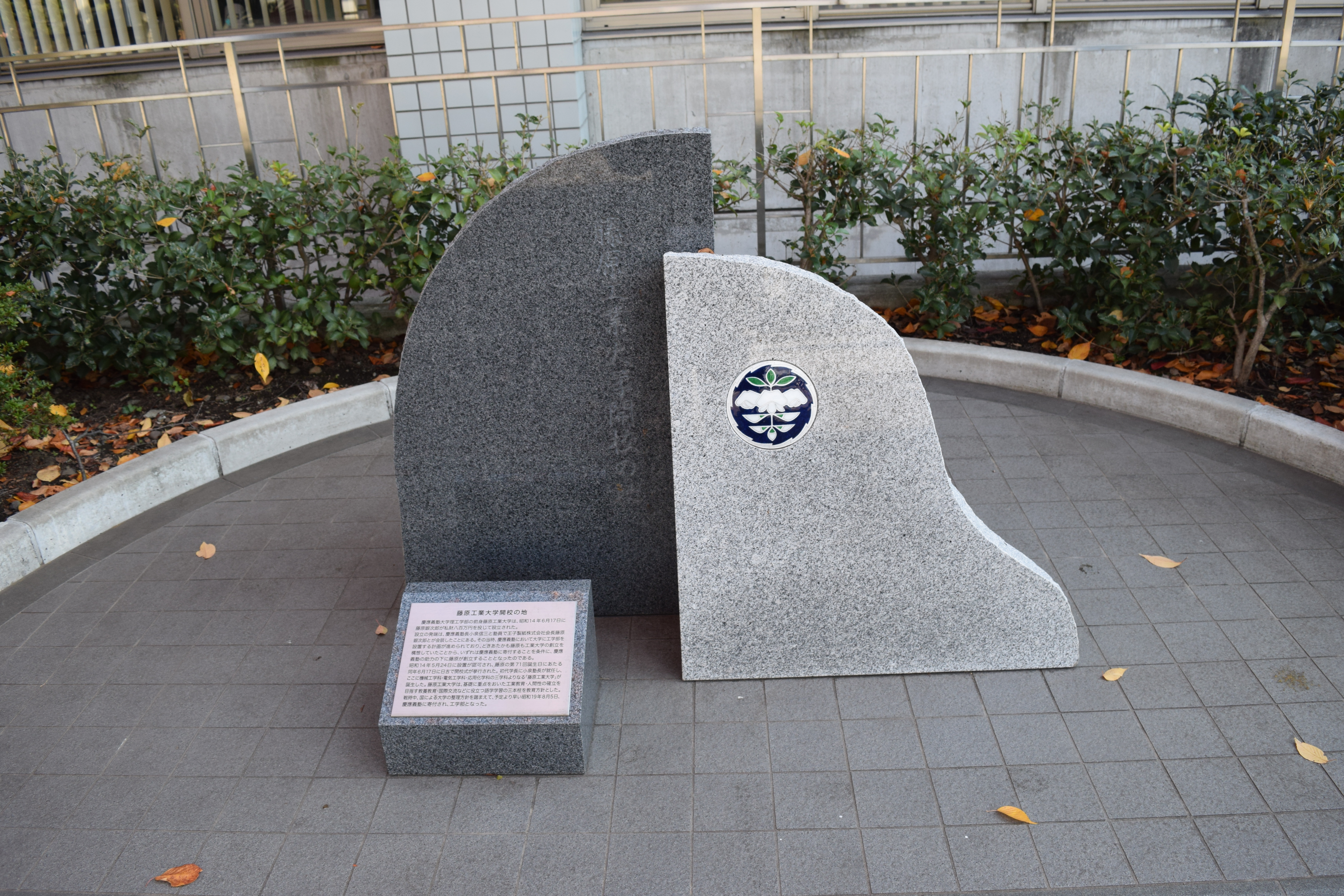
藤原工業大学開校の地記念碑
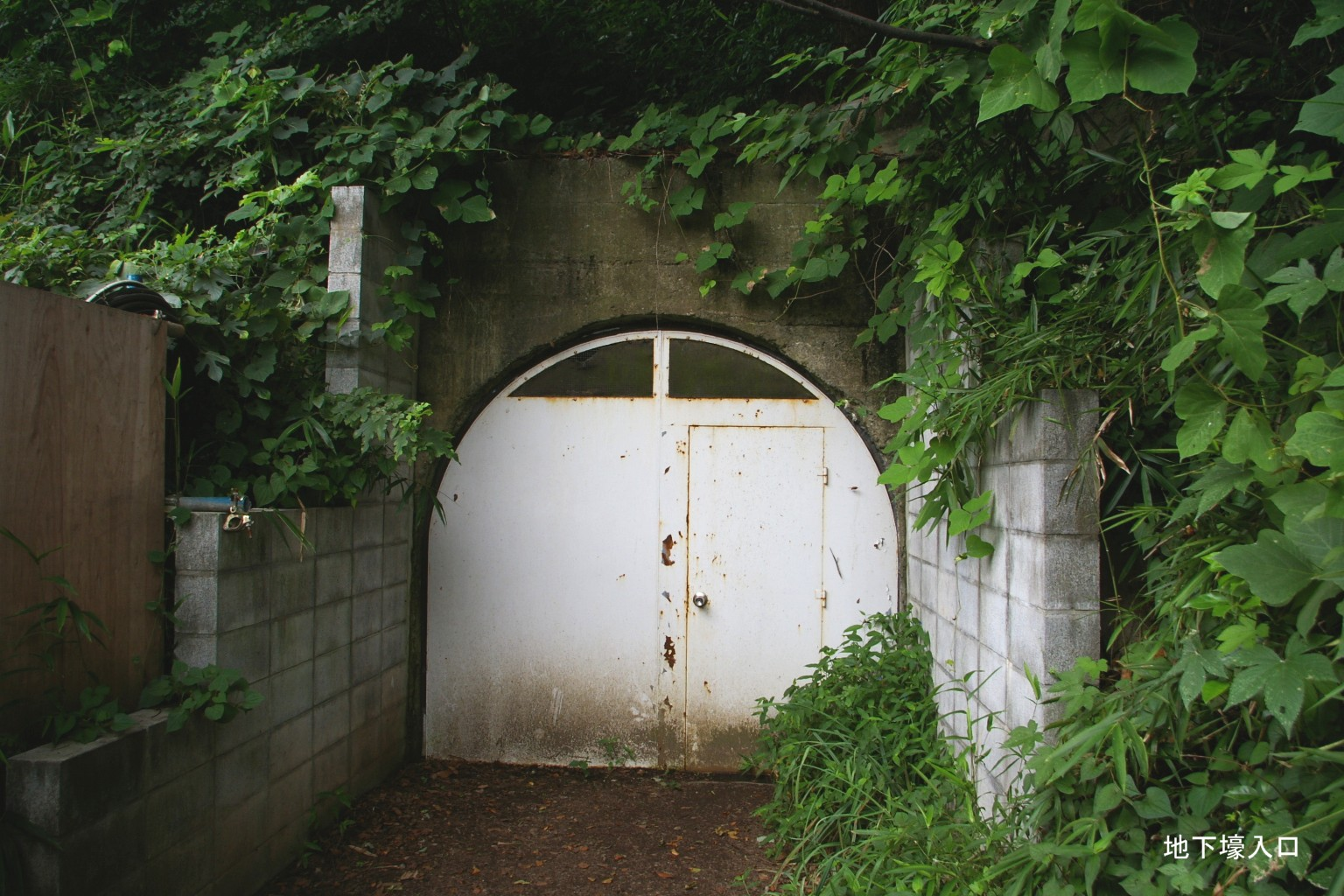
地下壕入り口
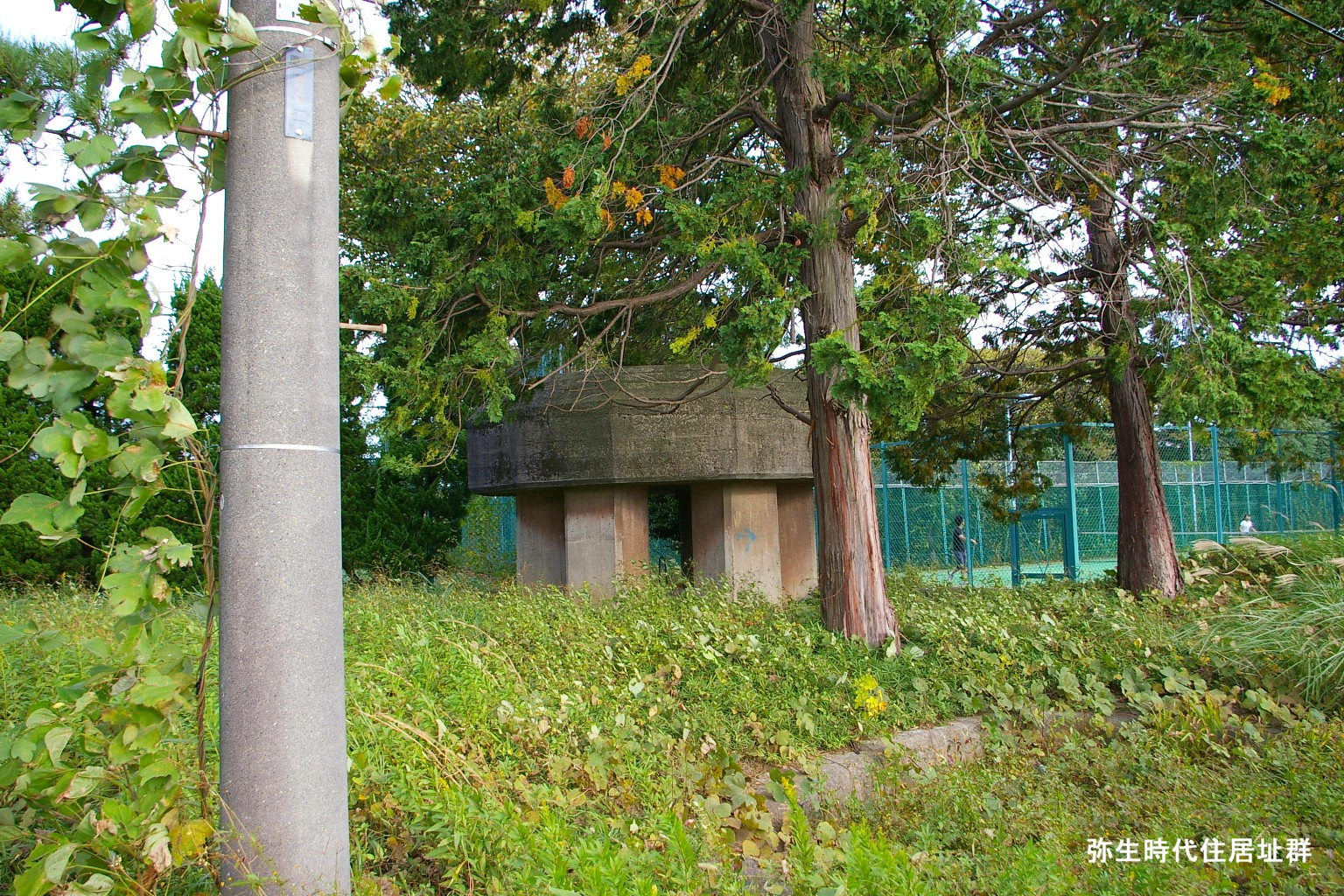
弥生時代住居址群
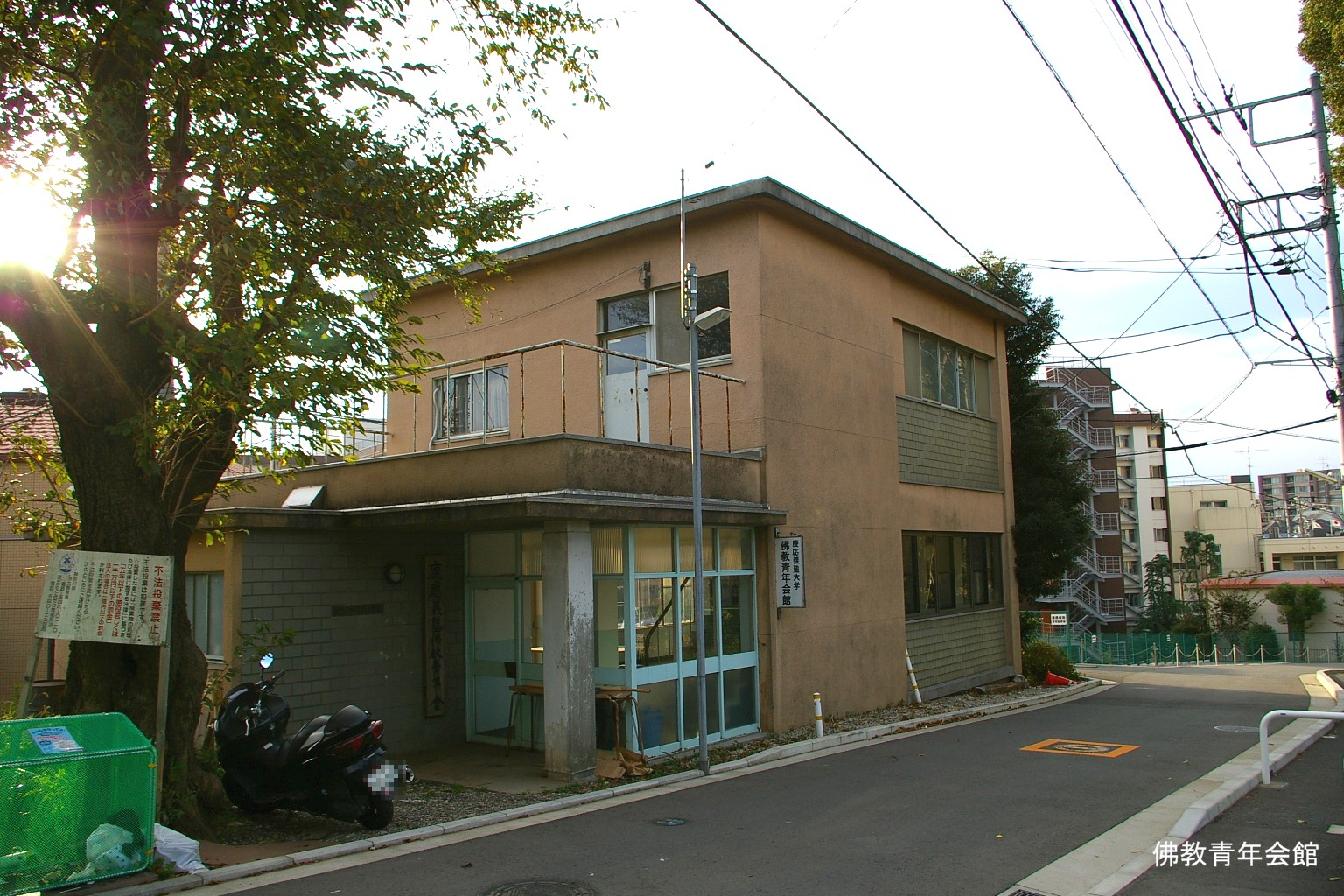
佛教青年会館
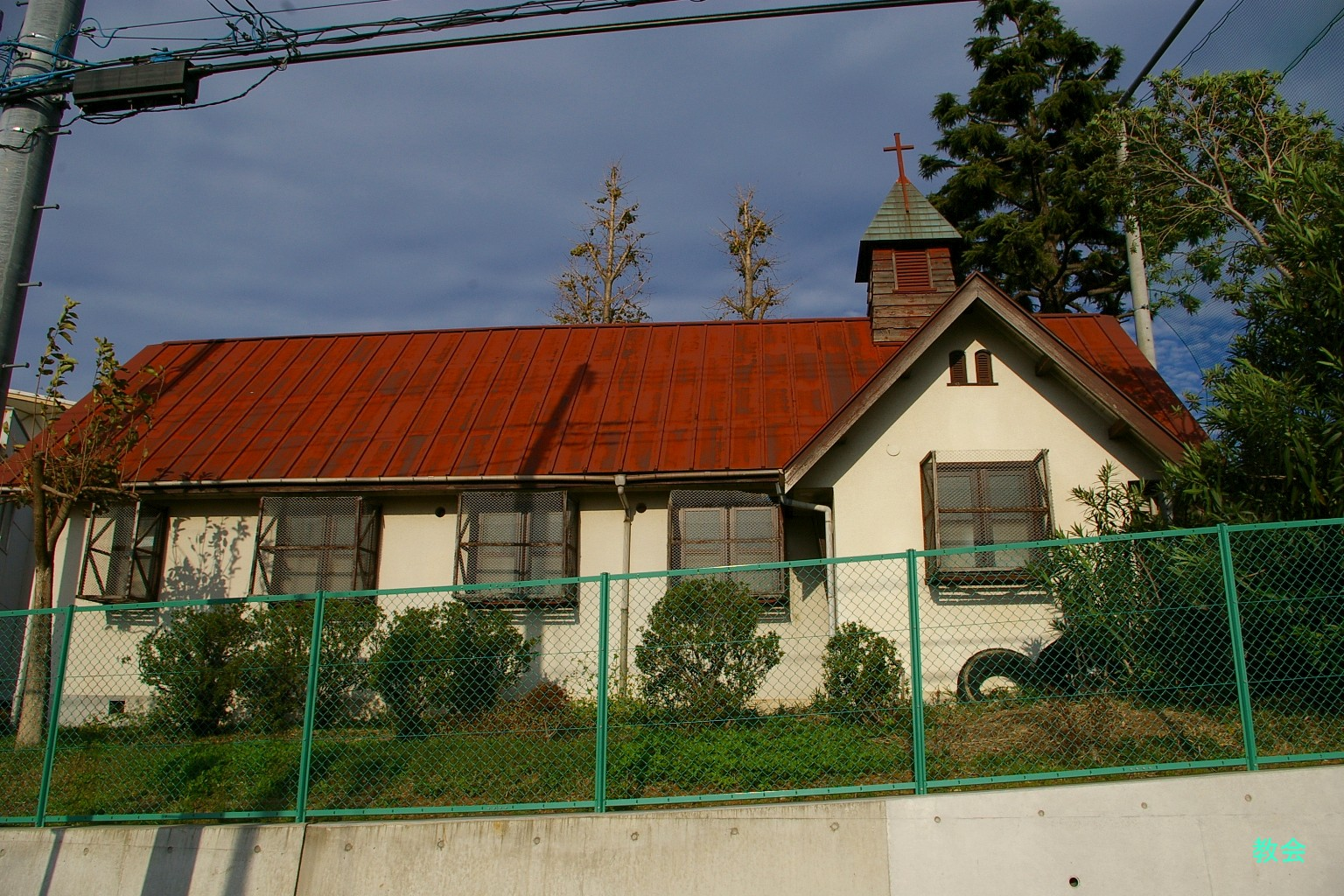
YMCAチャペル

### 信濃町キャンパス

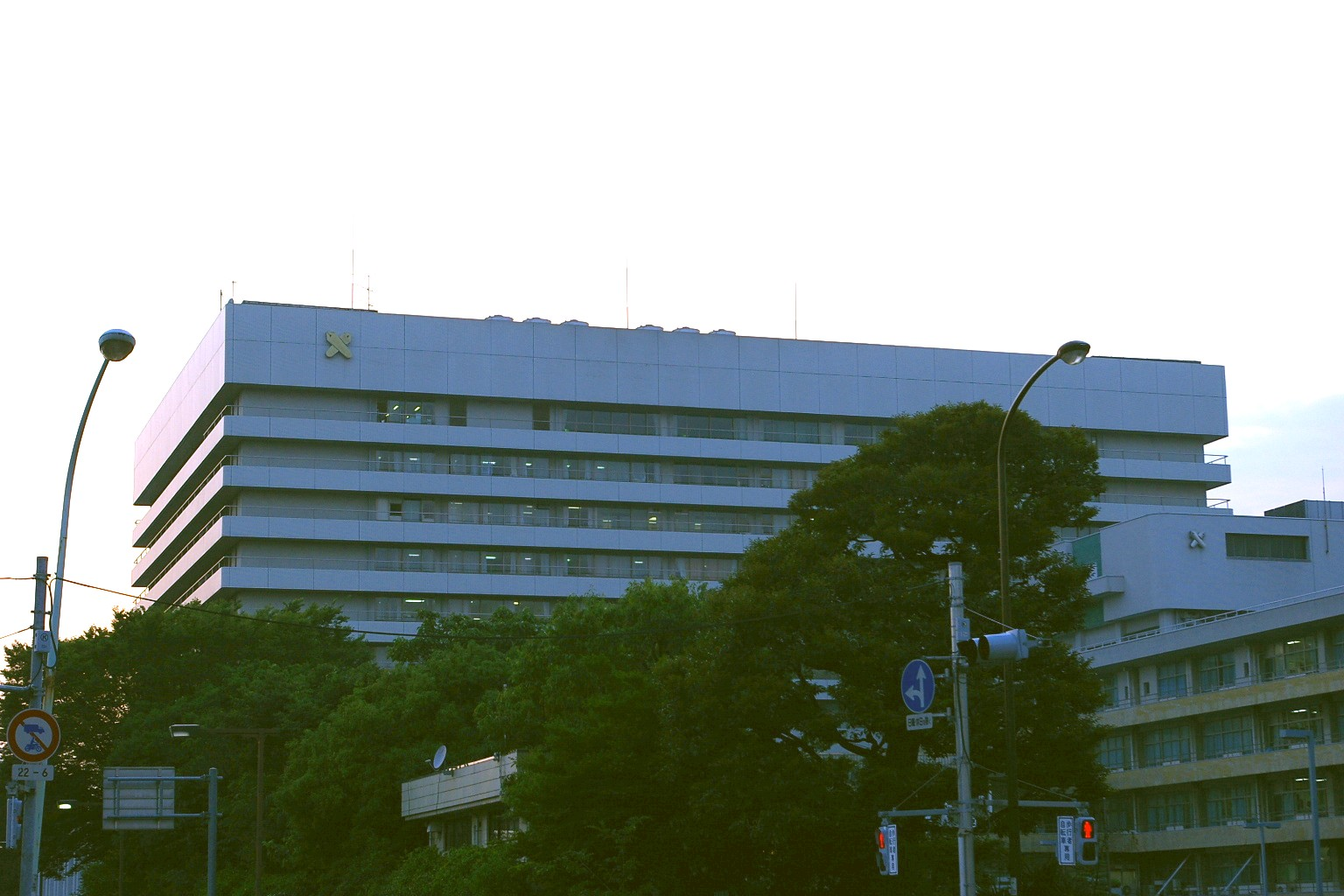
2号館

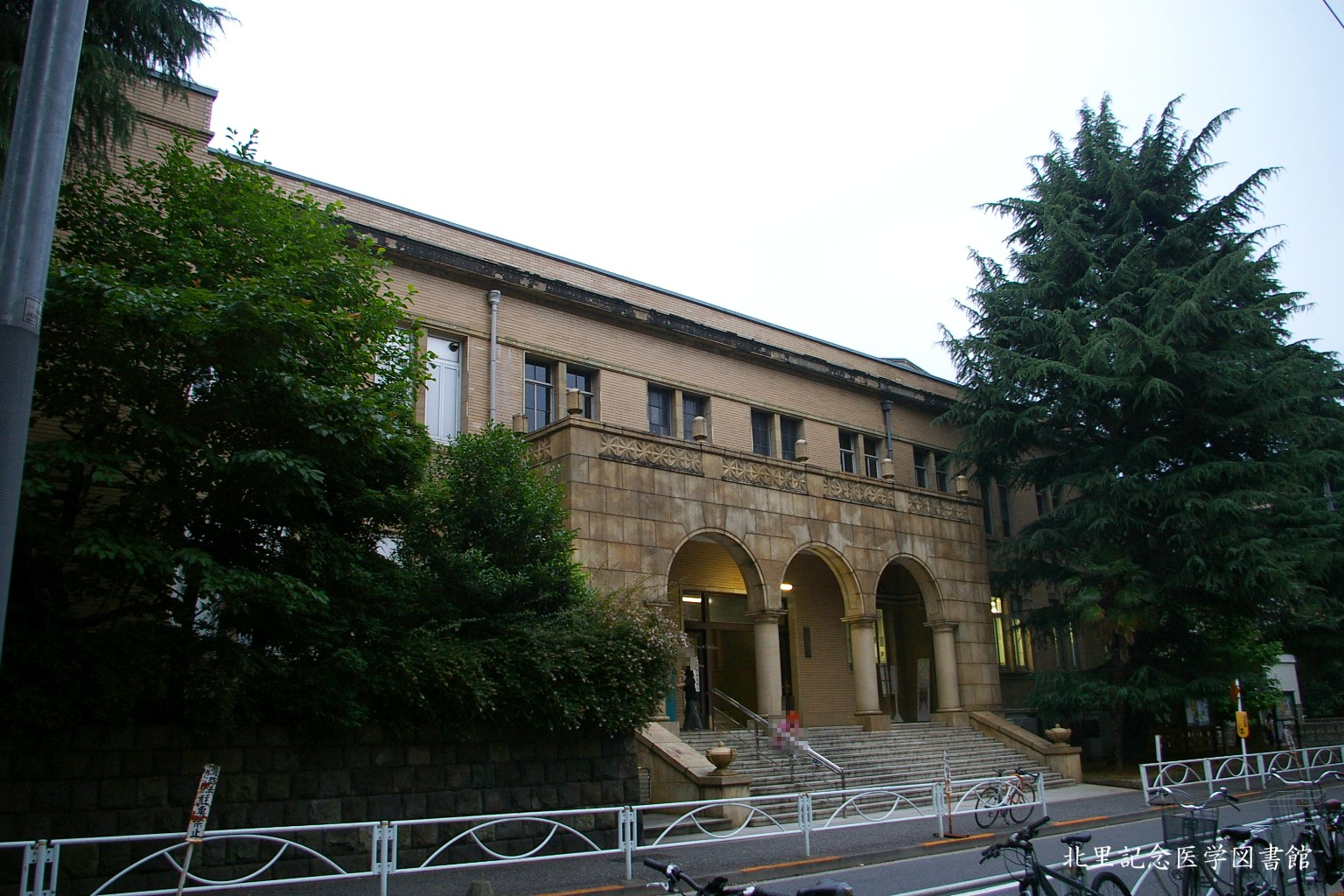
北里記念医学図書館（信濃町メディアセンター）

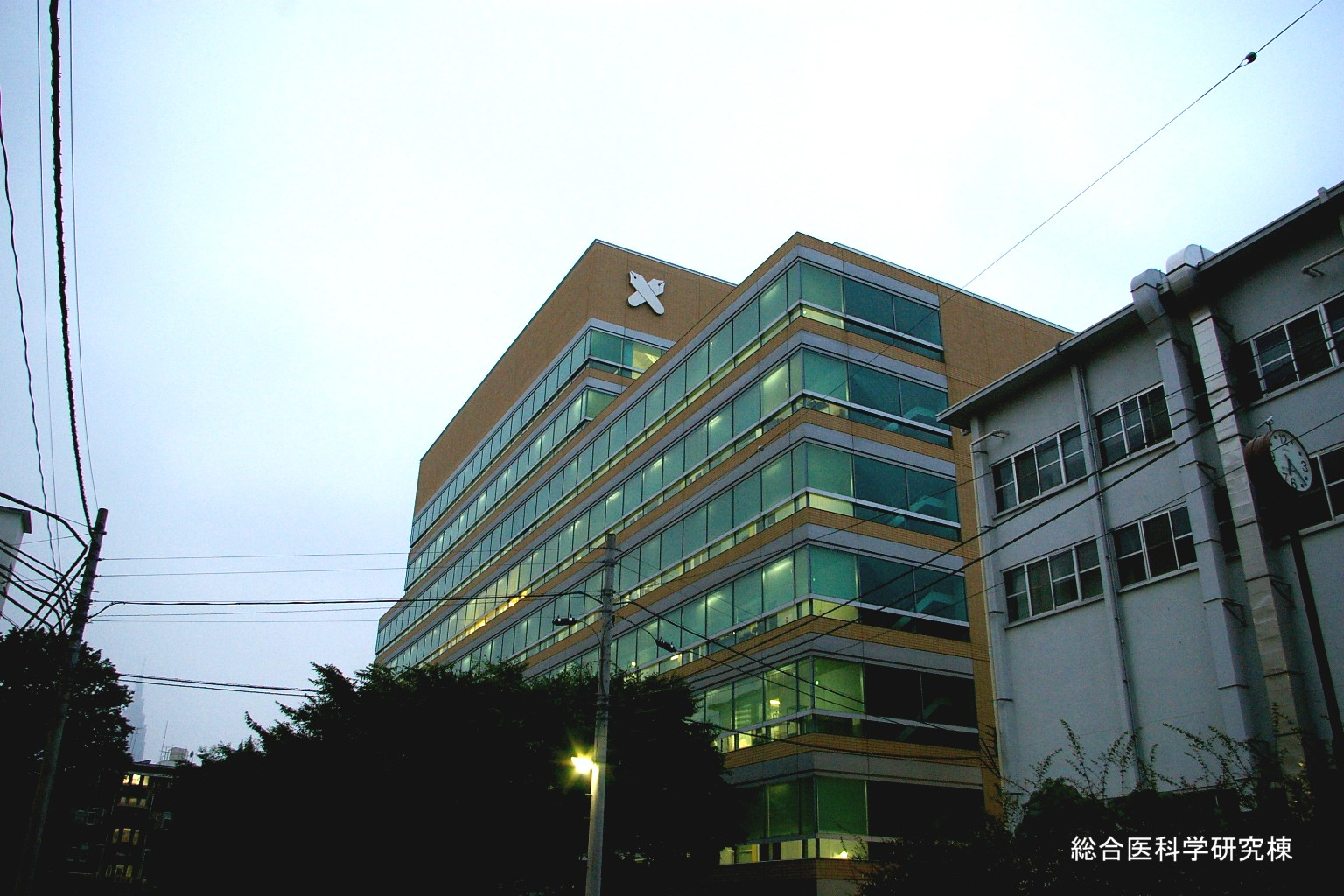
総合医科学研究棟

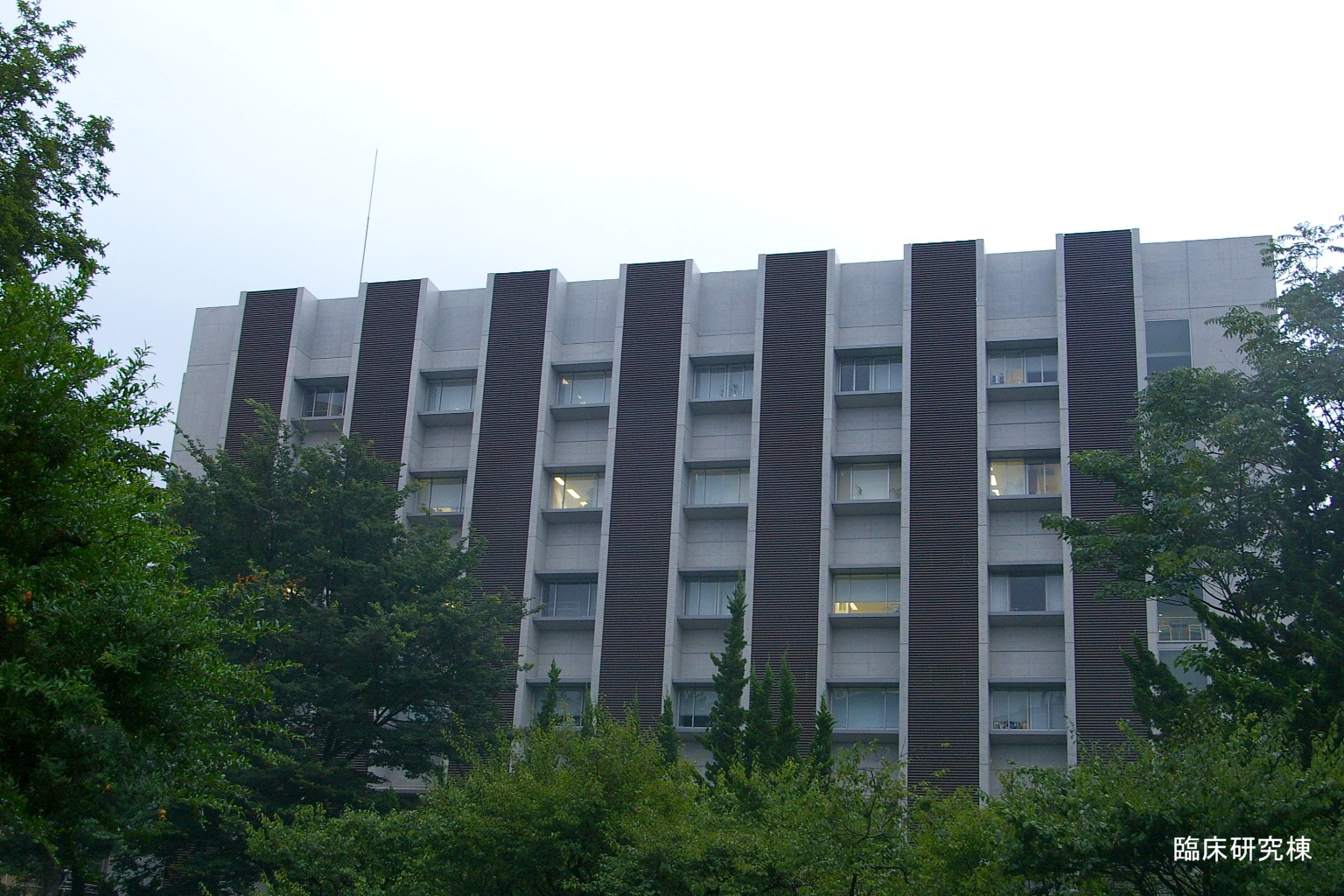
臨床研究棟

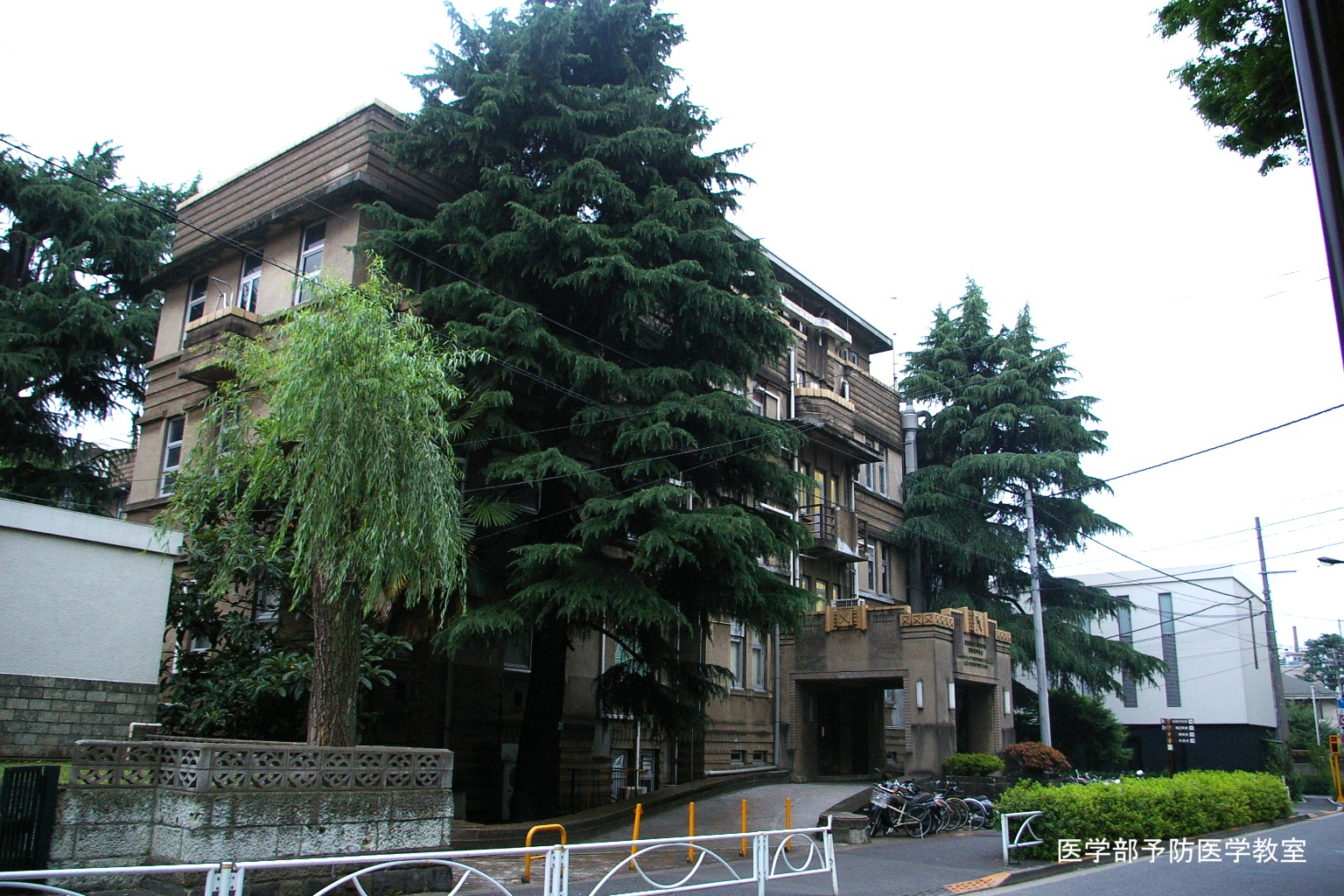
医学部予防医学教室

1917年（大正6年）医学科予科が三田に開設され、その後医学部の拠点を信濃町に移転する。1945年（昭和20年）5月24日の空襲で医学部・病院施設の多くを焼失し、終戦後は登戸分校（川崎市）や武蔵野分校（北多摩郡武蔵野町）などを一時使用した（1956年に信濃町への復帰完了）。1995年（平成7年）までは四谷（地区）と呼ばれていた。東門と西門を貫く通路を挟んで、北側に教育施設、南側に臨床施設が設置されている。臨床施設は1号棟、中央棟を中心に枝の様に各種臨床施設が付随していた。
施設は老朽化が進んでいる建物もあり、医学部開設100年記念事業の一環として建て替え工事が進められ、2022年（令和4年）5月にグランドオープンを迎えた。2023年（令和5年）秋には予防医療センターの麻布台ヒルズへの移転が予定されている。

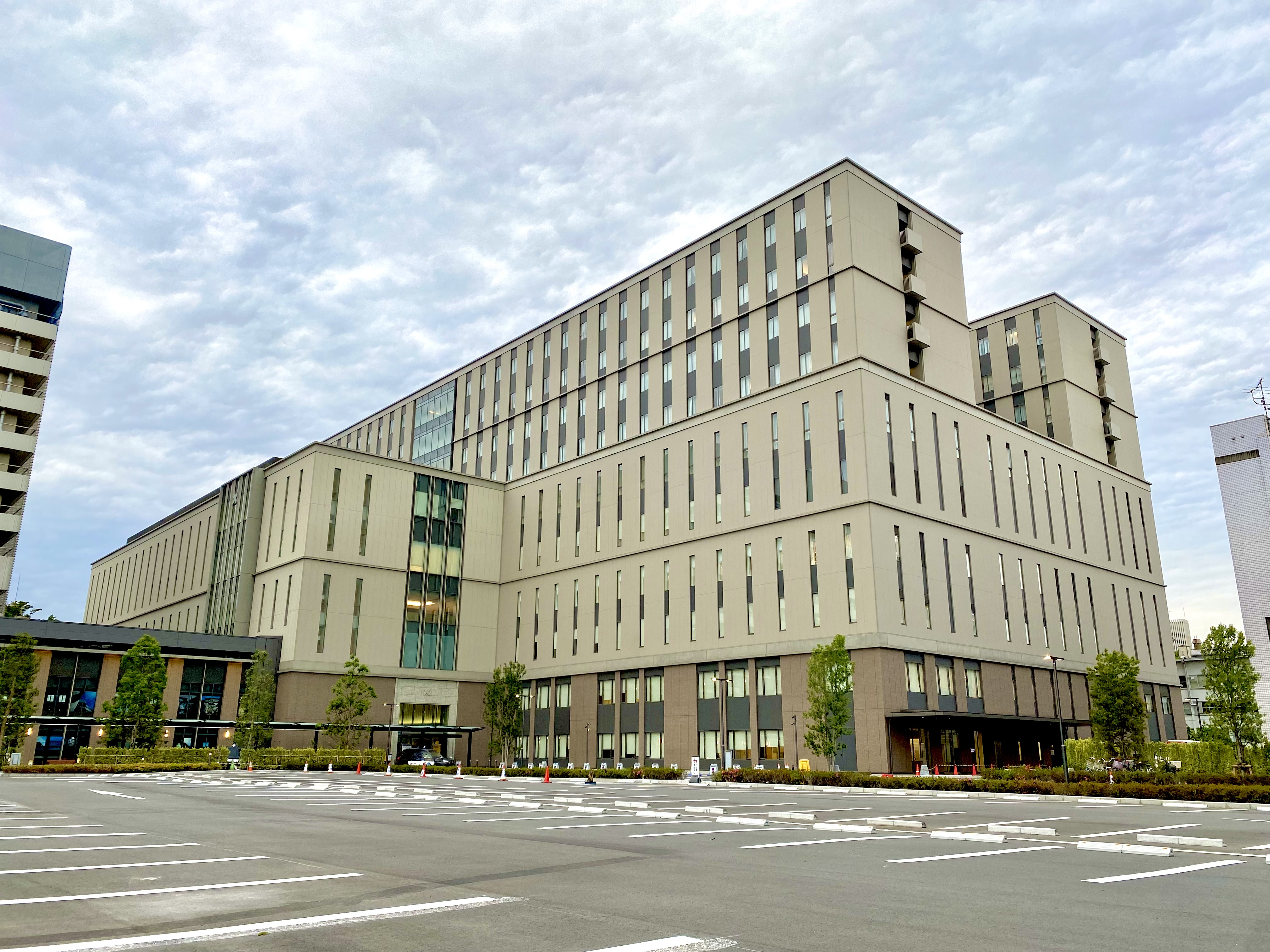
新1号館

1号館
2018年（平成30年）3月竣工。10階建て地下2階、798床。医学部創立100年に向け、全ての医療チームが結集する、クラスター診療を実現する施設として建設された。
Ⅰ期棟とⅡ期棟からなり、連絡通路で結ばれている。
6-10階は病棟となっている。
2号館
1987年（昭和62年）竣工、11階建て1,056床、当時最新のコンピュータを利用した総合医療情報システムを稼働させるための施設として建設された。
B1-2は業務部門、1,2階は外来施設、3,4階は手術施設、5-10階までは病棟が占め、11階には会議室、レストランが存在する。
3号館（臨床研究棟II）
北棟
地上6階、地下1階（2011年1月竣工）
低侵襲療法研究開発センター、病院情報システム部、内科系臨床施設
南棟
地上6階（2012年4月竣工）
中央臨床検査部門、放射線診断科核医学部門、予防医療センター、腫瘍センター、免疫統括医療センター、病棟
PETを備えている。
北里記念医学図書館（信濃町メディアセンター）
1937年（昭和12年）に医学部創設に功績があった北里柴三郎博士の威徳を顕彰し建設計画が立ち上がった。広く全国の塾員に募金を募り集まった三十万円を基に和田順顕に設計を依頼する。1944年（昭和19年）、慶應義塾大学に建物が寄贈され、医学部図書館となる。平成16年（2004年）に信濃町メディアセンターと名称変更し今日に至る。医史学の資料として「富士川文庫」、「石黒文庫」等が存在する。北里講堂では慶應医学賞の授与式が行われている。
総合医科学研究棟
2001年（平成13年）竣工、地下2階、地上9階、塔屋1階、延べ床面積 24400平方メートル
主な施設として、リサーチパーク 56ユニット、RI実験センター、中央機器管理部、動物実験センター等がある。
臨床研究棟
2008年（平成20年）2月竣工、地上5階・地下1階、延べ面積約5,600平方メートル。
大スパンモノコック構造を採用し、内部空間に柱がなく、また内部の仕切りを自由に組みかえられる工法を採用している。
CCR（クリニカル・リサーチ・センター）が位置する。
医学部予防医学教室（第3校舎）
竣工は1929年（昭和4年）、信濃町キャンパスに現存するものでは最も古い建造物である。
構造は鉄筋コンクリート造4階建て設計は曾禰中條建築事務所、施工は清水組によってなされた。
現在でも一部の講義は本校舎内で行われている。

#### 臨床施設

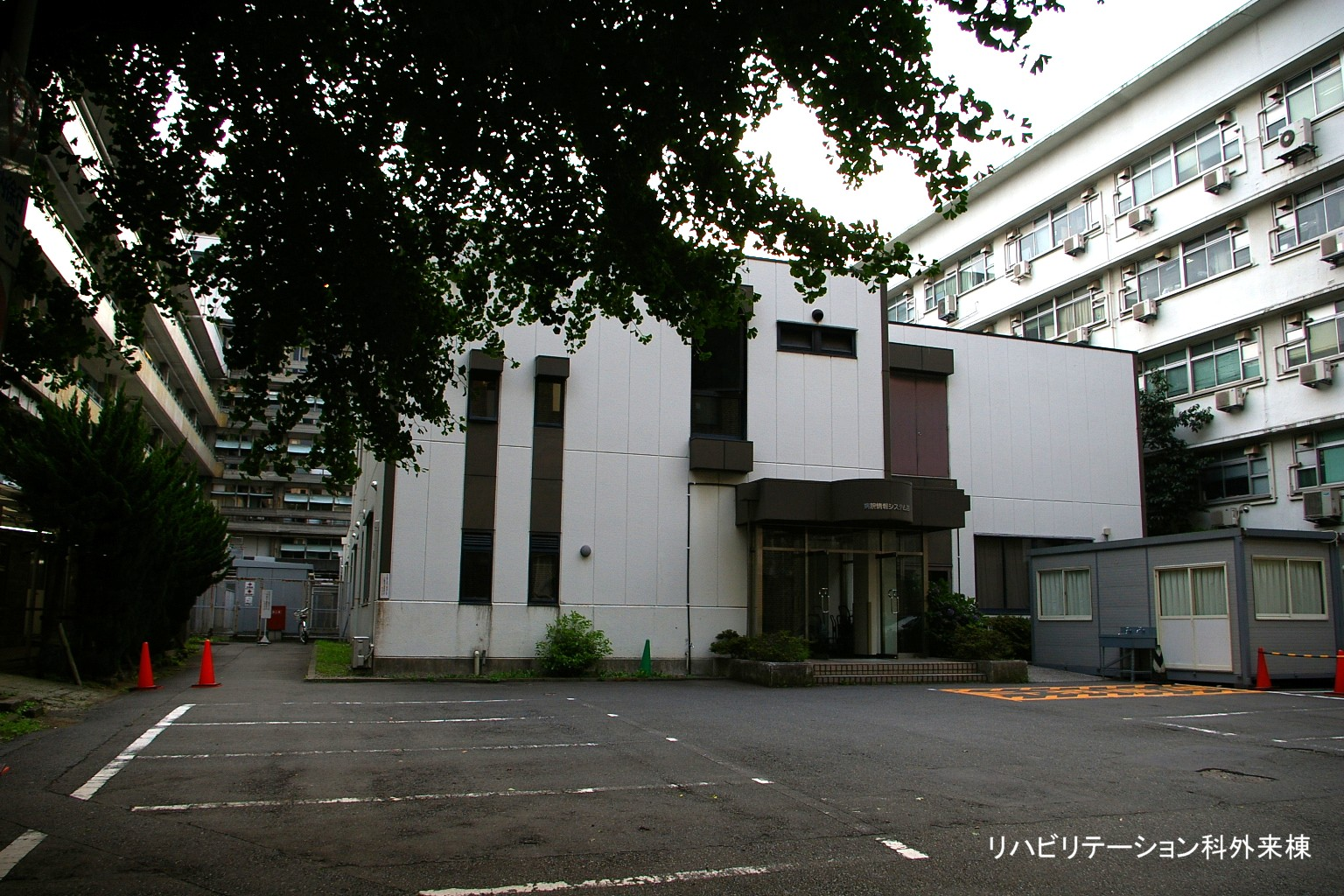
旧リハビリテーション棟
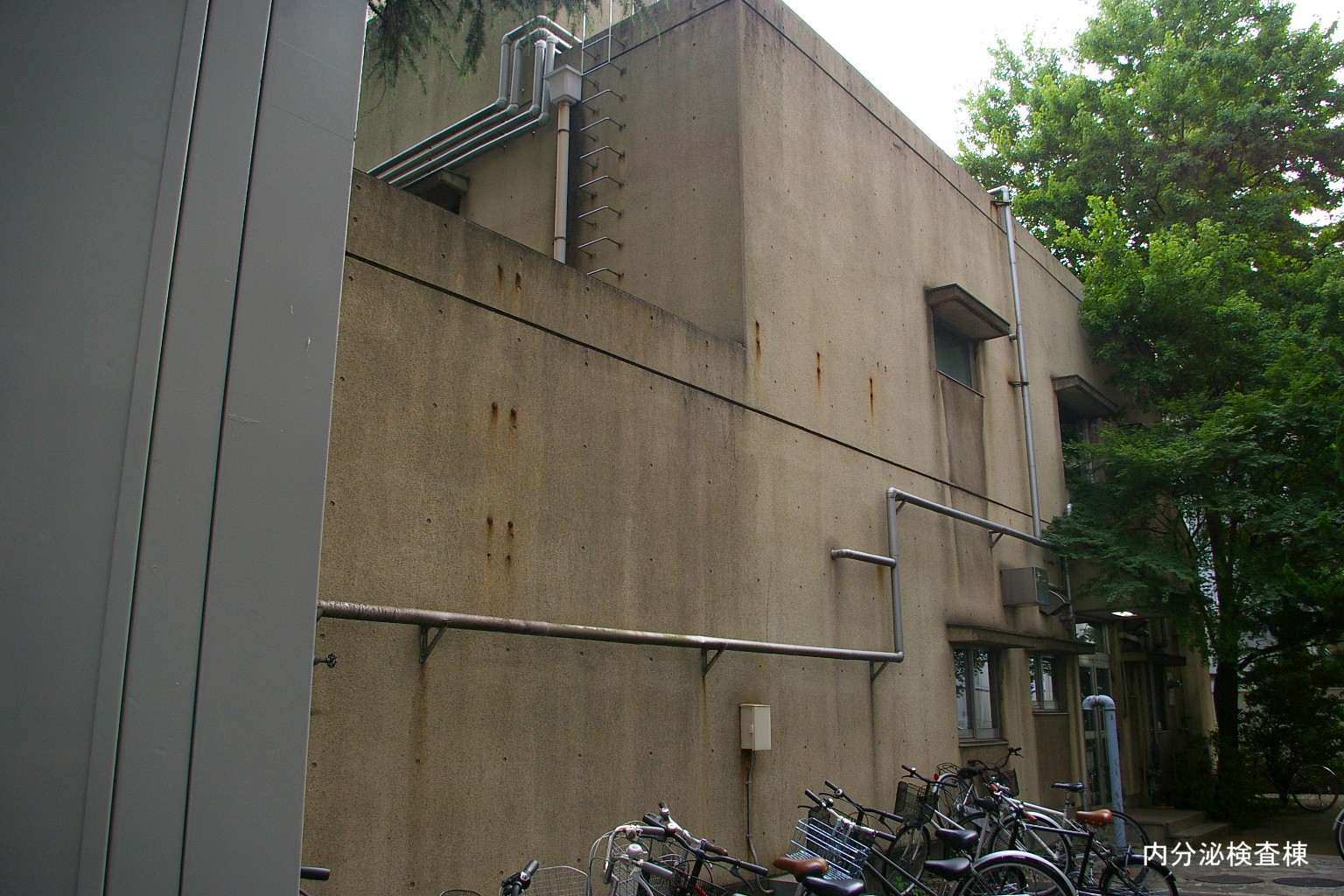
内分泌検査棟

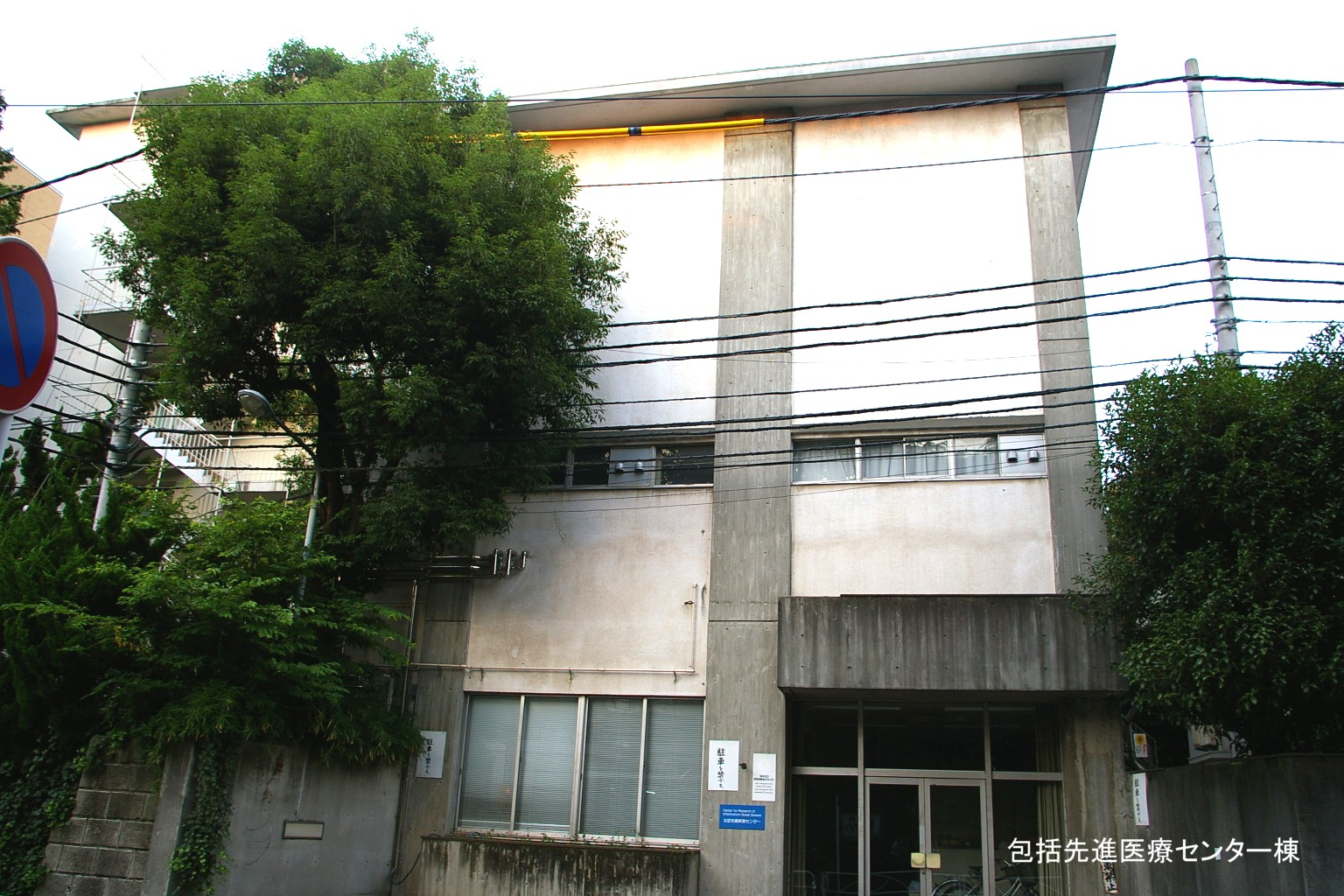
包括先進医療センター棟
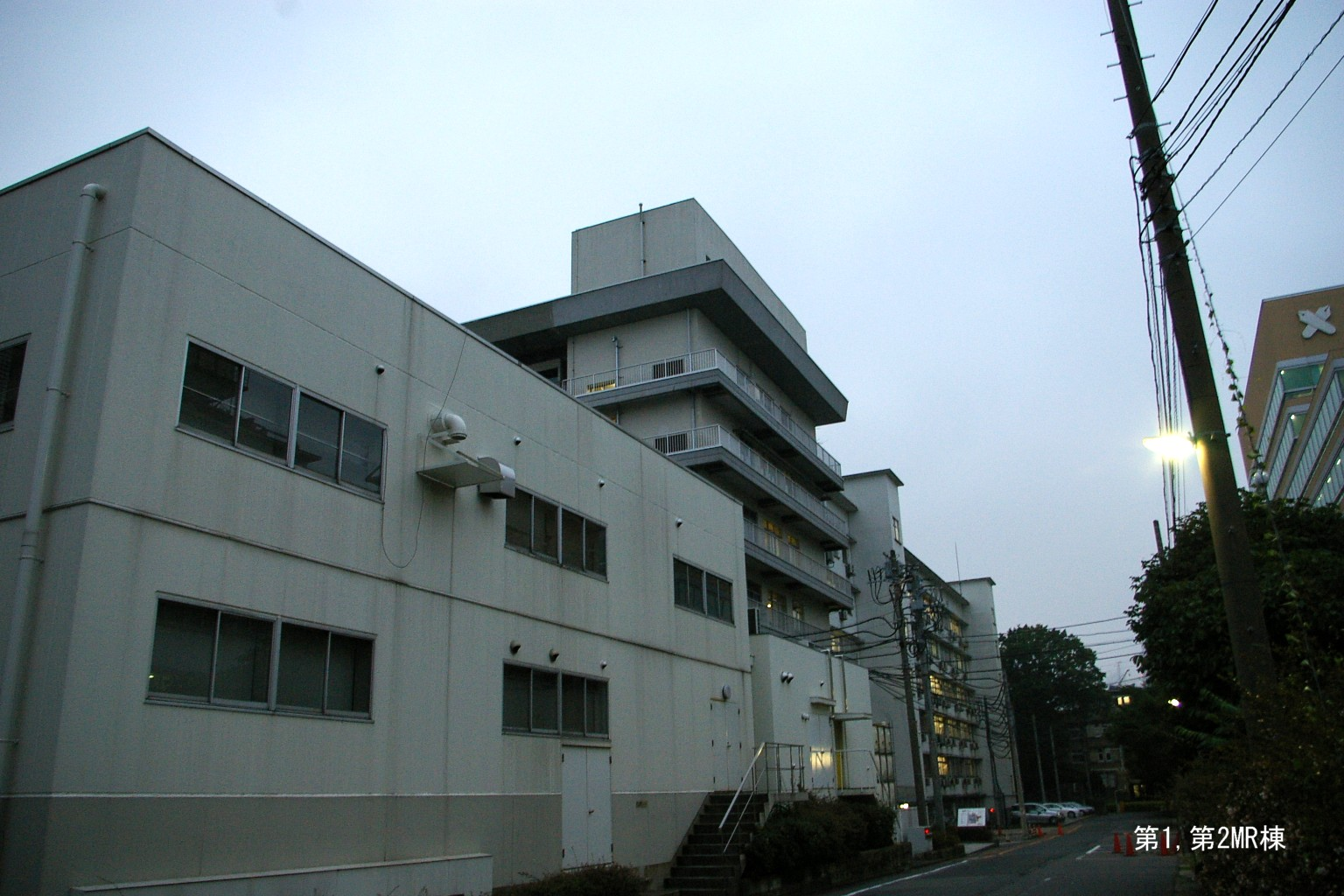
第1,第2MR棟
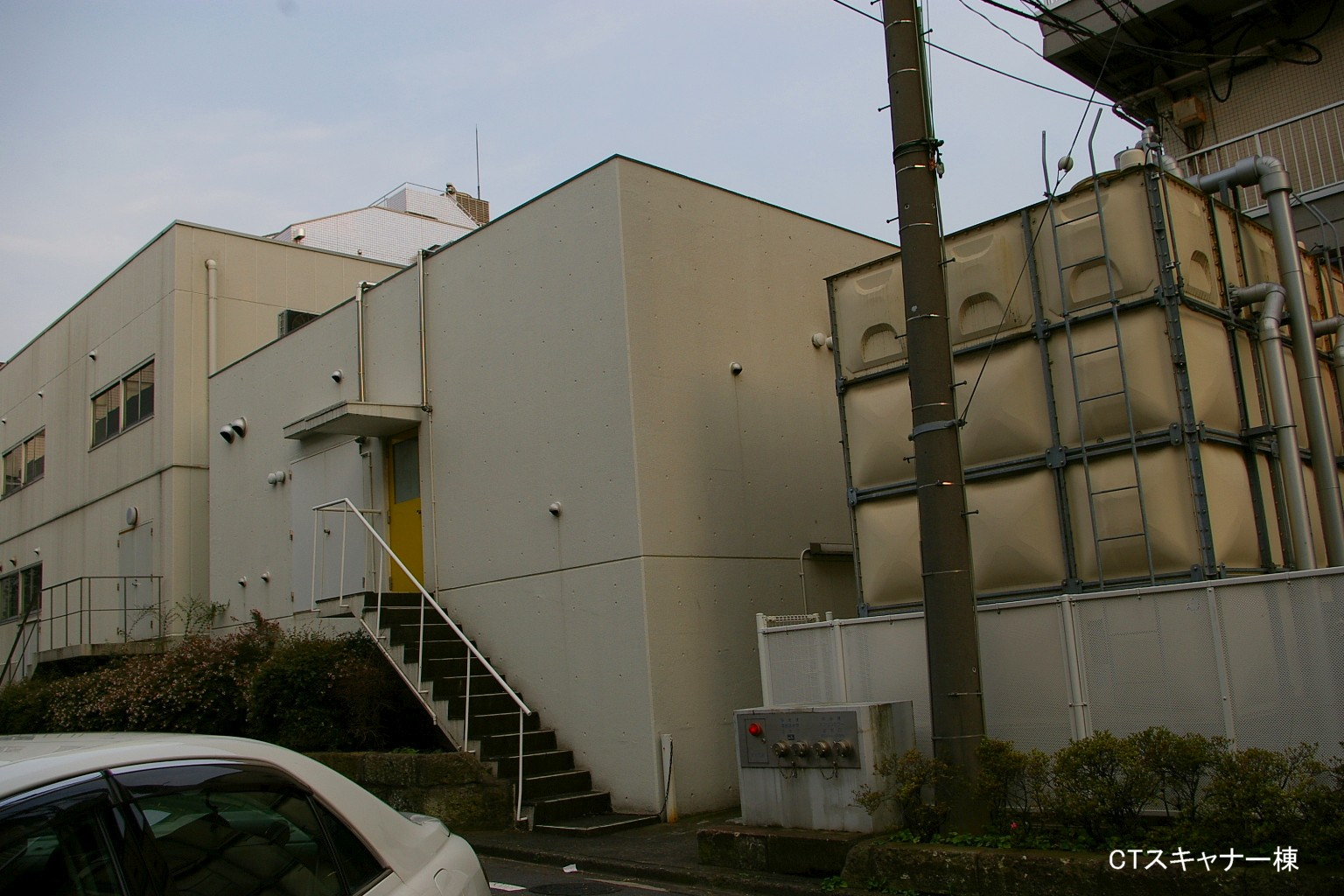
CTスキャナー棟
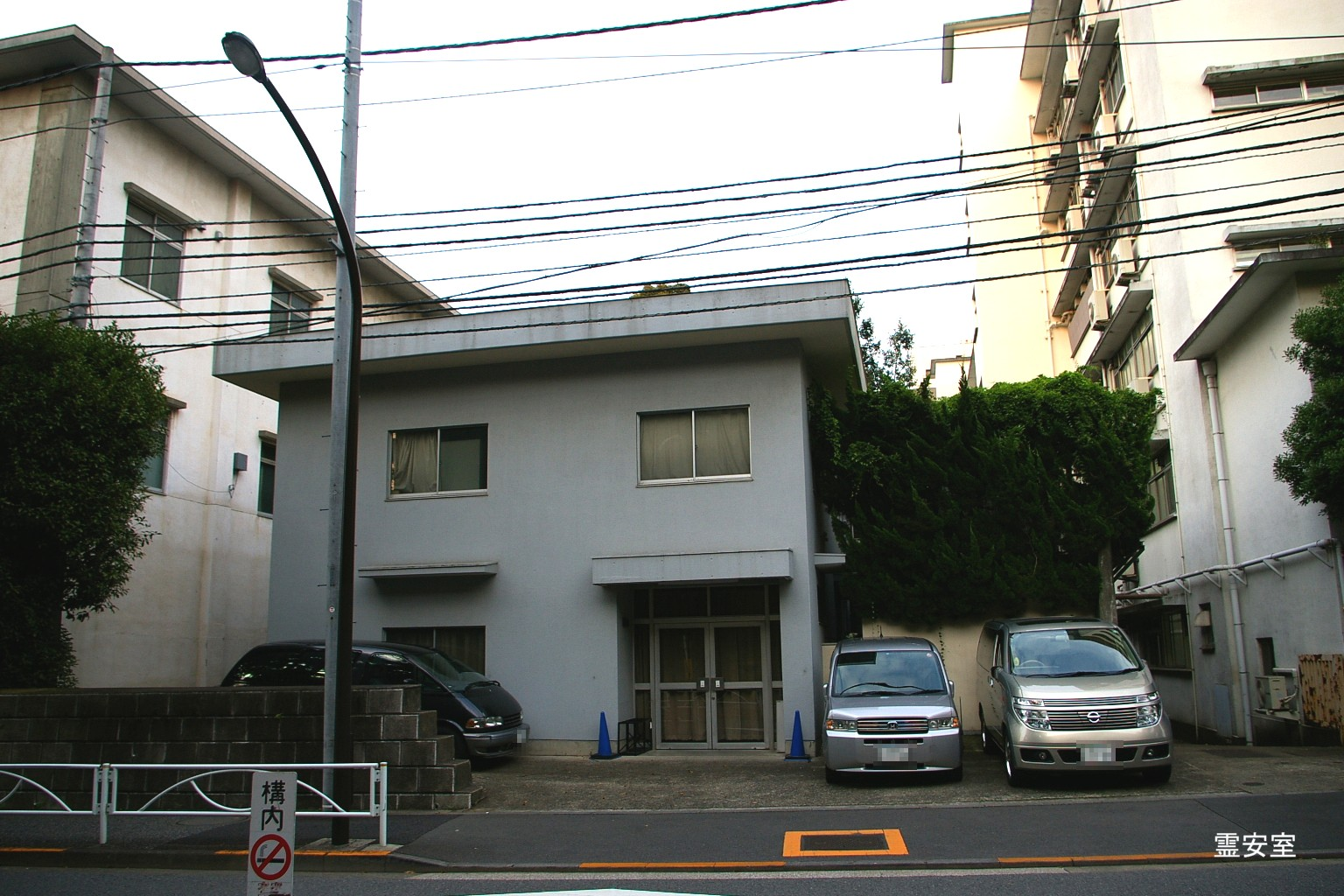
霊安室

旧中央棟
1963年（昭和38年）竣工。主体工事：安藤建設。地下2階・地上6階建。延床面積：13,848.4m2。
2018年の新1号館開館により解体された。
旧1号棟
1965年（昭和40年）外来病棟として竣工、A、B2棟からなっていた。
B棟は建物東側に螺旋状の避難通路があり、災害時にはバリアフリーで患者の避難が可能となっていた。この建築様式は後に東海大学医学部付属病院にも採用された。
2018年の新1号館開館により解体された。
旧2号棟（臨床研究棟）
1952年（昭和27年）竣工（旧：「ほ」号病棟）
1990年（平成2年）臨床研究棟に改修、内科系臨床施設を含む。
2018年の新1号館開館により解体された。

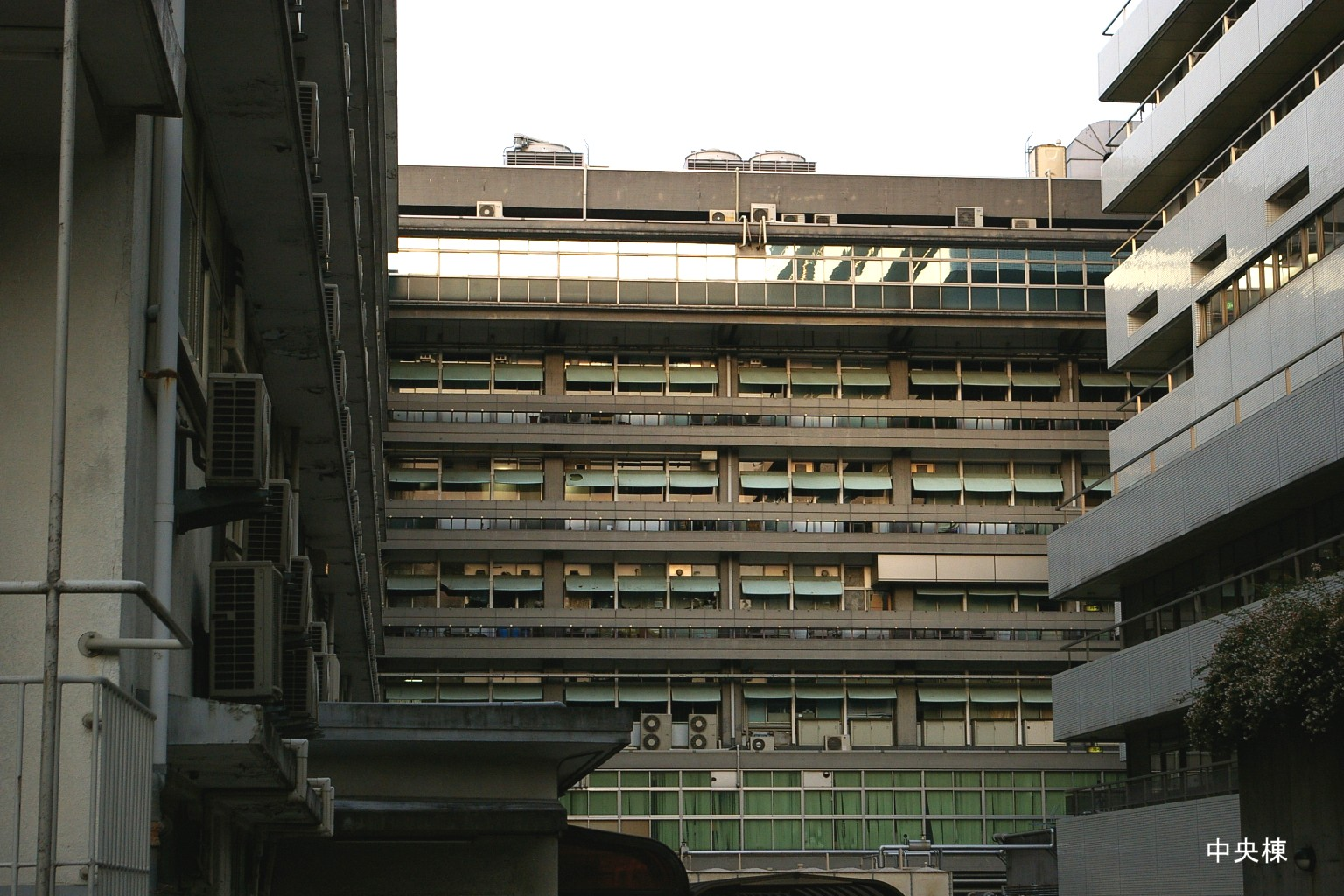
旧中央棟
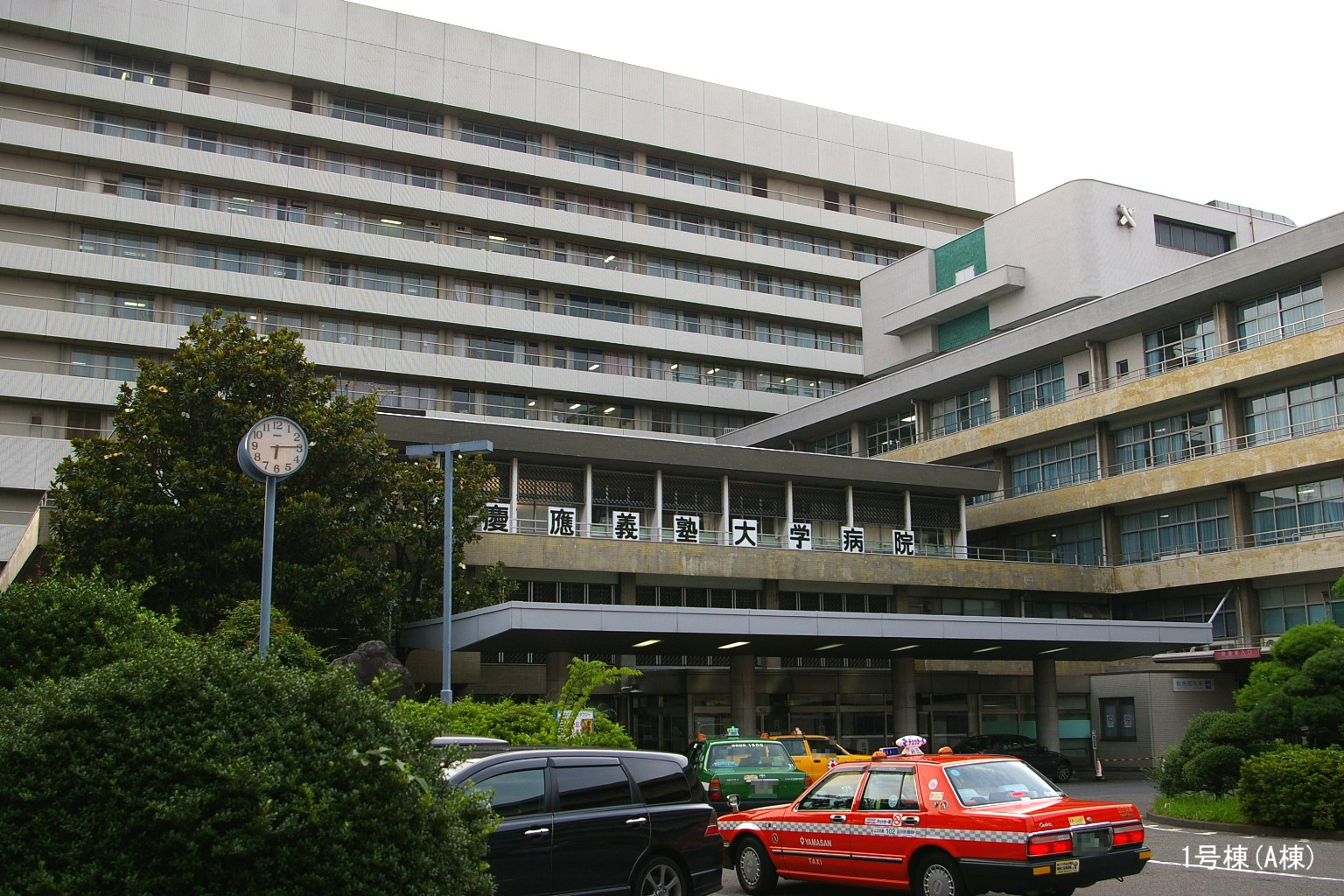
旧1号棟（A棟）
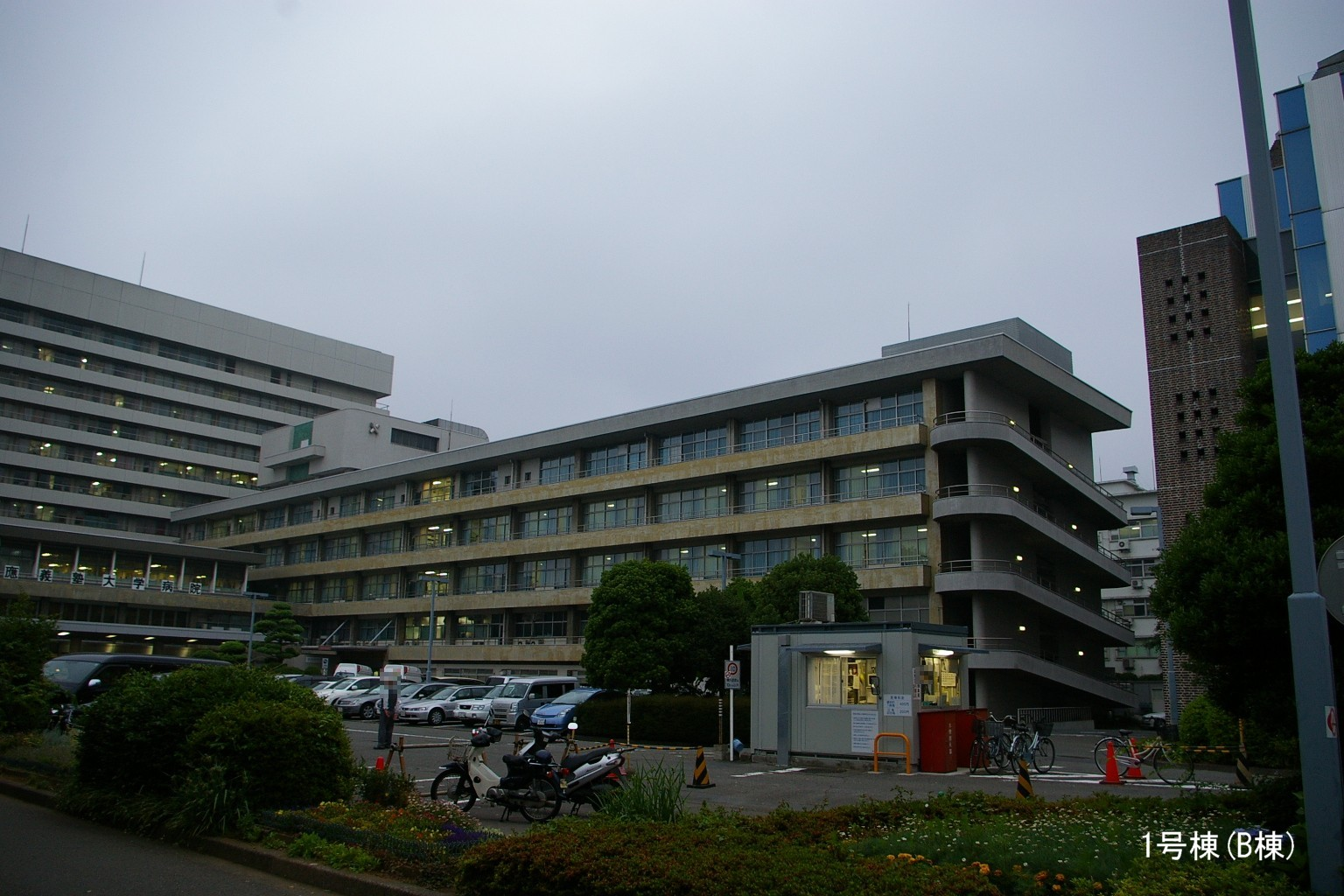
旧1号棟（B棟）
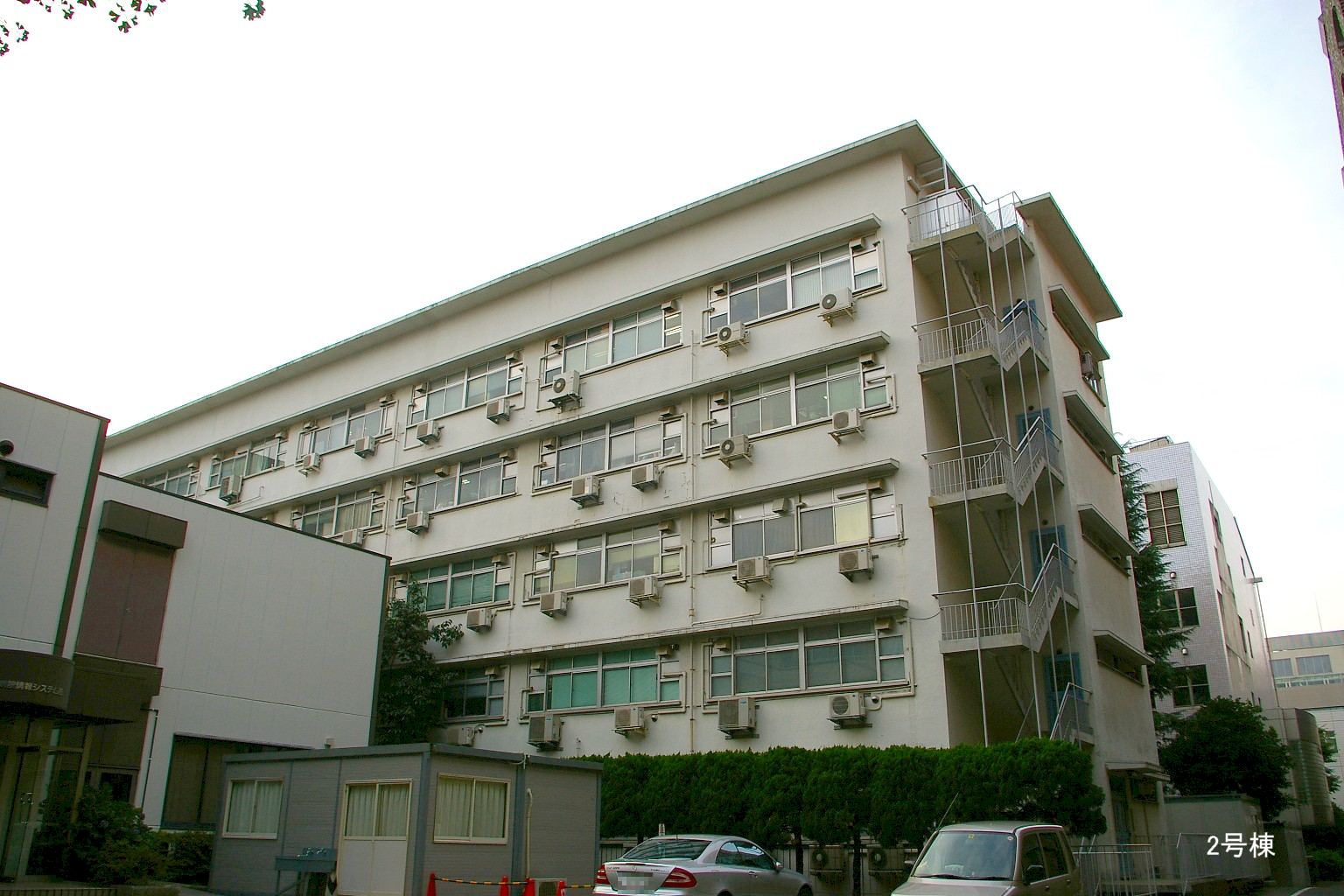
旧2号棟

旧リハビリテーション棟
病院情報システム部、リハビリテーションセンター
内分泌検査棟
- 旧リハビリテーション棟
- 内分泌検査棟

包括先進医療センター棟
第1,第2MR棟
SIGNA 1.5T, SIGNA 0.5Tが設置されている。
CTスキャナー棟
霊安室
- 包括先進医療センター棟
- 第1,第2MR棟
- CTスキャナー棟
- 霊安室

#### 教育・研究施設

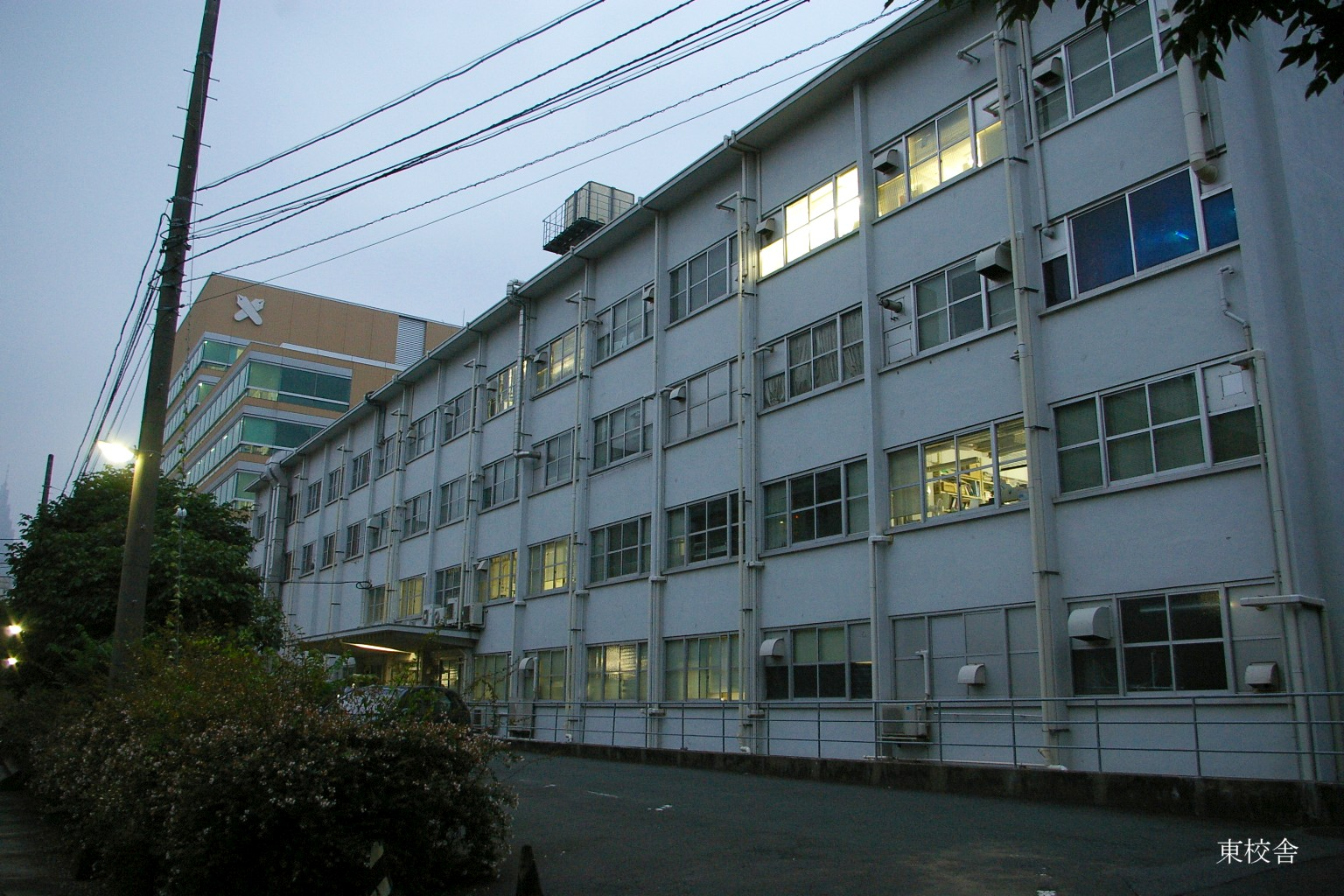
東校舎
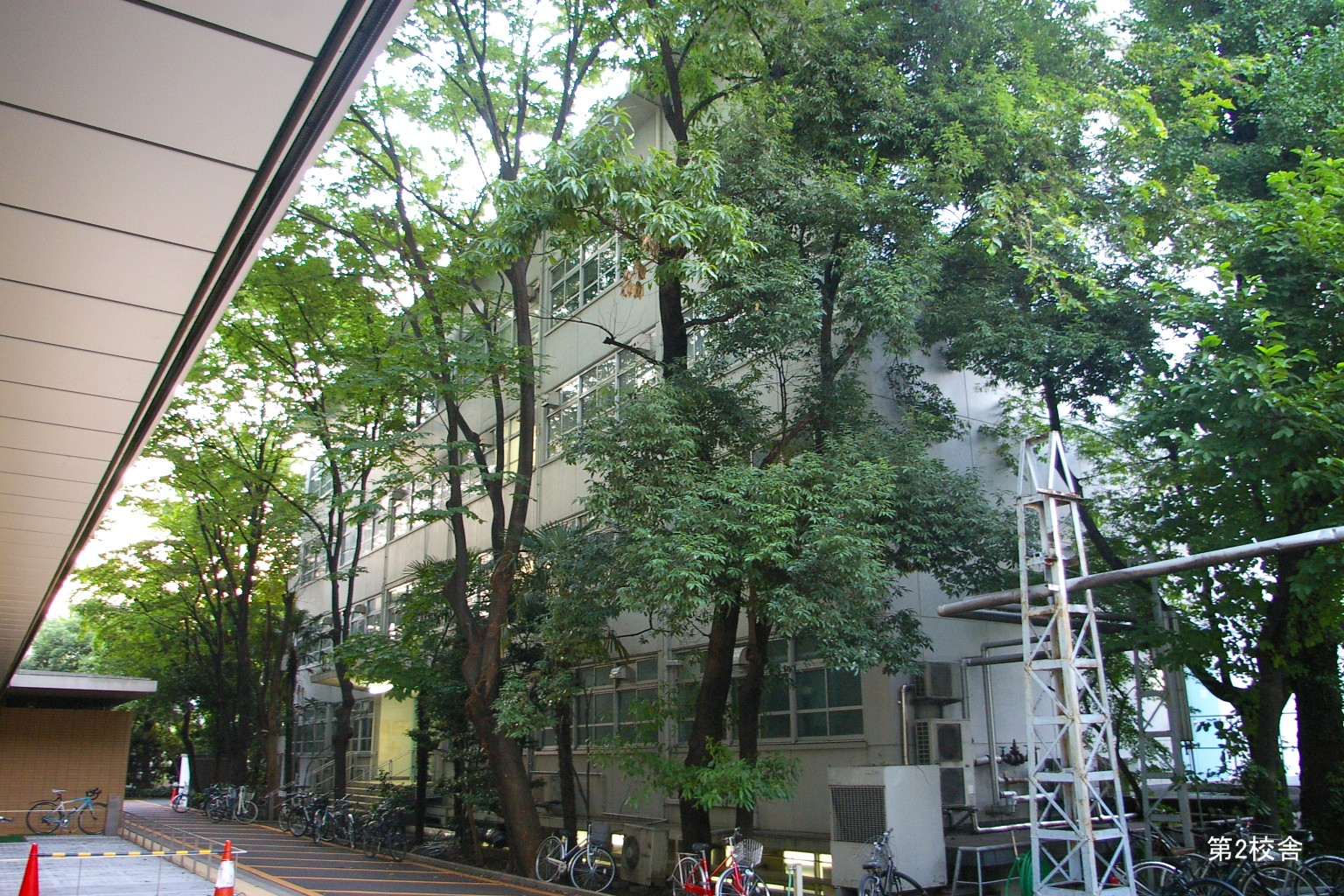
第2校舎
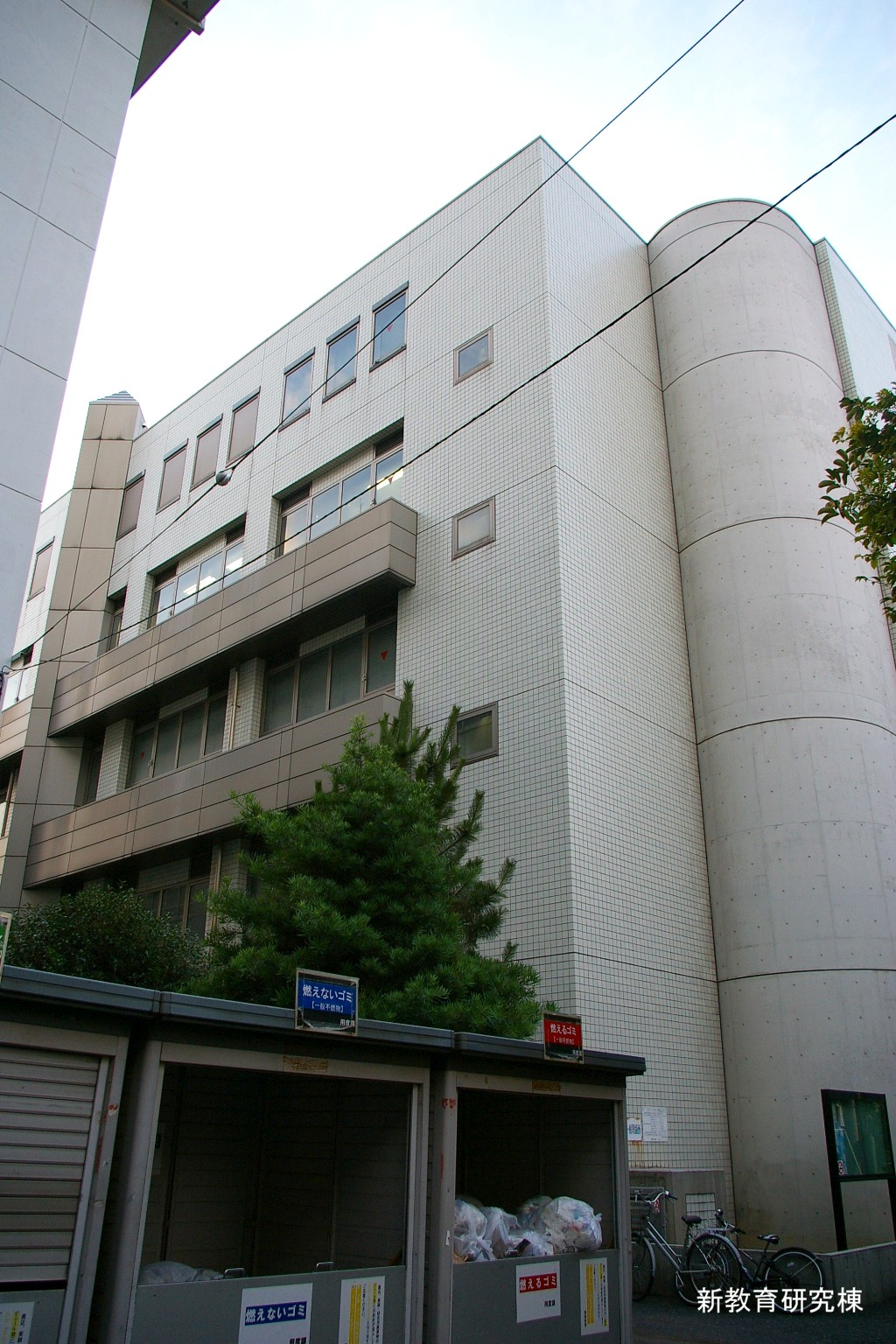
新教育研究棟
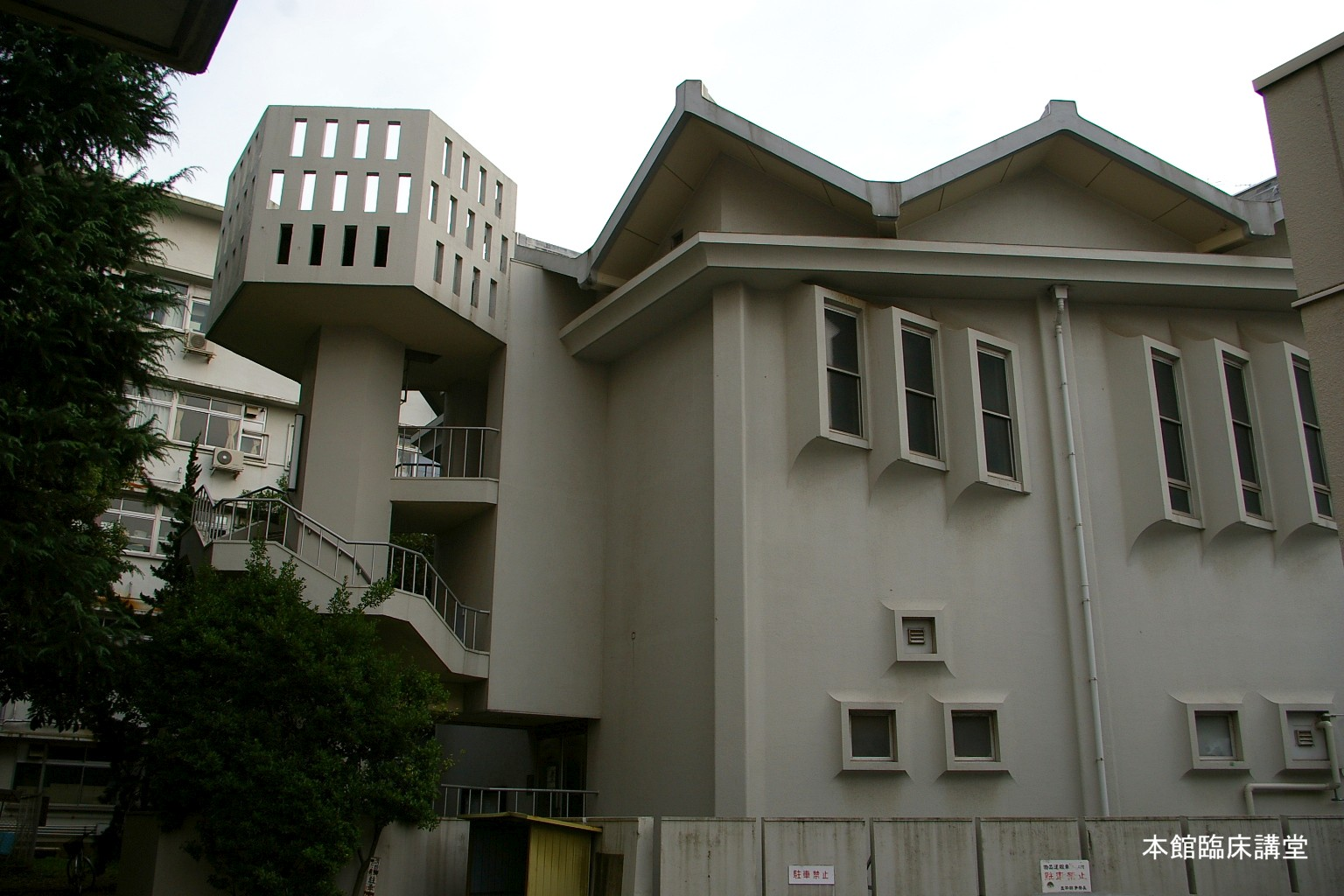
本館臨床講堂

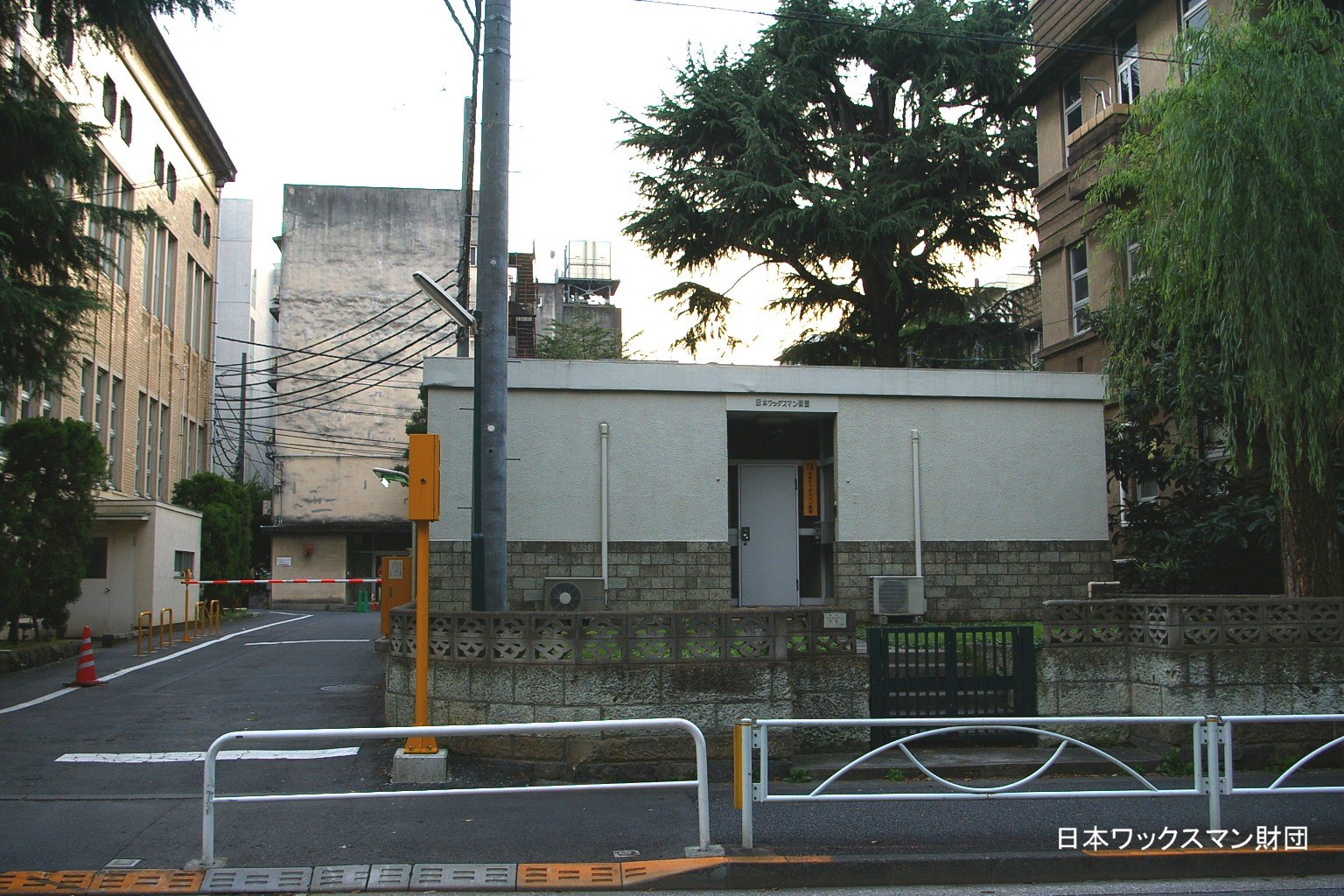
日本ワックスマン財団
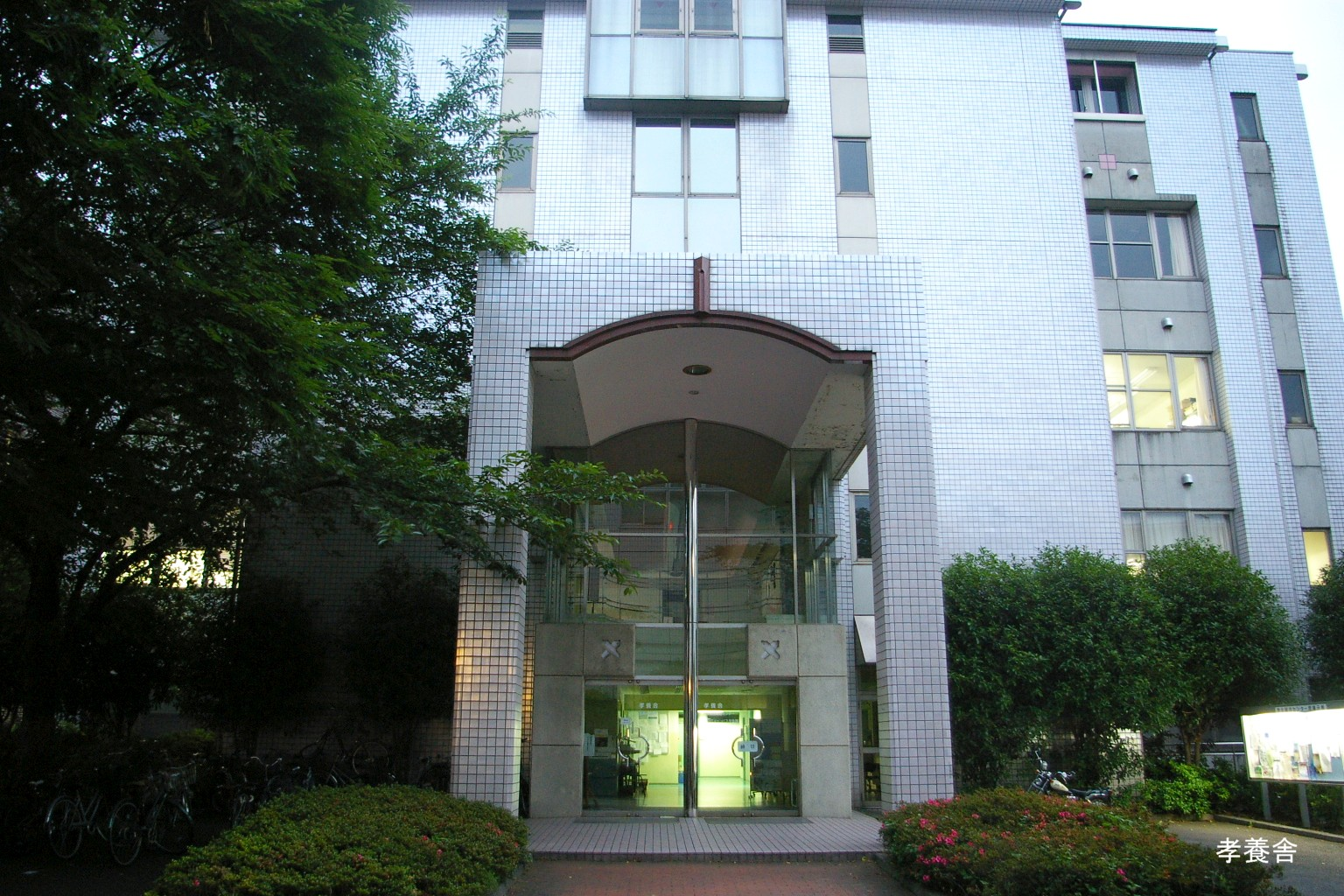
孝養舎
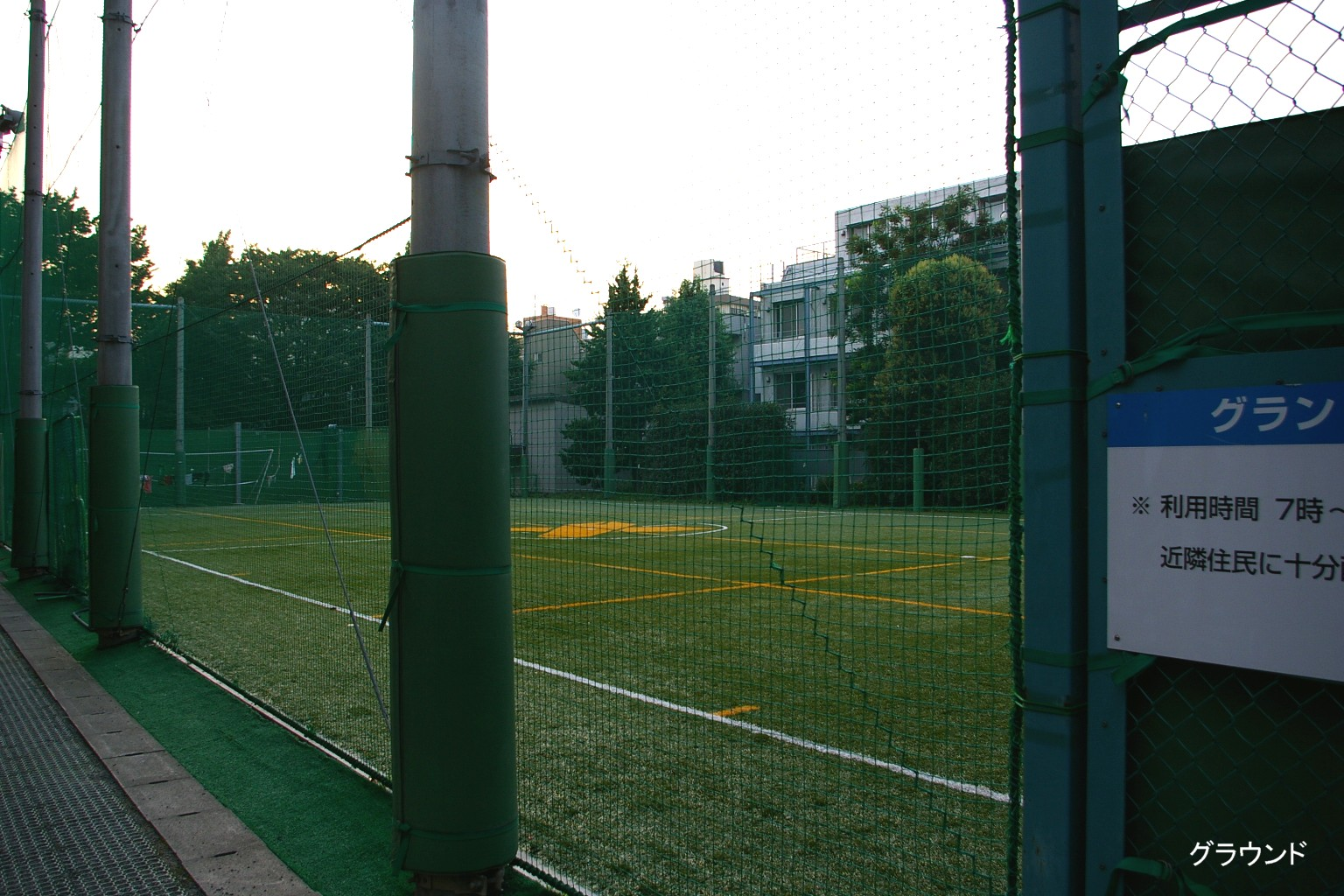
グラウンド
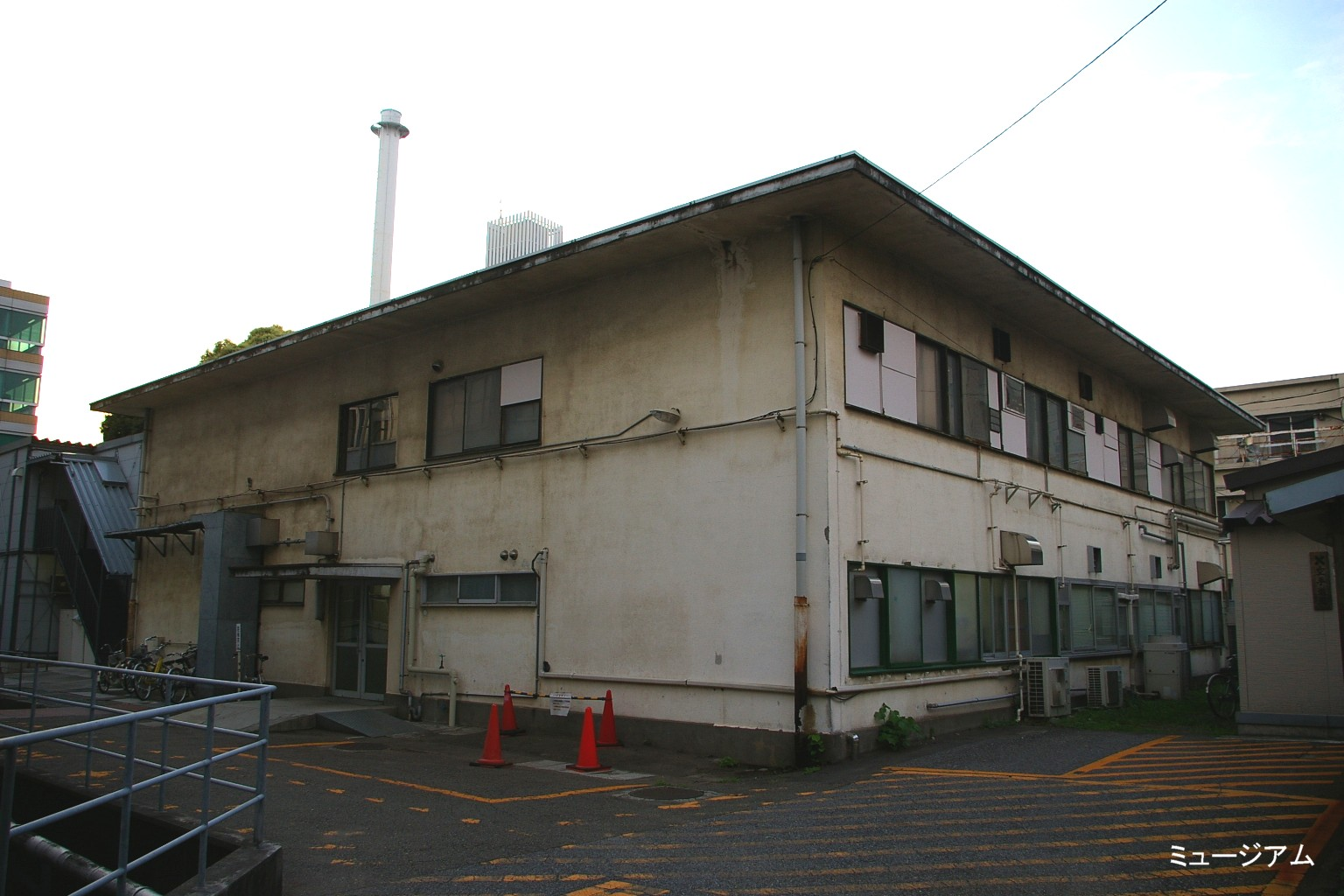
ミュージアム

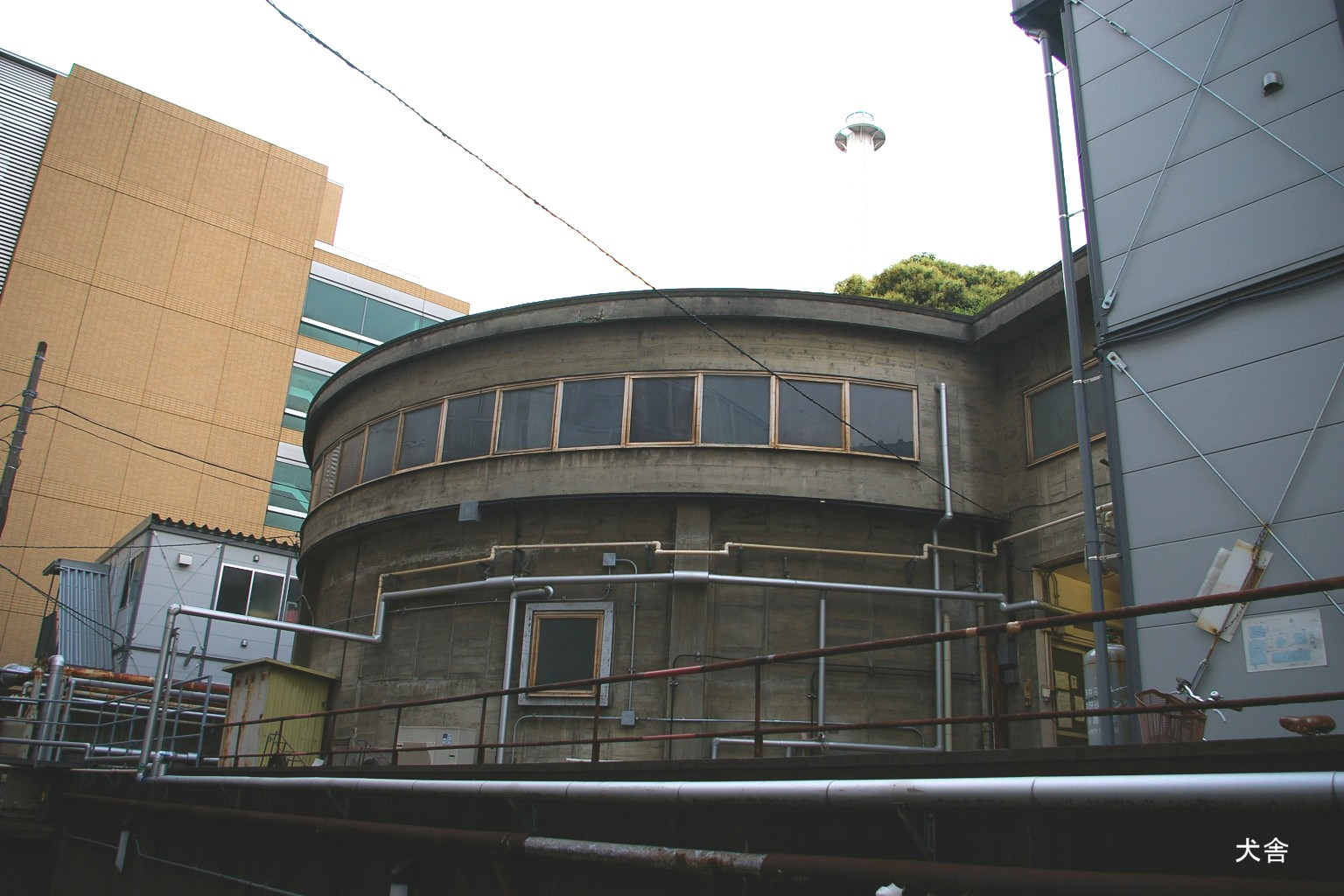
犬舎
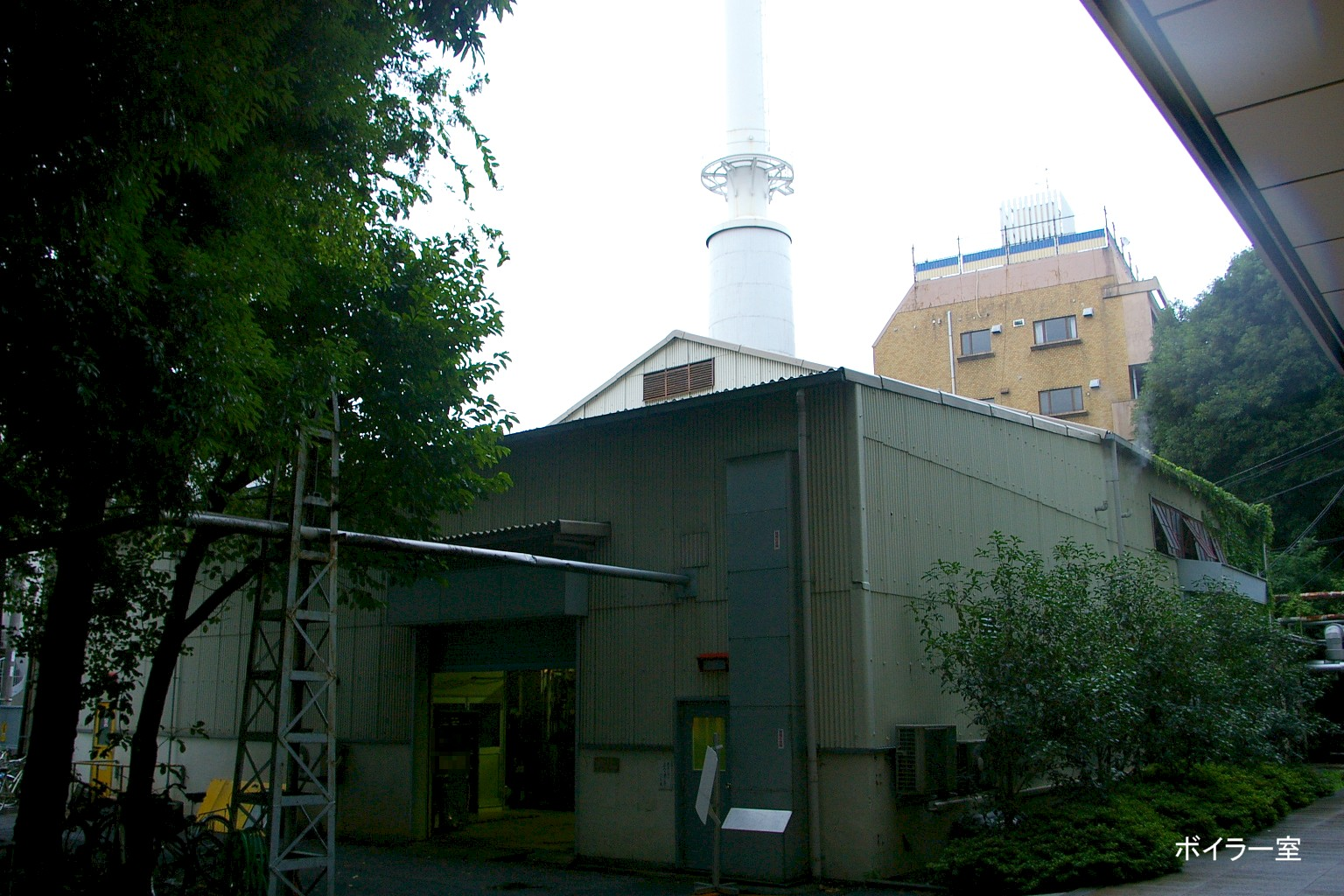
ボイラー室

東校舎
1957年（昭和32年）11月竣工。設計：谷口吉郎、施工：清水建設。地下1階・地上4階建塔屋付。延床面積：4387.3m2。
建設に際してロックフェラー財団から1億円の寄付があった。
第二校舎
1961年（昭和36年）10月竣工。設計監理：三菱地所、施工：鹿島建設。地下1階・地上4階建。延床面積：2,830.4m2。
建設に際してチャイナ・メディカル・ボードからの寄付があった。
PBLルーム
新教育研究棟
1996年（平成8年）竣工
講堂、セミナールームは各種研究会や会合に利用されている。
本館臨床講堂
1969年（昭和44年）5月竣工。地下1階・地上2階建。延床面積：766.99m2。
臨床講義用階段教室
- 東校舎
- 第2校舎
- 新教育研究棟
- 本館臨床講堂

日本ワックスマン財団
1957年11月21日設立
1952年12月、セルマン・エー・ワックスマン博士がノーベル生理学医学賞授賞式の帰途「北里柴三郎生誕百年祭」の招聘により来日した際に設立された。
孝養舎
看護学部の校舎として使われている。主に1・2年次は湘南藤沢キャンパス (SFC)・看護医療学部校舎を3・4年次の学生は本校舎を使用する。
学生総合センター、学事課、自習室、体育室
グラウンド
ミュージアム
- 日本ワックスマン財団
- 孝養舎
- グラウンド
- ミュージアム

犬舎
ボイラー室
- 犬舎
- ボイラー室

#### その他（厚生施設など）

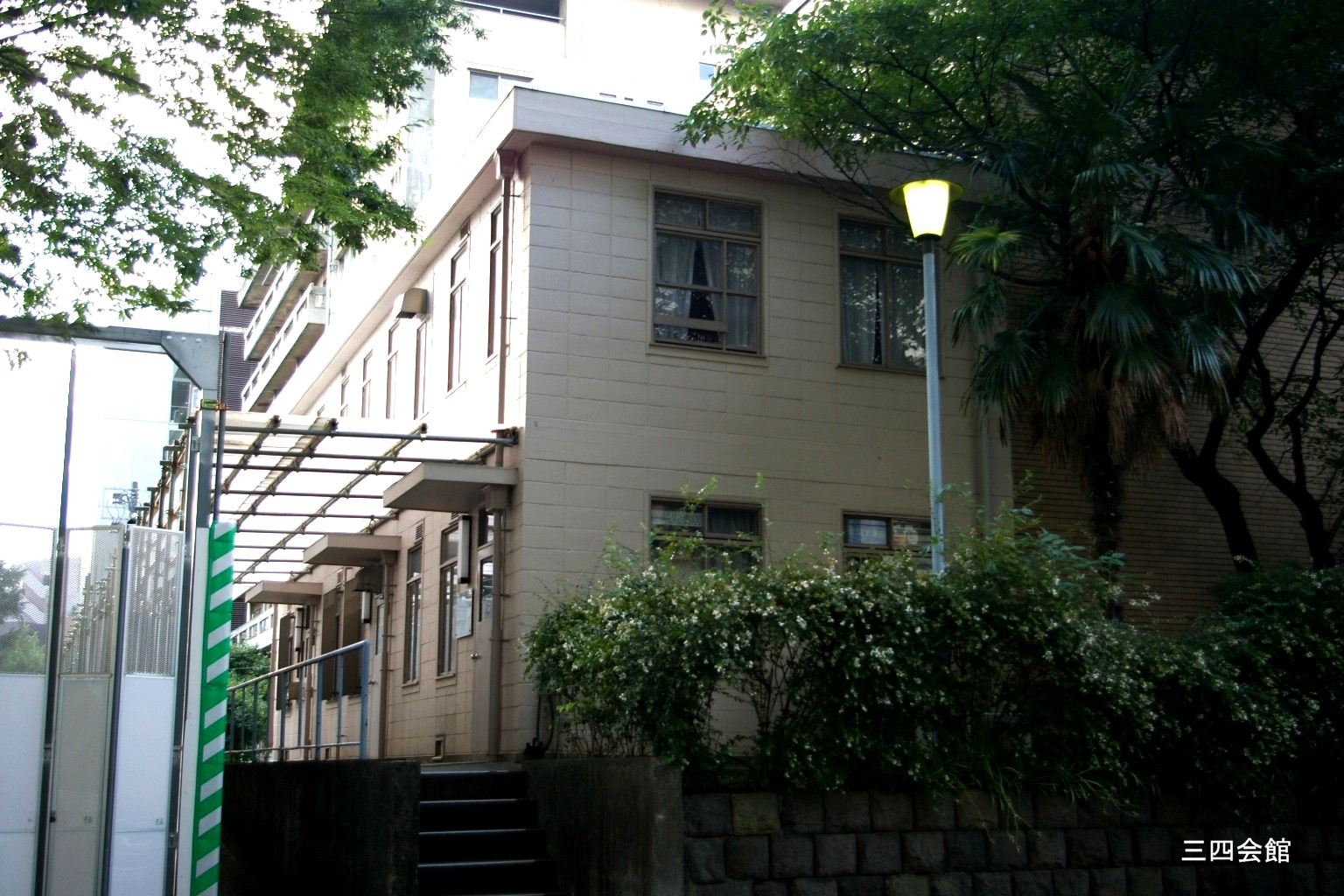
三四会館

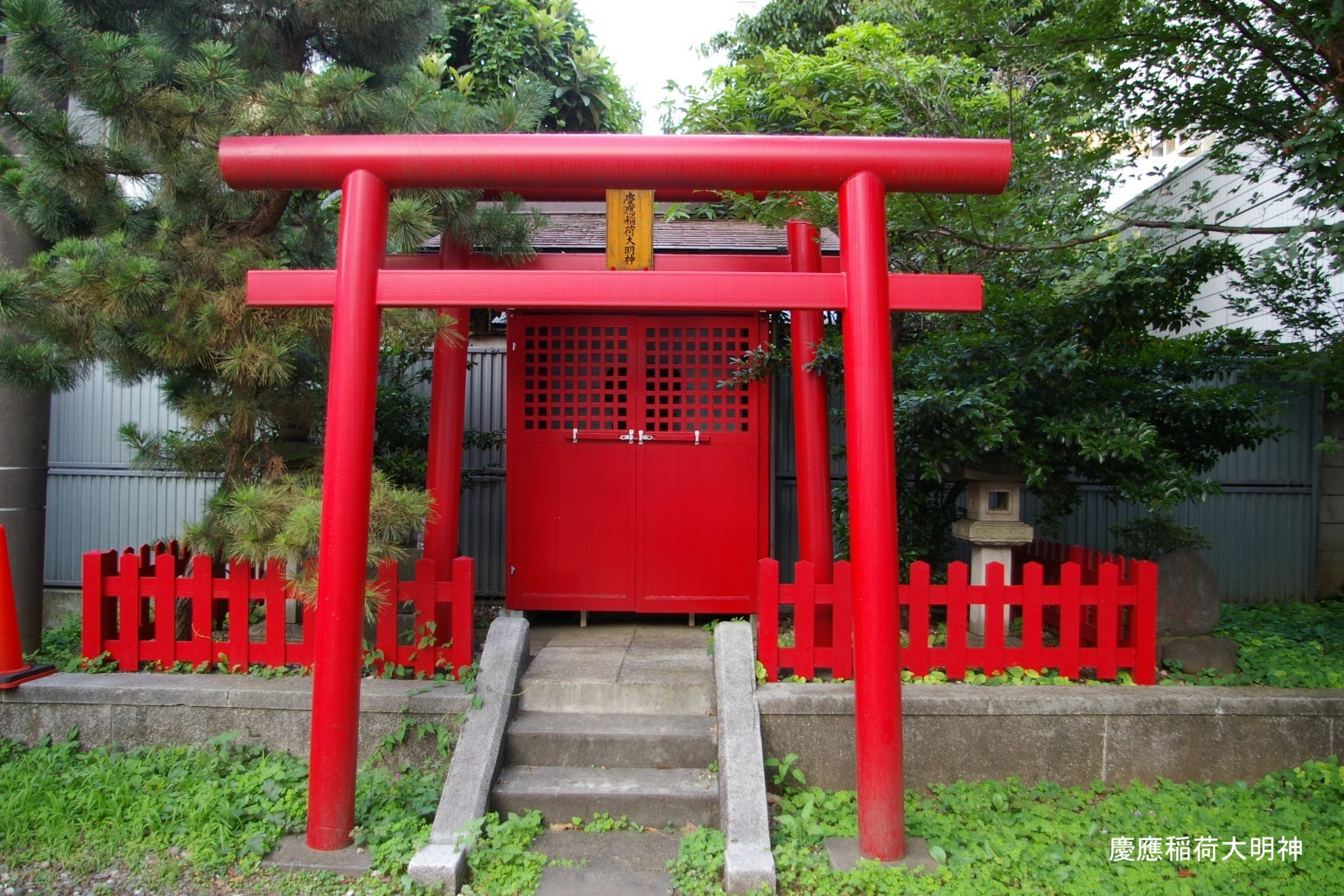
慶應稲荷大明神

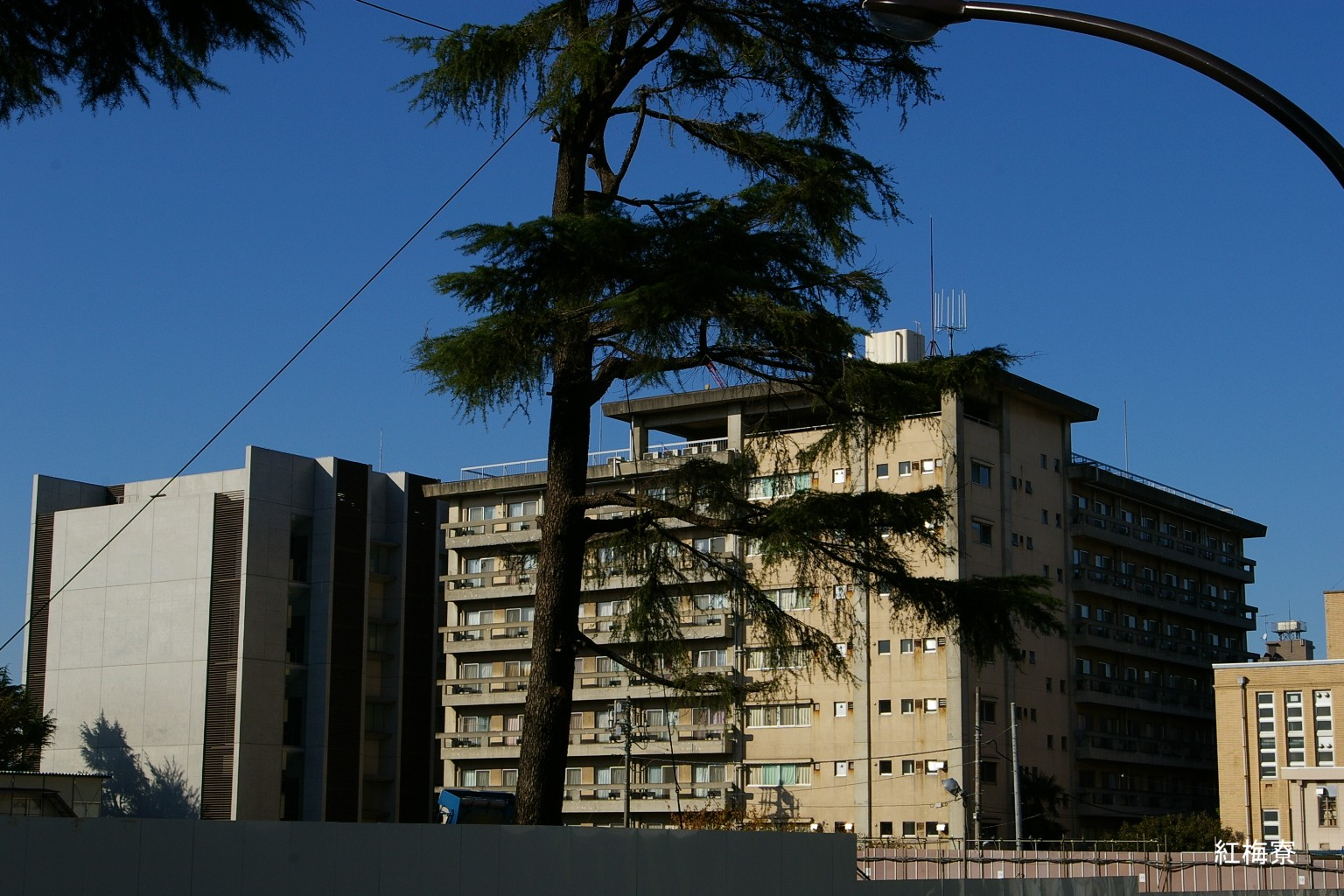
紅梅寮
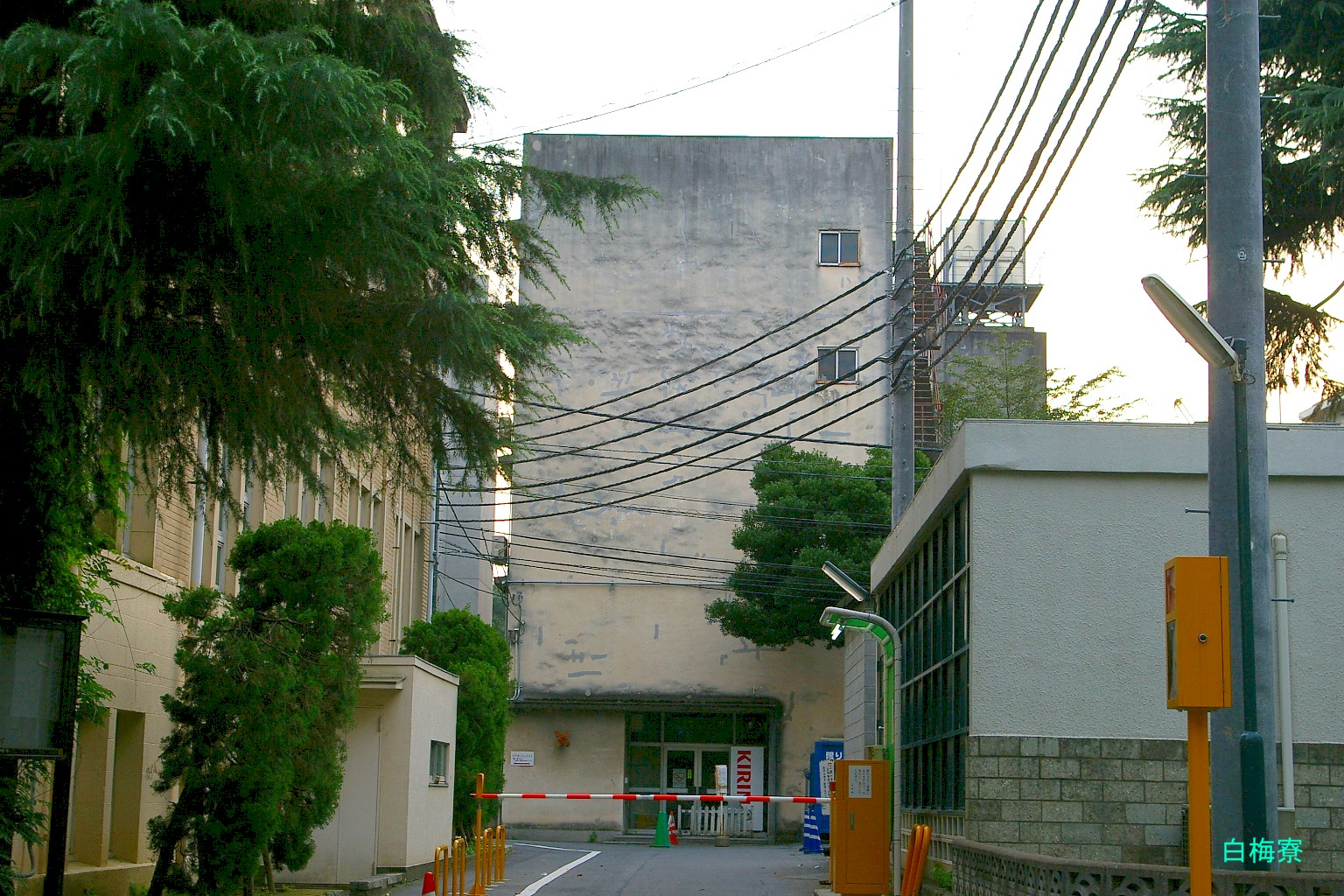
旧白梅寮
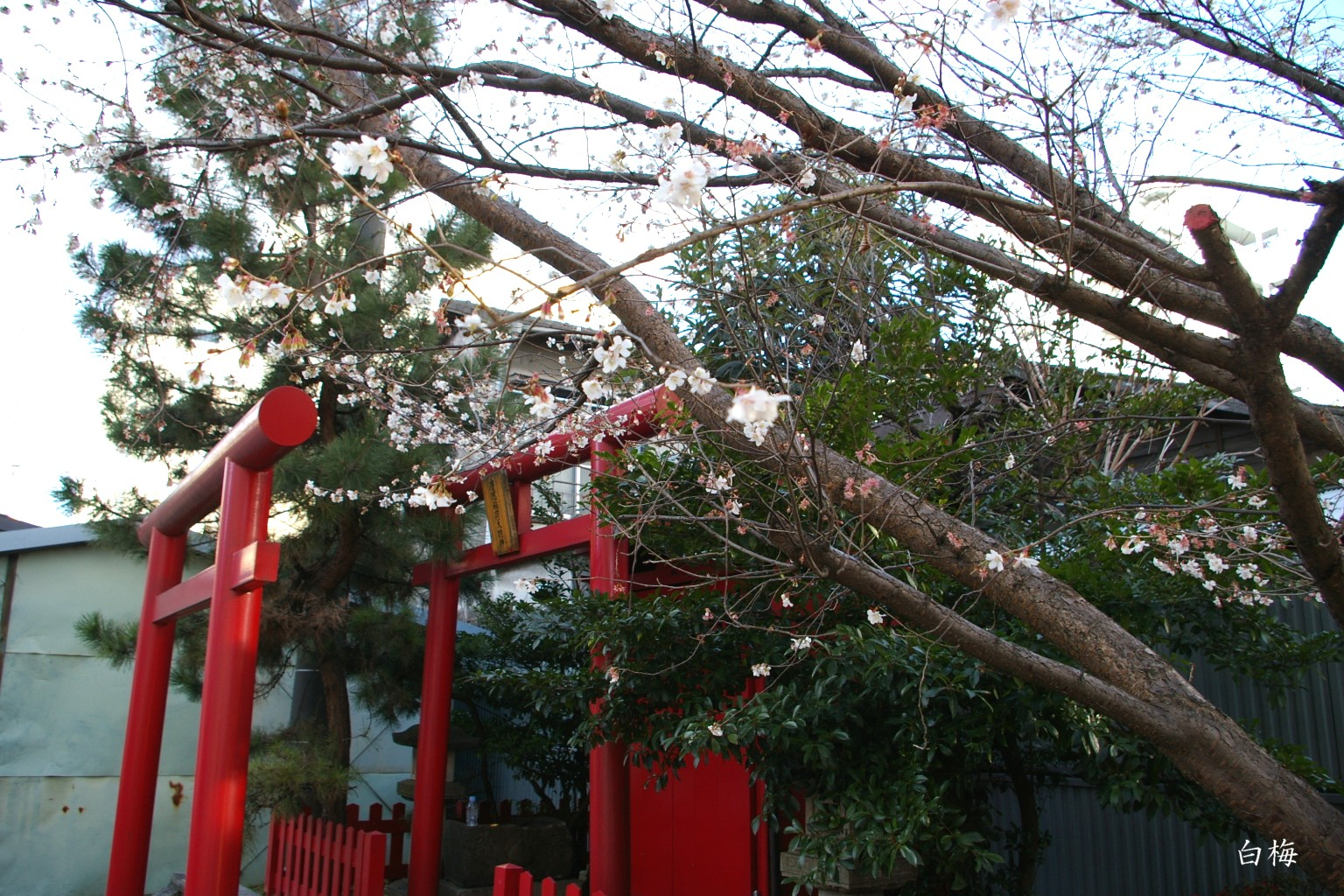
慶應稲荷大明神脇白梅

| 信濃町煉瓦館 |  | 食養研究所跡地記念碑 |
| 信濃町煉瓦館 |  | 食養研究所跡地記念碑 |

信濃町煉瓦館
1995年（平成7年）5月竣工。地下1階・地上6階建て。敷地面積：2,697.46m2、延床面積：14,402.88m2。設計：内藤設計および清水建設、施工：清水建設および日本国土開発。
旧食養研究所の跡地に建てられた。現在は国際医学情報センター（IMIC）、オフィス、商業施設として利用されている。
南端に食養研究所跡地記念碑と研究所の壁の一部がある。
三四会館
1966年（昭和41年）5月12日竣工。建坪144m2。北里記念医学図書館の南側にある。
三四会（医学部同窓会）事務局などが入っていたが、建物の非耐震構造が問題となったため、館内の各組織は2013年（平成25年）に現在の2号館に移転した。
慶應稲荷大明神
1933年（昭和8年）鎮座
慶應義塾塾内に存在する神社であり、受験シーズンには慶應義塾ほか医、歯、薬学部（慶大に限らず）合格祈願の受験生の参拝が見られる。（仔細については単独記事「慶應稲荷大明神」を参照のこと）
紅梅寮
1974年（昭和49年）竣工。慶應稲荷大明神脇にかつて存在した紅梅が名称のいわれ。
旧白梅寮
1957年（昭和32年）竣工。慶應稲荷大明神脇の白梅が名称のいわれ。老朽化のため2015年末に解体された。
- 紅梅寮
- 旧白梅寮
- 慶應稲荷大明神脇白梅

食堂
百花百兆
大学病院正面玄関脇で営業していたが閉店した。
壁面に処方箋待ちの番号を表示するディスプレイが設置されていた。
コーヒー・ショップ
STARBUCKS COFFEEが1号館1階にある。
花屋
かつては花喜太慶應義塾大学病院正門店があったが、現在は新宿区南元町店のみとなっている。
生協購買部
2号館裏手にある。外部に医療用品を含めた自動販売機が設置されており、夜間の需要に対応している。
グリーンズカフェ
職員食堂。2022年（令和4年）閉鎖。

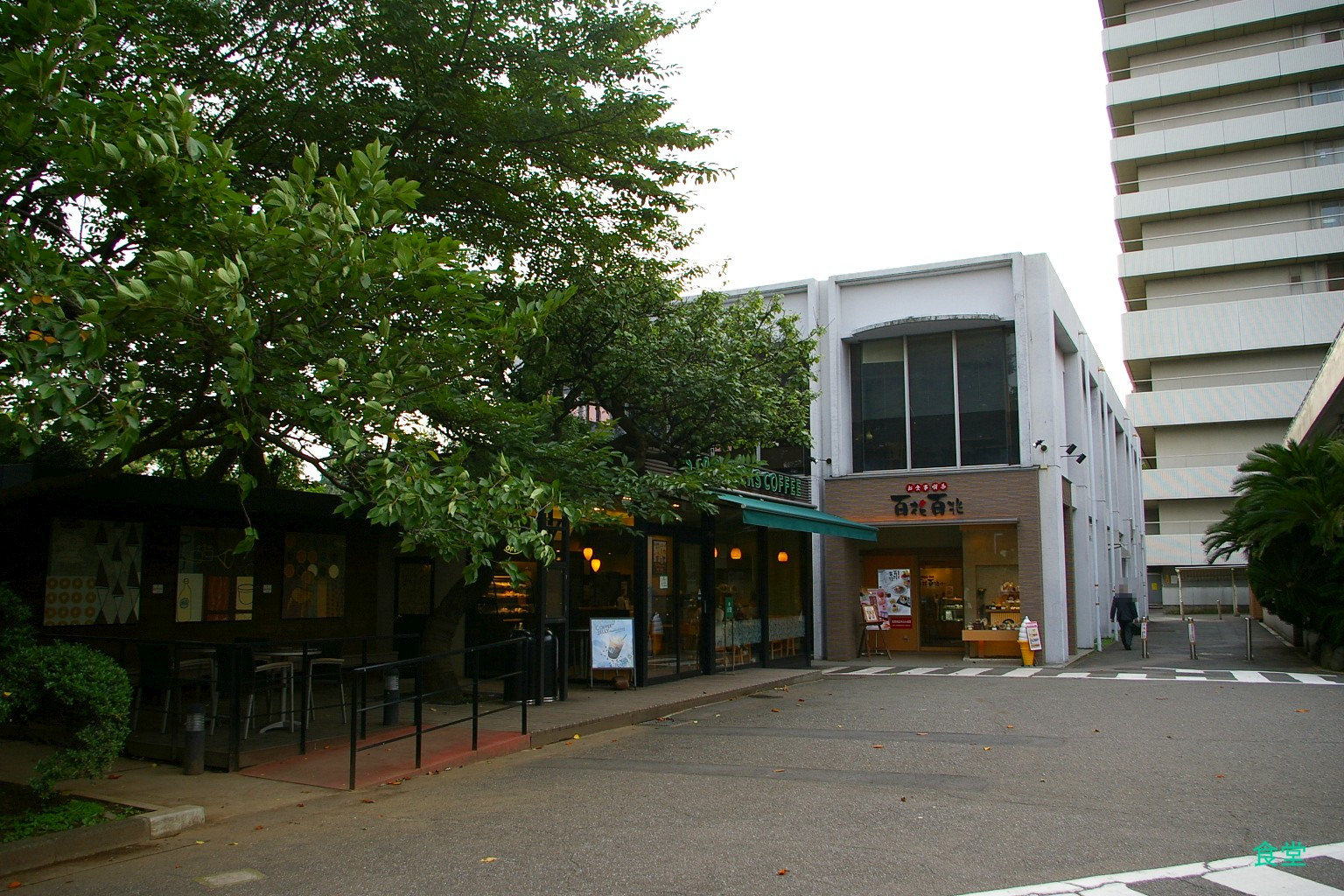
『百花百兆』（閉店）
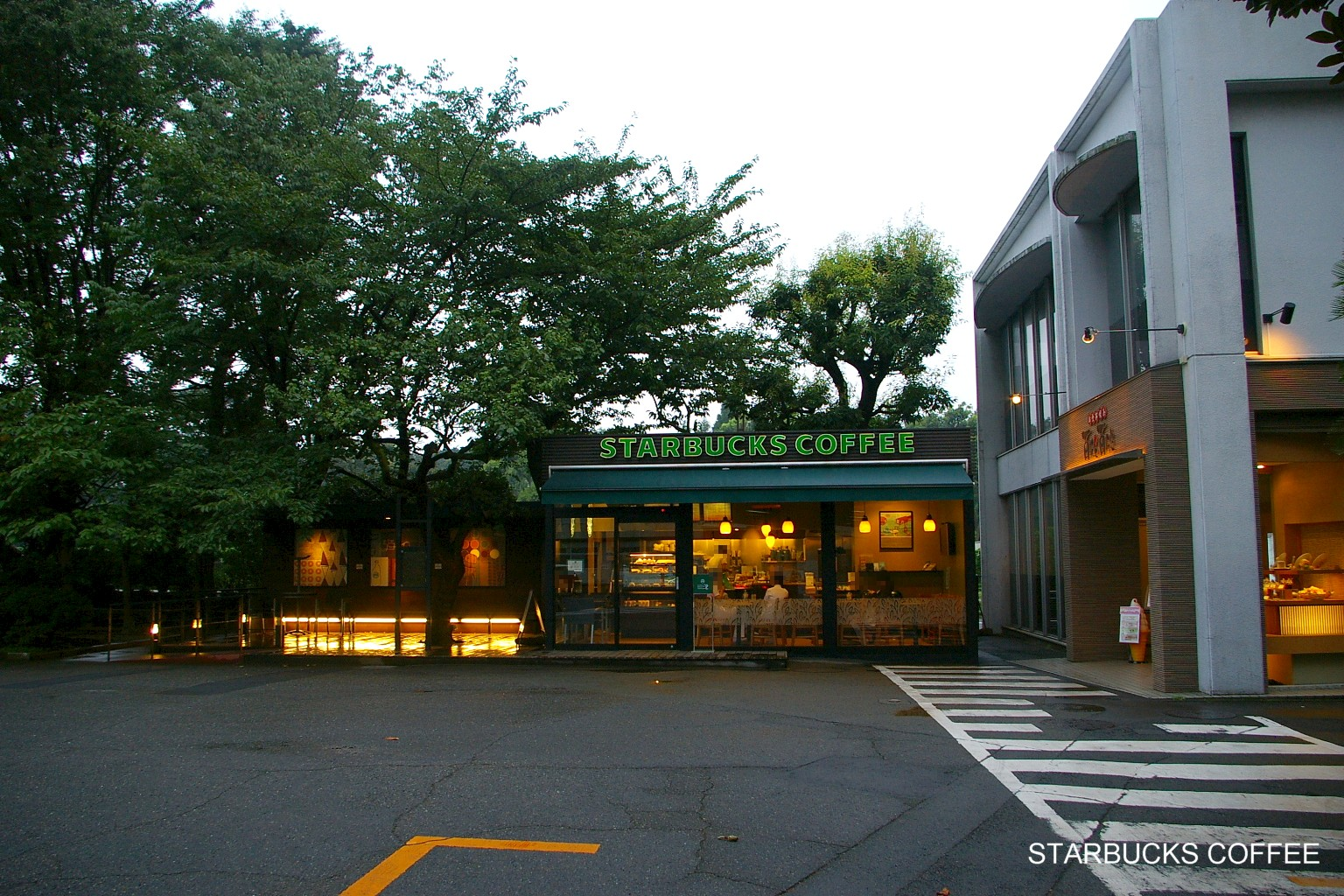
『STARBUCKS COFFEE』
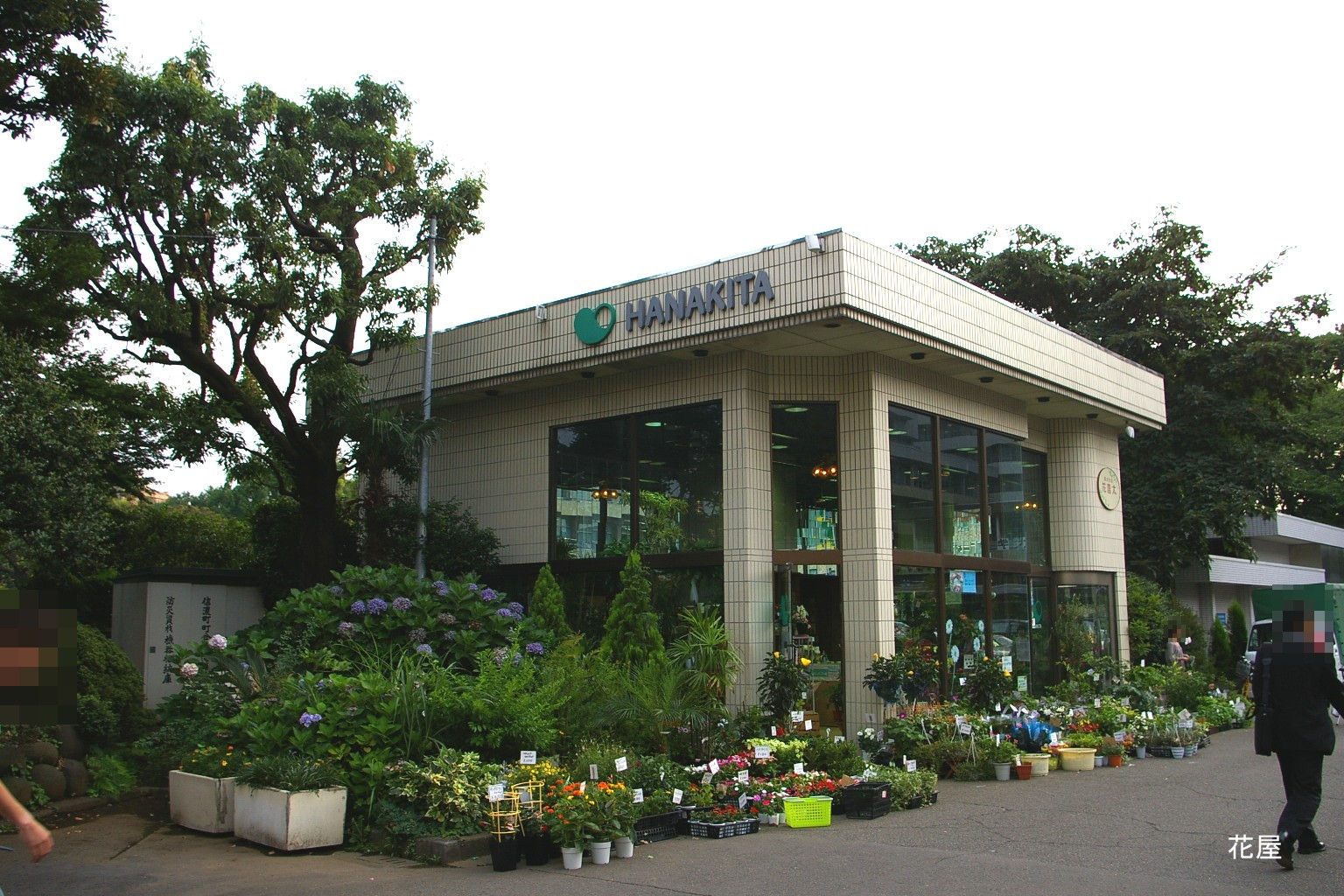
『花喜太』（閉店）
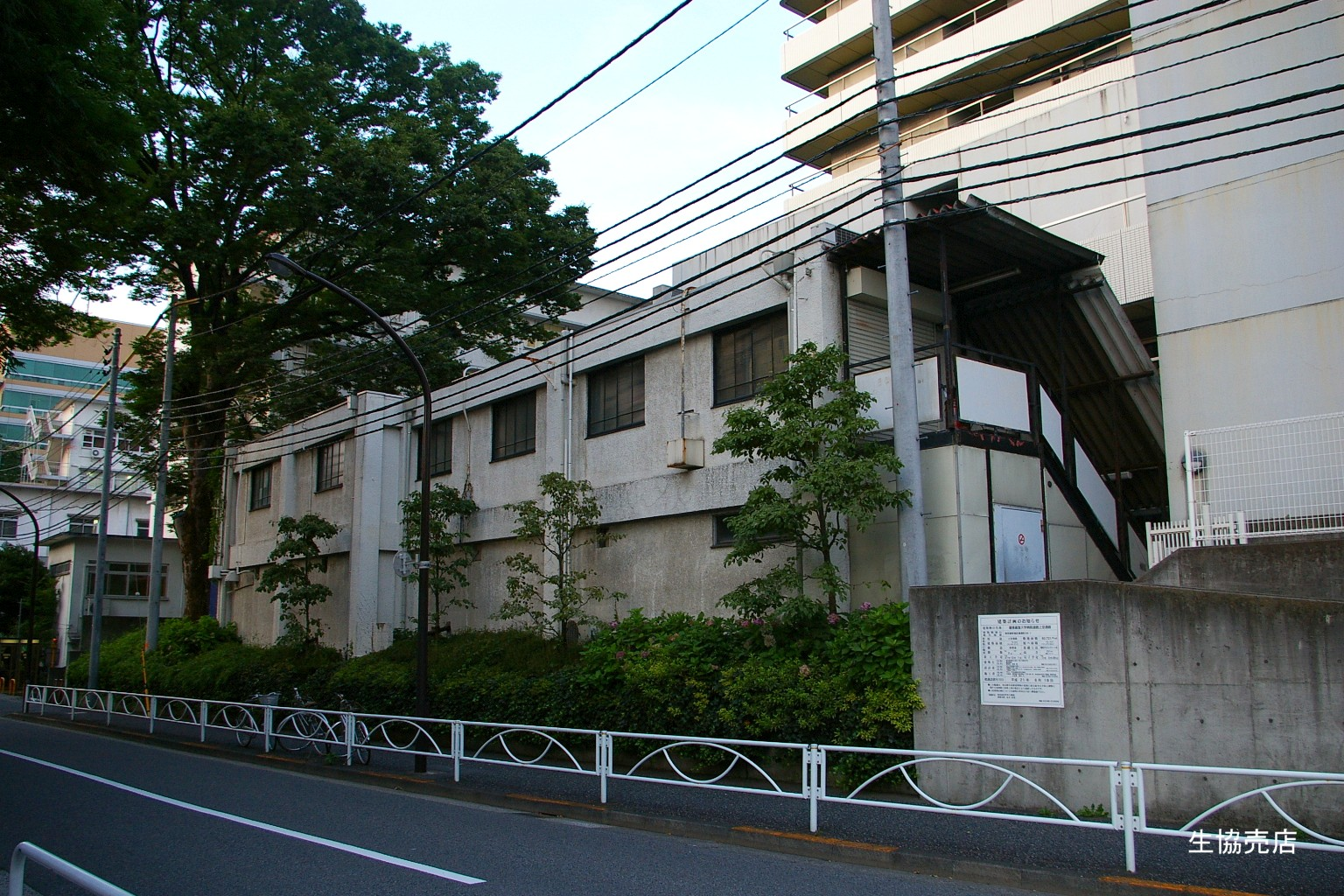
生協購買部
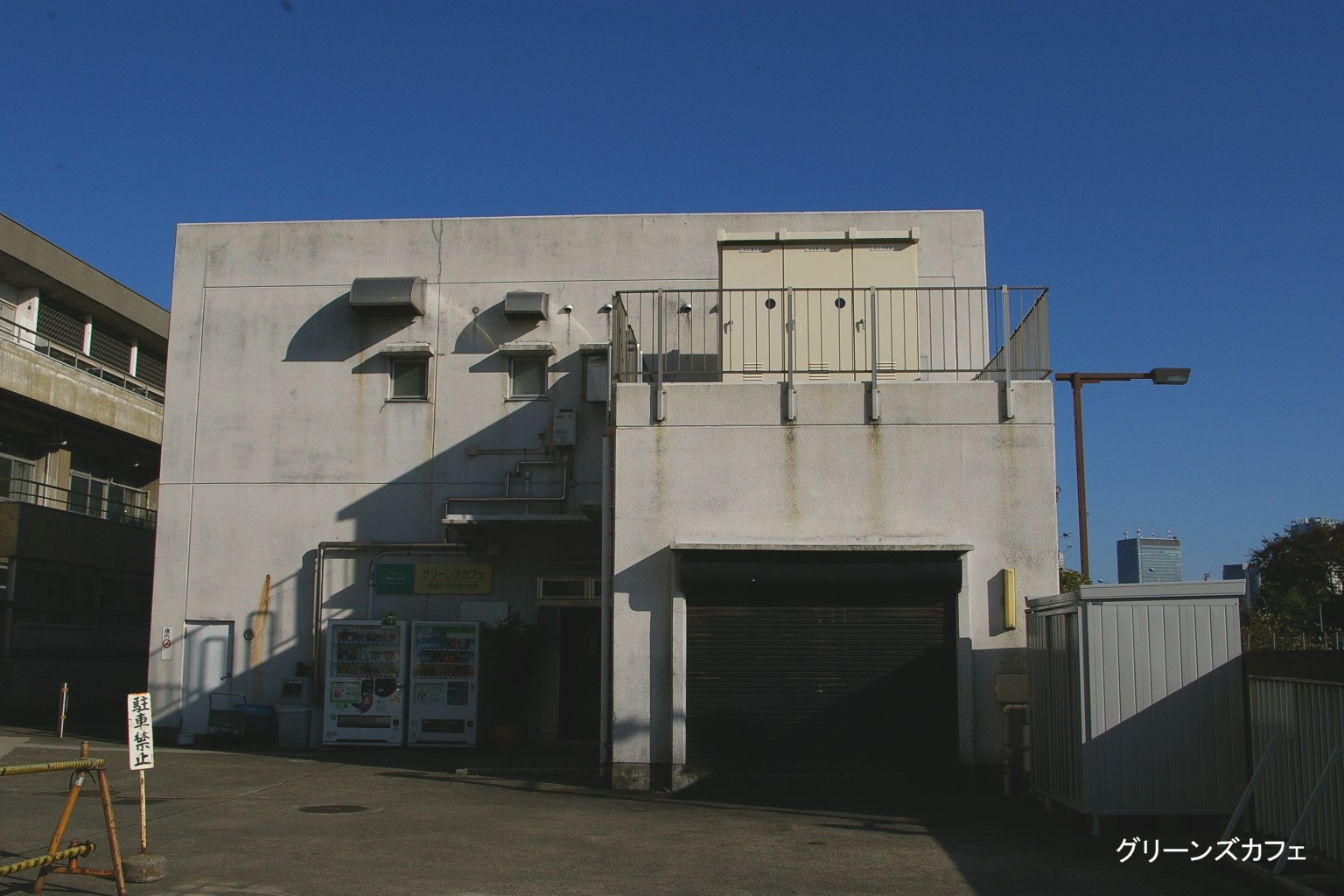
グリーンズカフェ（閉店）

### 矢上キャンパス

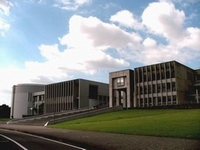
アルファ館

日吉台の北東部に位置する。もともとこの地は1940年（昭和15年）から藤原工業大学の学部用地として入手済みであったが、資材不足のため本格的な建築は行われず、戦後は大部分が農地と化していた。慶應義塾大学工学部（旧藤原工大の合併により発足）は1949年（昭和24年）から小金井の横河電機工場跡地をキャンパスとして使用していたが、1968年（昭和43年）5月に開かれた評議員会は工学部の矢上移転を承認。1972年（昭和47年）3月に移転を完了した。

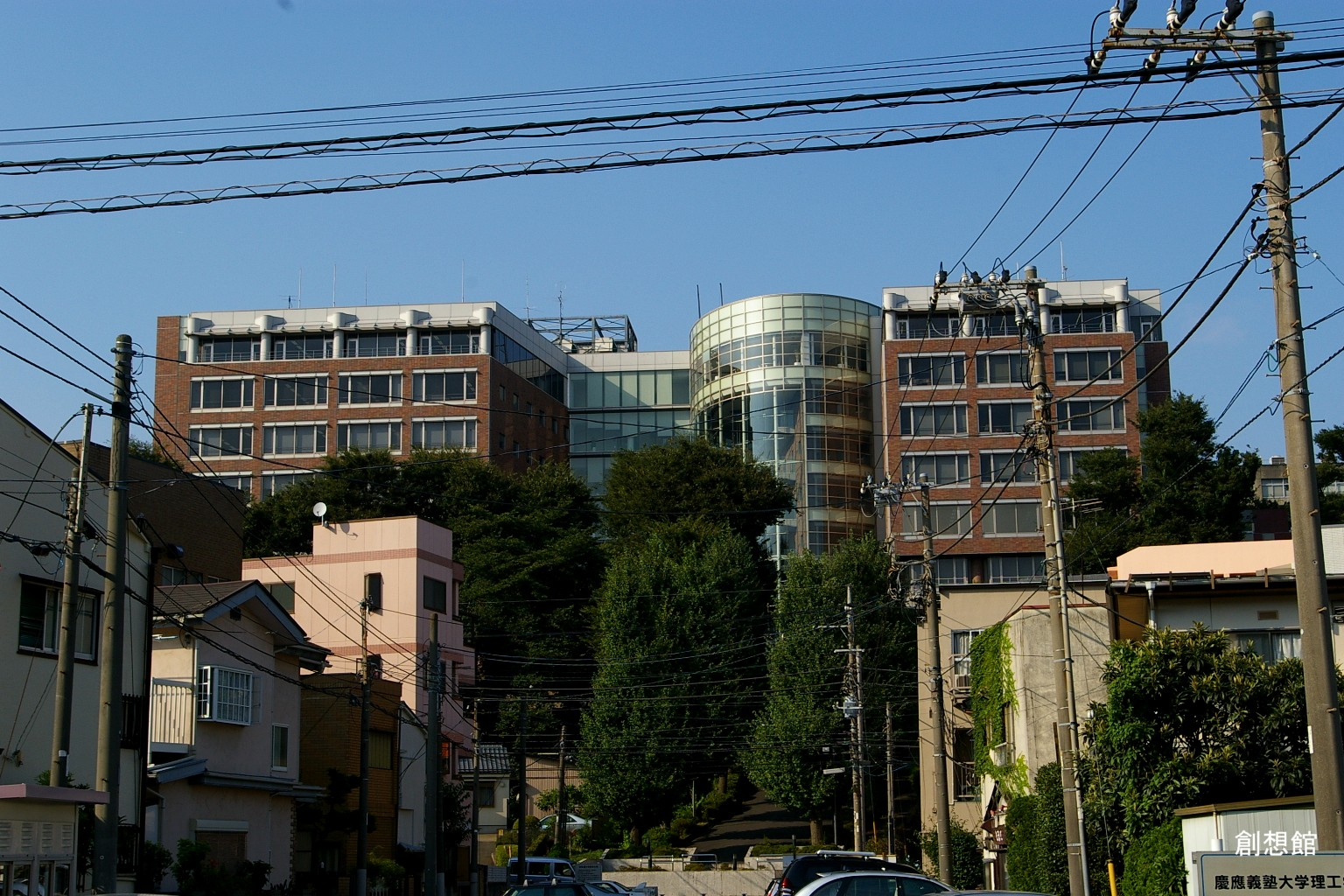
創想館
2000年（平成12年）に竣工。地下2階、地上7階、塔屋1階建築面積 2,978m2
延床面積 21,286m2。施工は錢高組が担当。セミアクティブ免震構造を採用し、日本免震構造協会賞・技術賞（特別賞）を受賞している。名称は、理工学部の理念を実現する、「創造と想像の拠点」といった意味が込められている。
地階閲覧室は全館閉館後も24時まで開室している。

### 湘南藤沢キャンパス
- 1990年（平成2年） 神奈川県藤沢市に湘南藤沢キャンパスを設置、総合政策学部・環境情報学部を開設.。
- 1992年（平成4年） 湘南藤沢中等部・高等部が開校。
- 2001年（平成13年） 看護医療学部を開設。

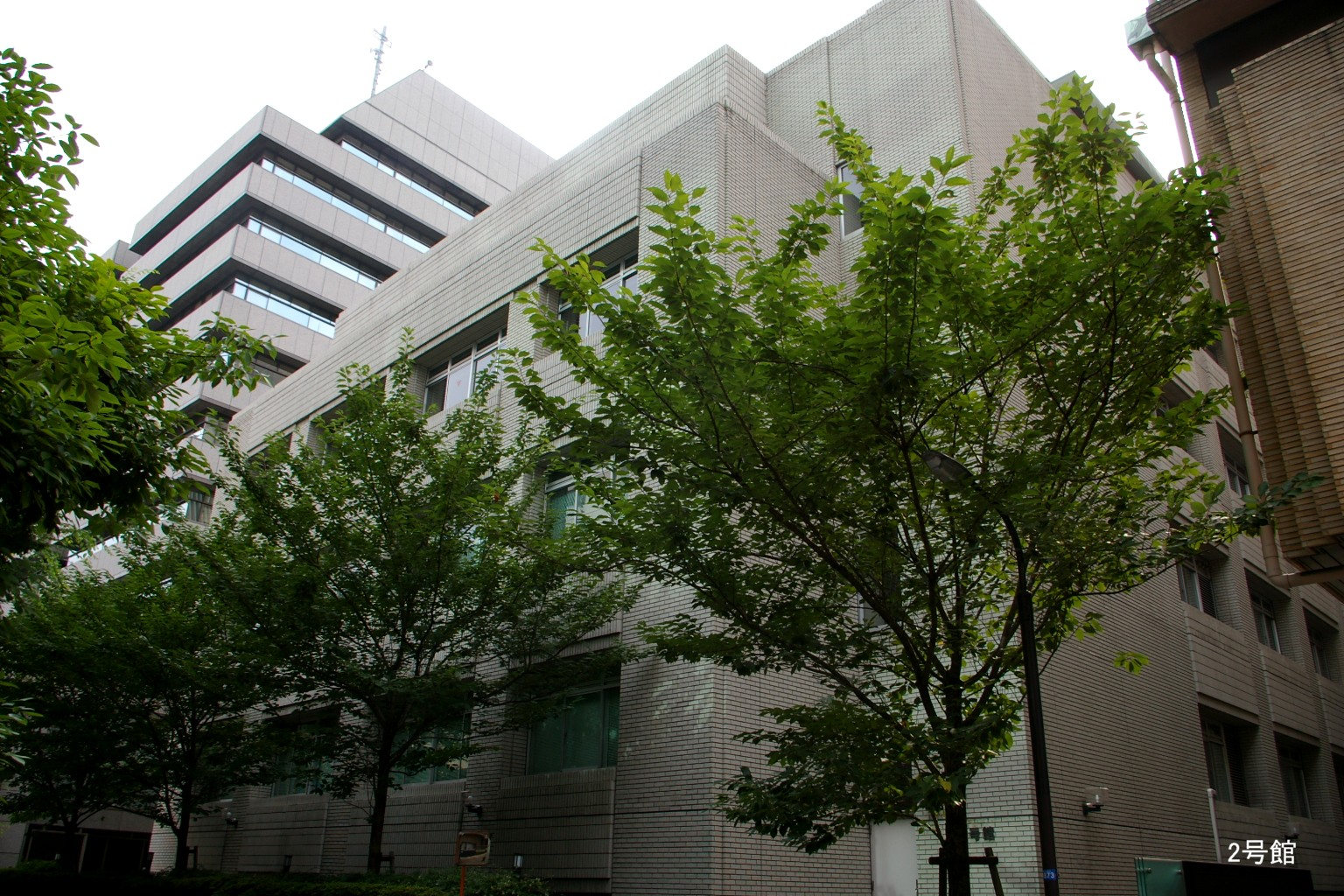
2号館

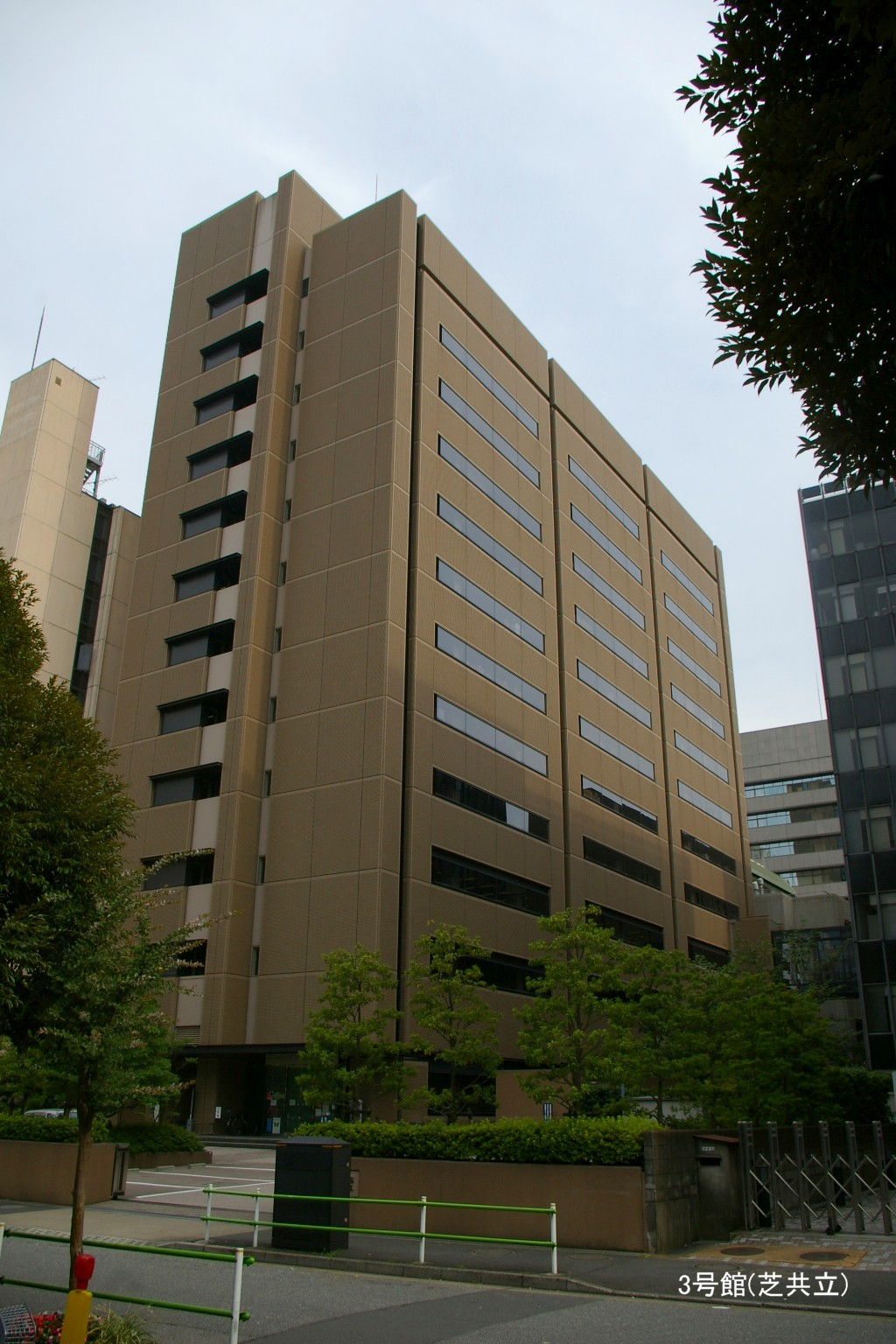
3号館

アルファ館（本館）
学部長室、事務室

### 芝共立キャンパス
- 2008年（平成20年） 学校法人共立薬科大学との合併により薬学部・大学院薬学研究科を開設

これにより芝キャンパス、浦和キャンパスが慶應義塾の施設として新たに加わることになった。
1号館
正面玄関が設置されている。交通の頻繁な日比谷通りに面しているが、道路までの間に芝公園がありそれが緩衝地帯の役割をなして騒音を防いでくれている。
屋上庭園が設けてあり、そこから東京タワーの夜景を楽しむことができる。
トレーニングジム、学生ホール、食堂、売店、事務局、マルチメディア講堂、屋上庭園、薬用植物園分園、体育館（多目的ホール）
2号館
記念講堂、学生相談室、講義室、実習室、実験動物飼育室
3号館
2000年（平成12年）竣工
セミナー室、教員研究室、実験室、マルチメディア・コンピュータ室、芝共立薬学図書館（薬学メディアセンター、蔵書は製本68,000冊）、附属薬局、事務局（総務課、経理課）、生体防御薬学研究センター